# Flore du Japon

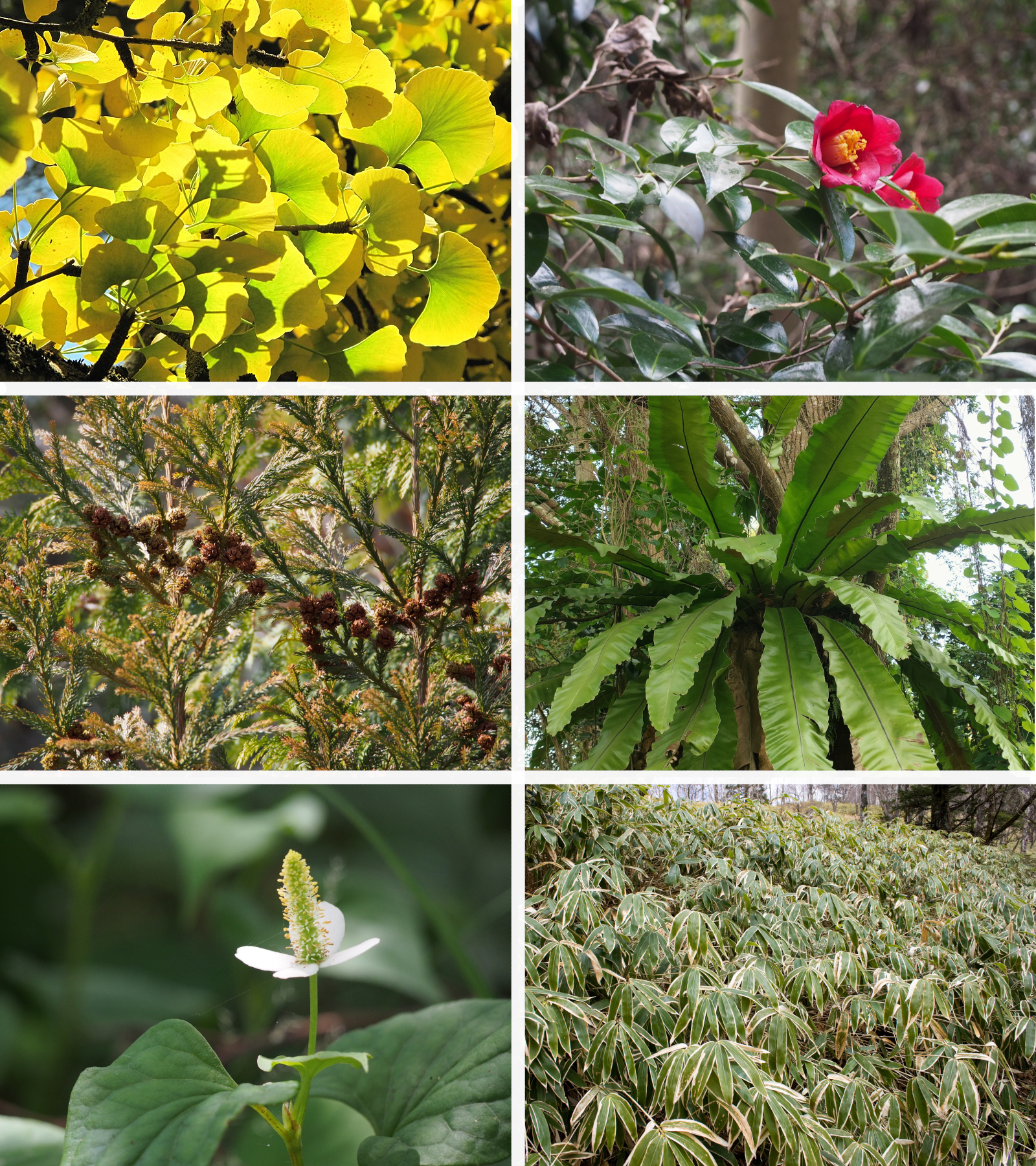
Quelques espèces représentatives de la flore du Japon (différents groupes taxonomiques et différents climats)

La flore du Japon désigne l'ensemble des espèces végétales indigènes ou naturalisées sur l'archipel japonais. Elle comptabiliserait entre 5370 et 5500 espèces de Trachéophytes. En juin 2024, 4582 espèces disposent d'observations sur la GBIF et 5326 taxons ont été observés sur iNaturalist.

Carte topographique du Japon en français

Le terme « Flore du Japon » peut également désigner un ouvrage (ou une série d'ouvrages) décrivant ces espèces.
929 espèces (~ 17%) ont été analysées sur la base des critères de la liste rouge des espèces menacées. Il en ressort que 71 espèces (~ 1,3%) y sont menacées.

## Biogéographie

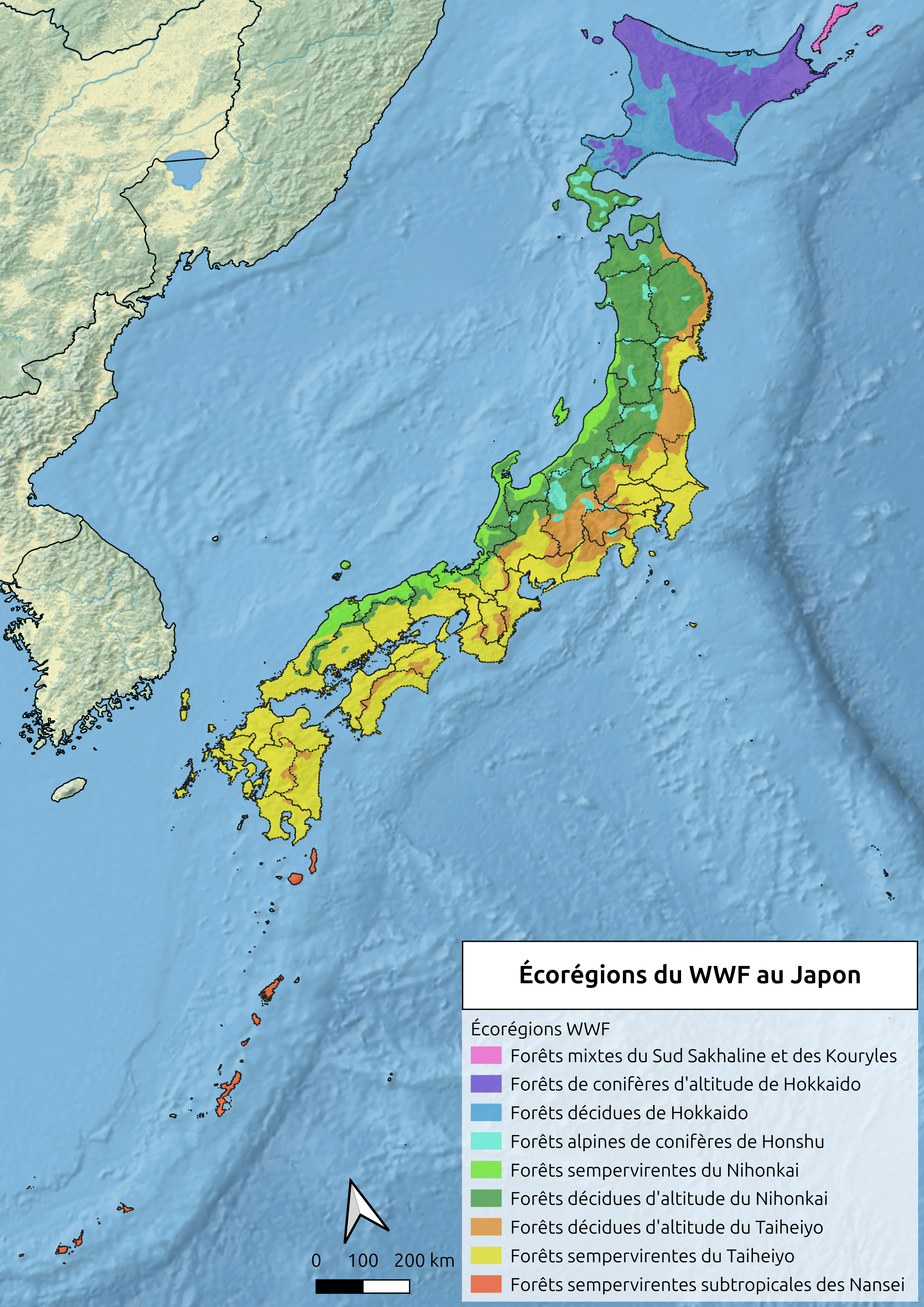
Écorégions du Japon (selon le WWF)

La végétation du Japon peut être divisée en trois grandes régions biogéographiques,, : 
- la zone des forêts des îles japonaises au nord[10], qui est à son tour divisée en sept écorégions : 
  - les forêts de conifères d'altitude de Hokkaidō,
  - les forêts décidues de Hokkaidō,
    - auxquelles sont assimilées les forêts mixtes du Sud Sakhaline et des Kouryles[11]

  - les forêts de conifères alpines de Honshu,
  - les forêts décidues d'altitude du Nihonkai,
  - les forêts sempervirentes du Nihonkai (Mer du Japon[12]),
  - les forêts décidues d'altitude du Taiheiyō (Pacifique[13]),
  - les forêts sempervirentes du Taiheiyō,
- la zone des forêts subtropicales sempervirentes des îles Nansei au sud-ouest[14],[15],

et 
- la zone des forêts subtropicales humides d'Ogasawara au sud.

### Climat

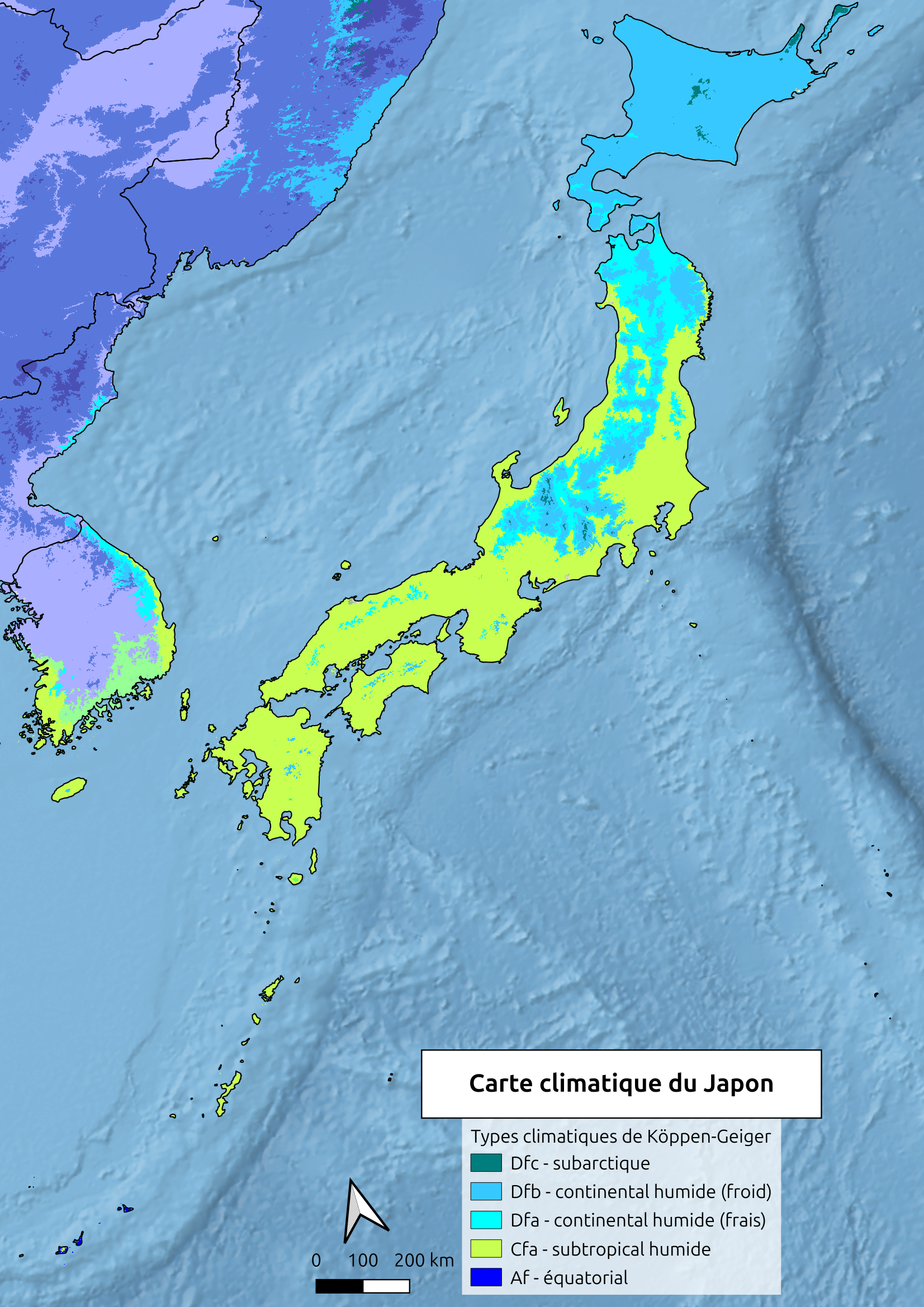
Carte climatique du Japon (classification de Köppen-Geiger)

De par sa situation insulaire, le climat du Japon est de type humide. La grande extension latitudinale de l'archipel lui confère des écarts de types climatiques importants, allant d'un climat équatorial pour les îles les plus méridionales, les principales îles étant partagé entre climat subtropical au sud et continental humide au nord, jusqu'à un climat subarctique restreint aux plus hauts sommets de Honshu et de Hokkaido.
Le versant oriental ouvert sur l'Océan Pacifique (太平洋 ( たいへいよう ), Taiheiyō) est exposé à une mousson d'été apportée par des vents du sud-est. Ses hivers sont en revanches plus secs.
Au contraire, le versant occidental donnant sur la Mer du Japon (日本海 (にほんかい), Nihonkai) est arrosé par une mousson hivernale du nord-ouest donnant d'abondantes chutes de neiges.

Sur les îles subtropicales des Ryūkyū (琉球諸島, Ryūkyū shotō?) (archipel Nansei), les typhons sont fréquents entre juillet et octobre, apportant d'importantes précipitations et des vents très forts. 

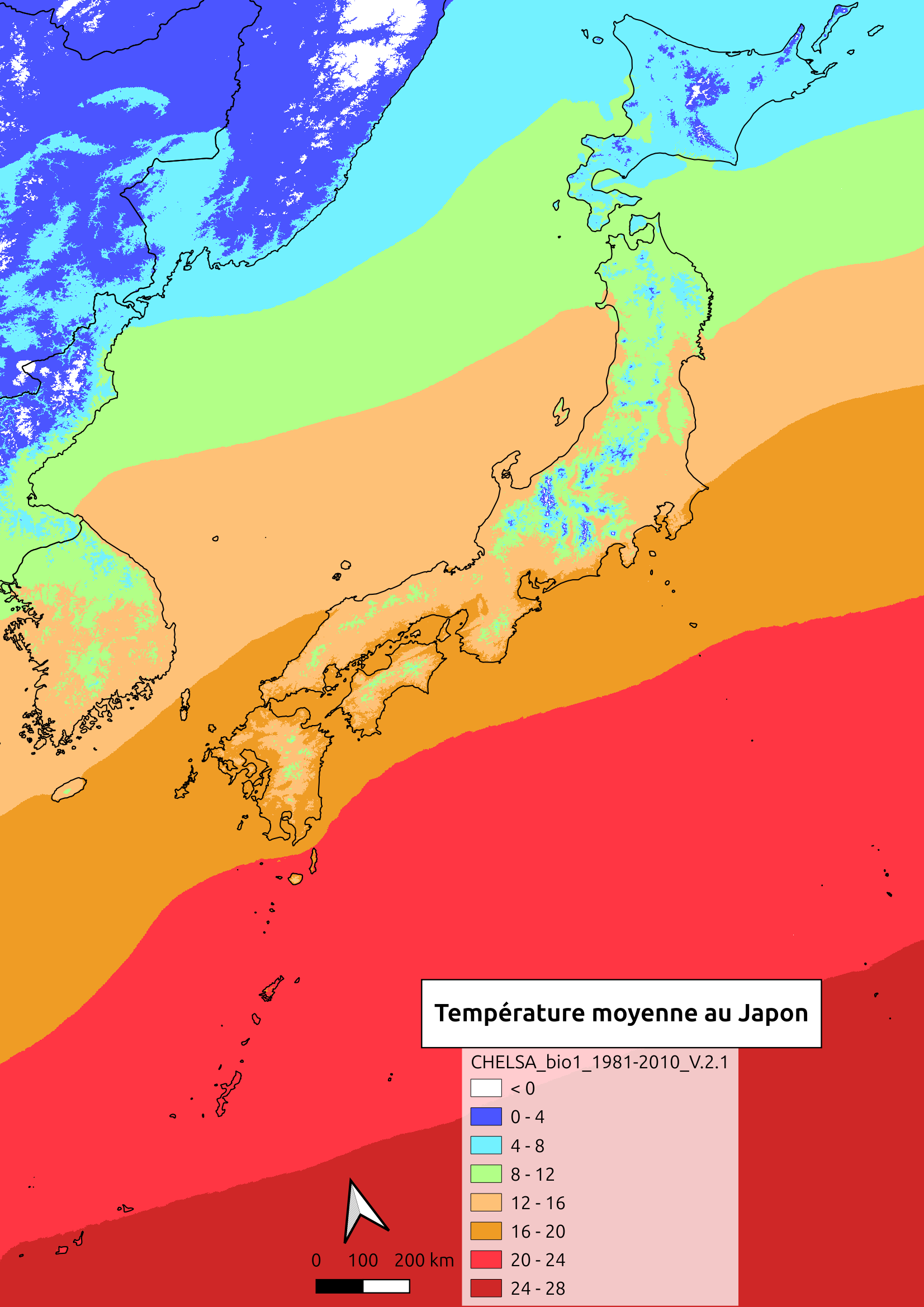
Température moyenne annuelle en °C
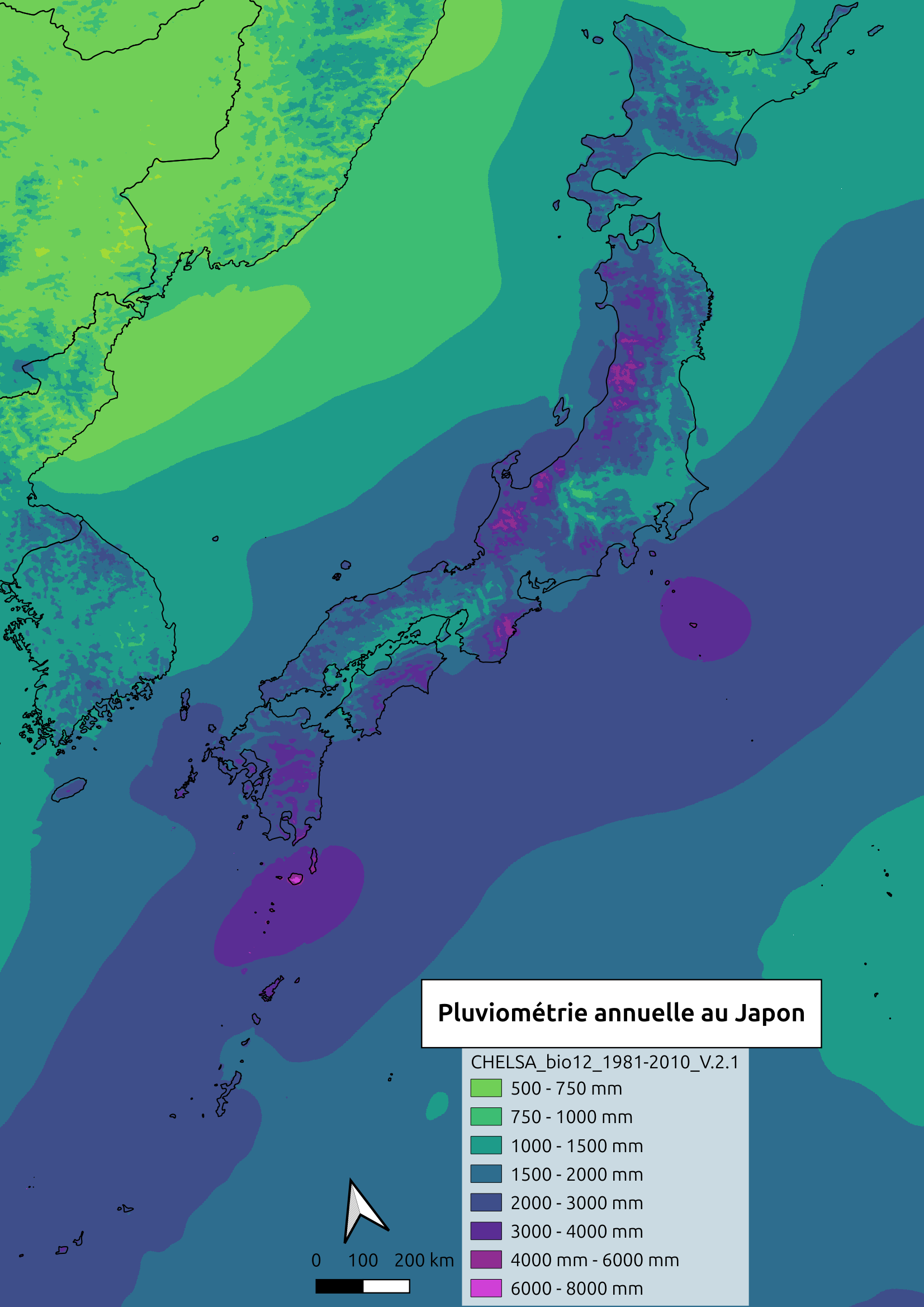
Pluviométrie annuelle en mm

### Zone des forêts de conifères d'altitude de Hokkaidô
Catégorie Wikimedia

Ces végétations relèvent notamment des alliances phytosociologiques du Vaccinio - Pinion pumilae dans les zones supra-forestières et du Piceion jezoensis.

Illustrations des paysages et de la végétation dans les montagnes de Hokkaido
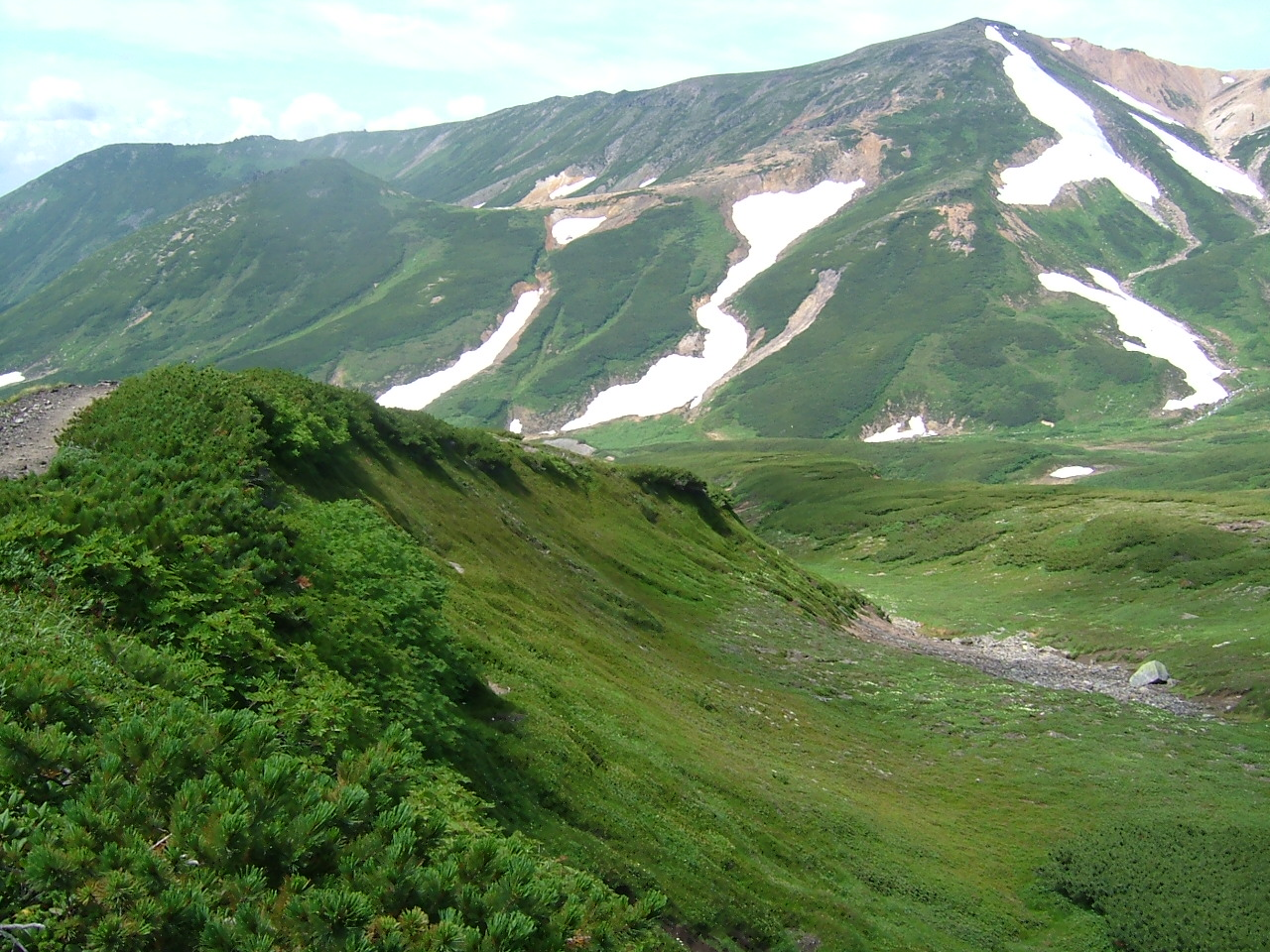
Pinus (pumila ?) dans le parc national du Daisetsuzan
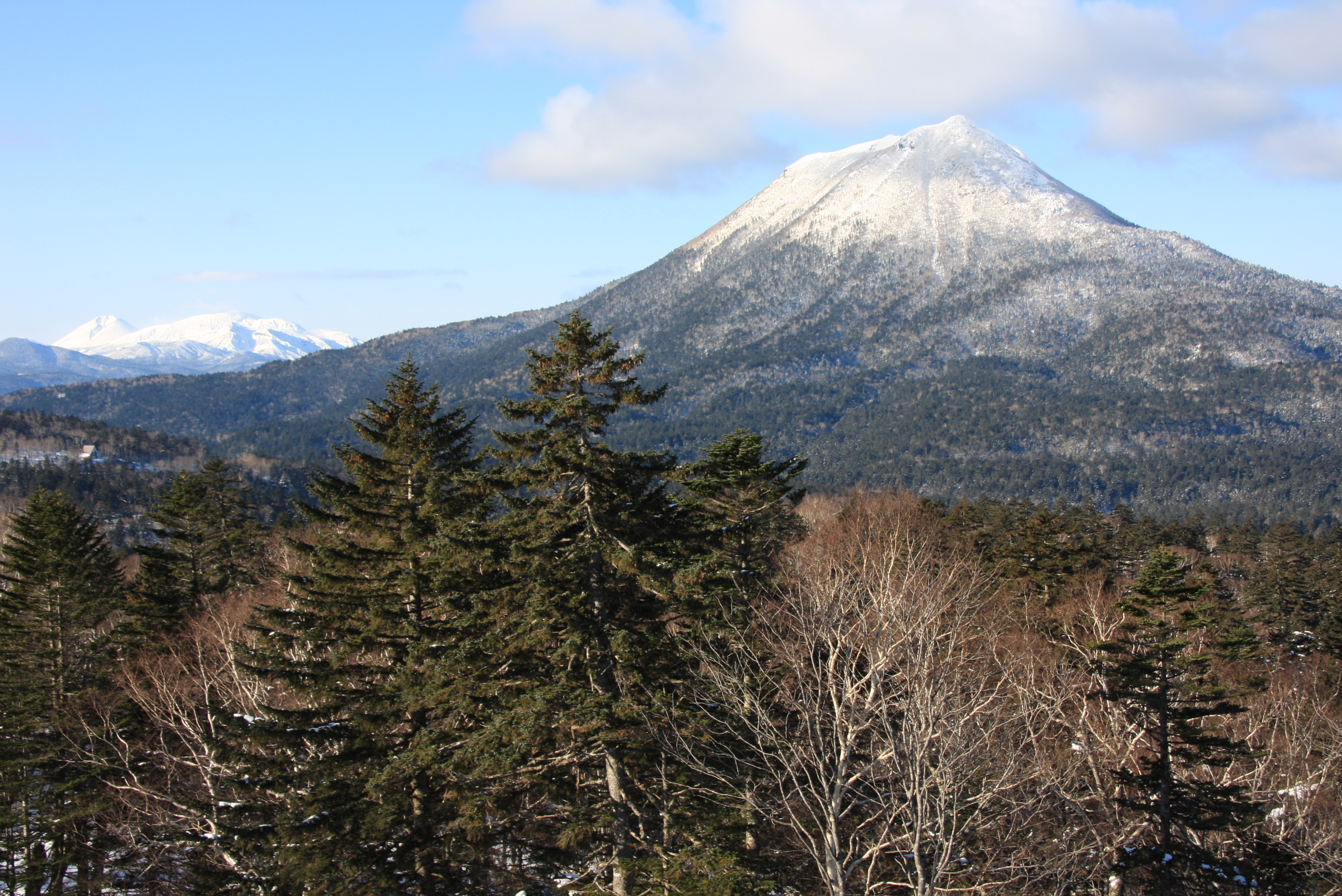
Picea jezoensis devant le mont Oakan (préfecture de Hokkaido)
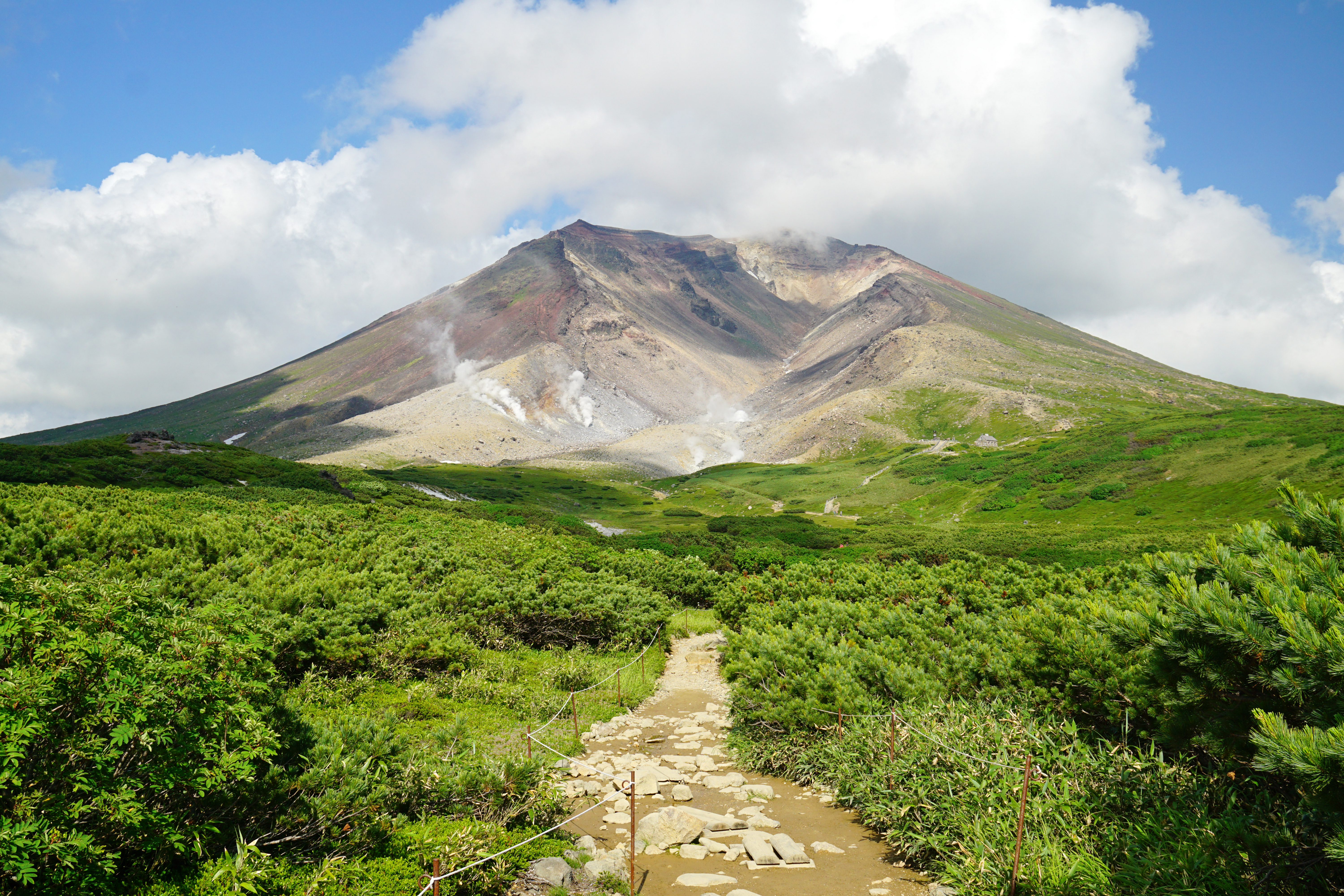
Mont Asahi (旭岳), Daisetsuzan, Hokkaido
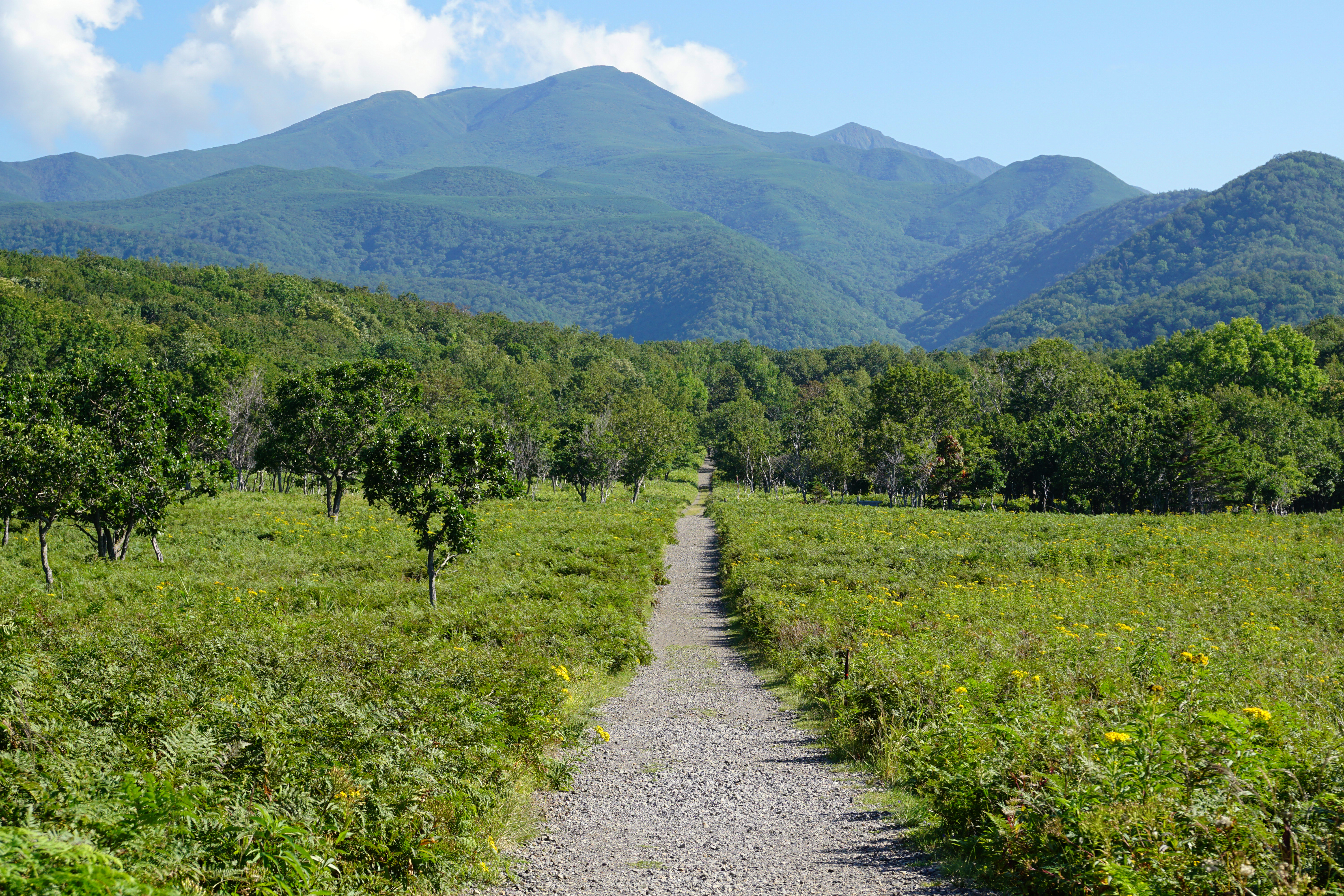
Vue sur le mont Chinishibetsu depuis Shari
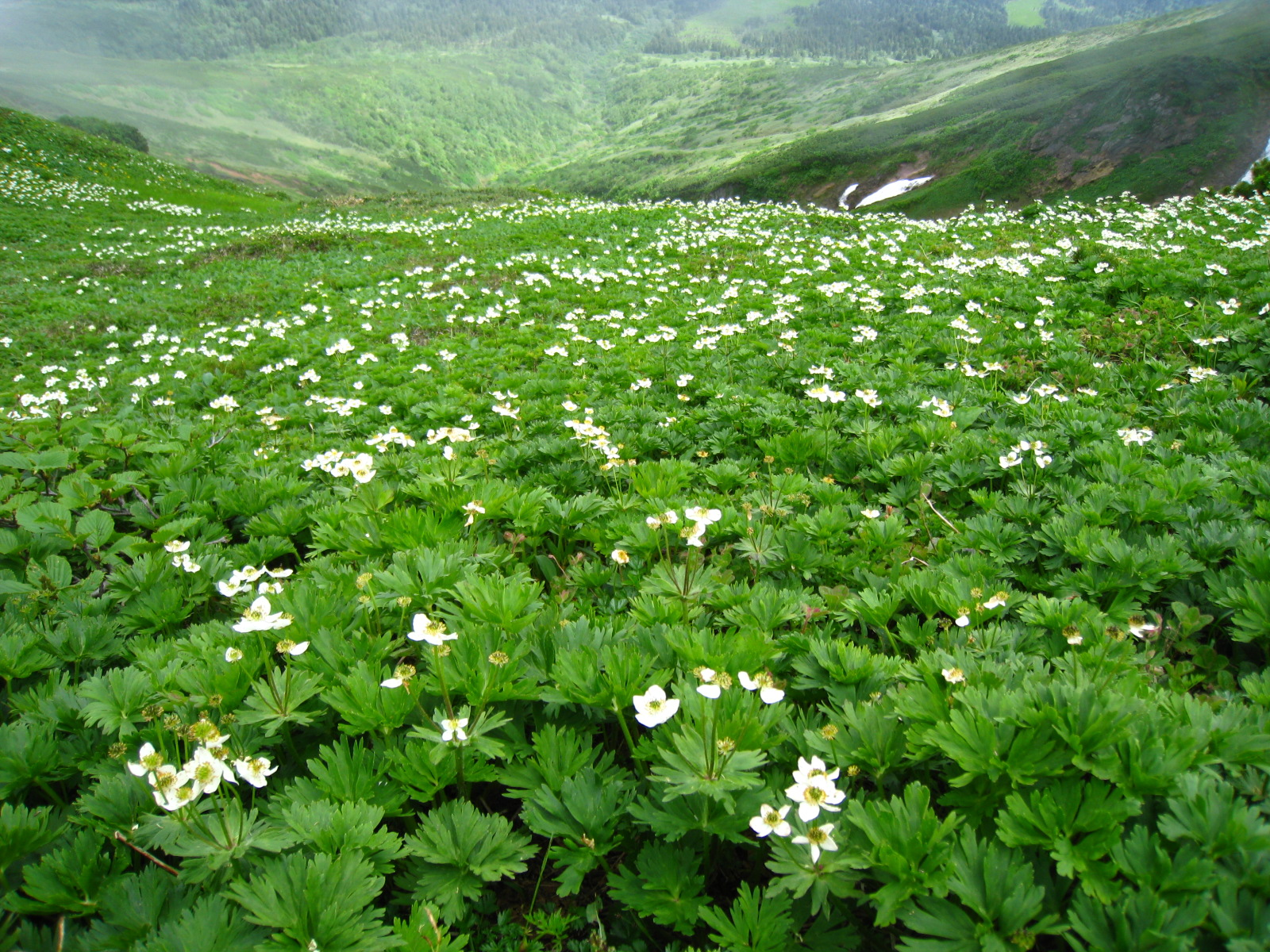
Anemonastrum (cf. flaccidum) sur le Mont Furano
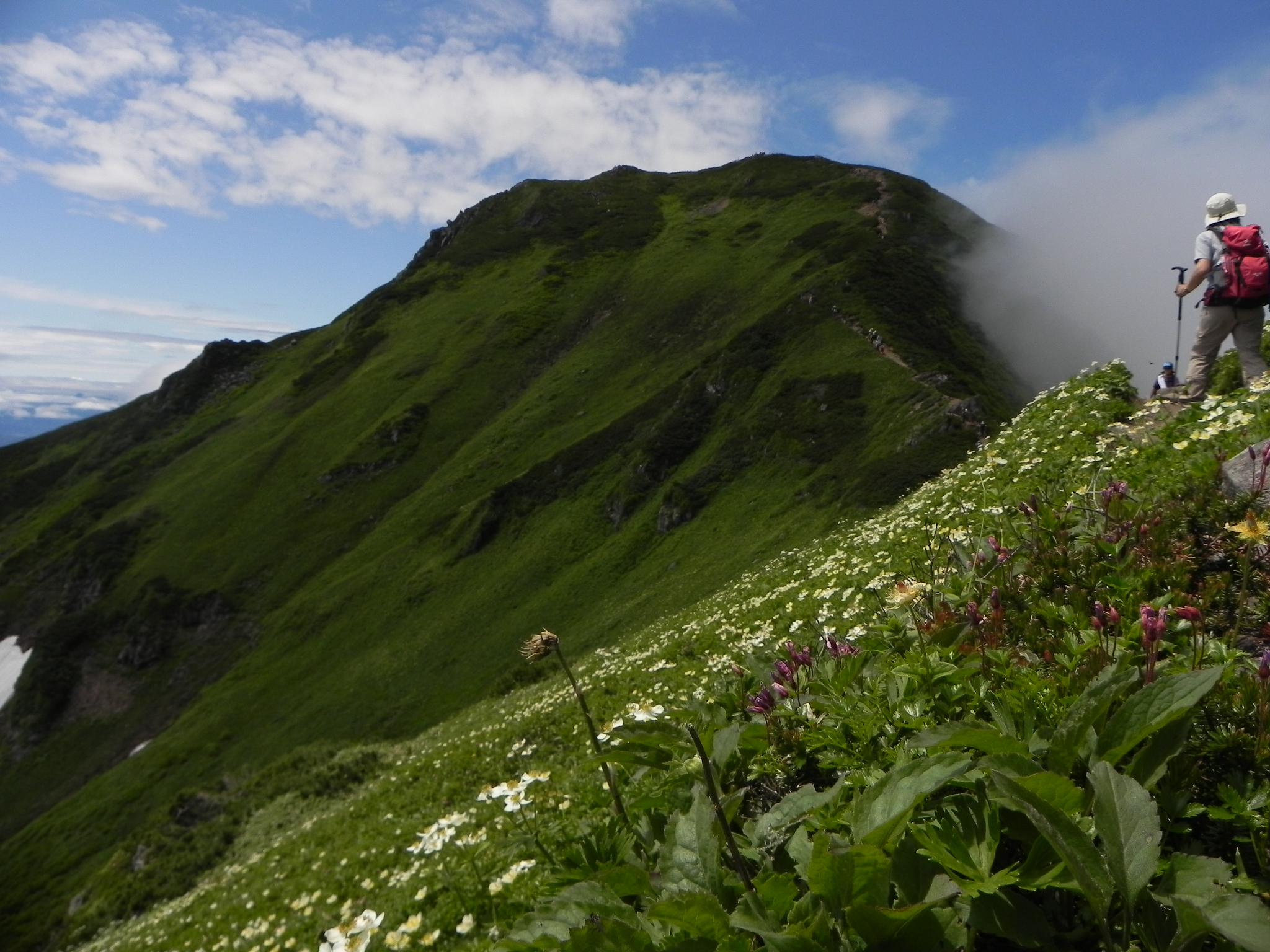
Mont Furano - 富良野岳

Flore alpine observée dans la chaîne du Daisetsuzan, près du mont Asahi (旭岳).

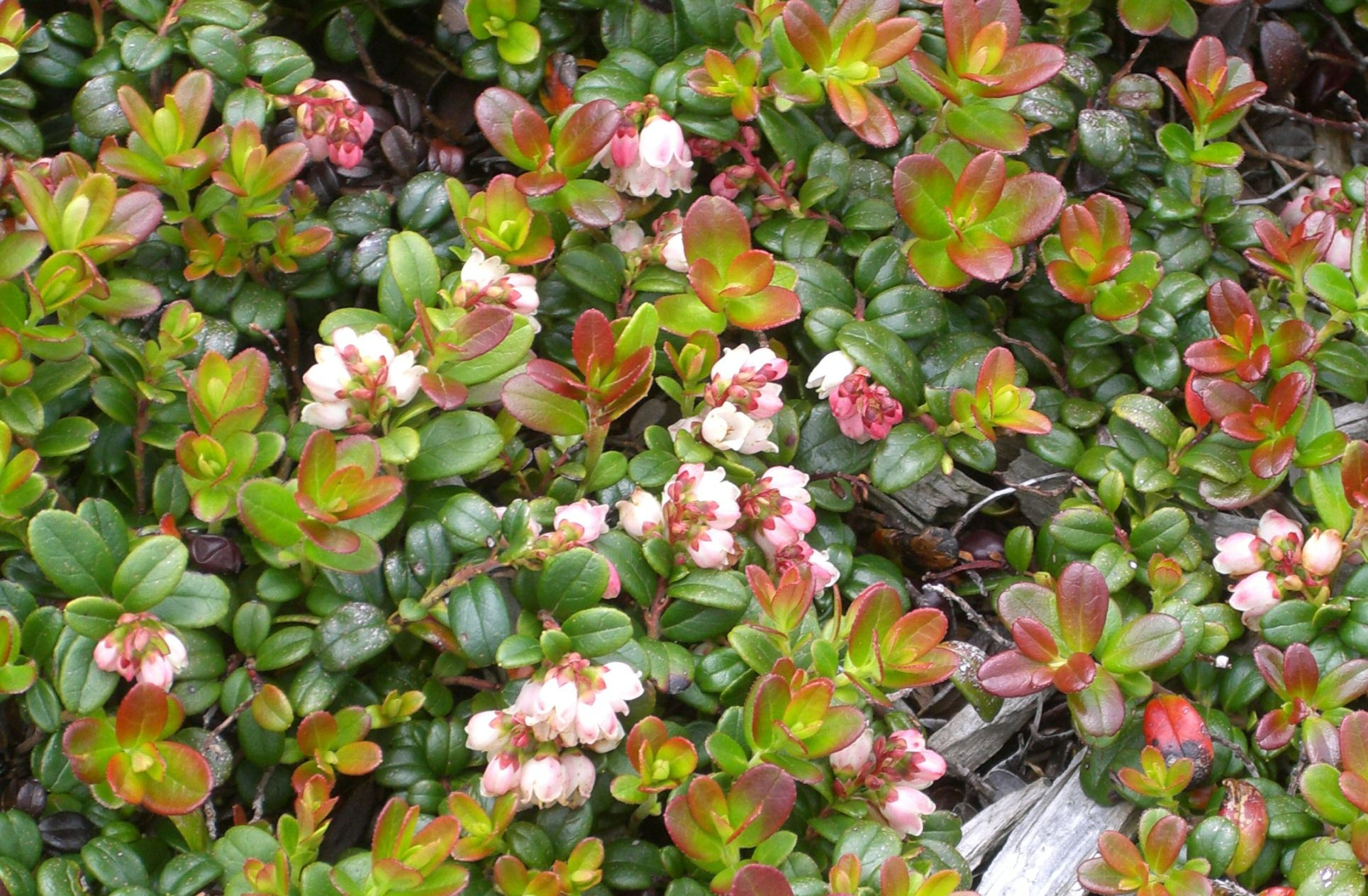
Vaccinium vitis-idaea
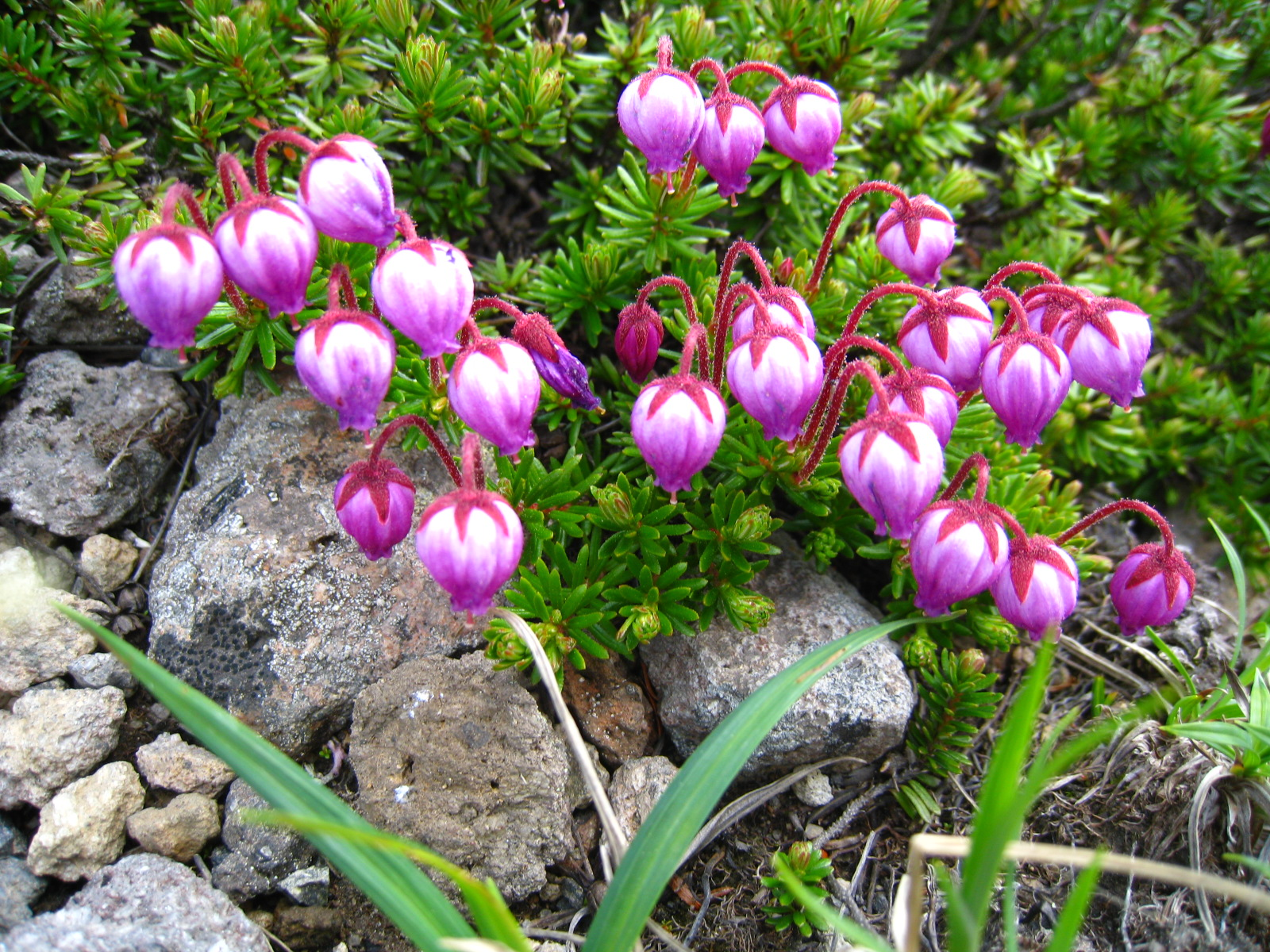
Phyllodoce caerulea
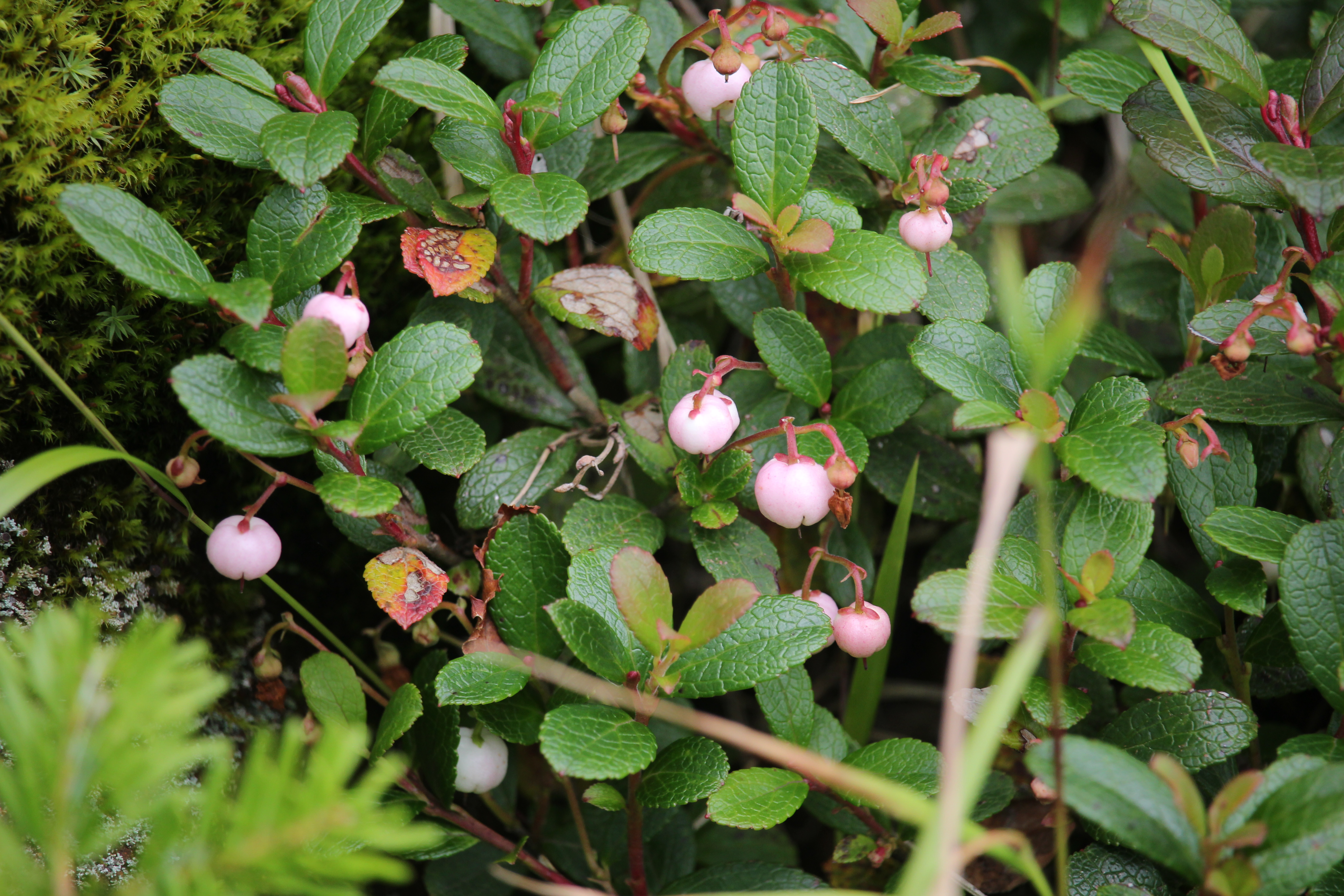
Gaultheria pyroloides
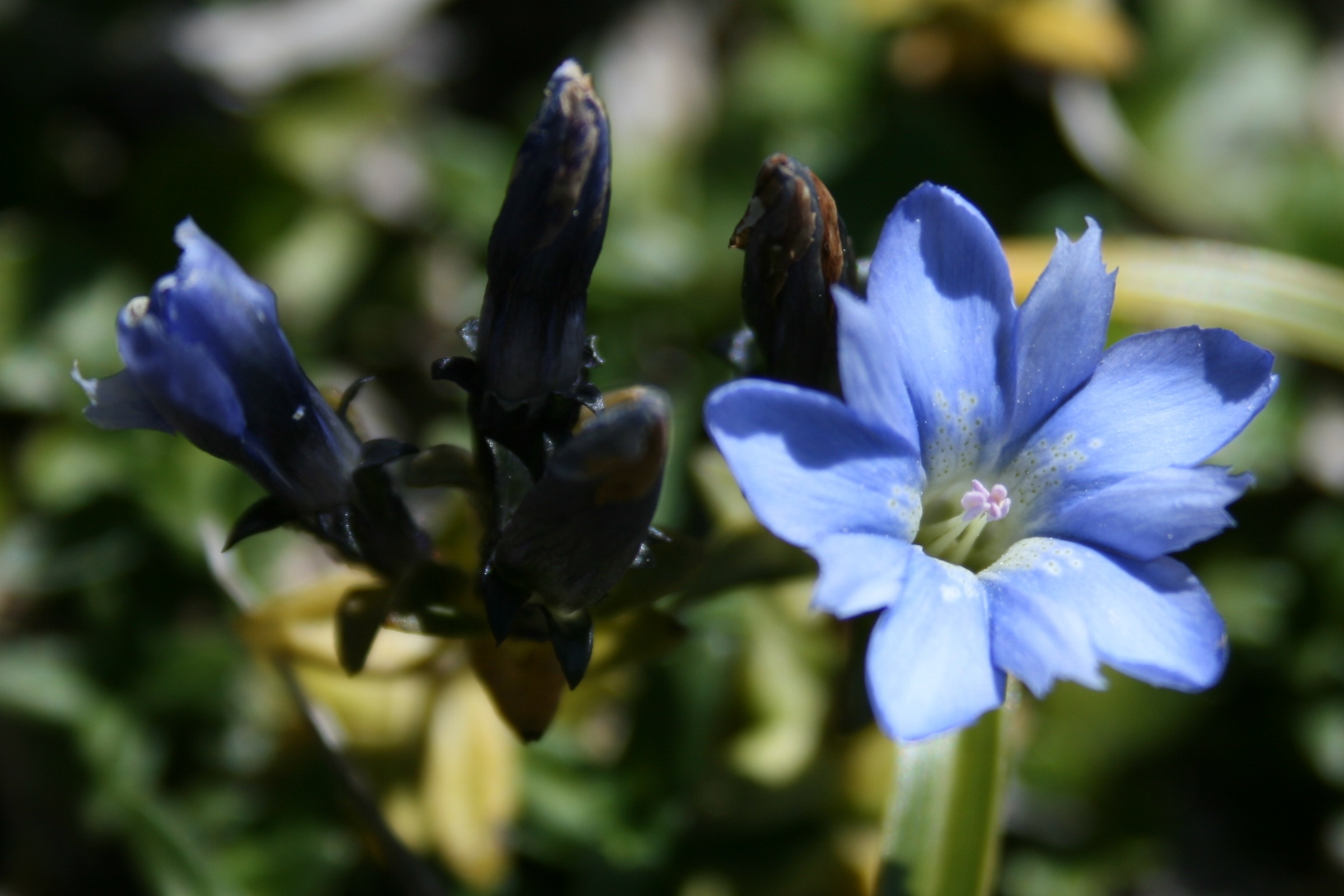
Gentiana nipponica
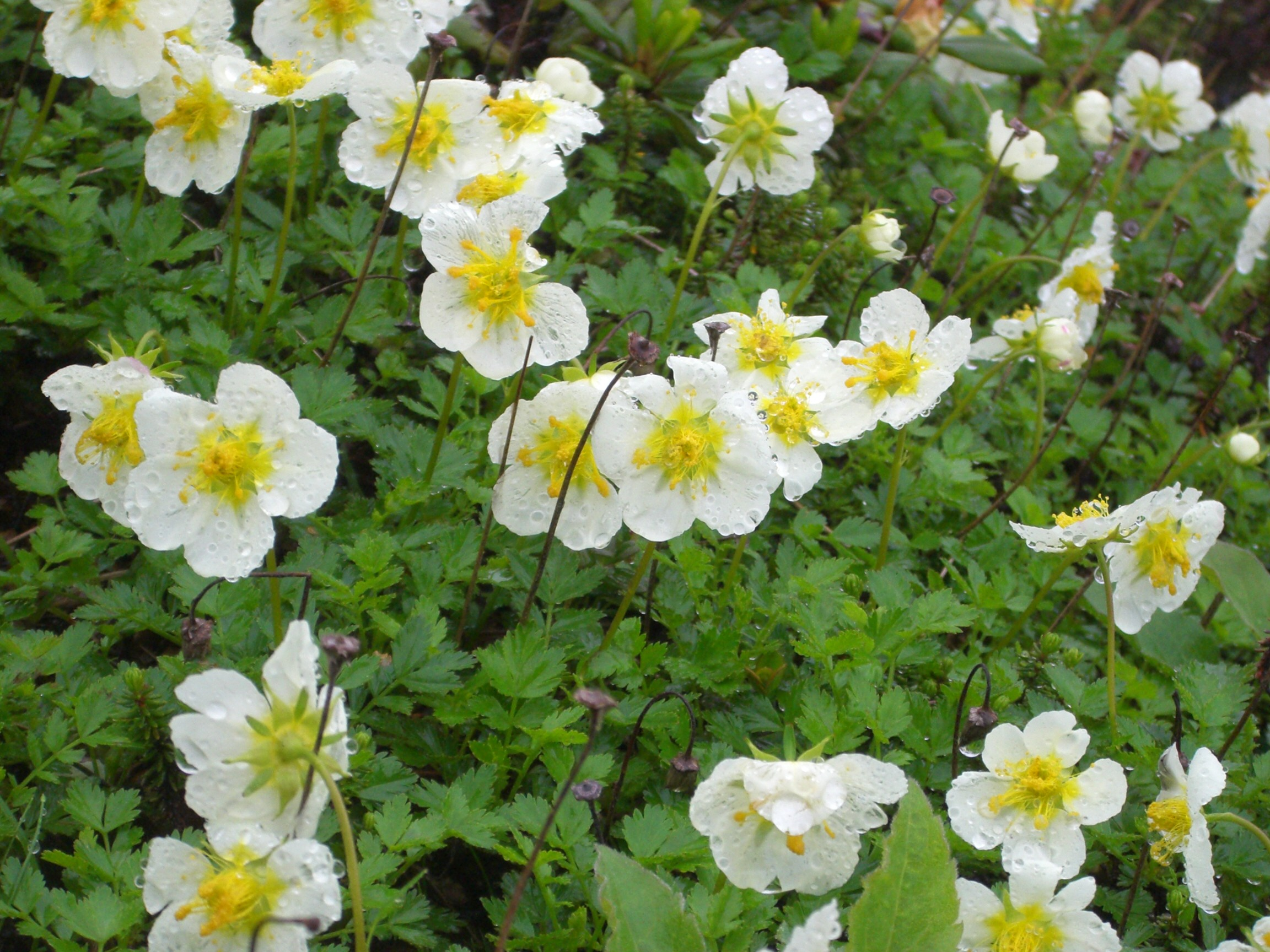
Geum pentapetalum
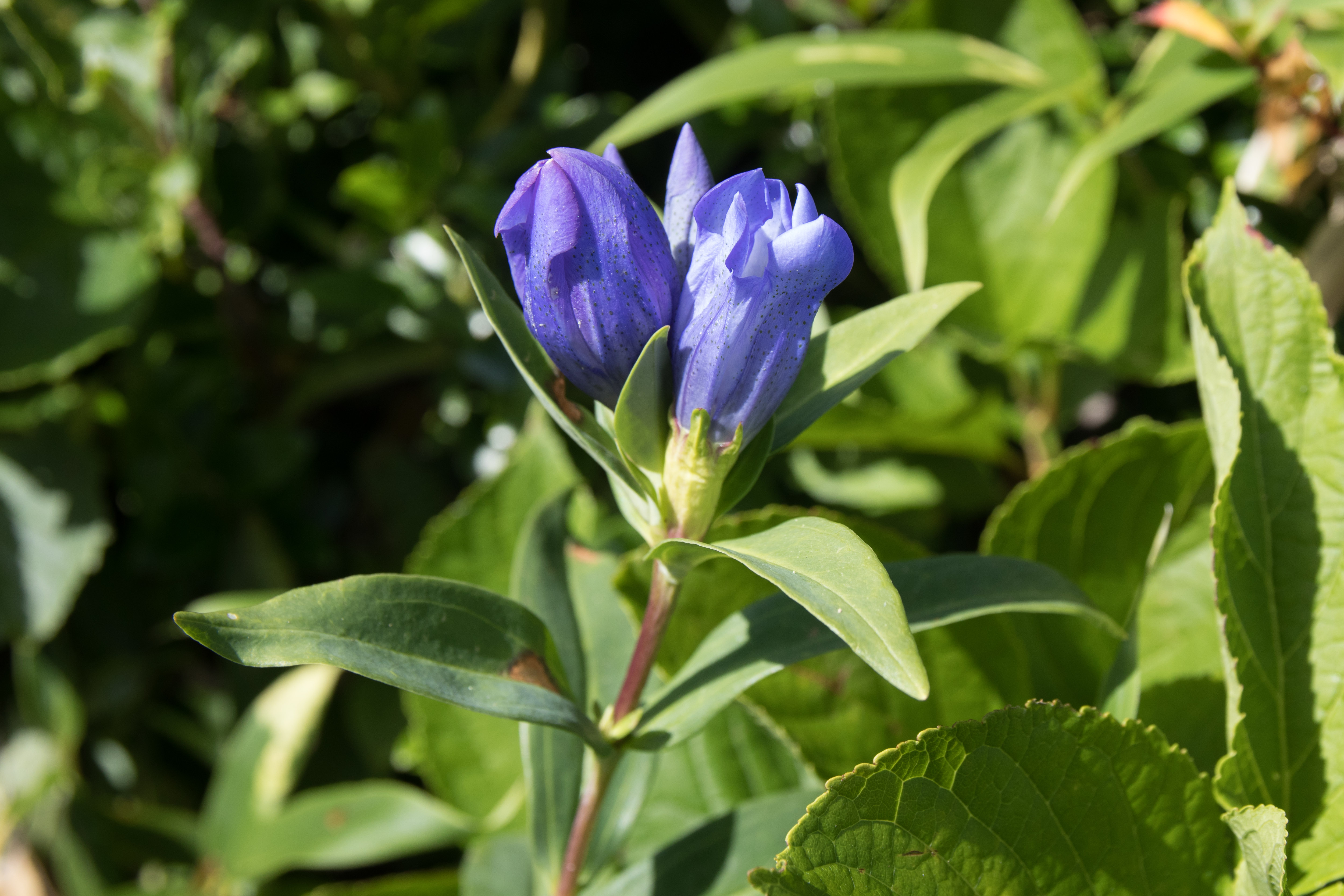
Gentiana triflora
Rhododendron aureum
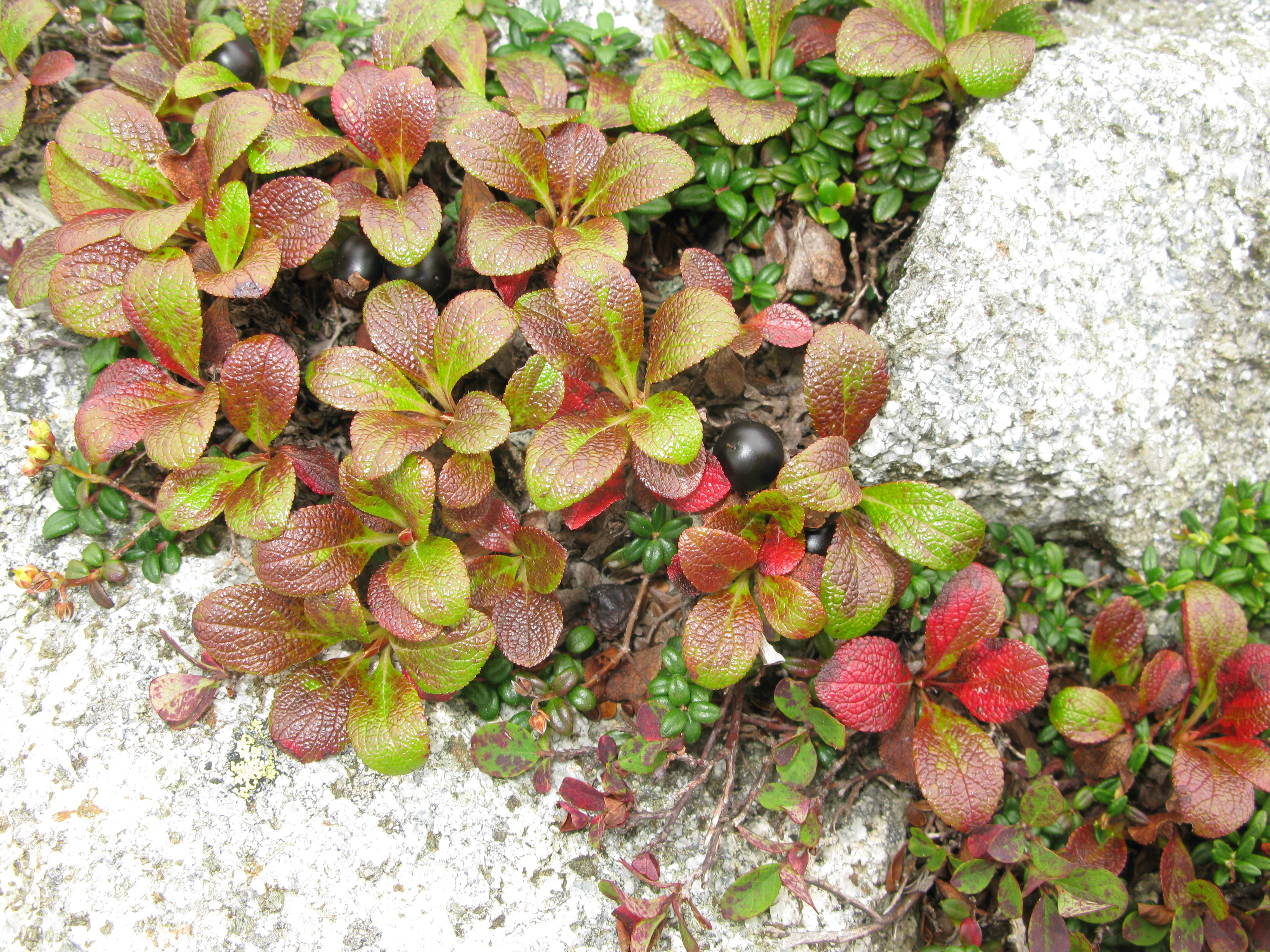
Arctous alpina
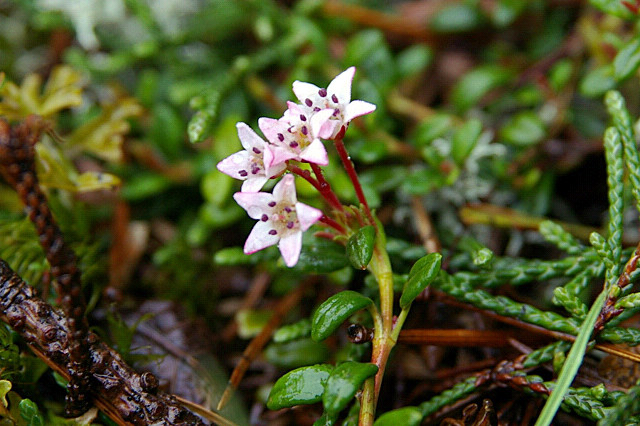
Kalmia (Loiseleuria) procumbens
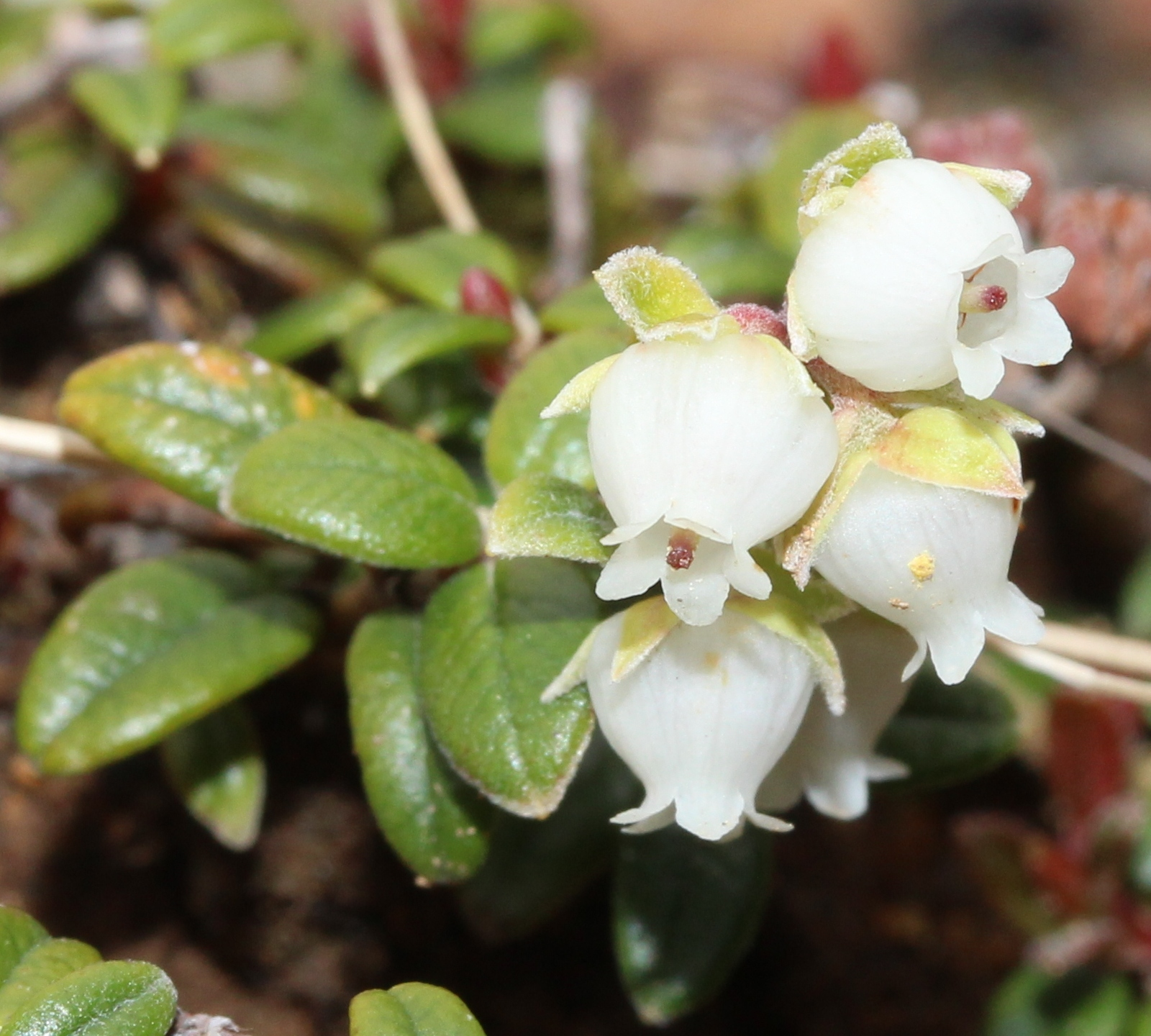
Pieris nana
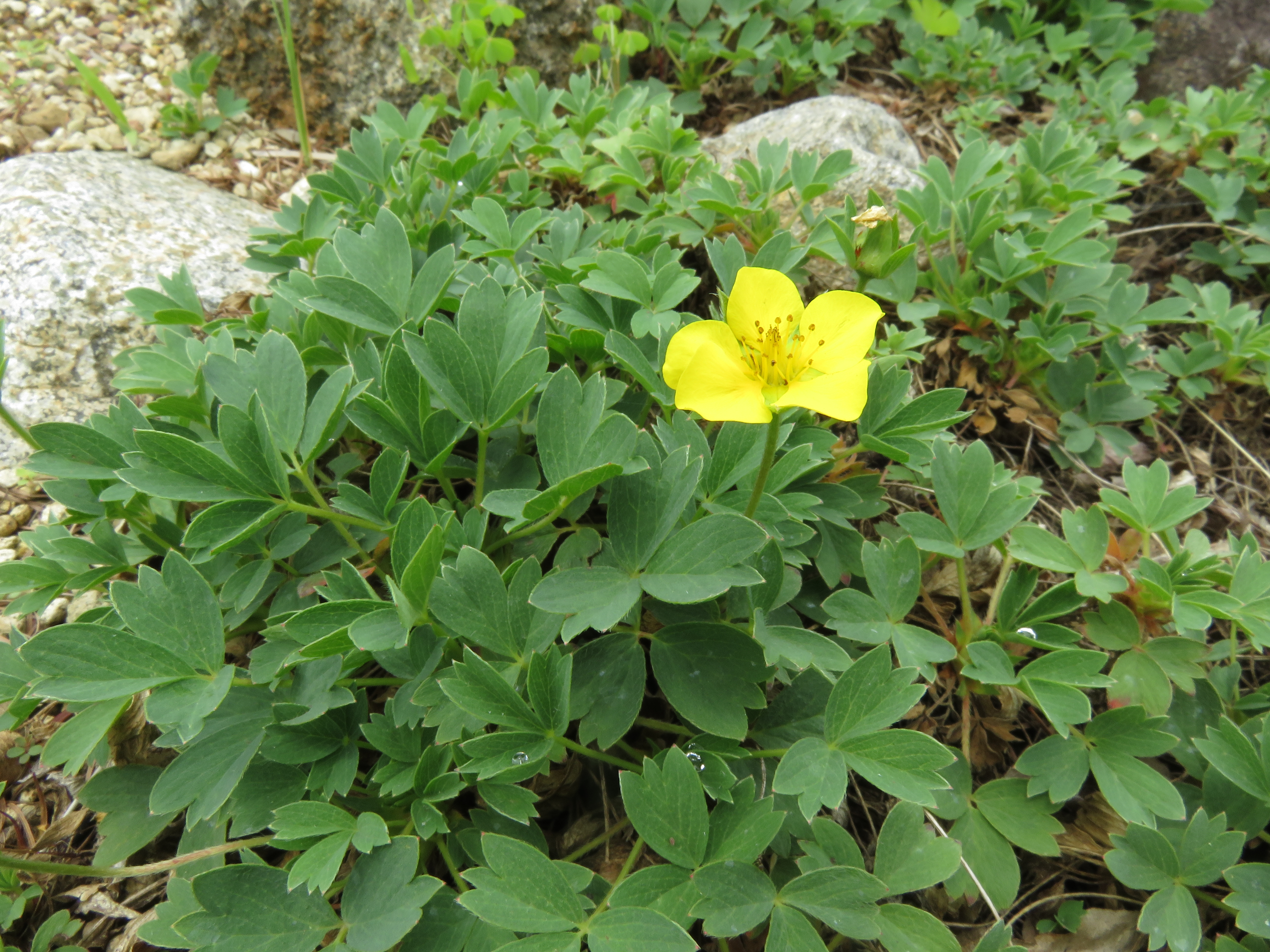
Sibbaldia miyabei
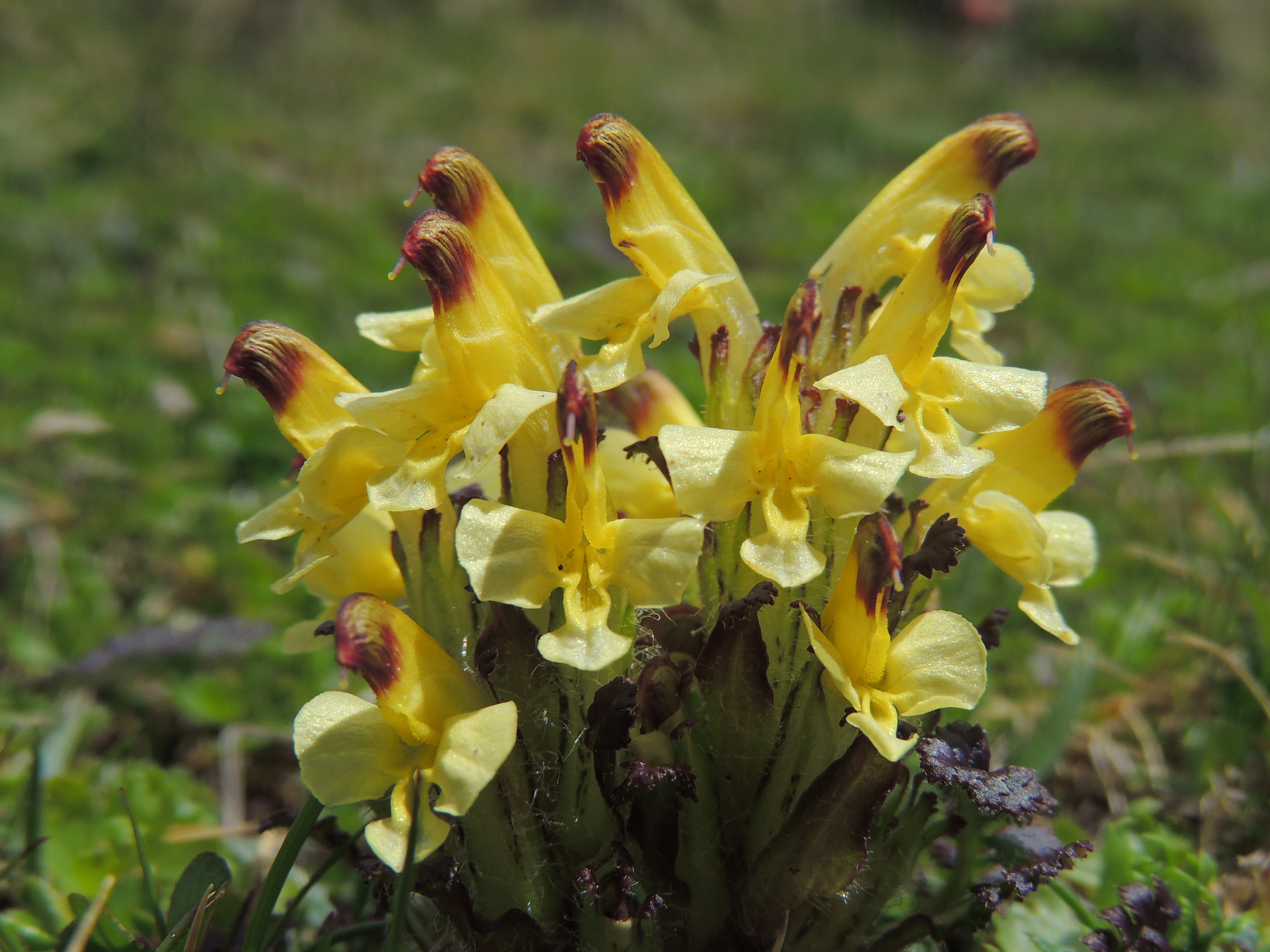
Pedicularis oederi
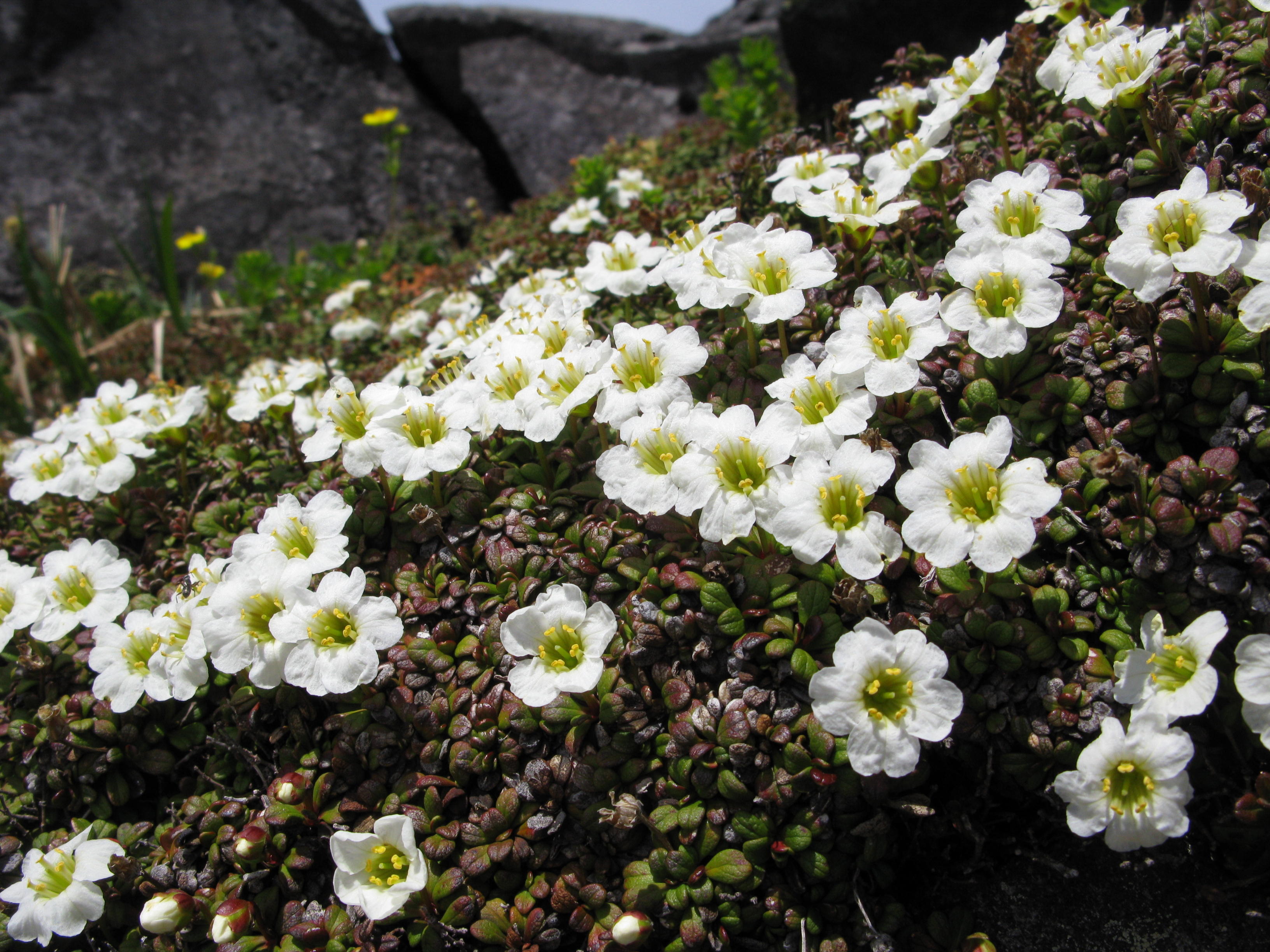
Diapensia obovata
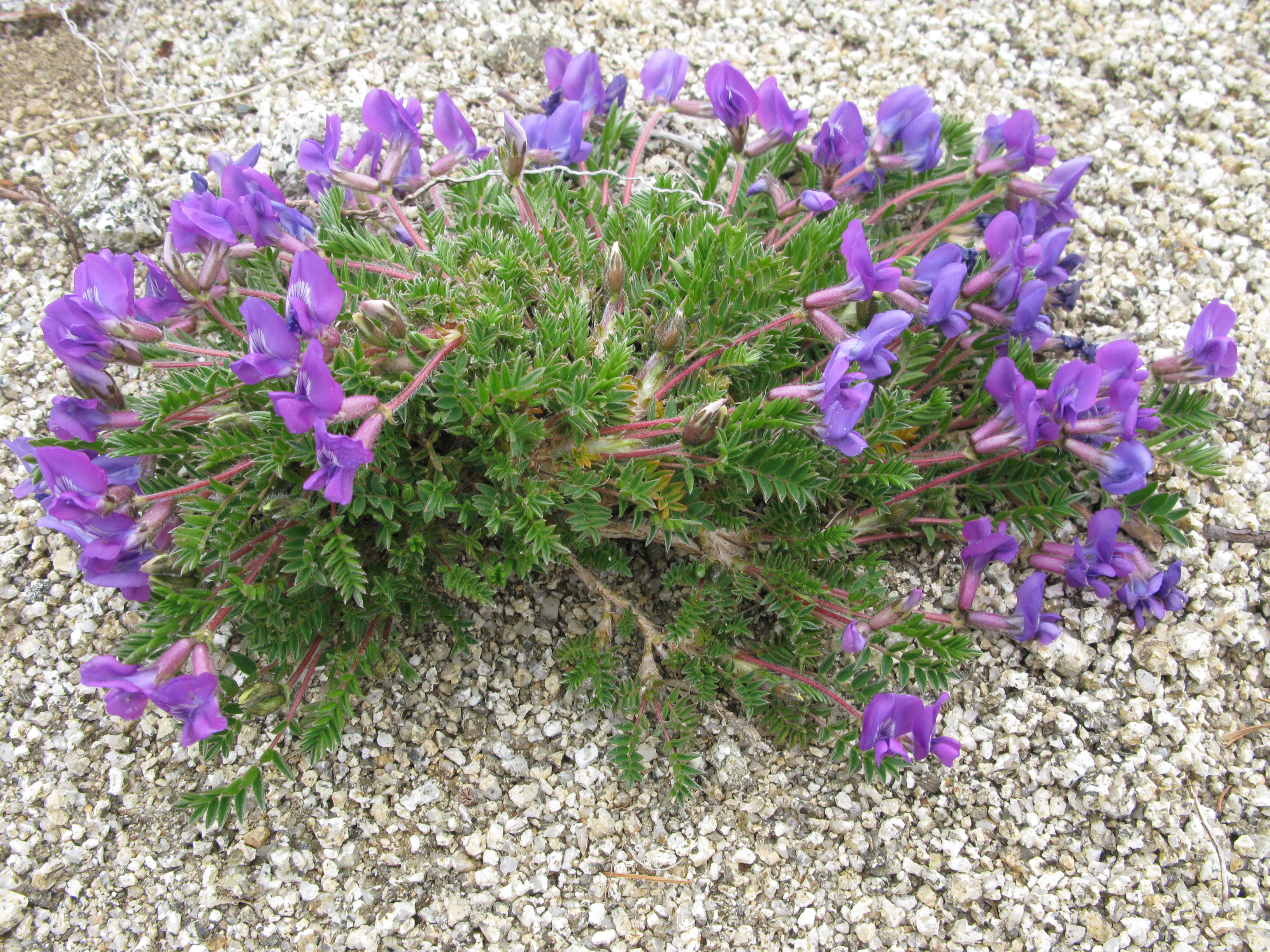
Oxytropis japonica

L'Épicéa de Yéso (Picea jezoensis) est donné dans sa description originale comme "Pin de l'île Jezo". Son étymologie se trouve dans le terme japonais 蝦夷 (えぞ) (Ezo, littéralement : Terre des barbares (non Yamato) en référence aux peuples Aïnous) et indique donc que sa terre natale est Hokkaido. Sa principale caractéristique est d'avoir les aiguilles aplaties dorsalement et non quadrangulaires comme la plupart des autres espèces japonaises, avec deux bandes stomatales blanches sur le côté inférieur.

Picea jezoensis
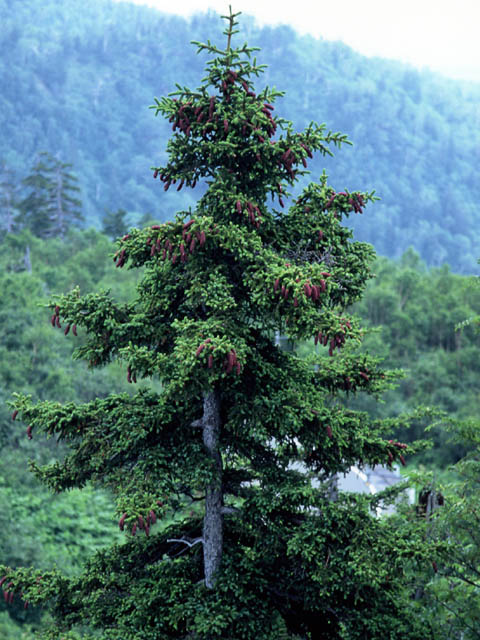
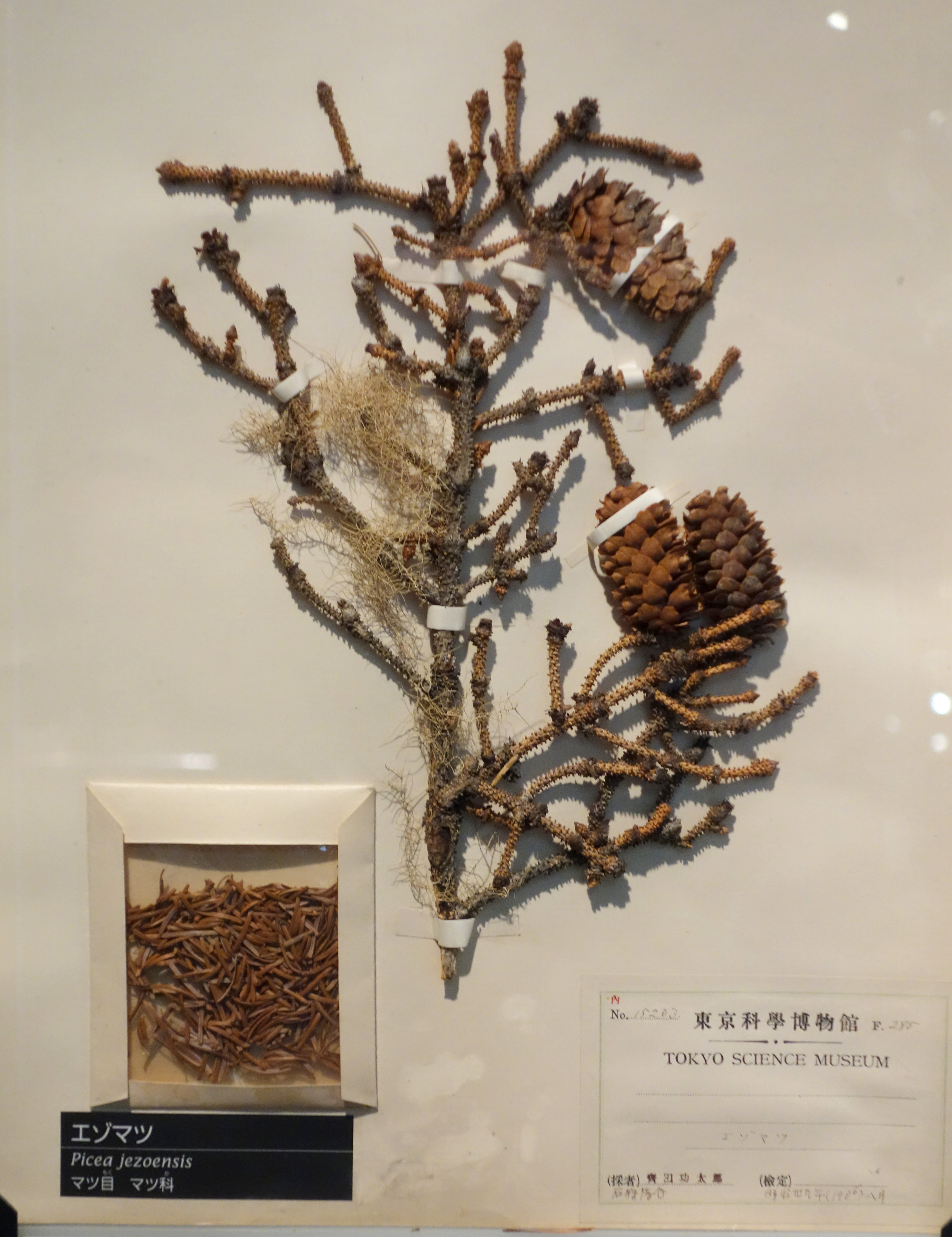

### Zone des forêts décidues de Hokkaidô
Catégorie Wikimedia

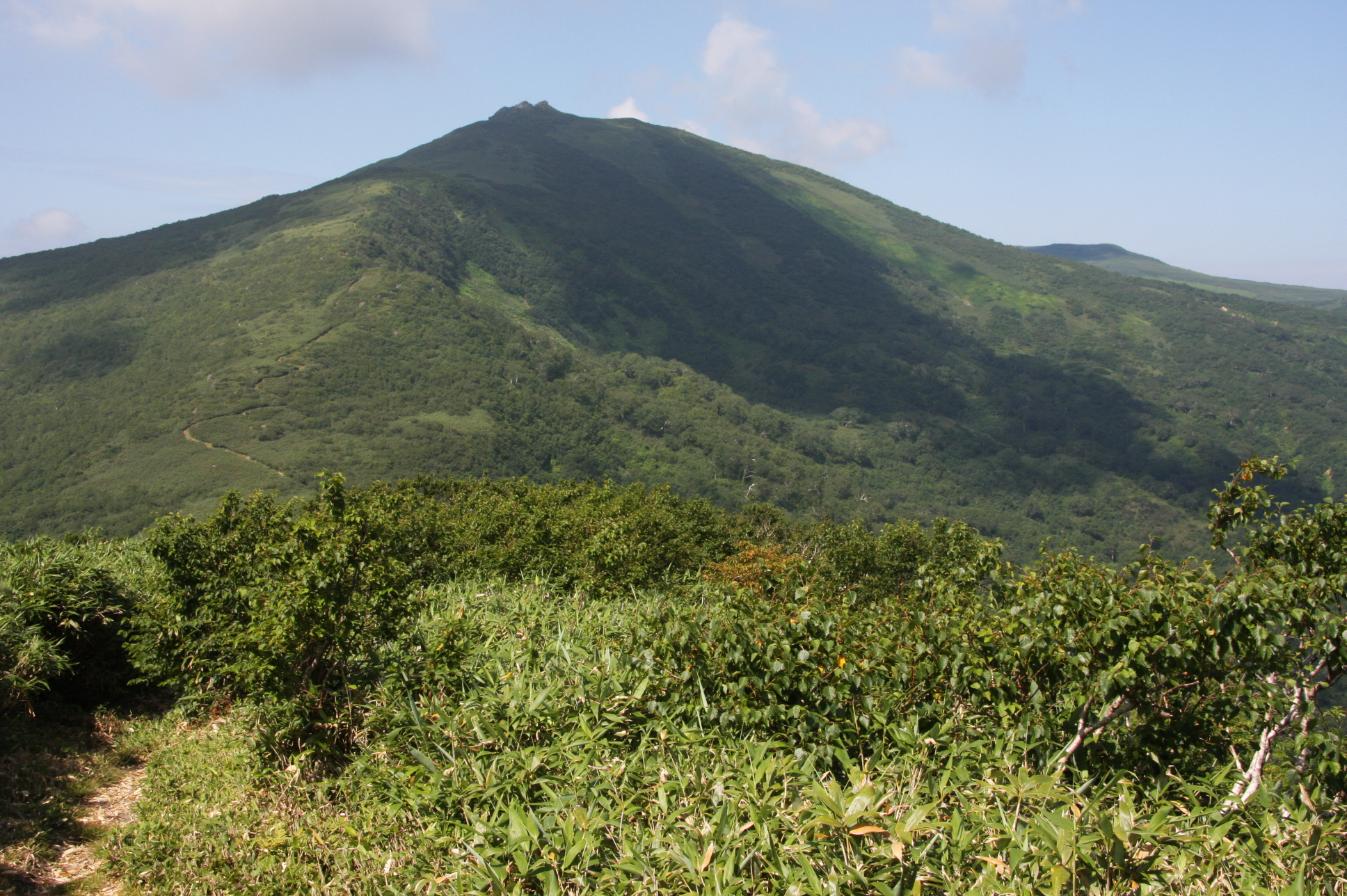
Mont Mekunnai (Mekunnaidake) vu depuis le Mont Chise

Il s'agit d'une zone de transition entre les forêts tempérées au sud et les forêts subarctiques au nord. Ces forêts sont dominées par les chênes (notamment Quercus mongolica), les tilleuls, les frênes et des conifères avec un sous-étage de bambous nains (Sasa). On y rencontre également des érables,.

La température moyenne annuelle d'Hokkaido est de 8°C et la pluviométrie d'environ 1150 mm.

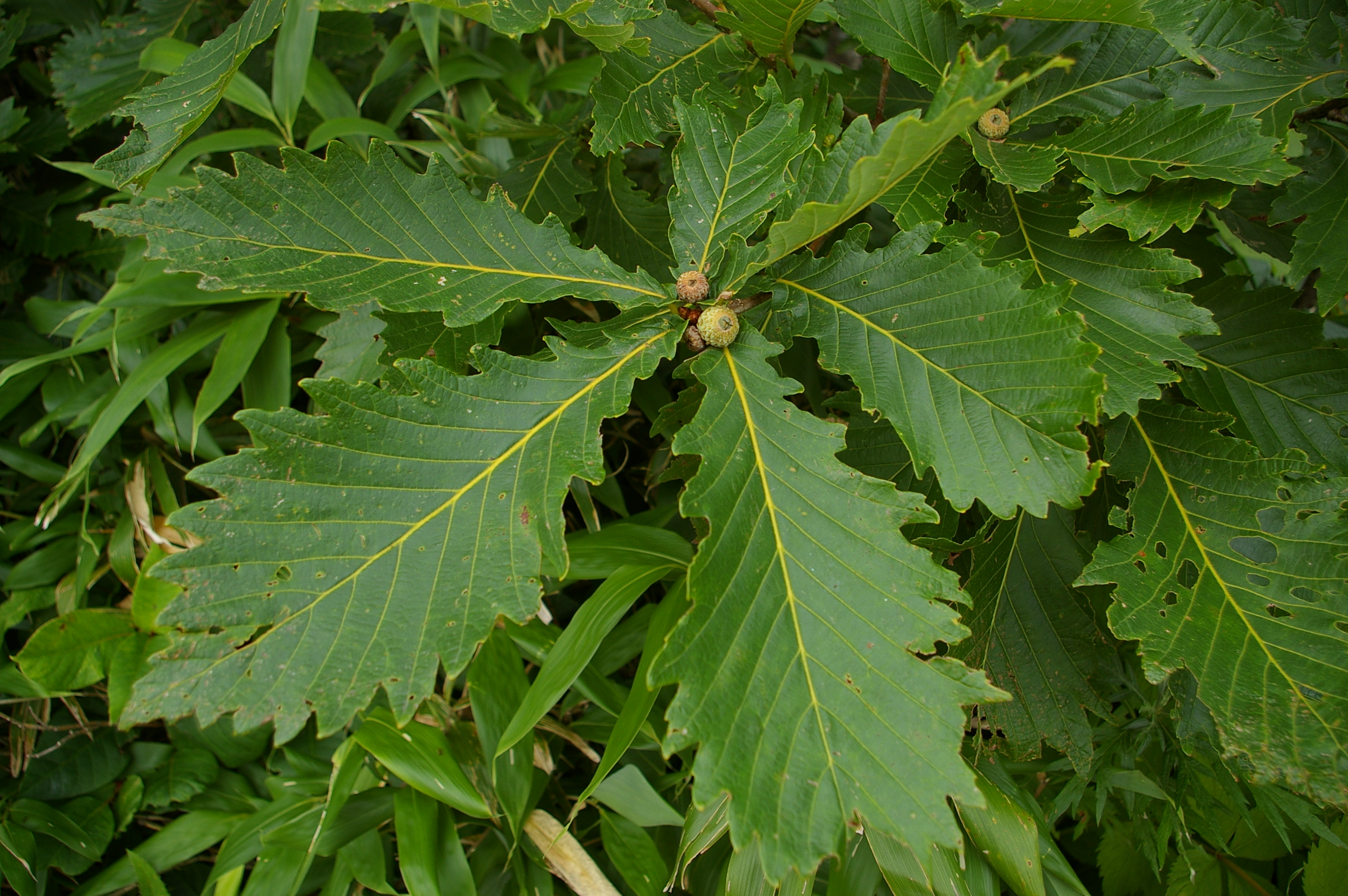
Quercus mongolica
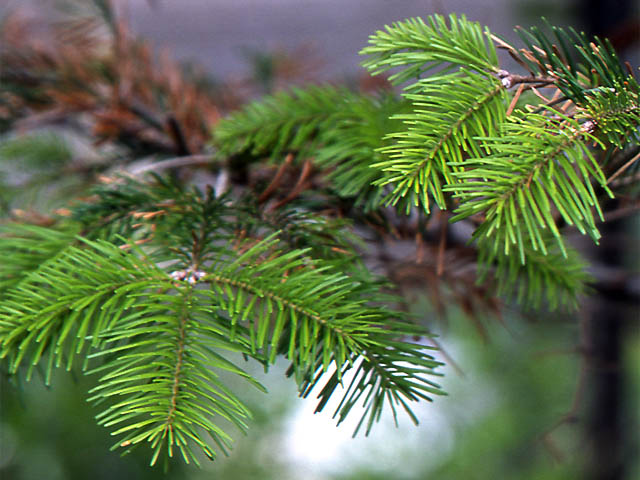
Abies sachalinensis
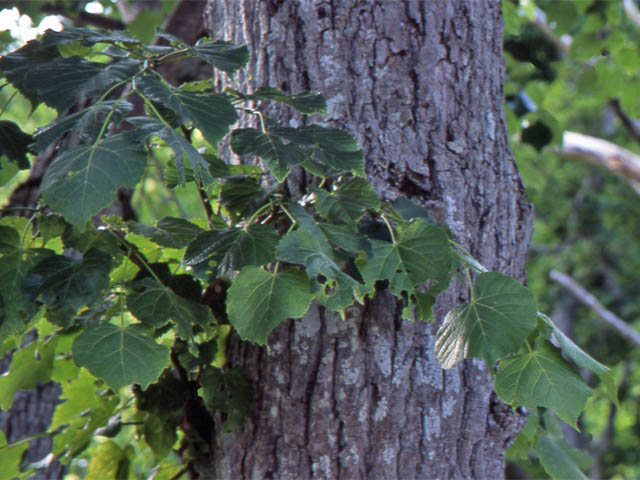
Tilia japonica
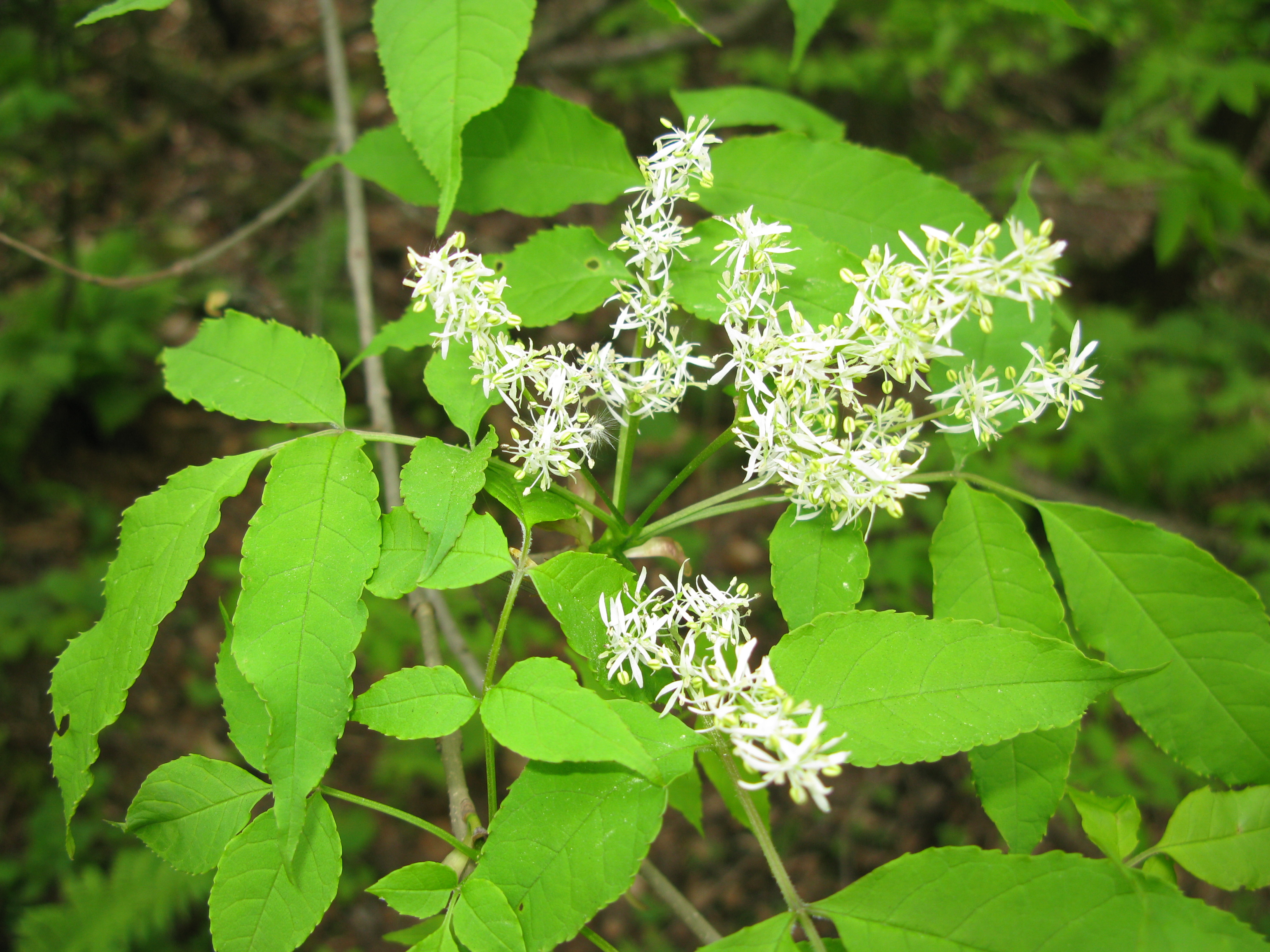
Fraxinus lanuginosa
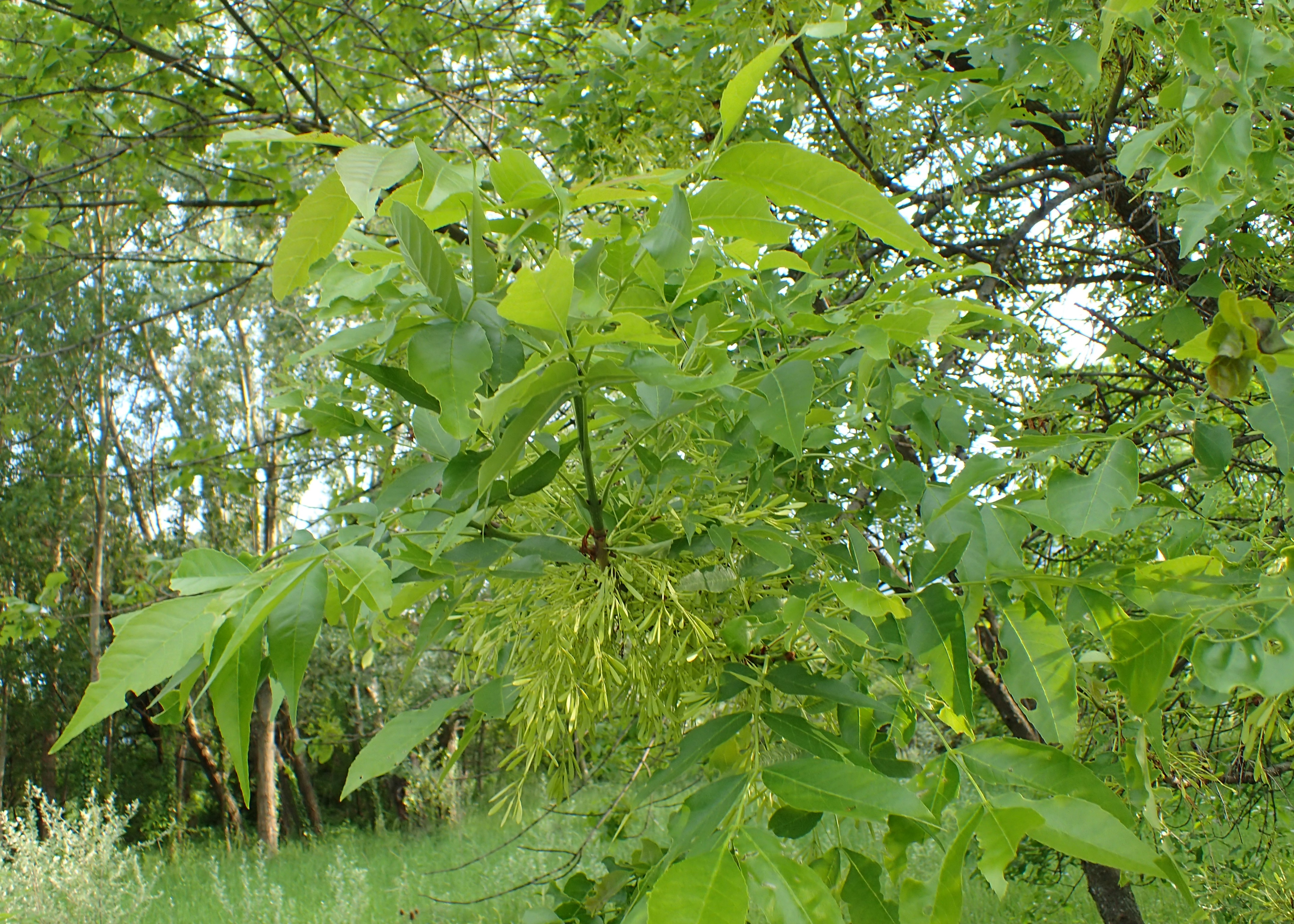
Fraxinus mandshurica
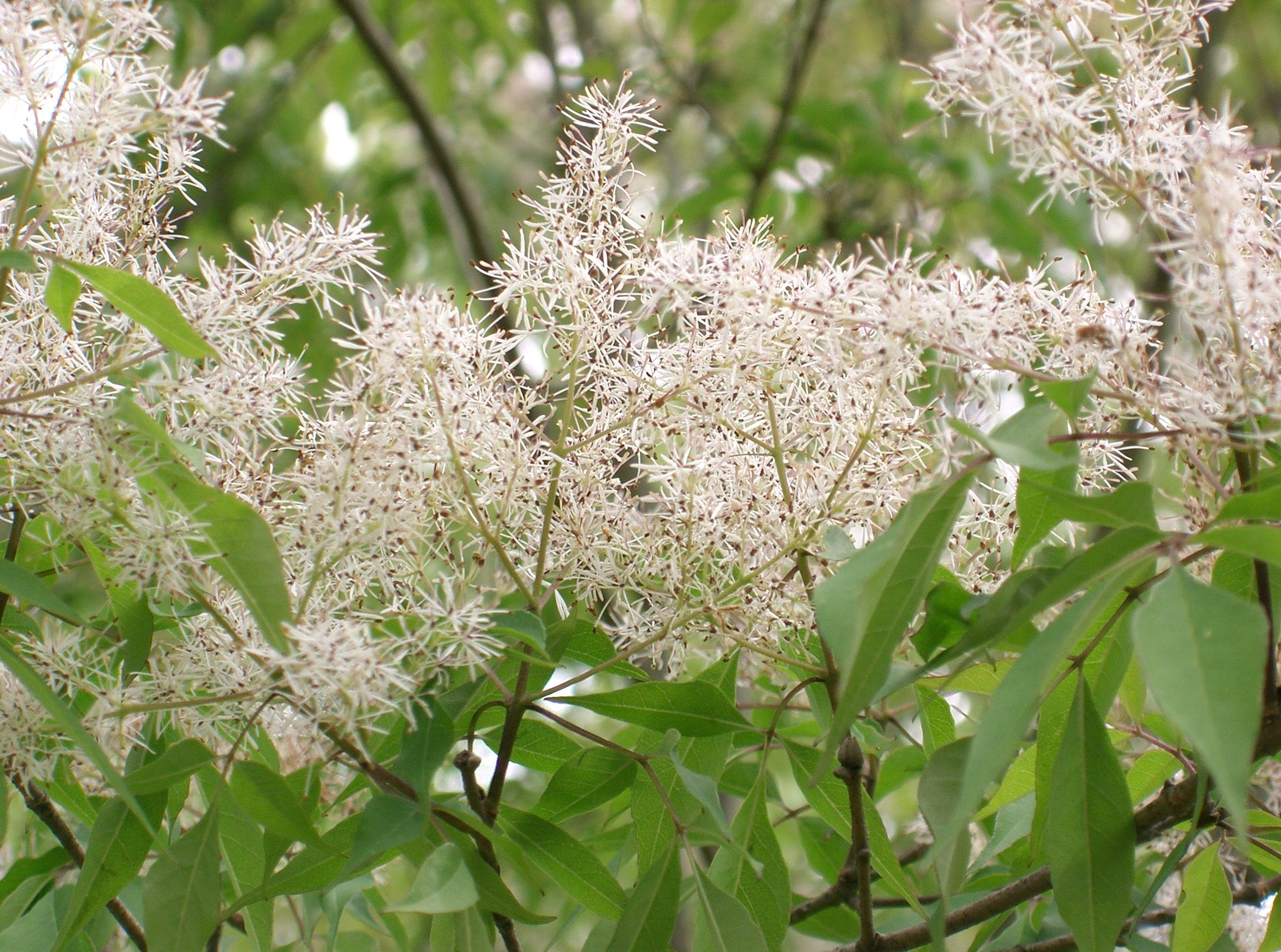
Fraxinus sieboldiana
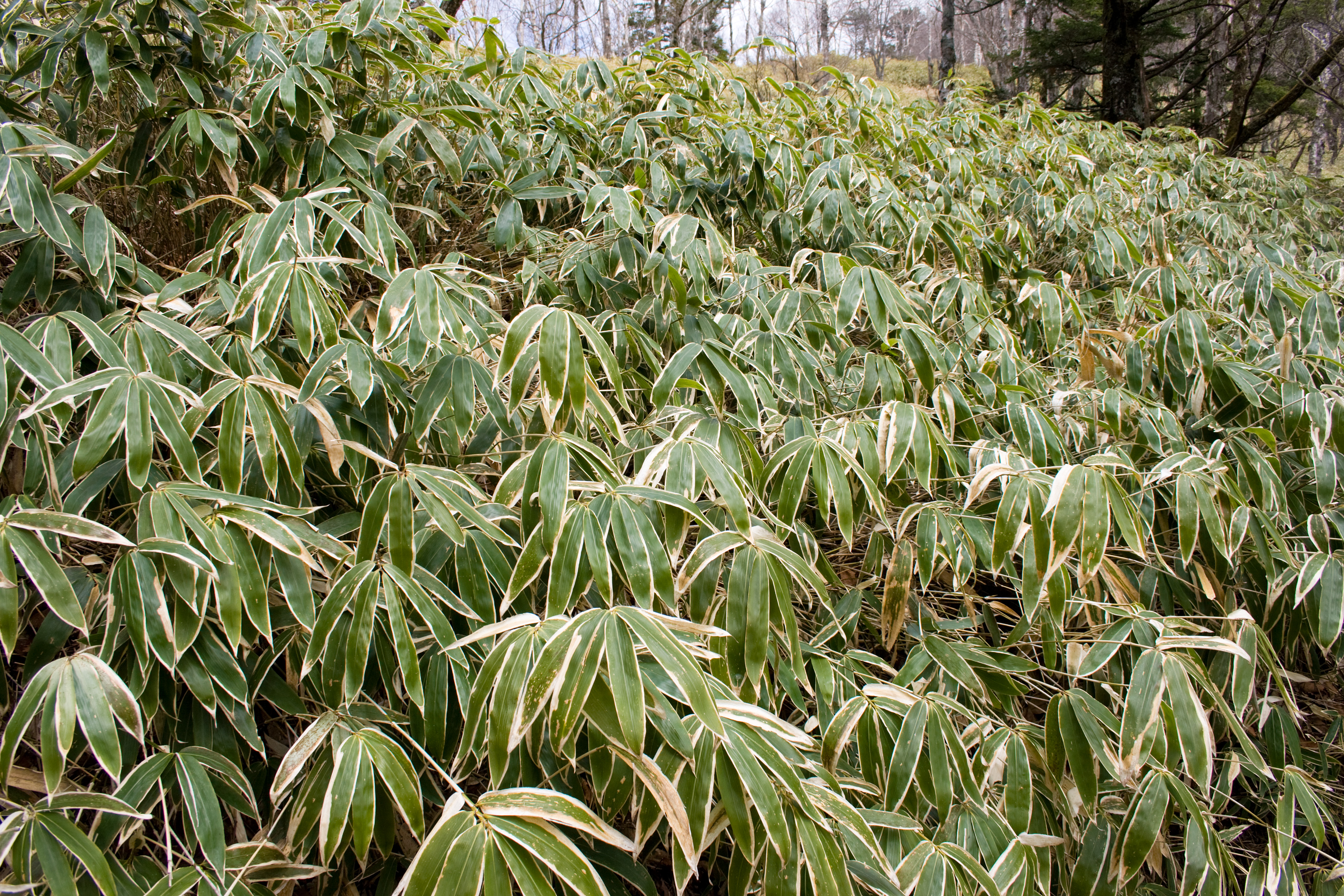
Sasa veitchii
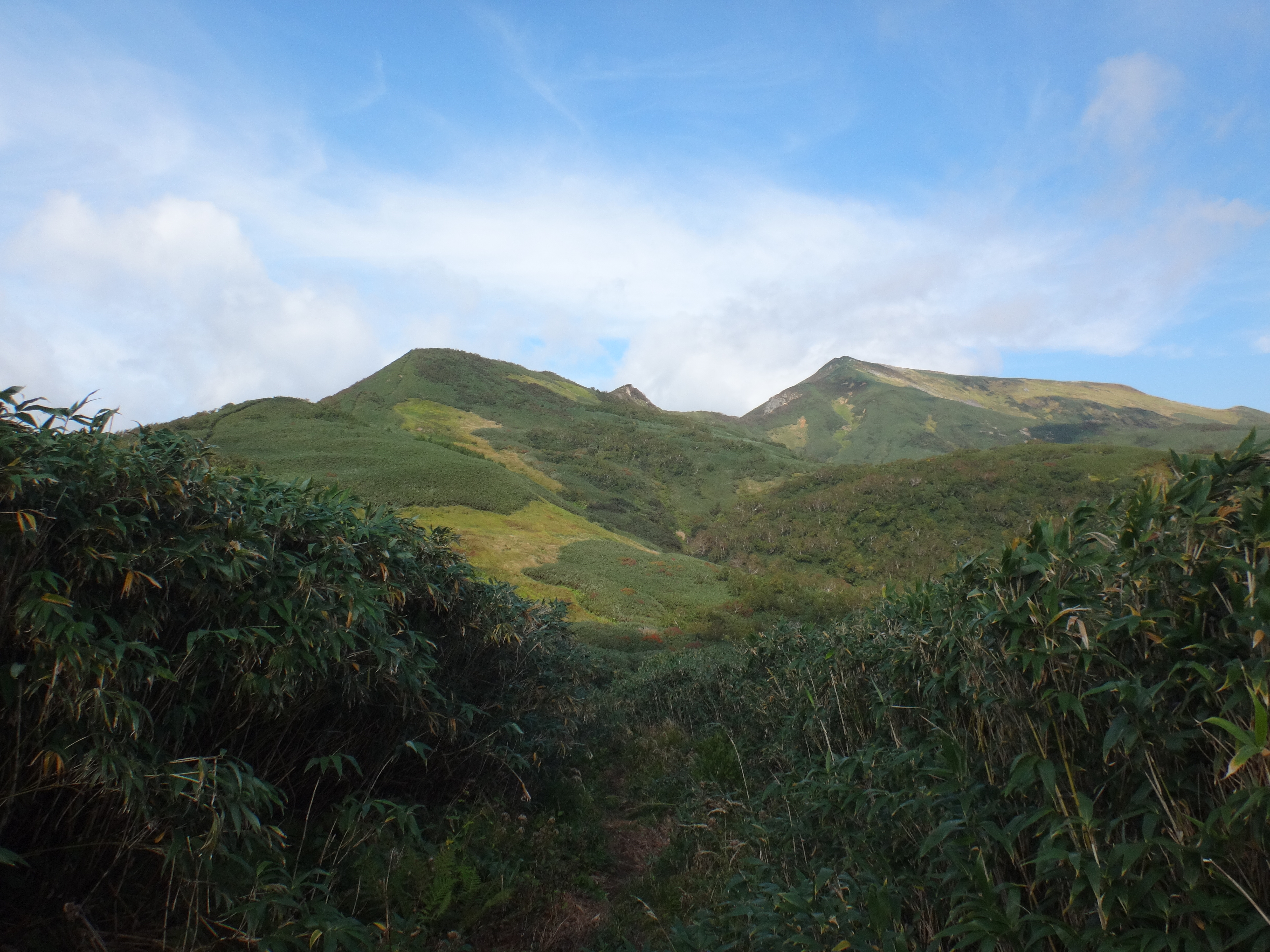
Fourré de Sasa nipponica sous le mont Minamishokan
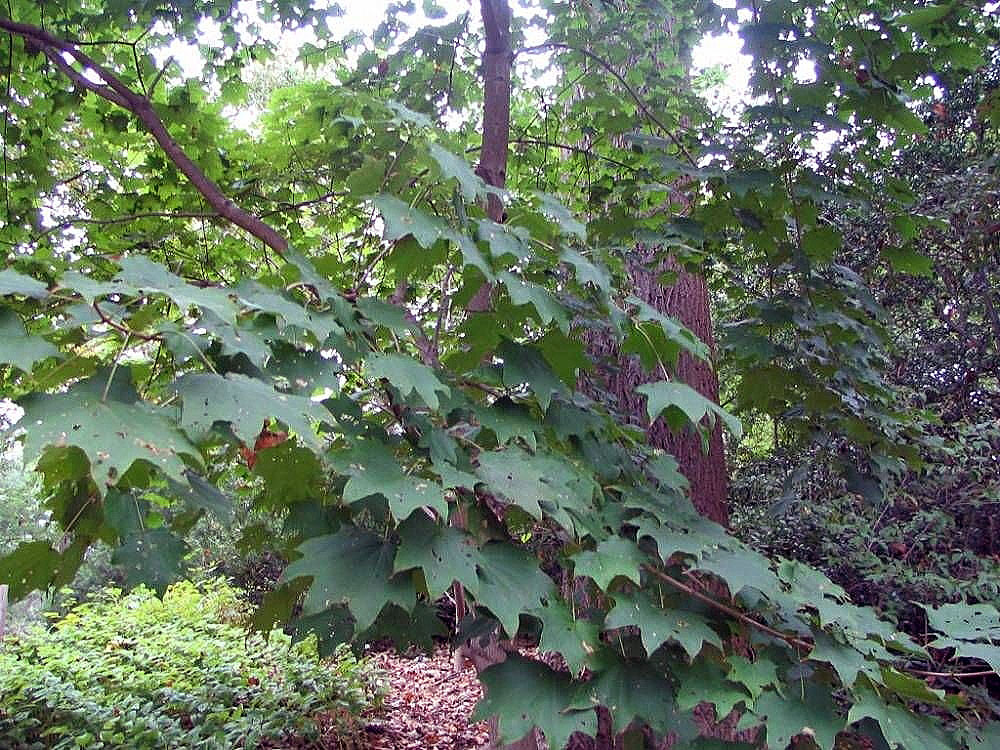
Acer pictum subsp. mono

Les forêts alluviales sont composées d'aulnes, de frênes et de saules. 

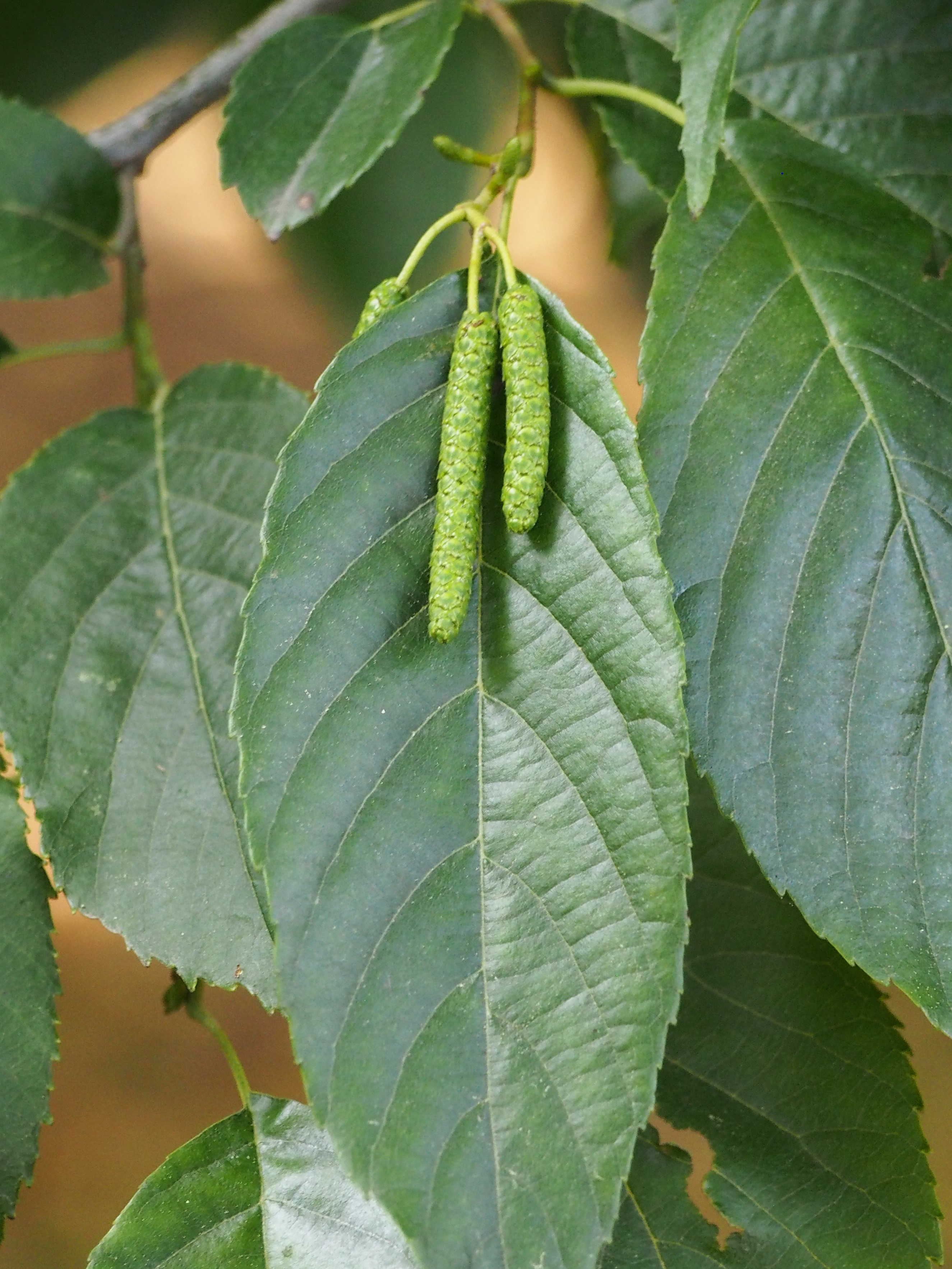
Alnus japonica
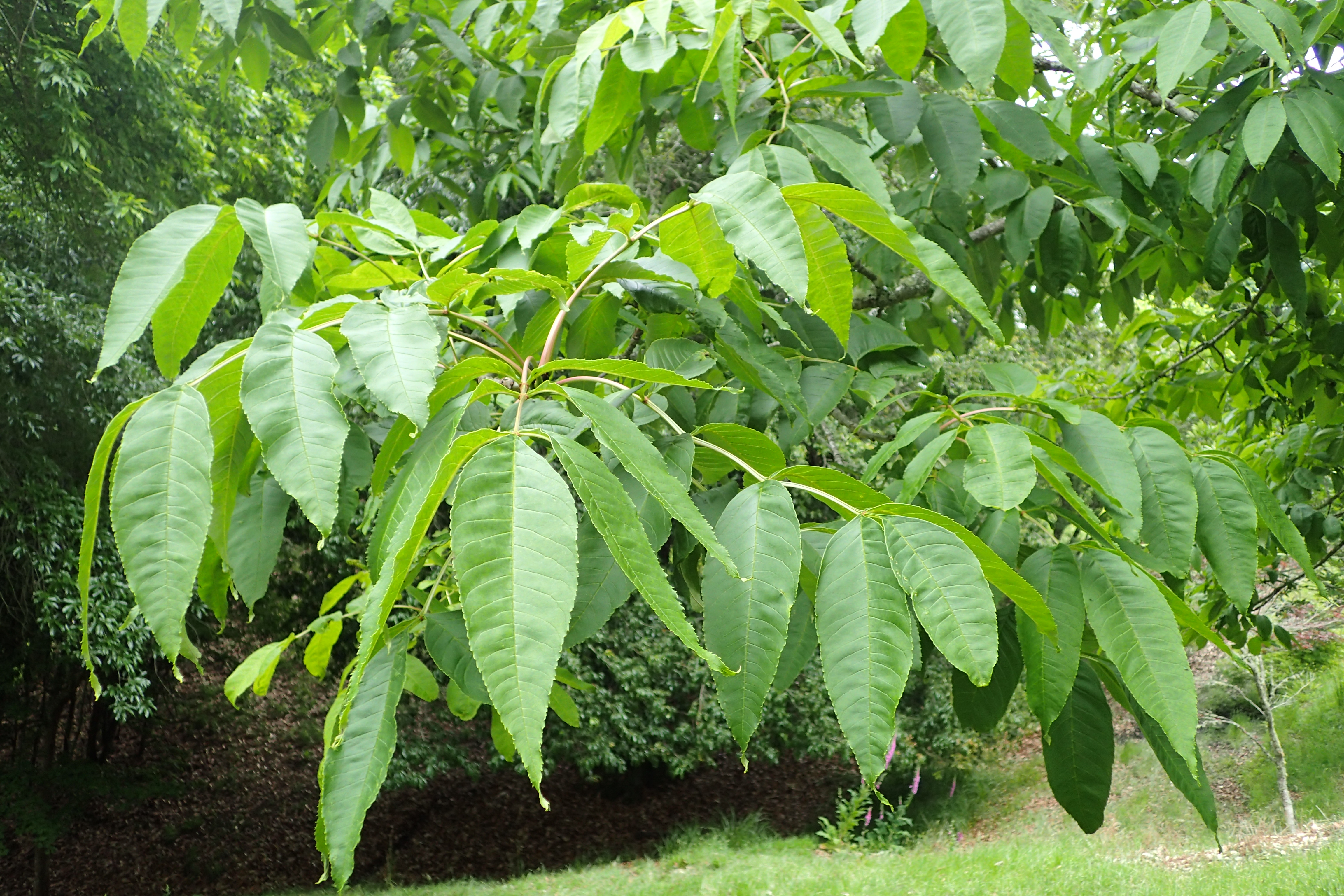
Fraxinus mandshurica
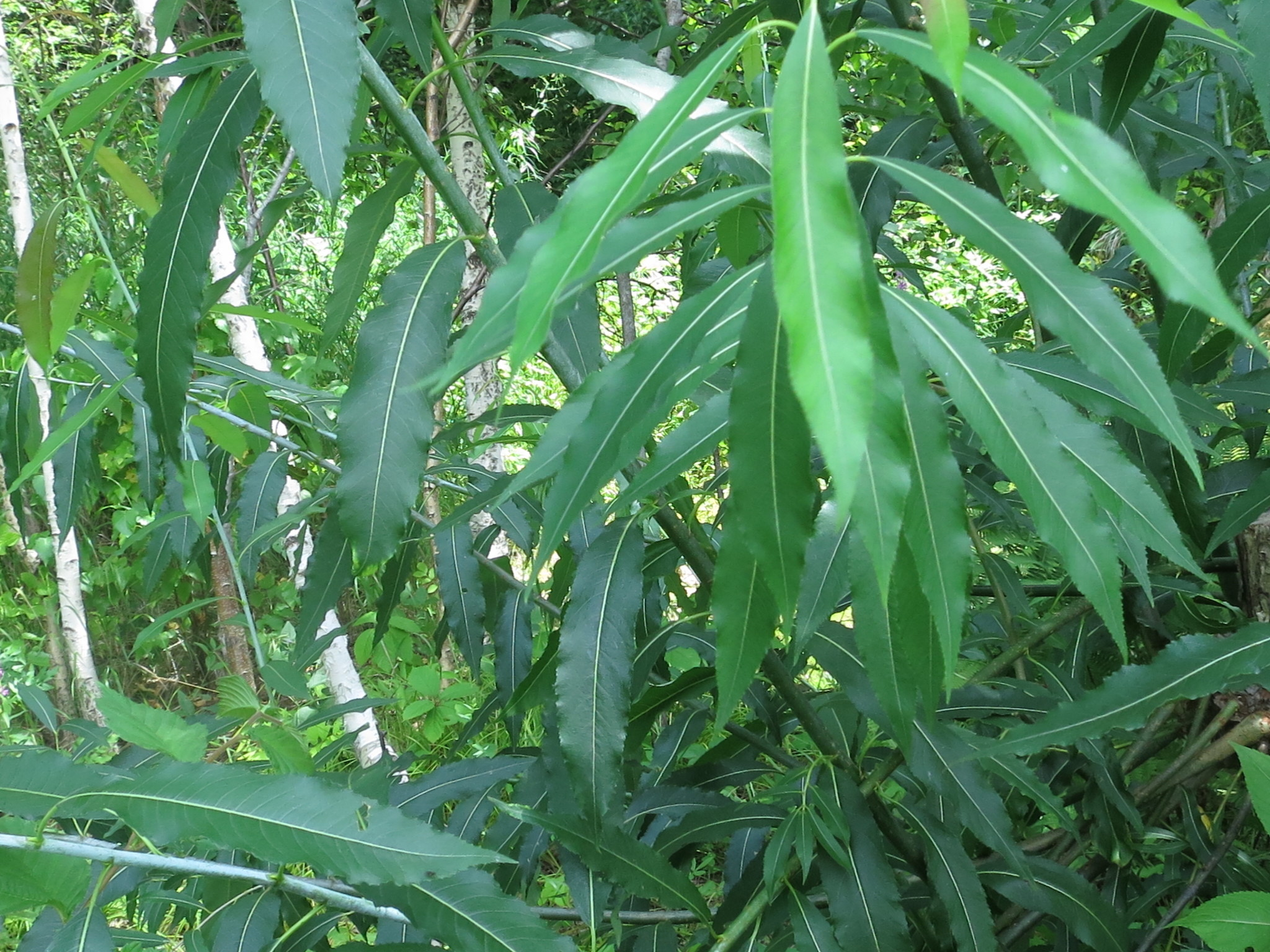
Salix nipponica

Le parc national de Shikotsu-Tōya se trouve au sud-ouest de l'île. On y trouve des forêts de chêne et d'érables (Quercus crispula et Acer pictum).

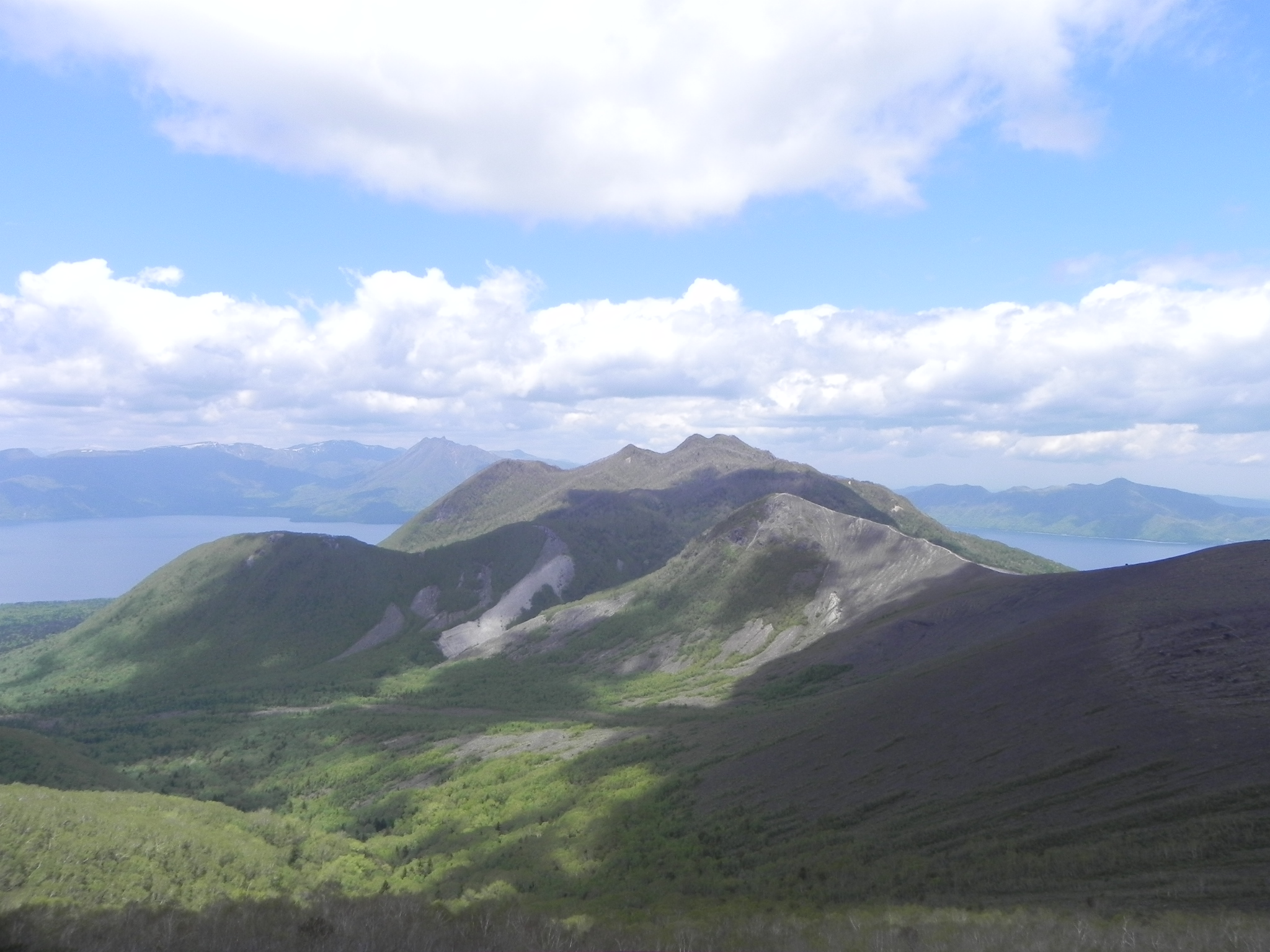
Mont Fuppushi, dans le parc Shikotsu-Toya
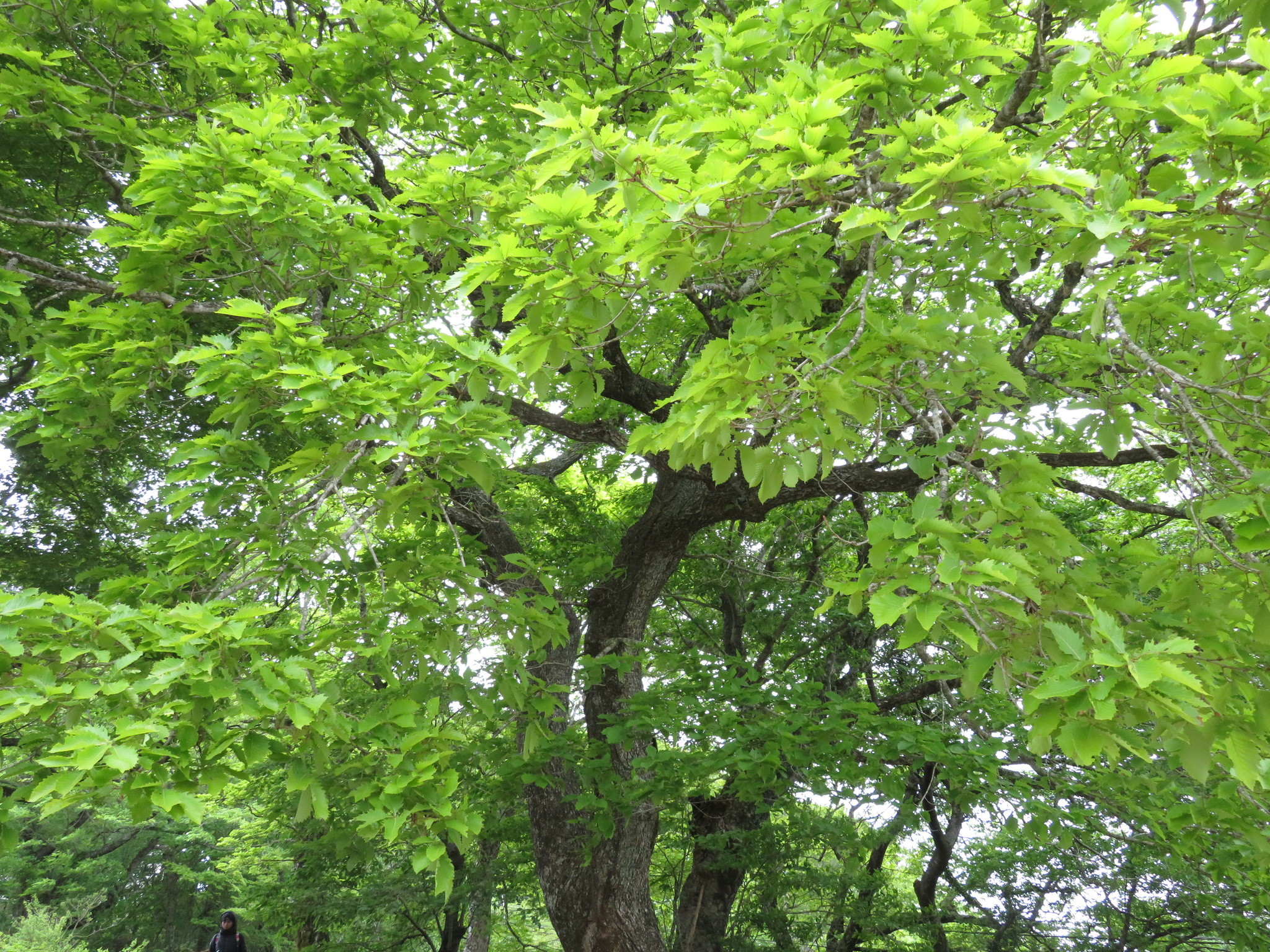
Quercus mongolica var. crispula
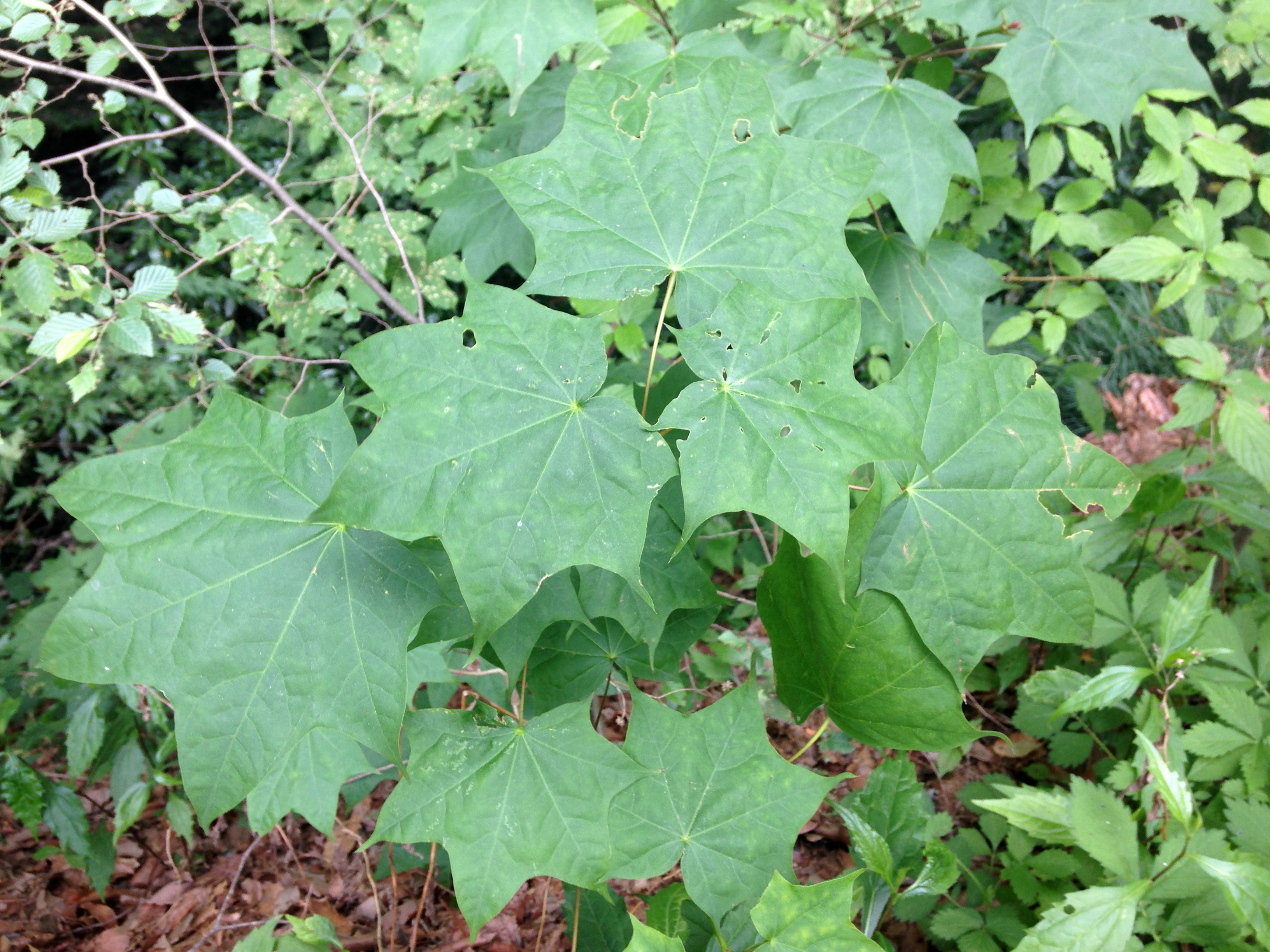
Acer pictum
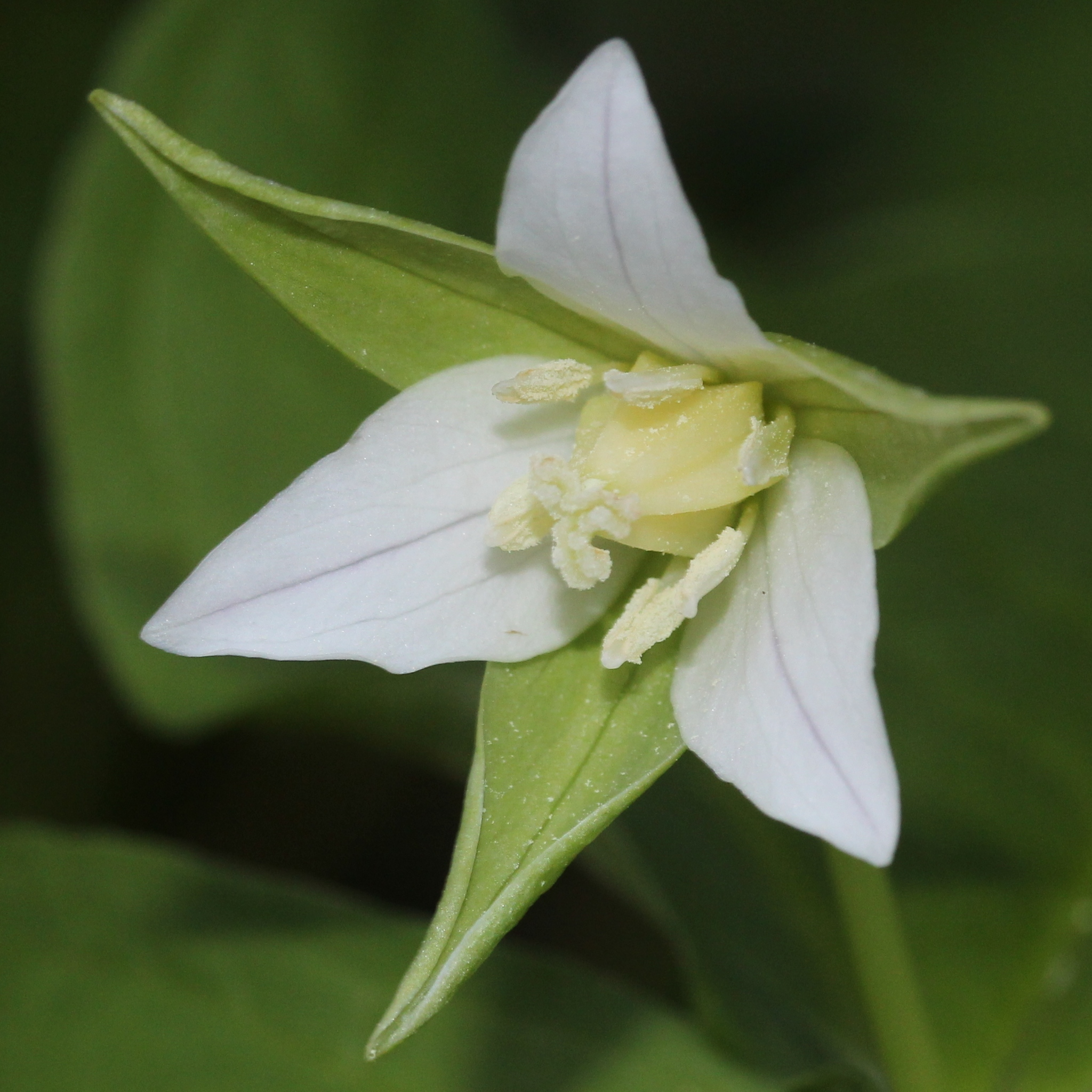
Trillium tschonoskii
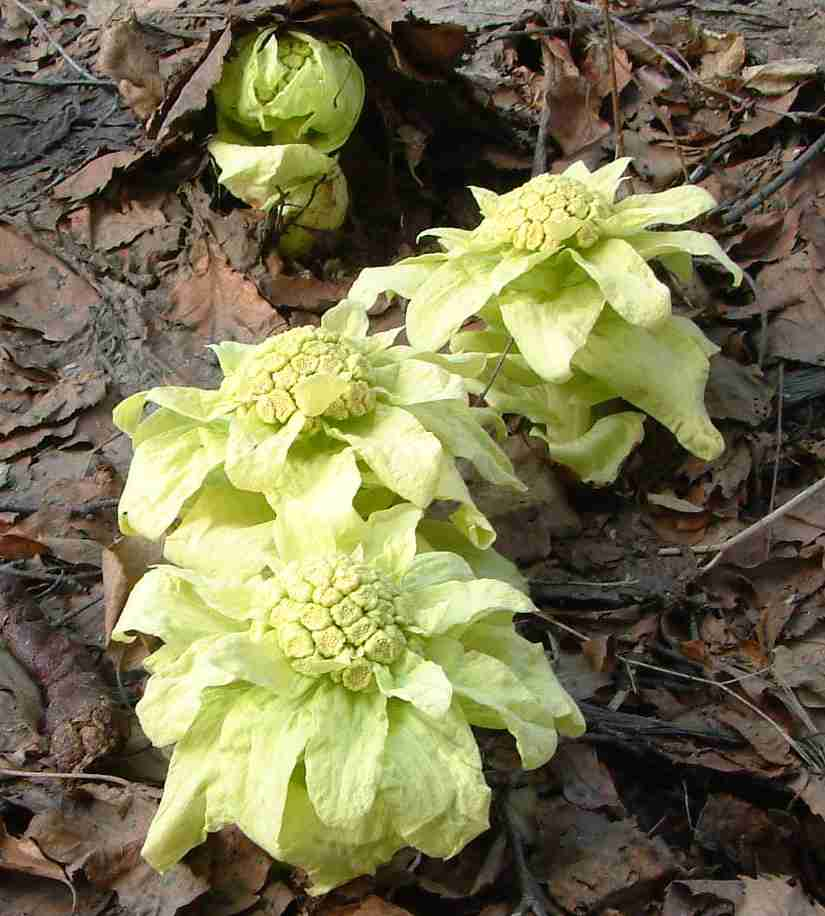
Petasites japonicus 蕗 (ふき) (fuki?)
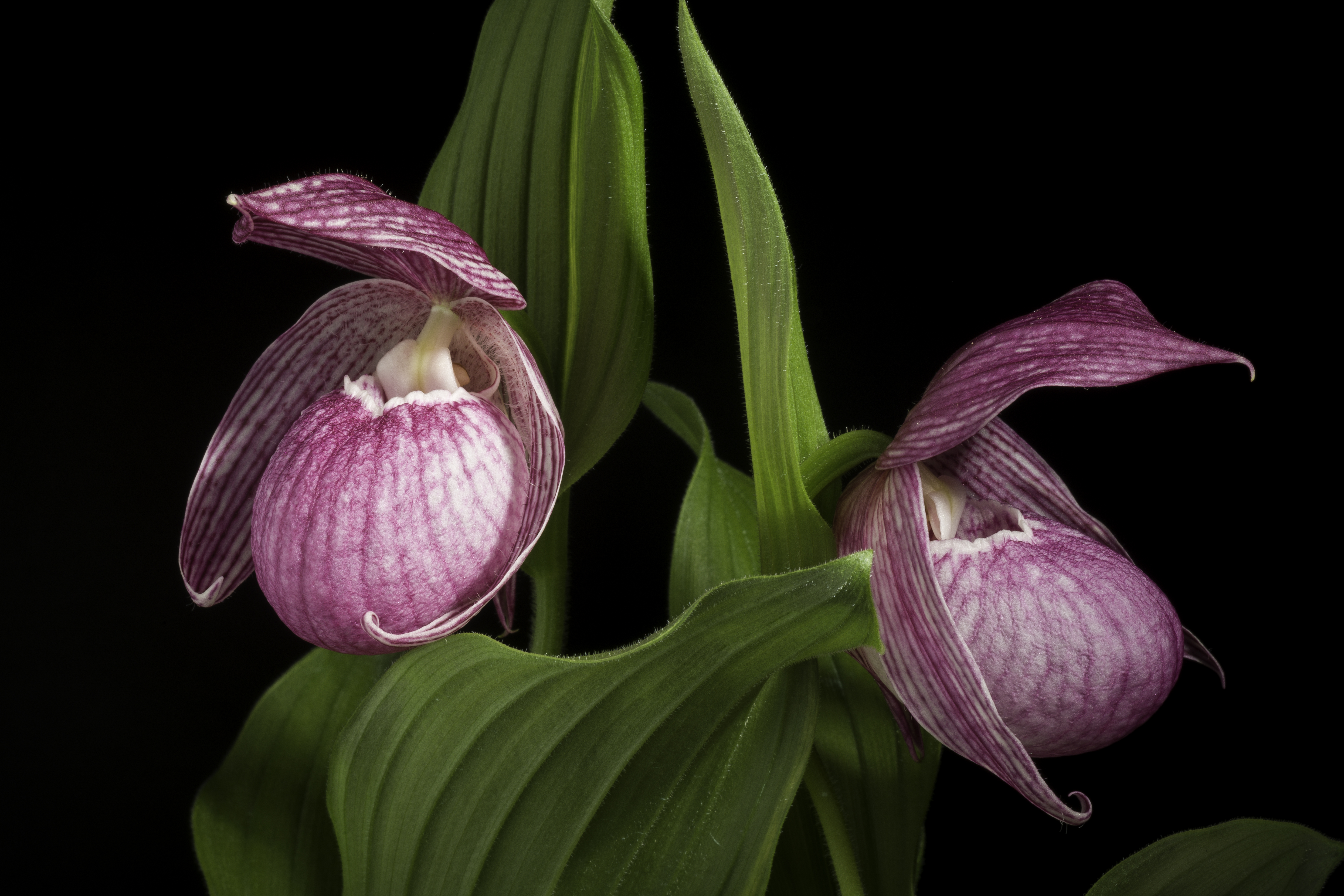
Cypripedium macranthos
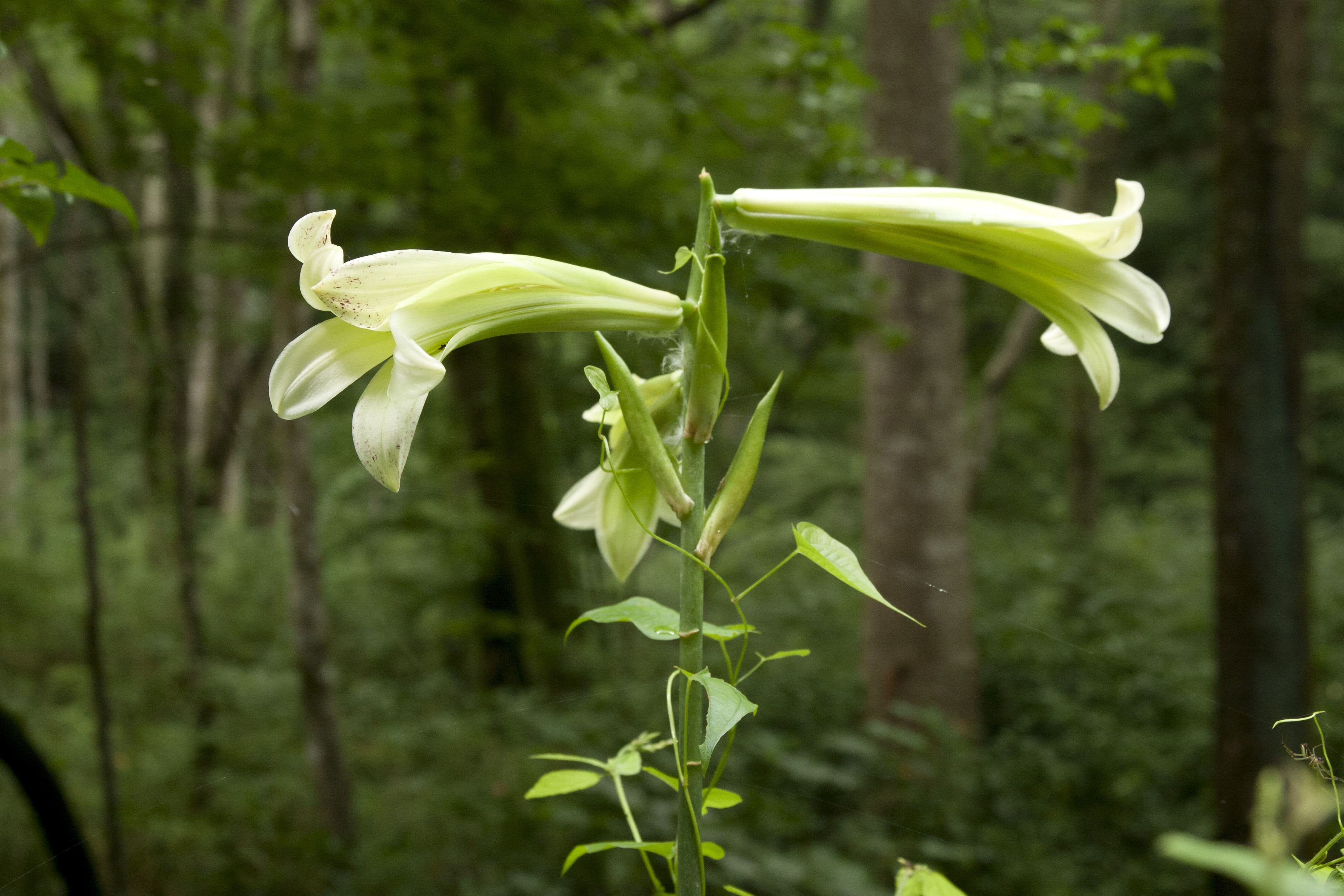
Cardiocrinum cordatum
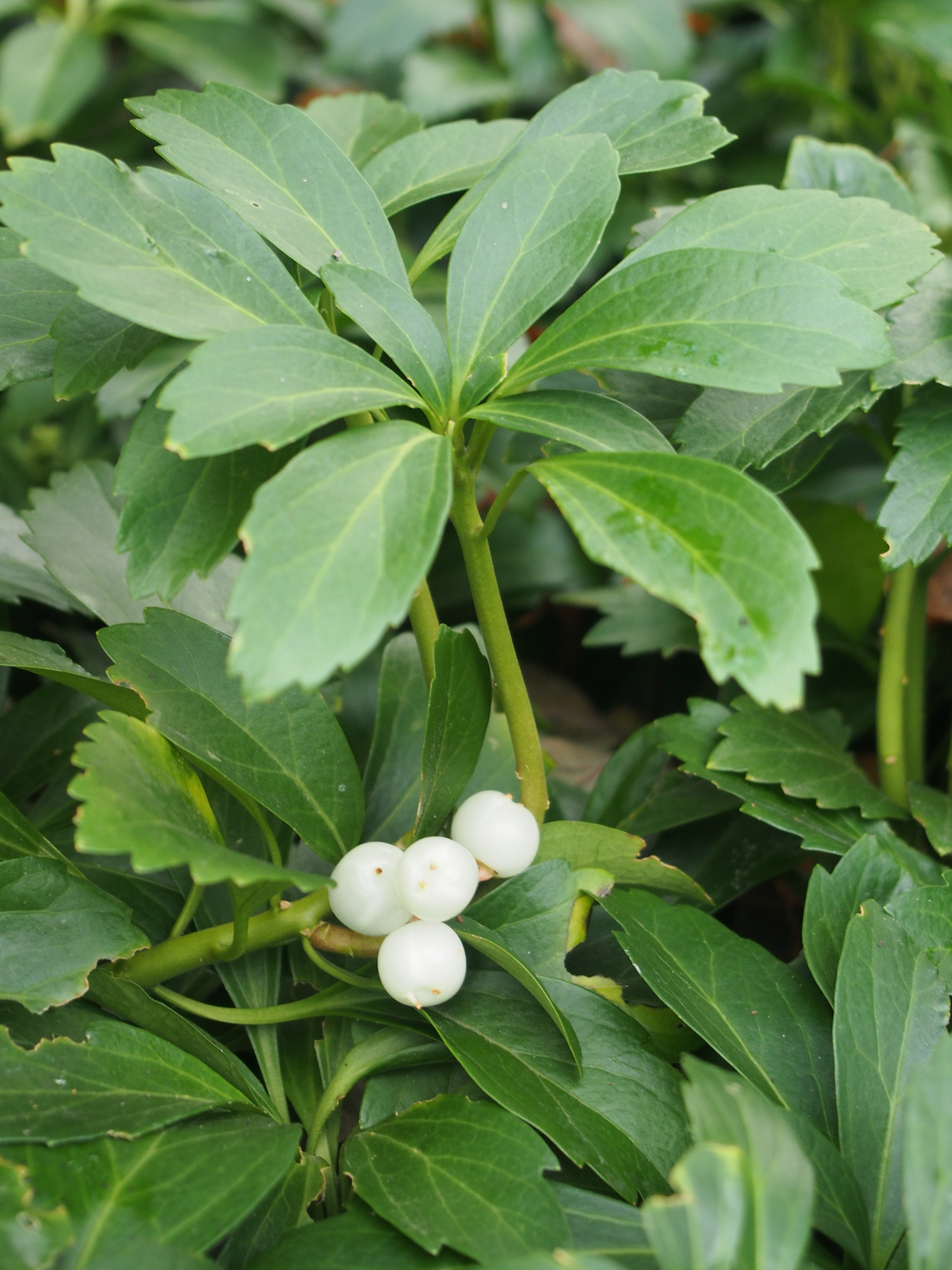
Pachysandra terminalis
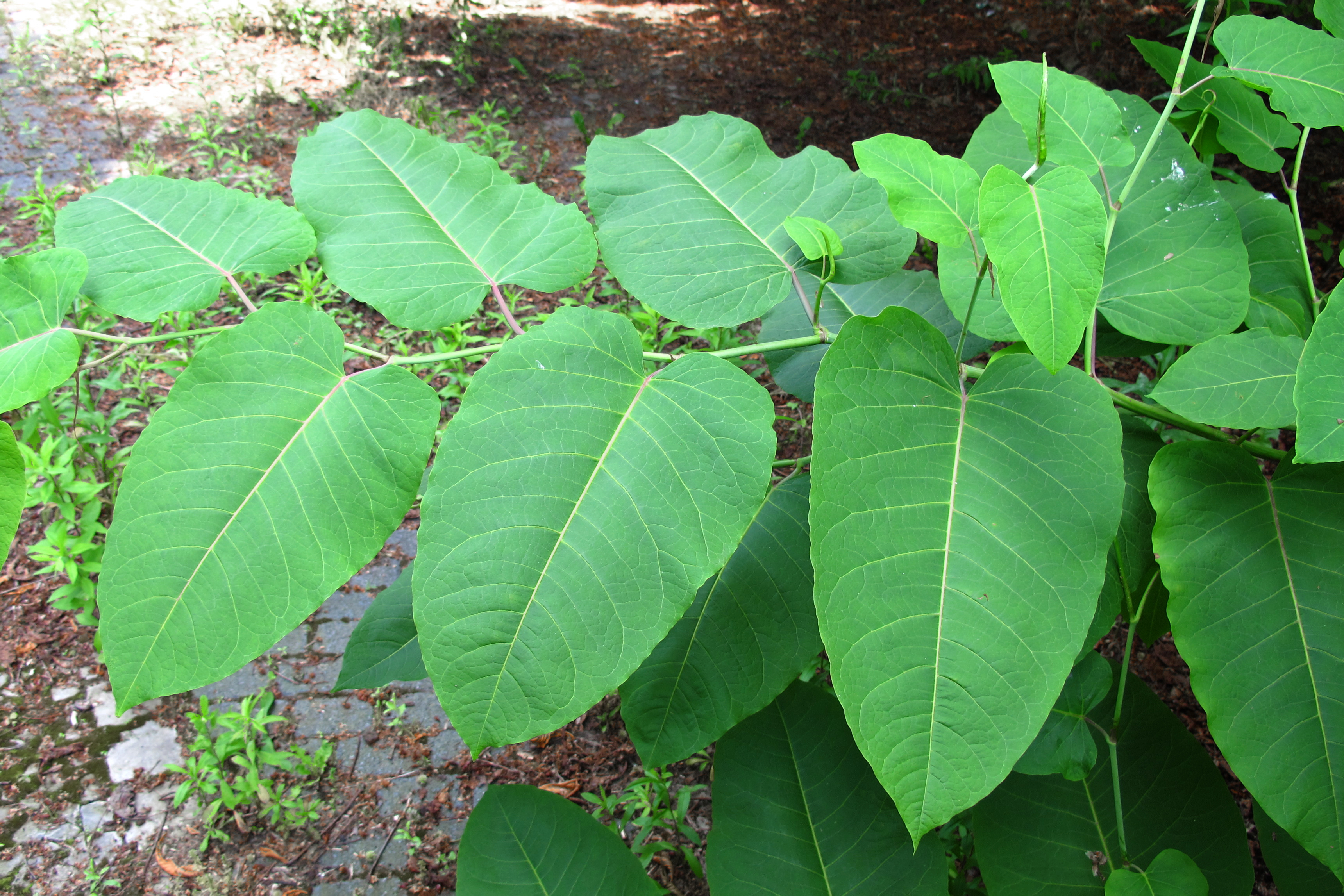
Reynoutria (Fallopia) sachalinensis
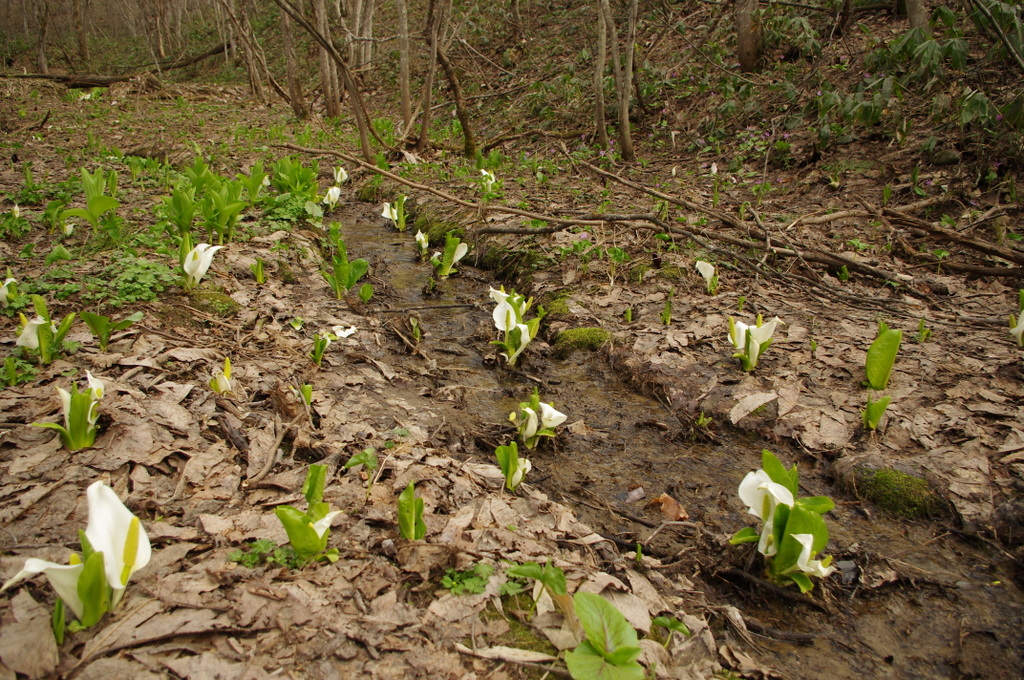
Lysichiton camtschatcensis

### Zone des forêts de conifères d'altitude de Honshu
Catégorie Wikimedia

Ces végétations relèvent des alliances phytosociologiques des Vaccinio - Pinion pumilae et des Abieti - Piceion.

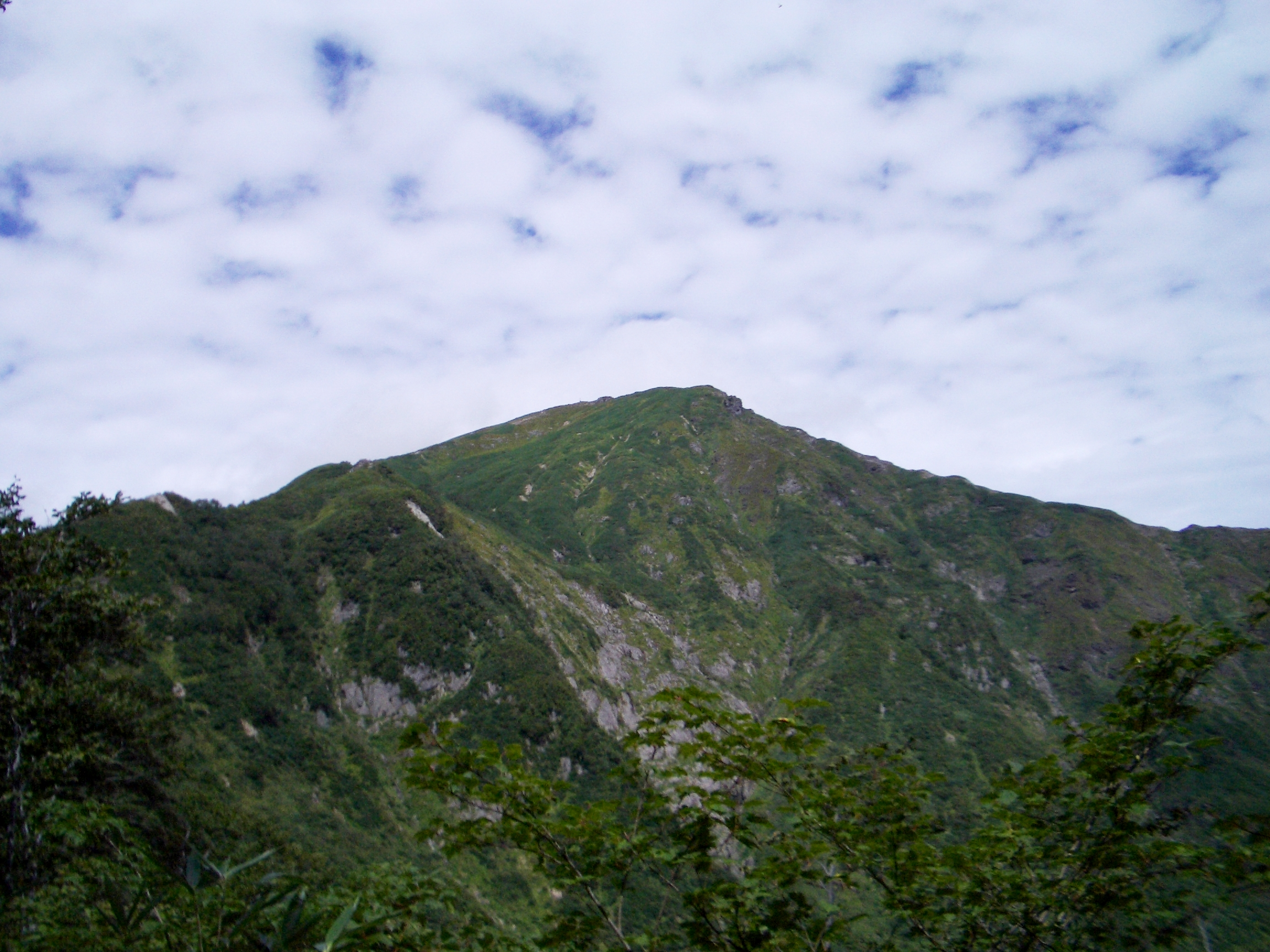
Mont Tanigawa (谷川岳) préfectures de Gunma et Niigata
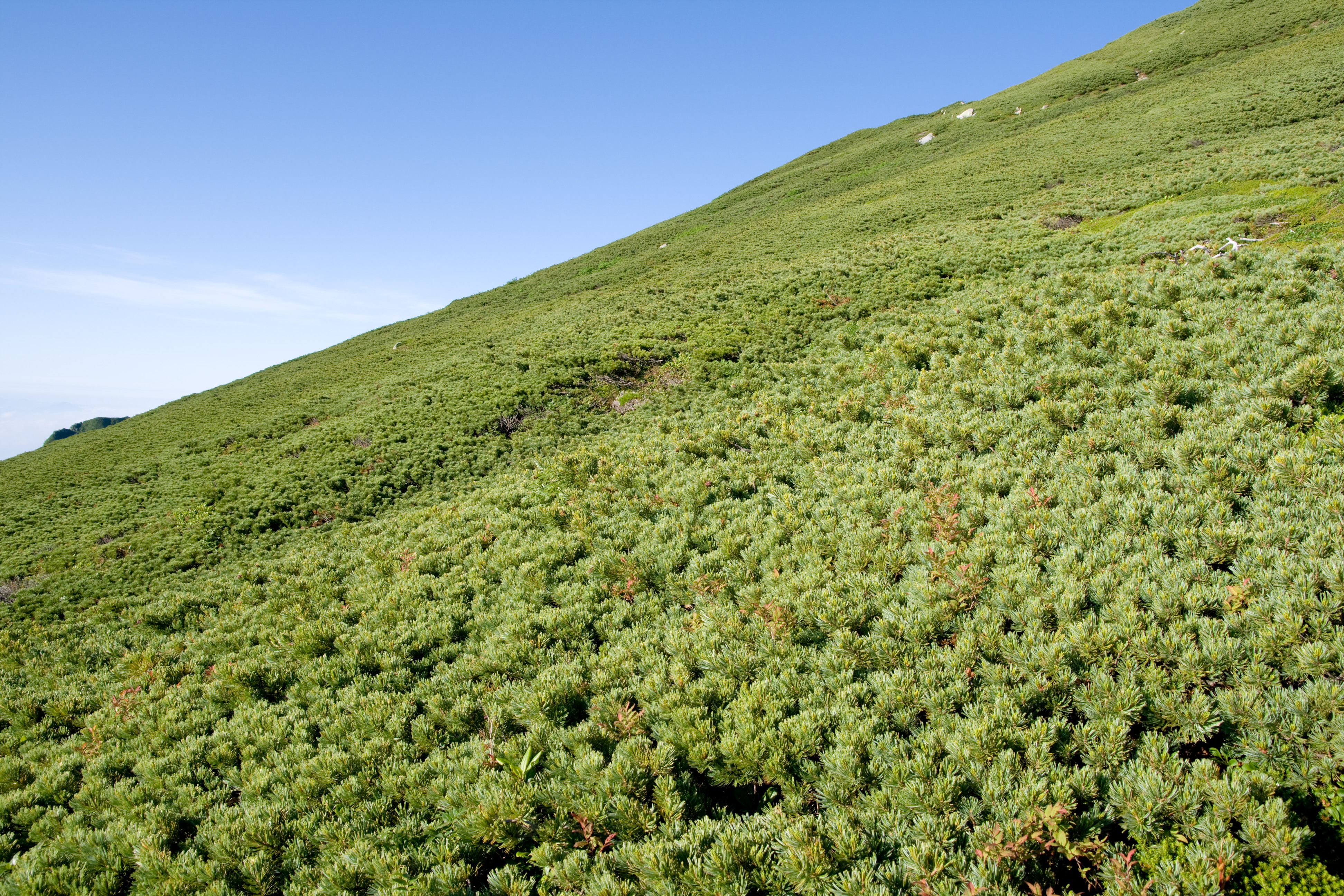
Pinus pumila sur le mont Utsugi, préfecture de Nagano
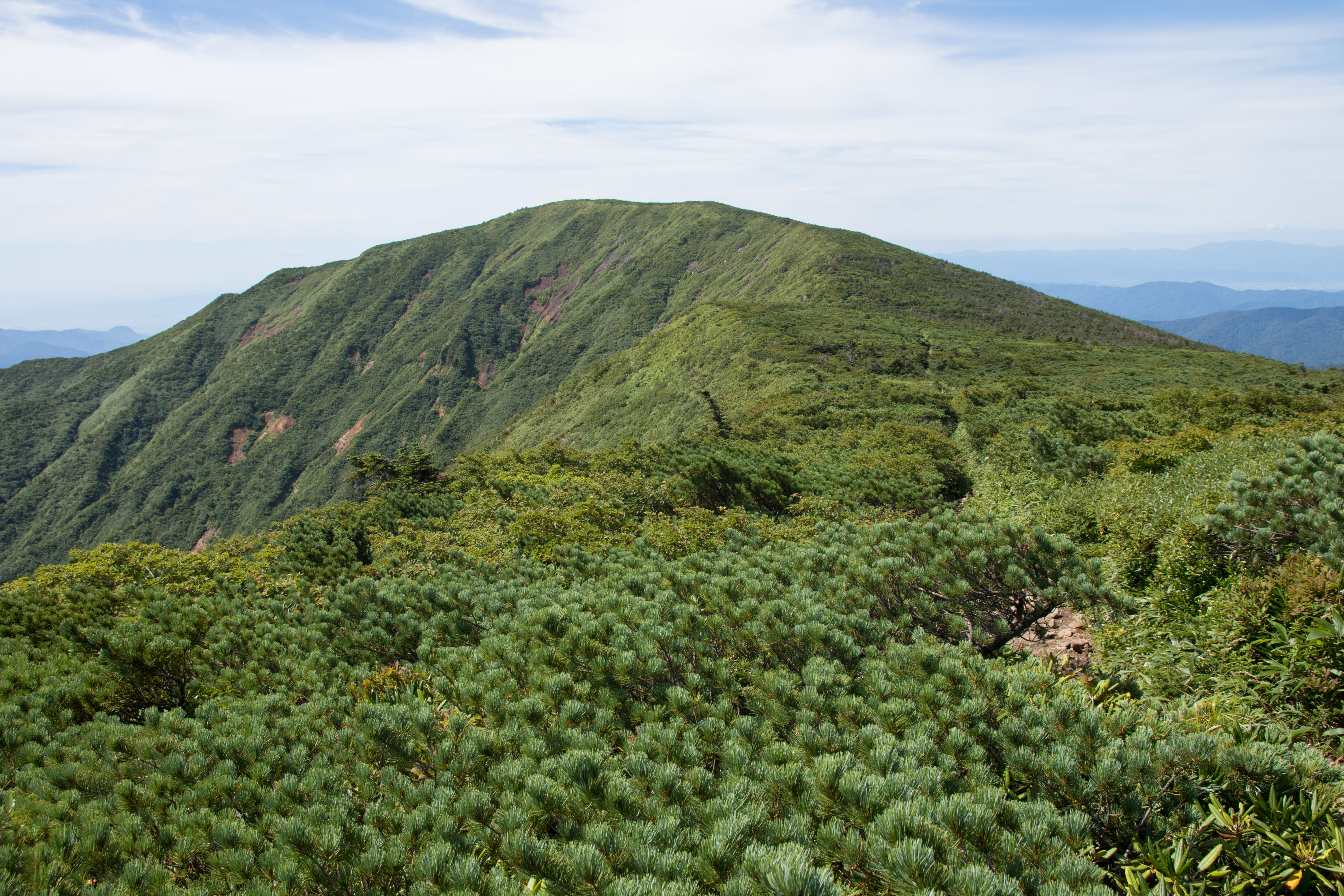
Pinus pumila sur le mont Minami-Byobudake (南屏風岳), préfecture de Miyagi

Végétation alpine :

Flore alpine et sub-alpine
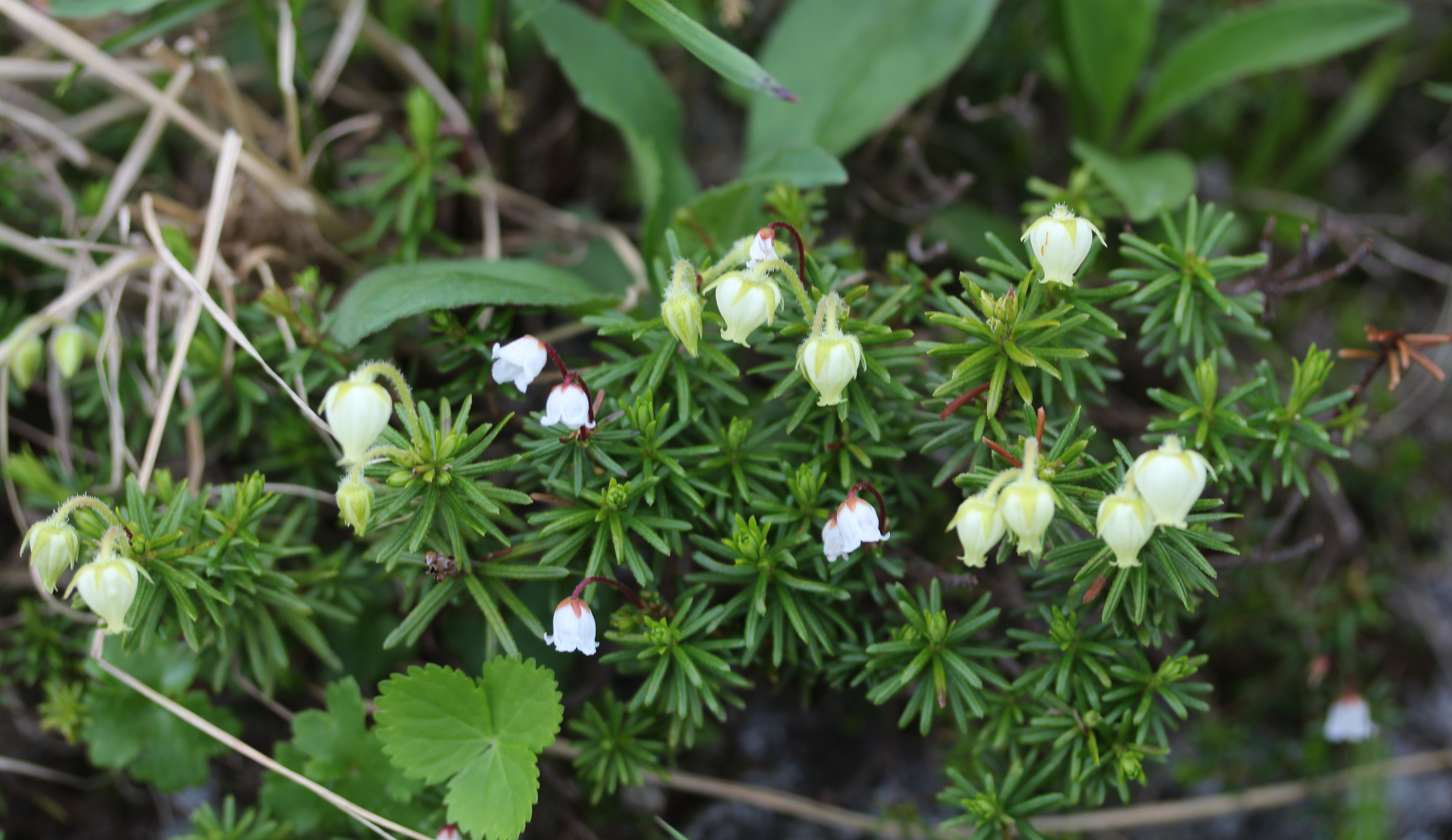
Phyllodoce aleutica (avec les fleurs en outres "fermées") et Phyllodoce nipponica (avec les fleurs en cloches ouvertes)
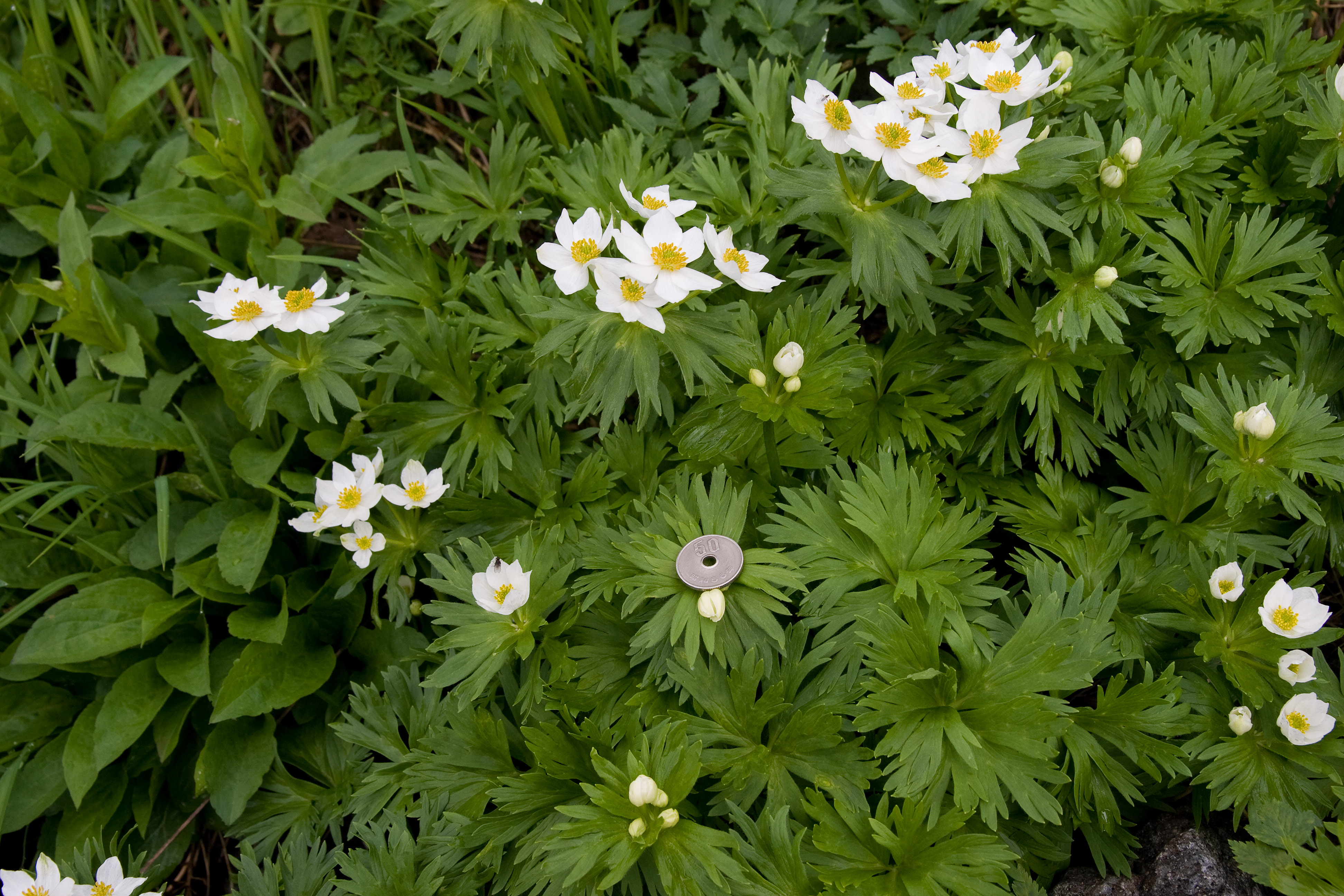
Anemone narcissiflora
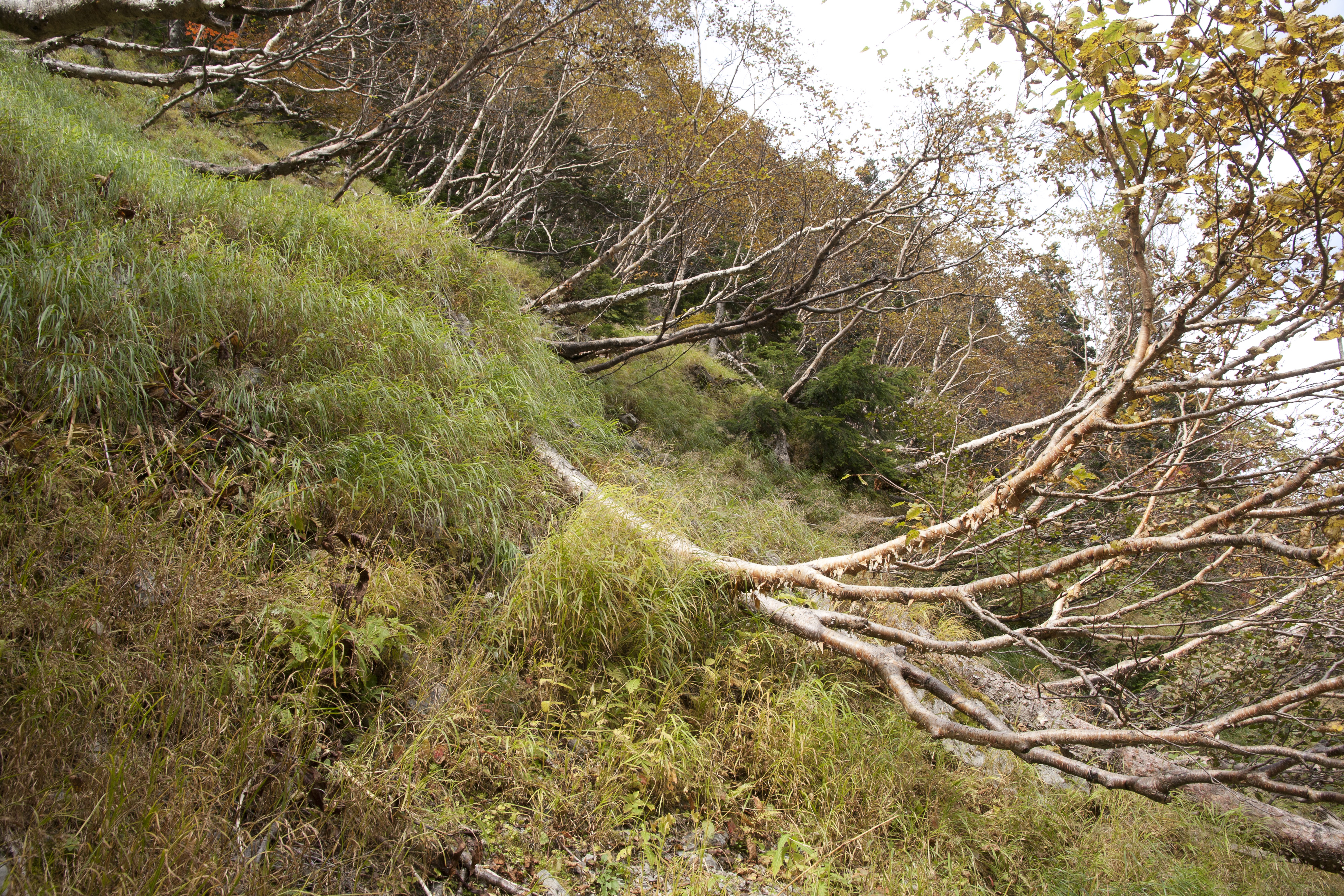
Betula ermanii
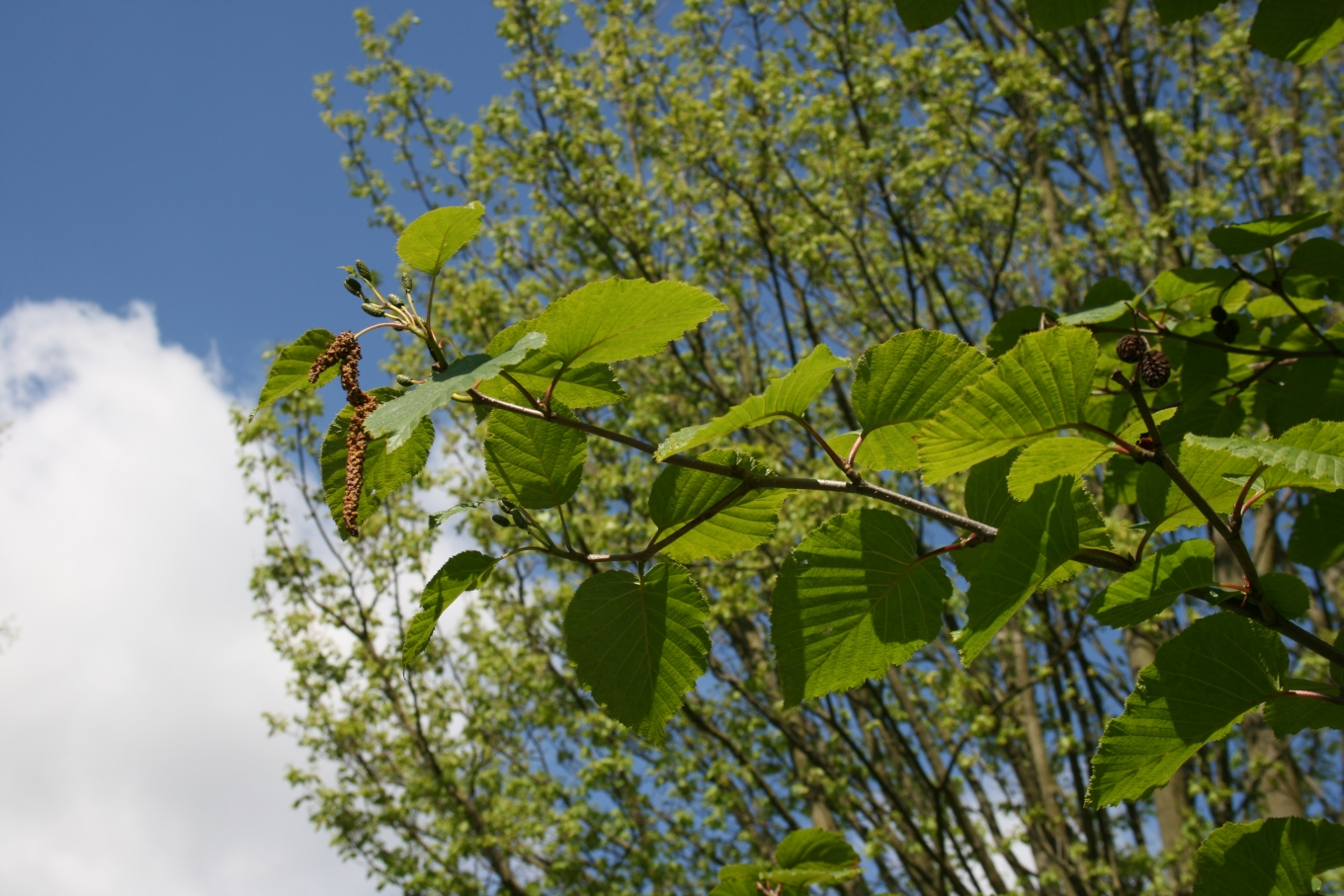
Alnus maximowiczii

### Zone des forêts sempervirentes du Nihonkai
Catégorie Wikimedia

Forêts de Persea thunbergii et Castanopsis cuspidata (椎, しい : shii, 円椎 つぶらじい : Tsubura jī), avec le Camélia du Japon (藪椿, やぶつばき : yabutsubaki) en sous-bois.

Machilus (Persea) thunbergii
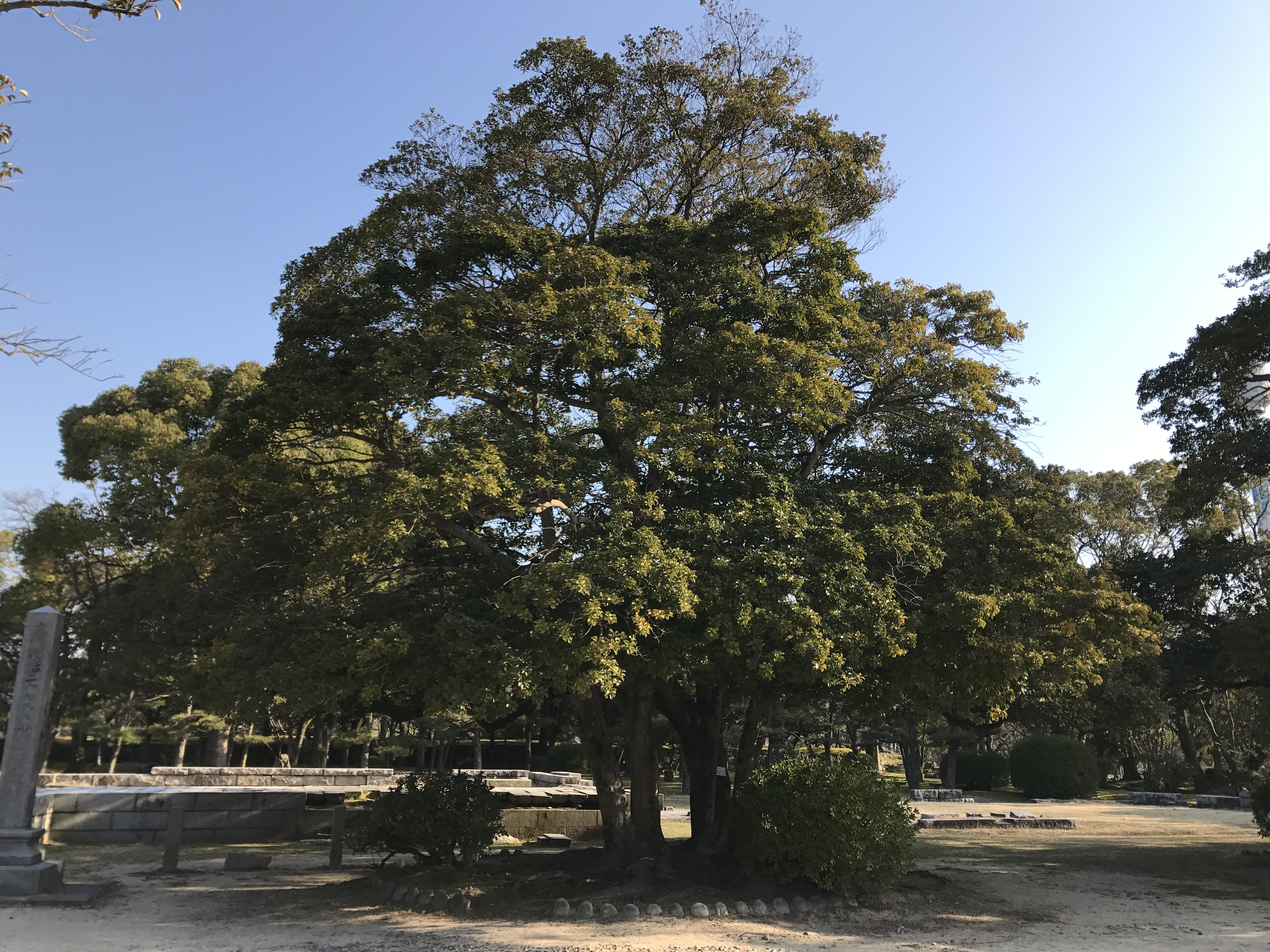
Au château d'Hiroshima
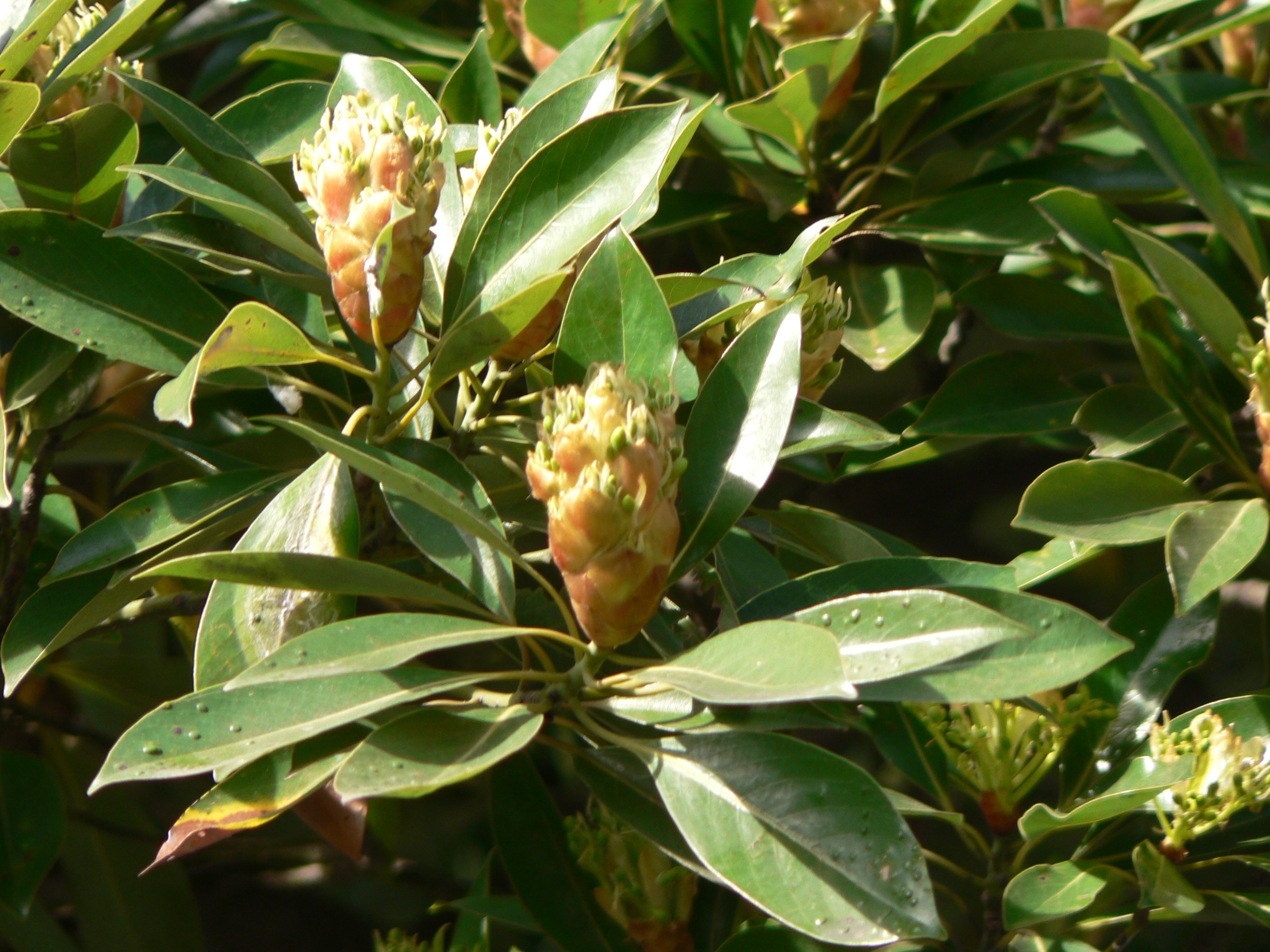
feuillage et floraison
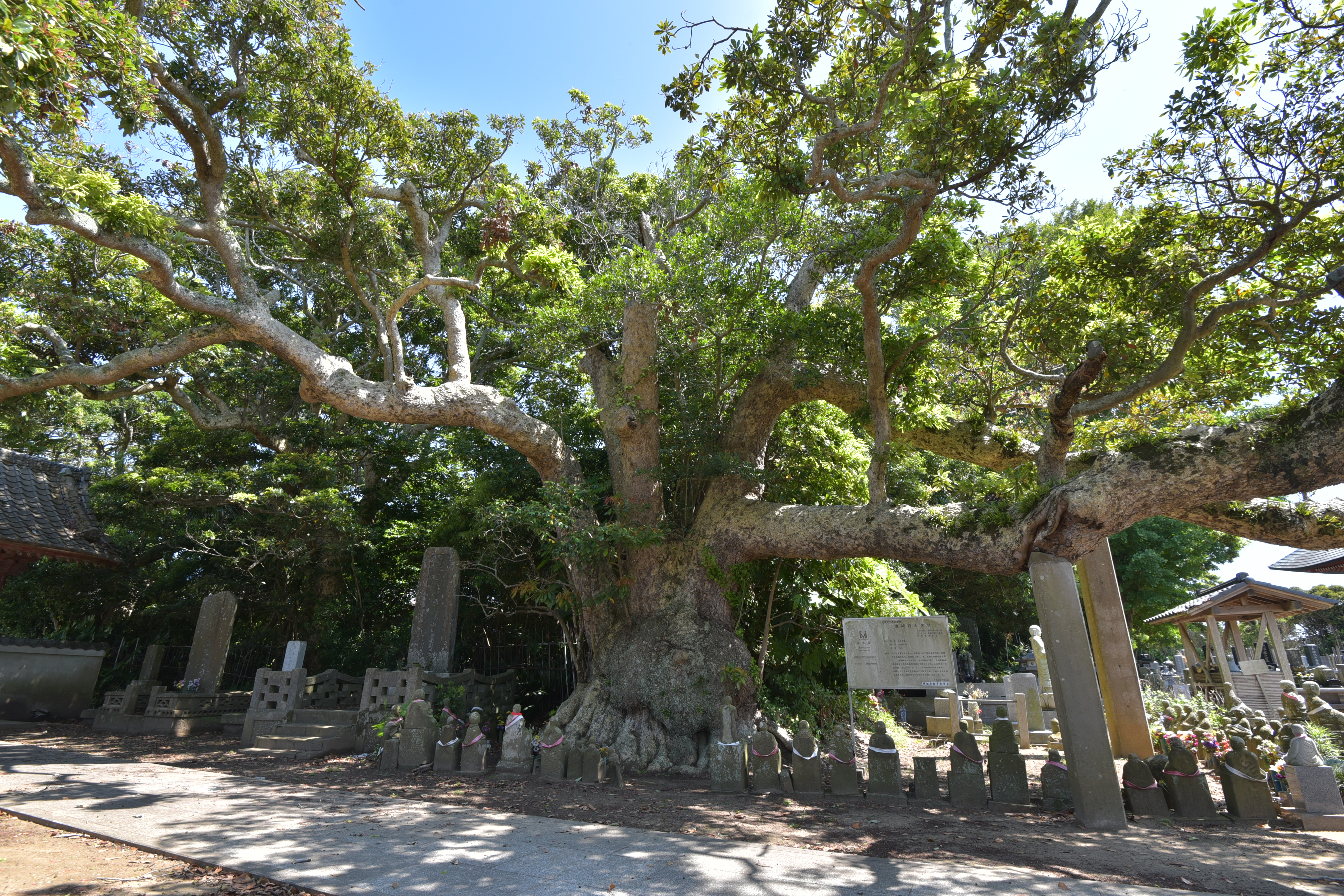
Le gros de Hasaki : 波崎の大玉樟 (Hasaki no Ō tamagusu)
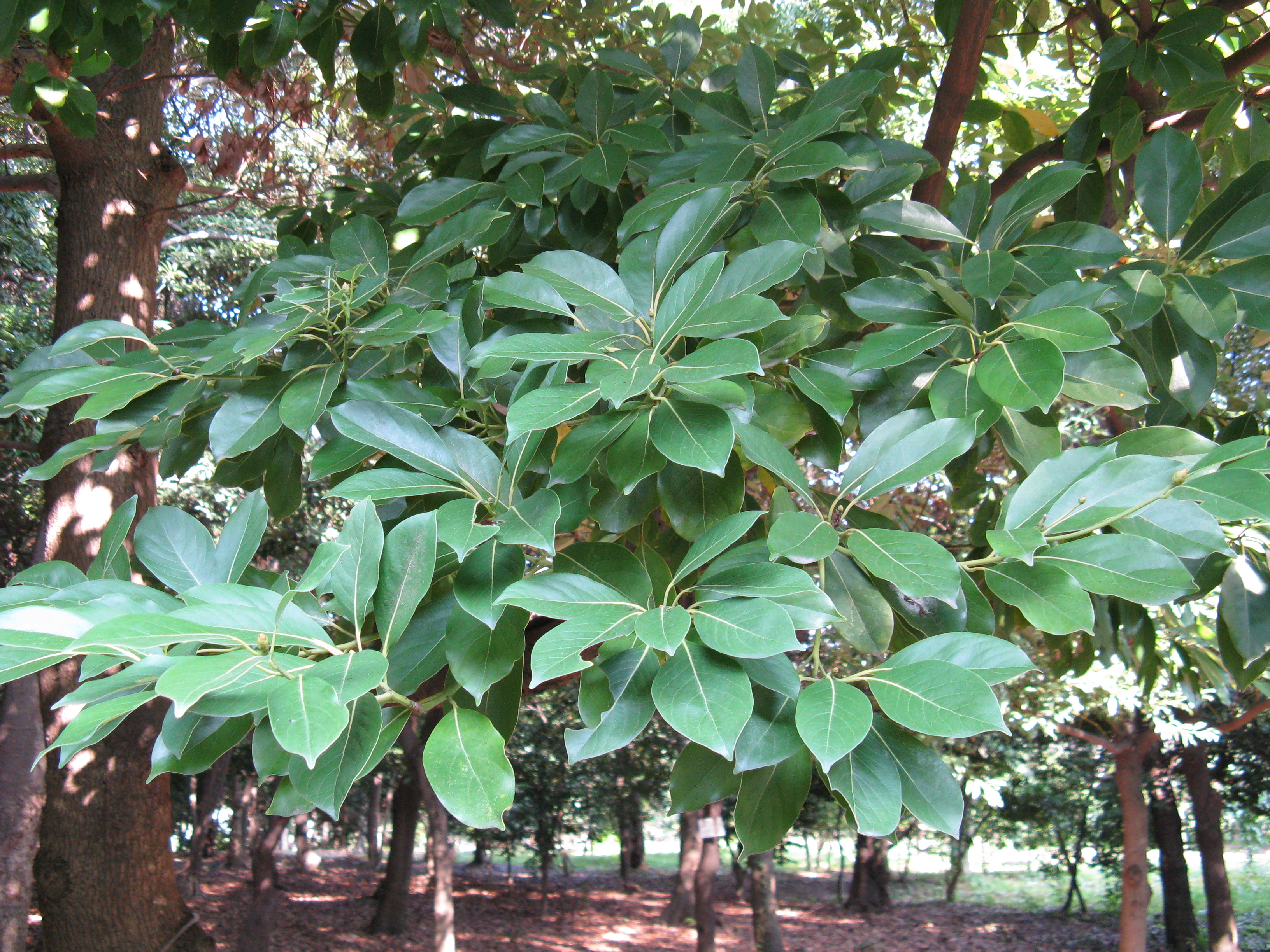
feuillage

- Machilus (Persea) thunbergii 玉樟  たまぐす (tamagusu?)
- Au château d'Hiroshima
- feuillage et floraison
- Le gros de Hasaki : 波崎の大玉樟 (Hasaki no Ō tamagusu)
- feuillage

- Chêne Castanopsis cuspidata (円椎 【つぶらじい】, Tsuburajī?)

Chêne
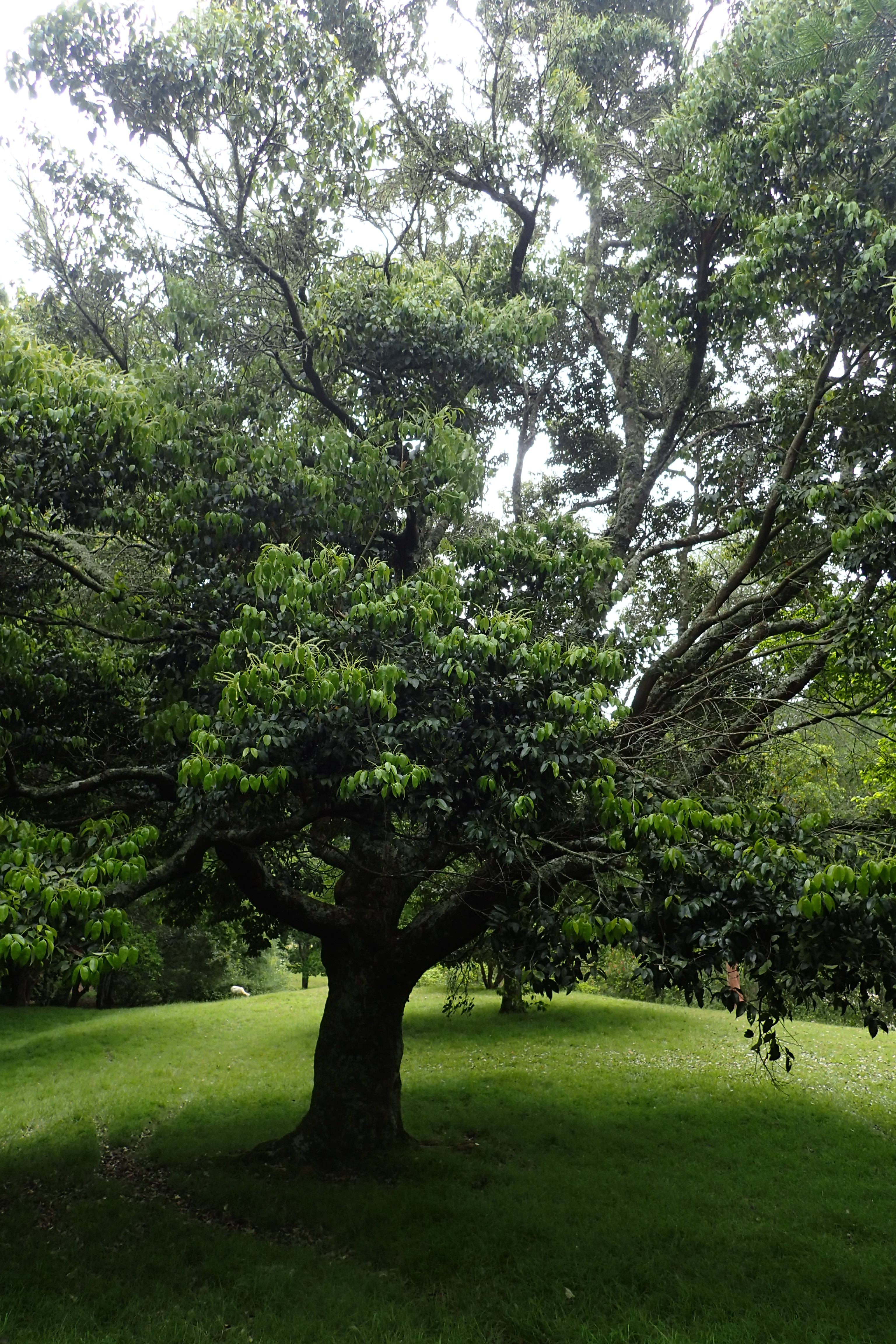
Arbre
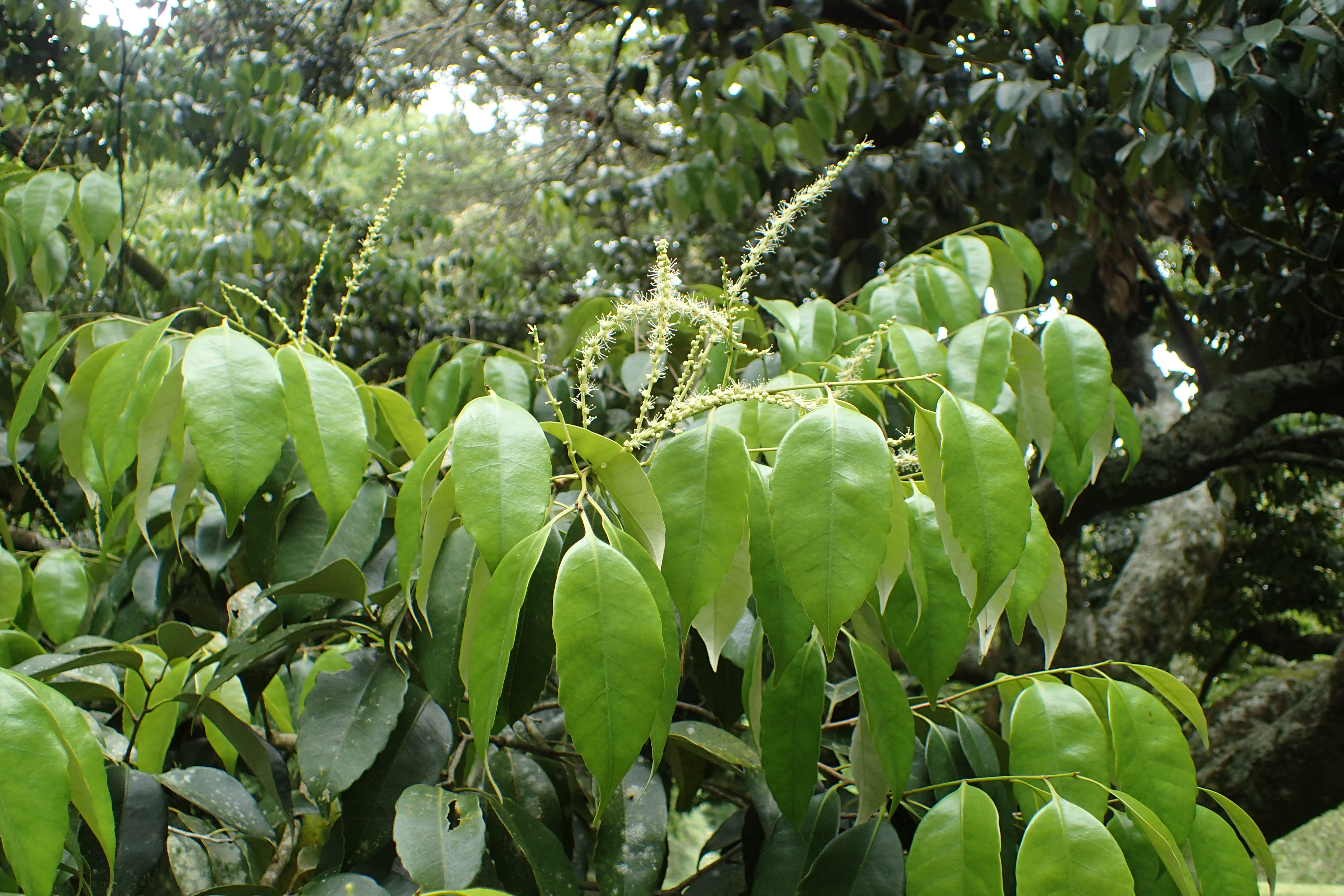
jeunes feuilles et fleurs
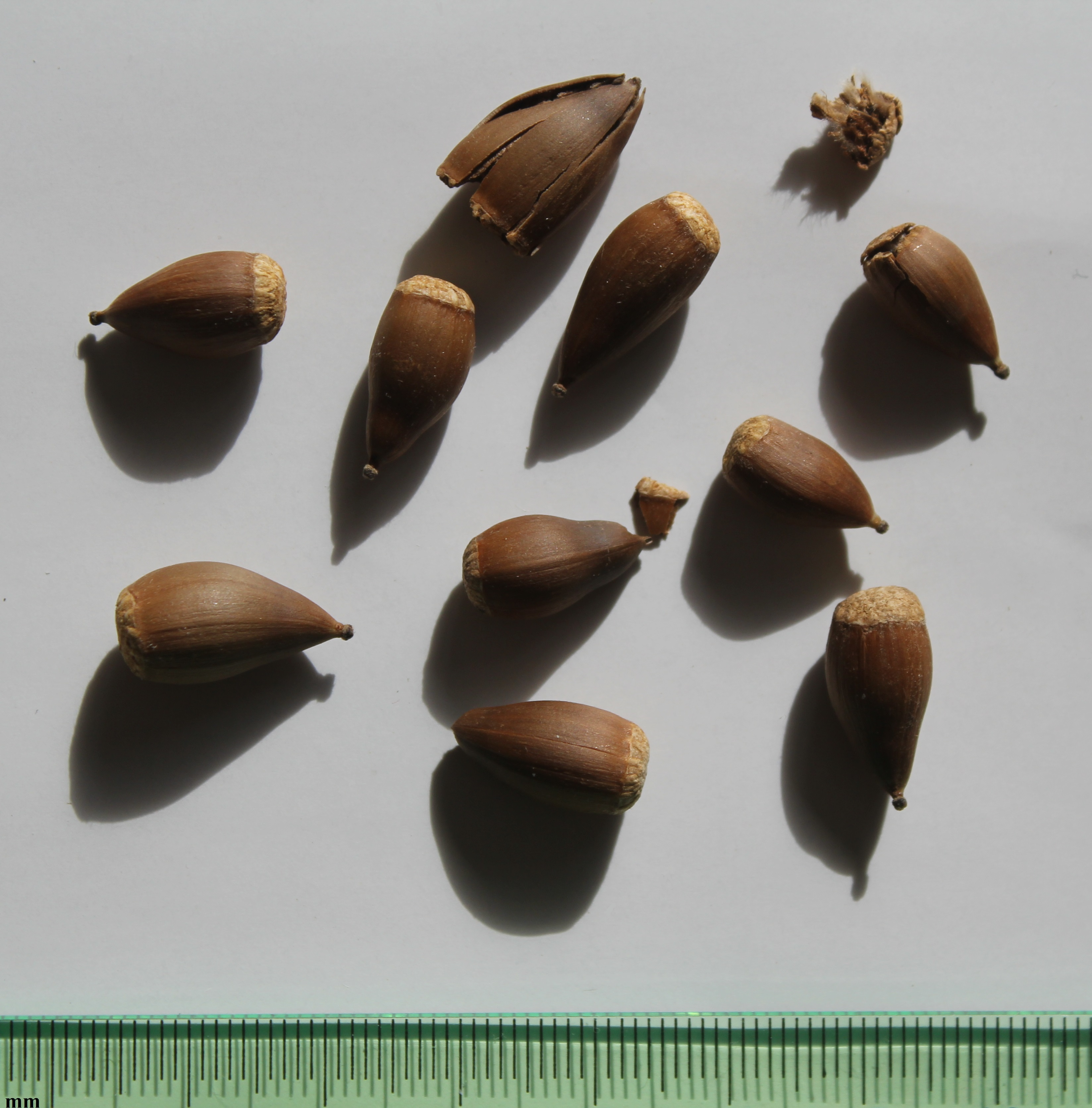
glands
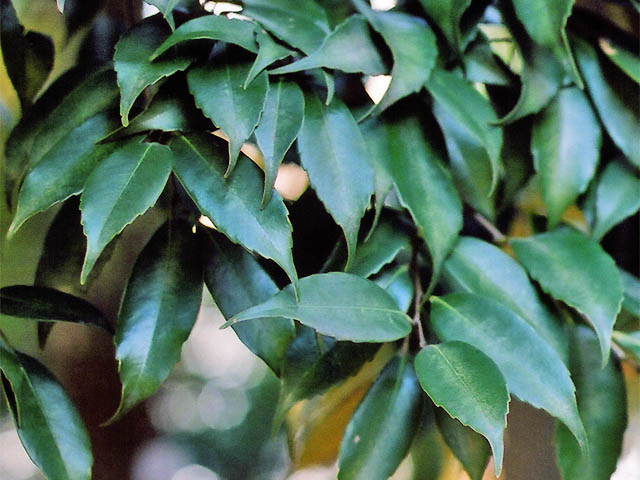
feuillage

### Zone des forêts décidues d'altitude du Nihonkai
Cette écorégion est définie sur la base de l'aire occupée par l'alliance du Sasamorpho - Fagion crenatae. Les forêts sont dominées par le Hêtre du Japon (Fagus crenata) et le Cornouiller du Japon (Cornus kousa), avec un sous-bois de bambous Sasa.
Cette zone semble correspondre à l'optimum écologique naturel du Cèdre du Japon (Cryptomeria japonica) (杉【すぎ】, Sugi), cependant cette espèce à large amplitude écologique est présente sur un territoire bien plus vaste, également du fait de plantations forestières, notamment sur la côte pacifique et jusque dans les îles Nansei (et même jusqu'à Taïwan).

### Zone des forêts décidues d'altitude du Taiheiyō
Catégorie Wikimedia

Il s'agit de la zone des hêtraies dominées par le Hêtre du Japon (Fagus crenata) ou le Hêtre bleu du Japon (Fagus japonica), et dans lesquelles on trouve également des Cornouillers (Cornus macrophylla, C. controversa), Sapium japonicum, ou encore des Katsura (Cercidiphyllum japonicum - 桂  かつら). Le sous-bois accueille éventuellement des bambous nains. Outre les hêtraies, les conifères, notamment le Cèdre du Japon ou encore des sapins sont fortement présents.

Vue de la rivière Kitayama (北山 川) à Kumanogawacho-Shimazu (熊野川町嶋津), Shingu, préfecture de Wakayama
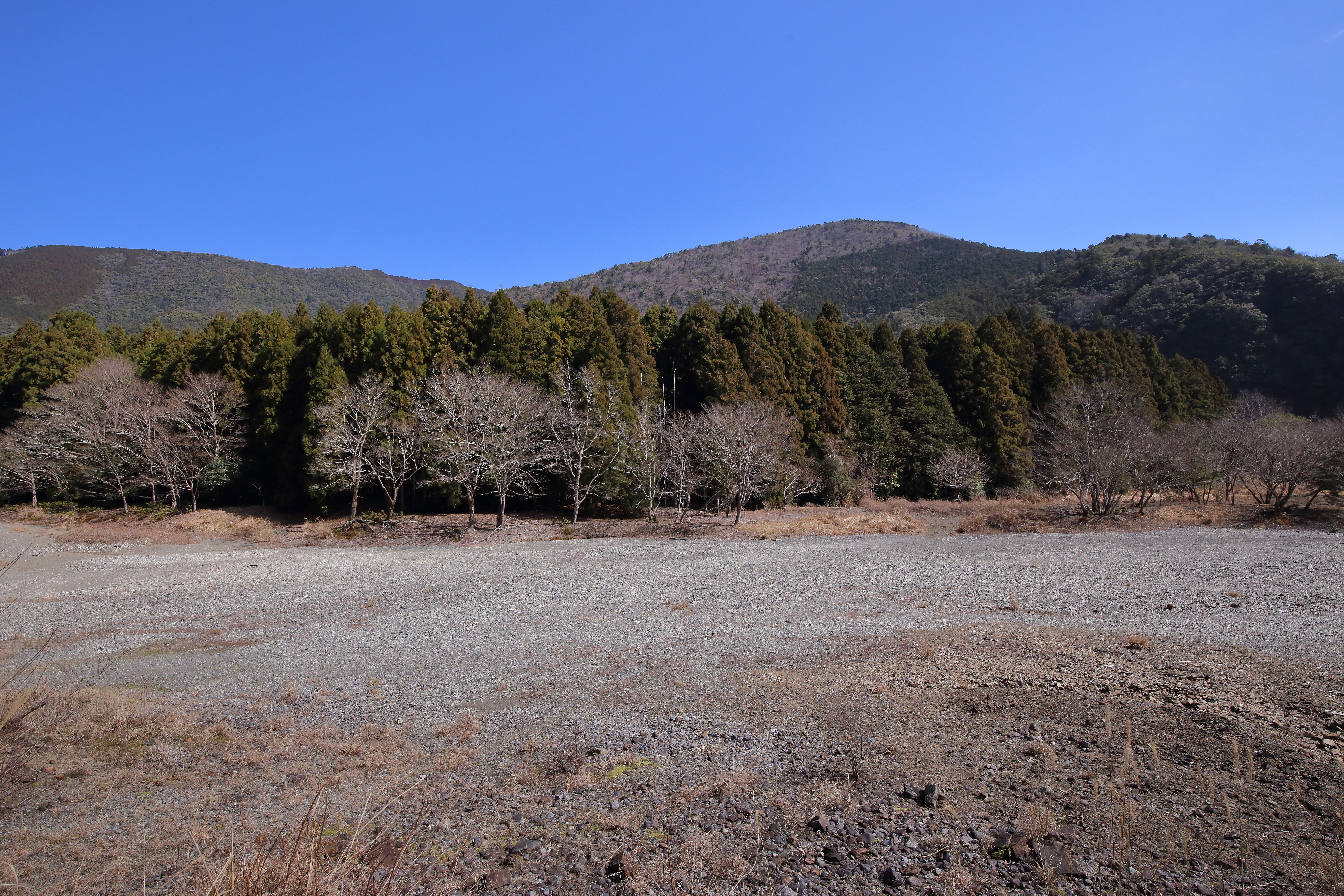
la forêt de Shimazu
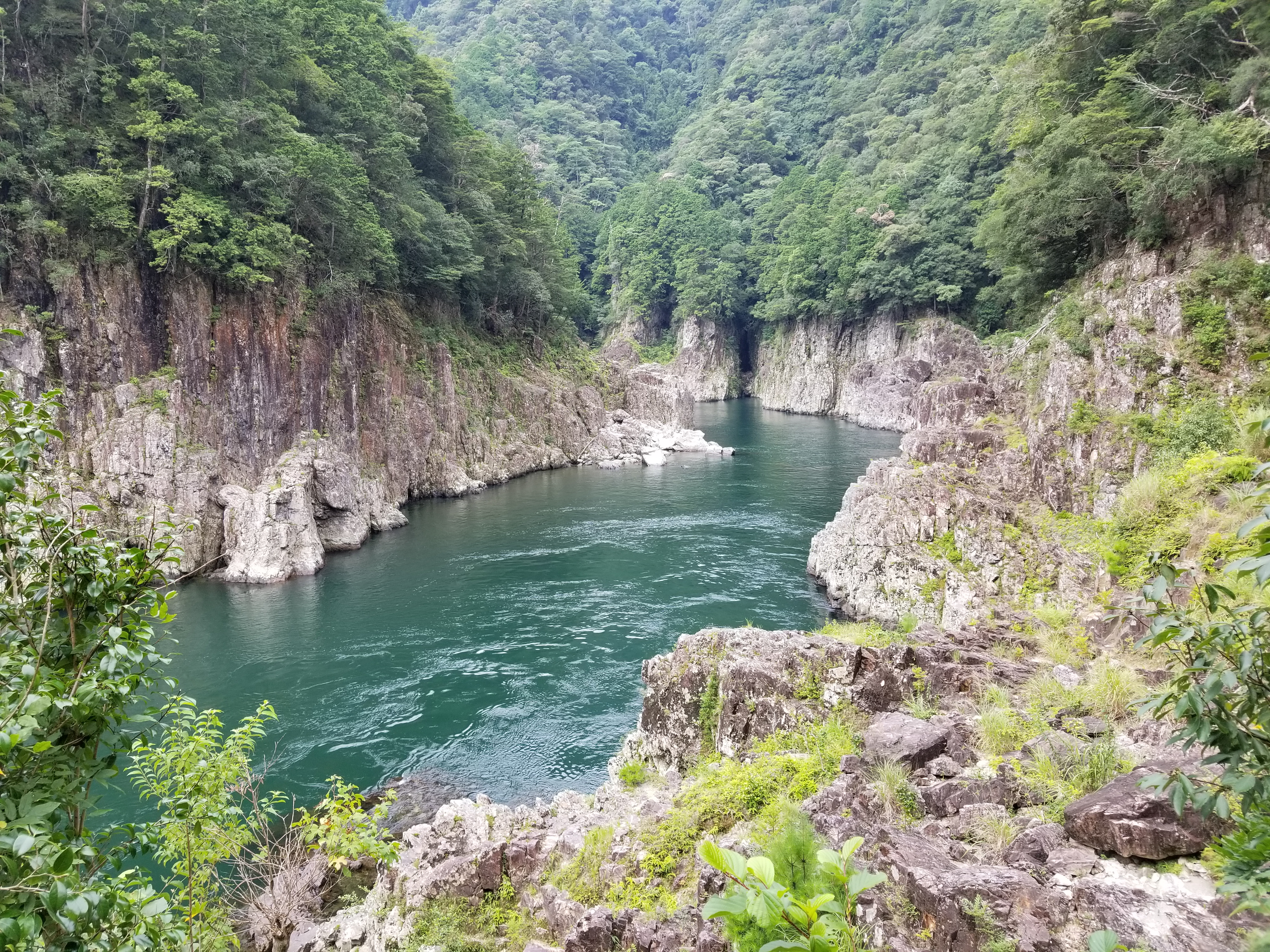
Dorokyo en août (Tado, Totsukawa, district de Yoshino, préfecture de Nara)
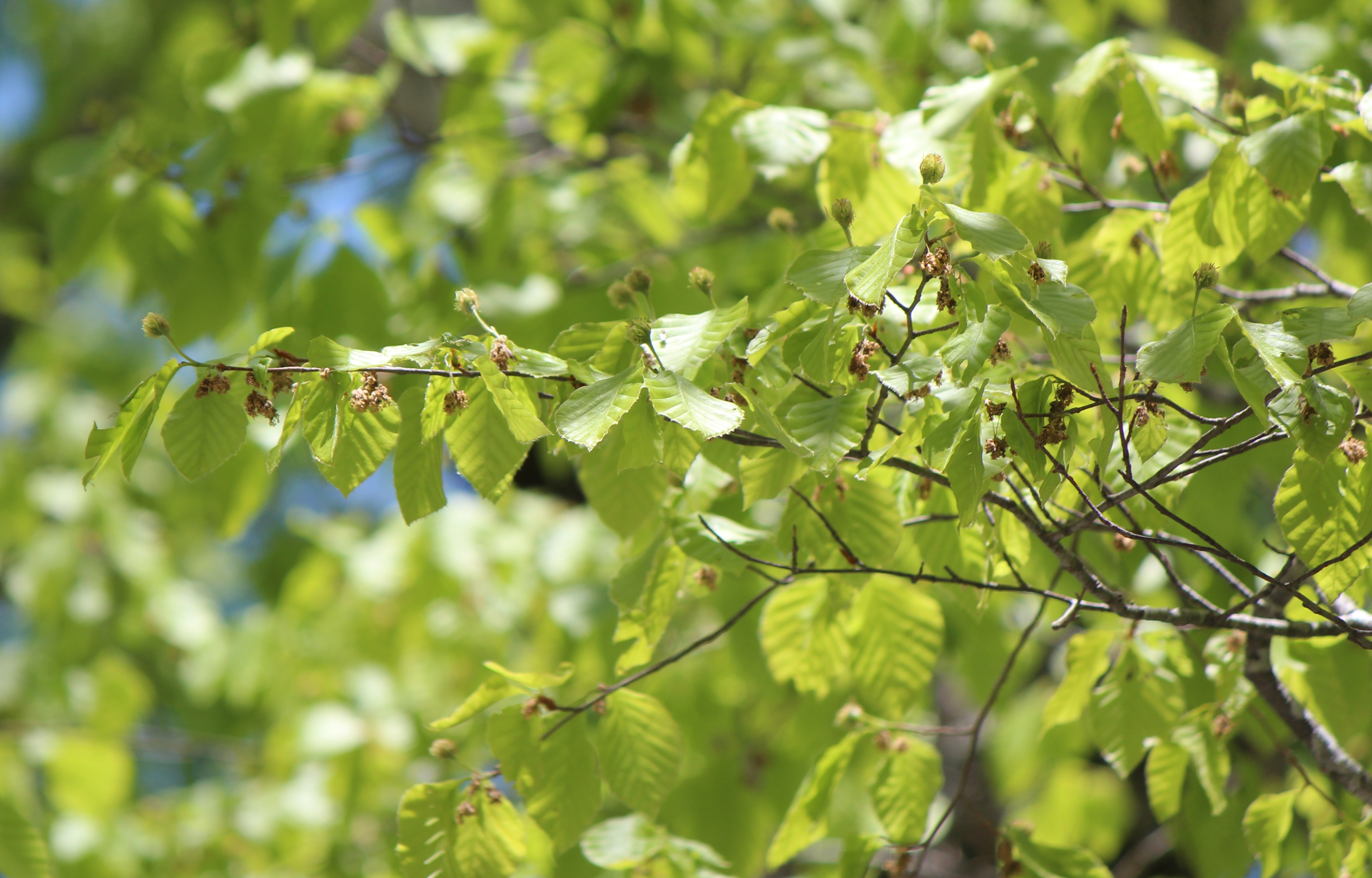
Fagus crenata
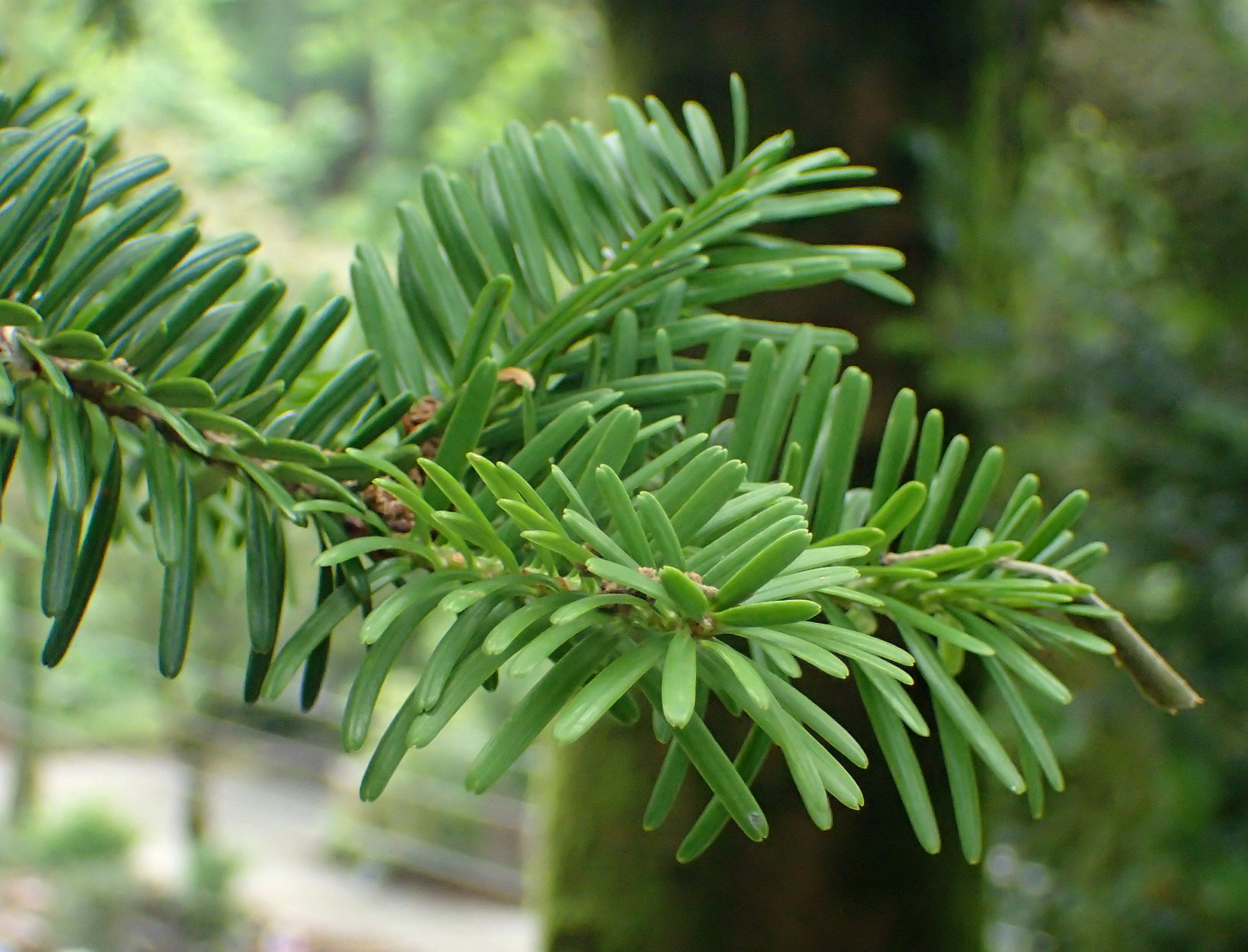
Abies firma
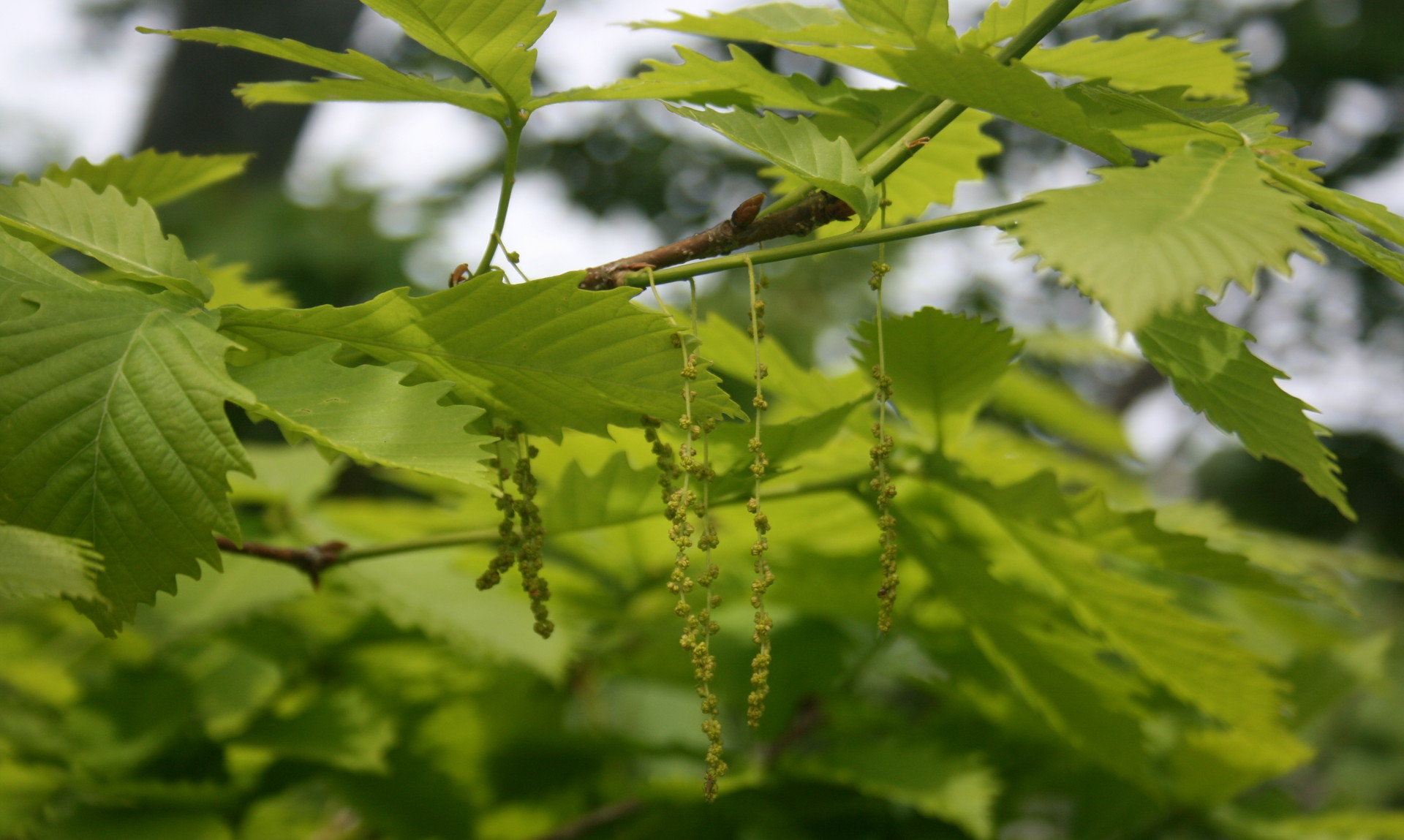
Quercus crispula
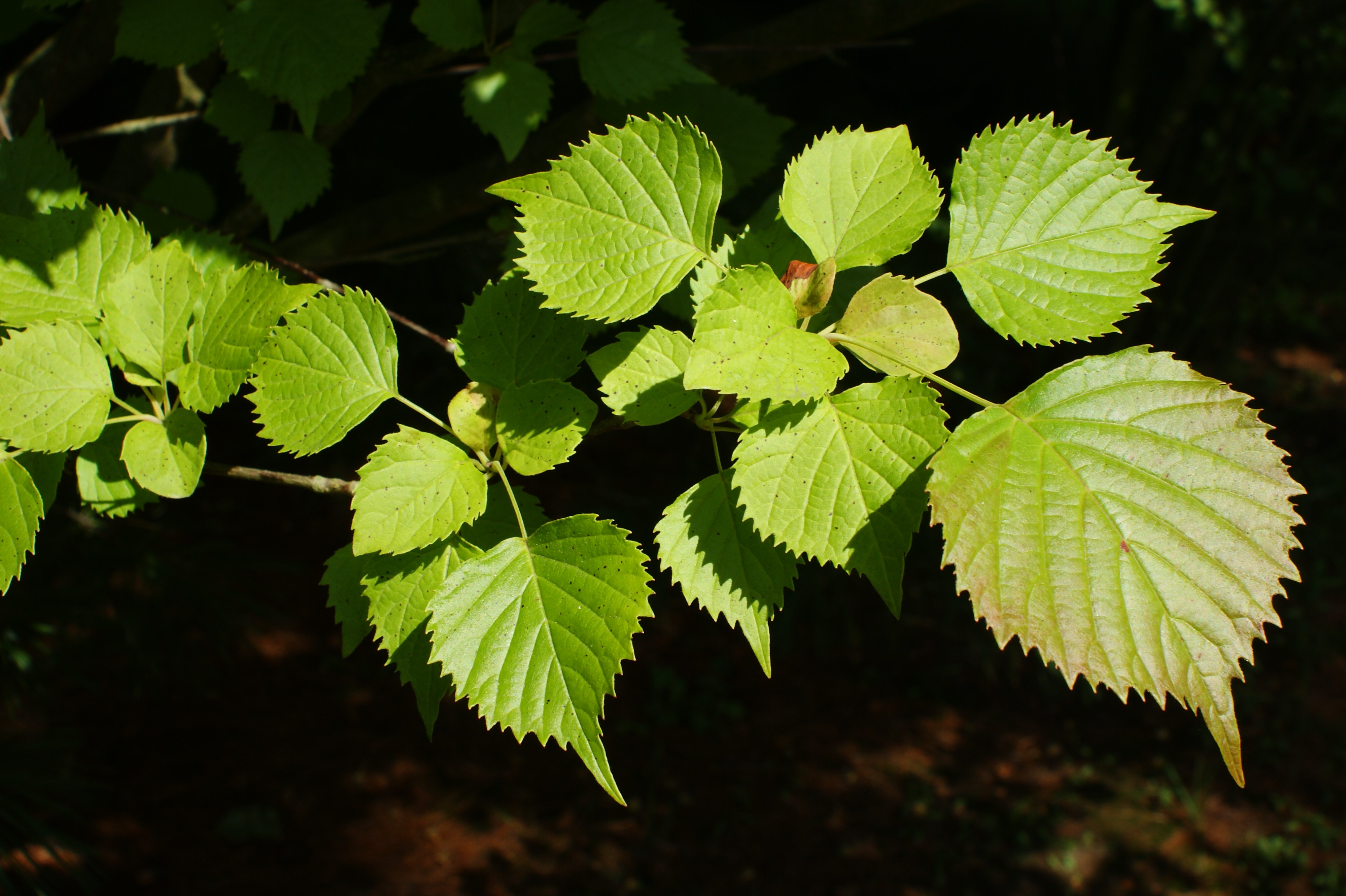
Euptelea polyandra
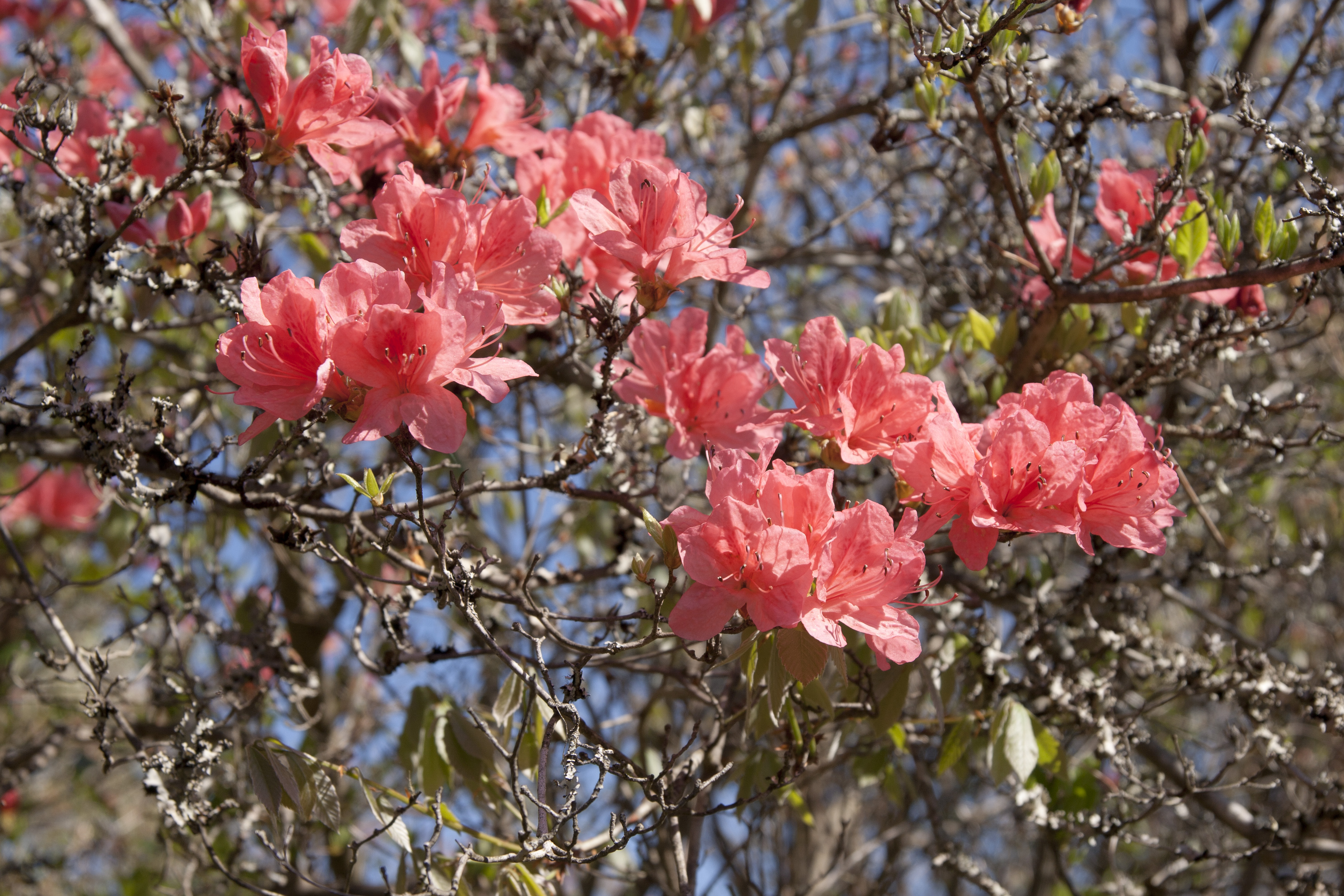
Rhododendron kaempferi
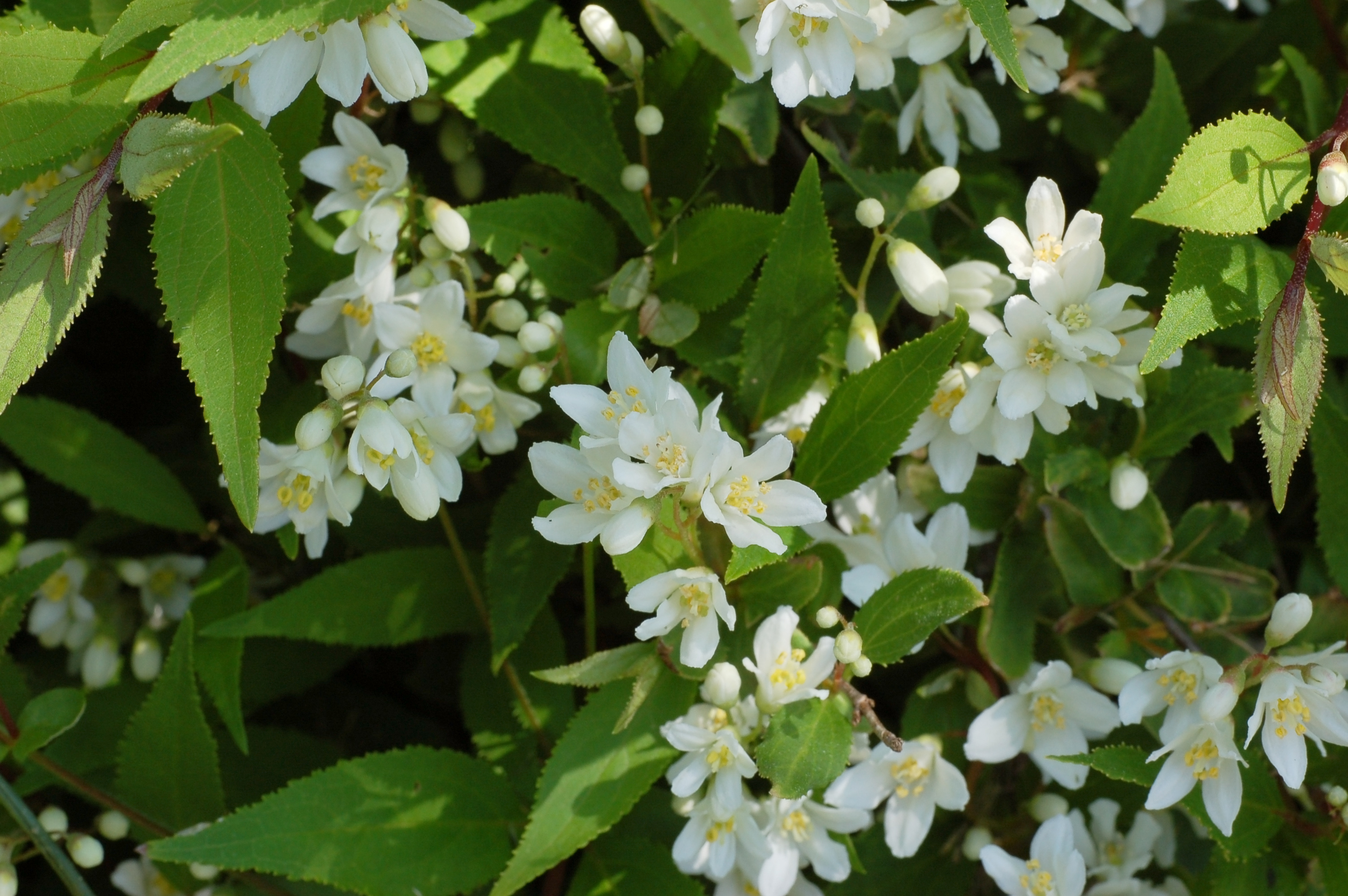
Deutzia gracilis
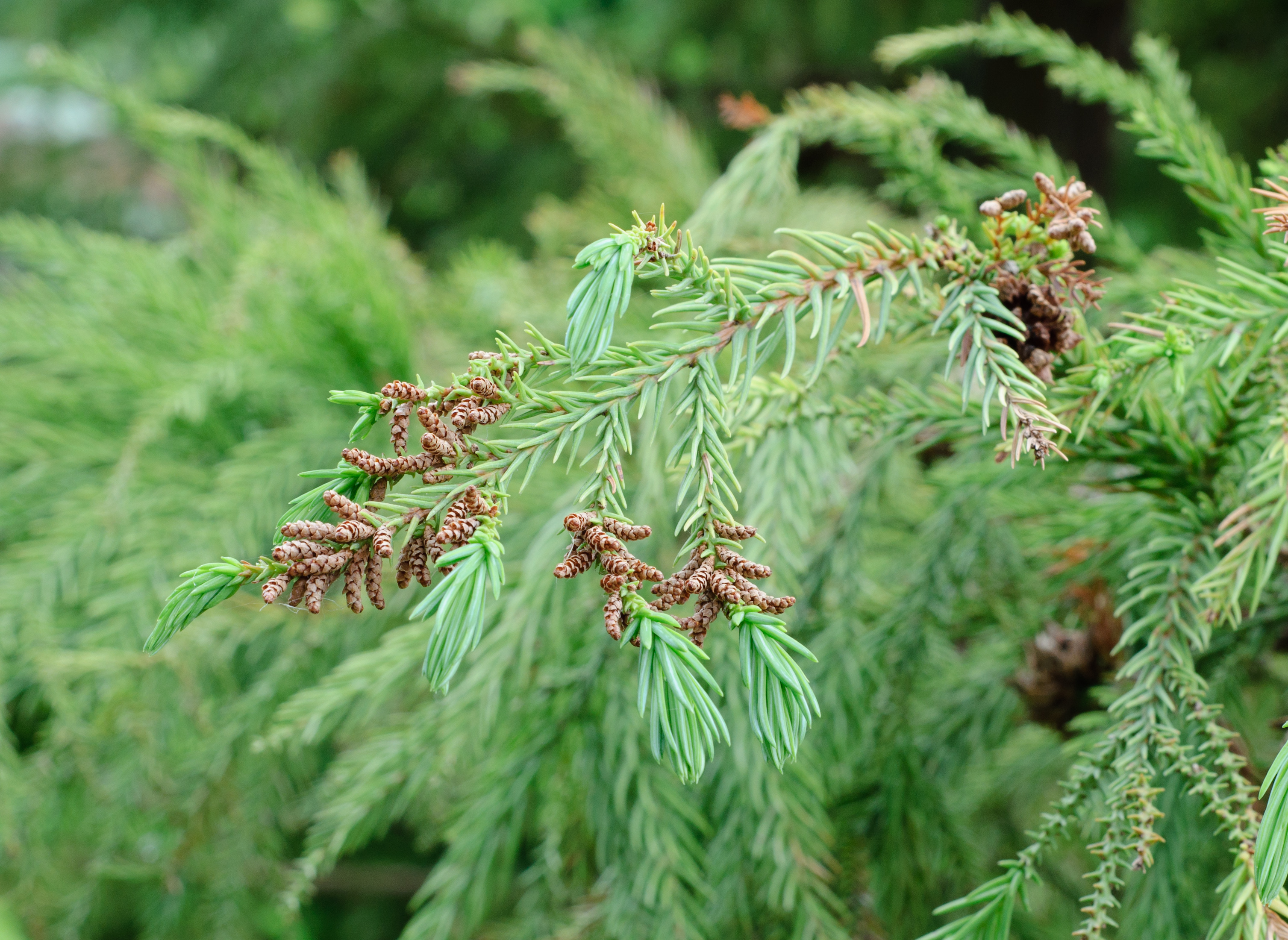
Cryptomeria japonica

### Zone des forêts sempervirentes du Taiheiyō
Catégorie Wikimedia
Les forêts sempervirentes des zones chaudes sont composées de Camélias, Chênes-faux-châtaigniers (Castanopsis cuspidata), Aucuba, Chênes (Quercus, section Cyclobalanopsis),, Tamaki (Machilus thunbergii), Maki (Podocarpus macrophyllus) et Isunoki (Distylium racemosum). Leur sous-bois est habité, entre autres, par des fougères et des orchidées.

Le Camphrier (Cinnamomum camphora - 樟 【くすのき】 (kusunoki)) croît dans ces régions.

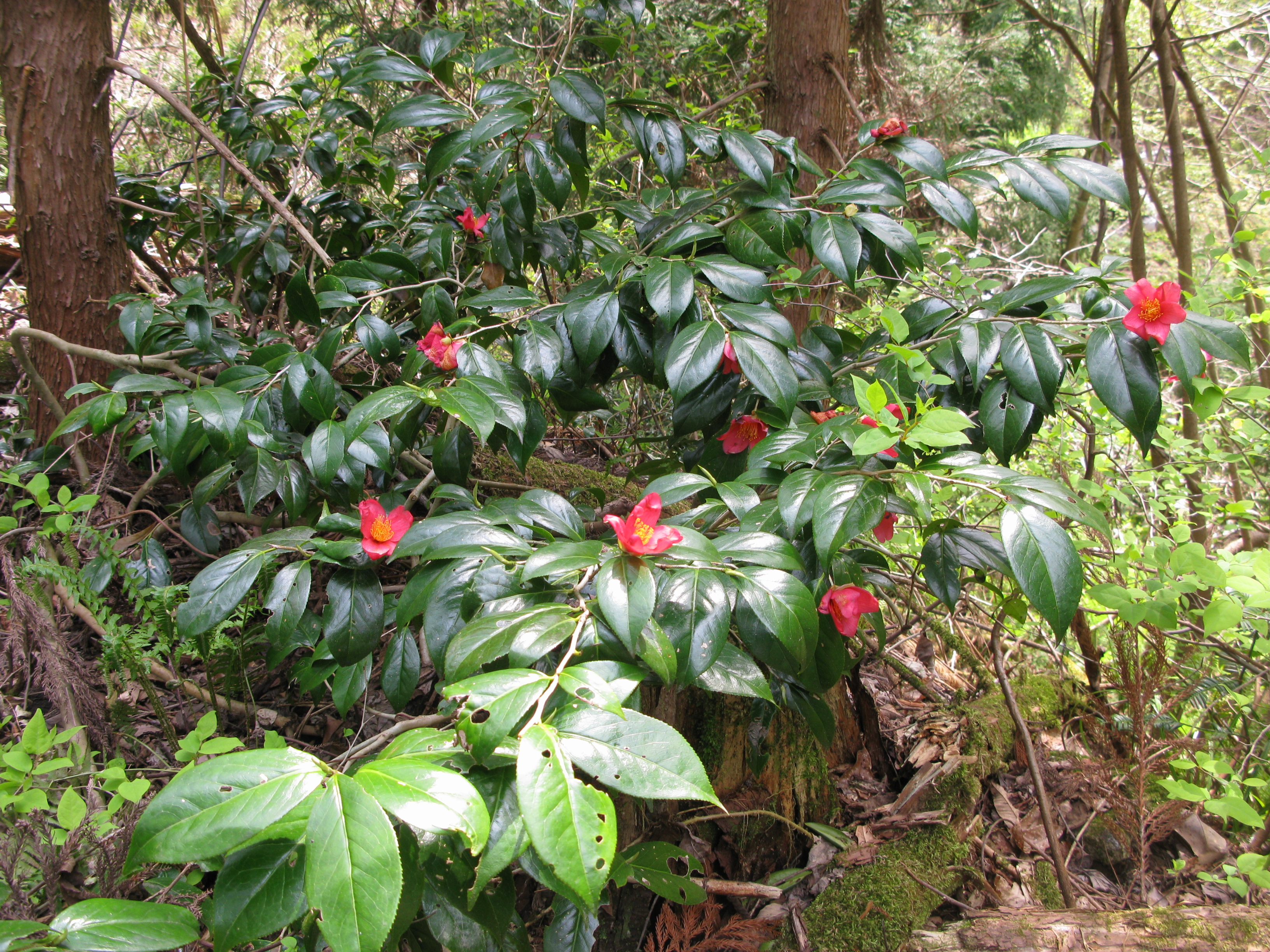
Camellia japonica
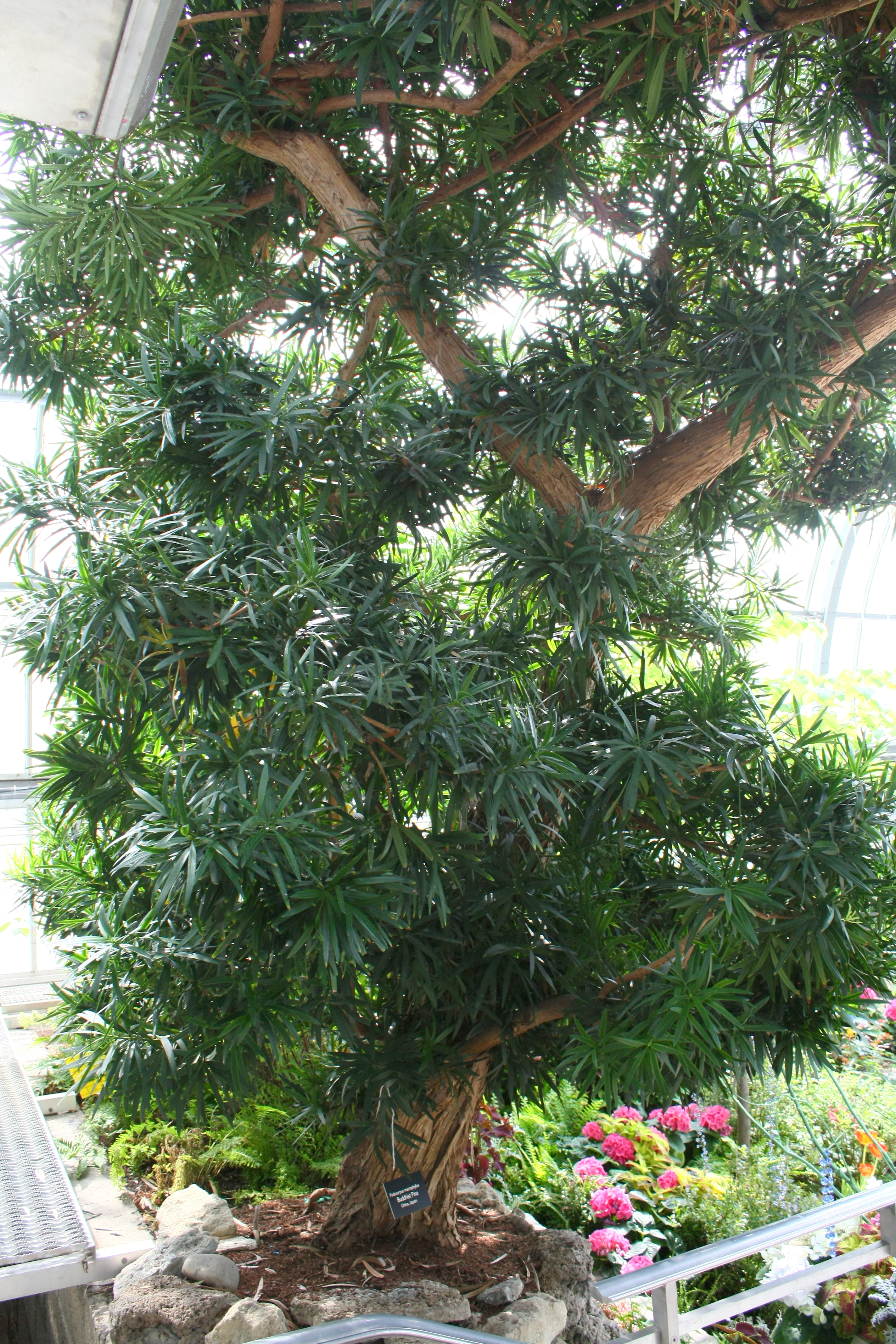
Podocarpus macrophyllus
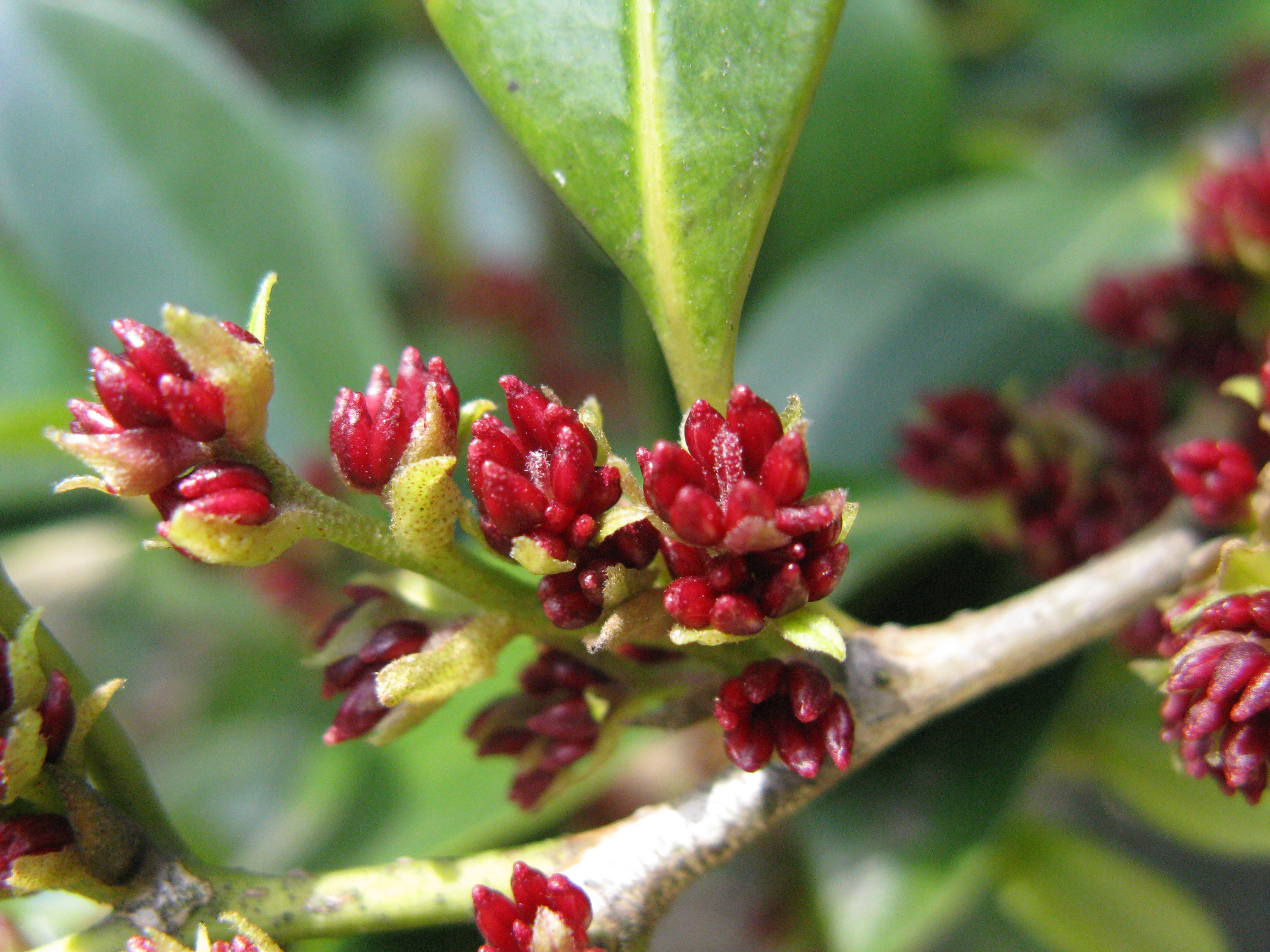
Distylium racemosum
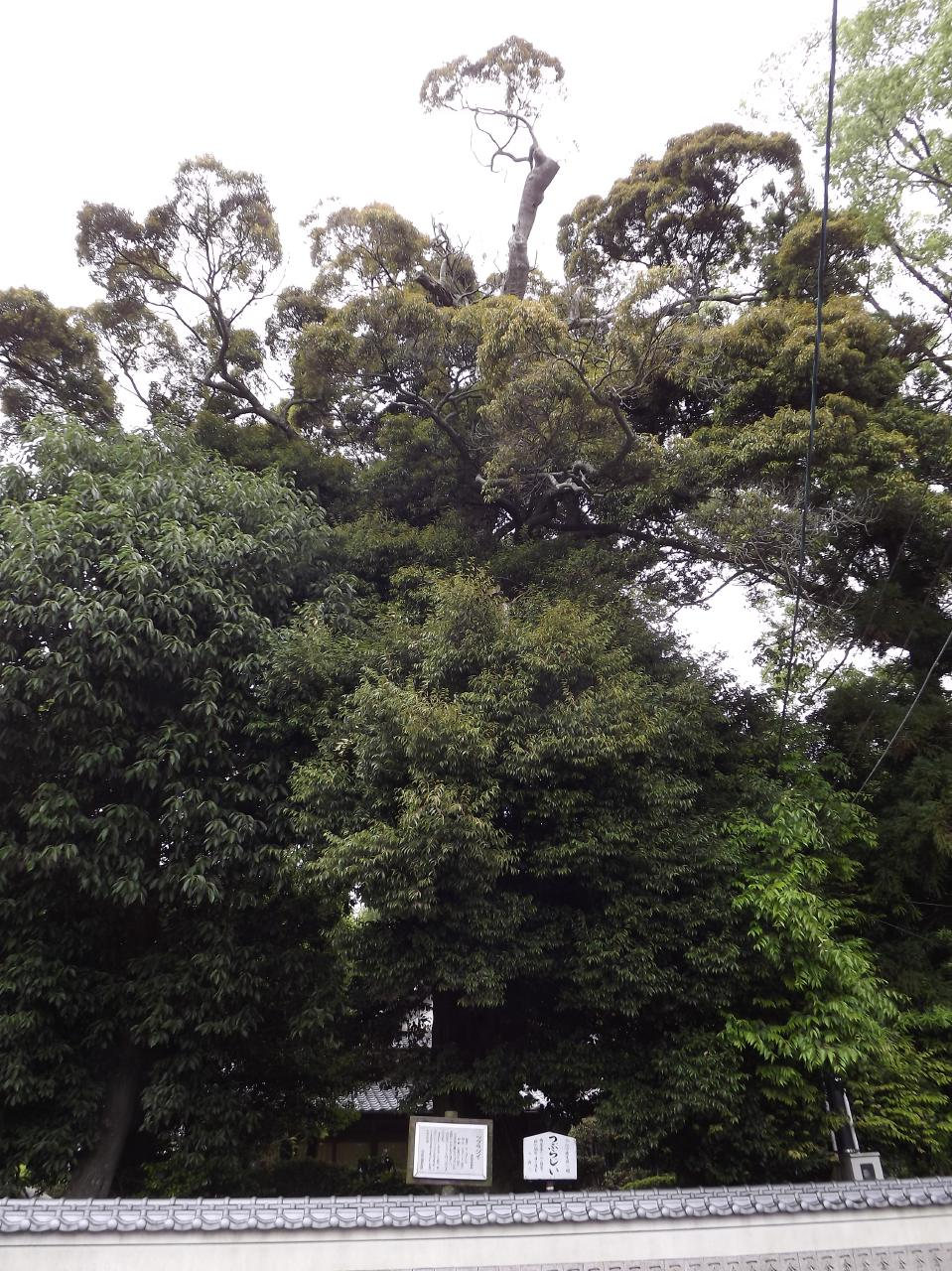
Castanopsis cuspidata
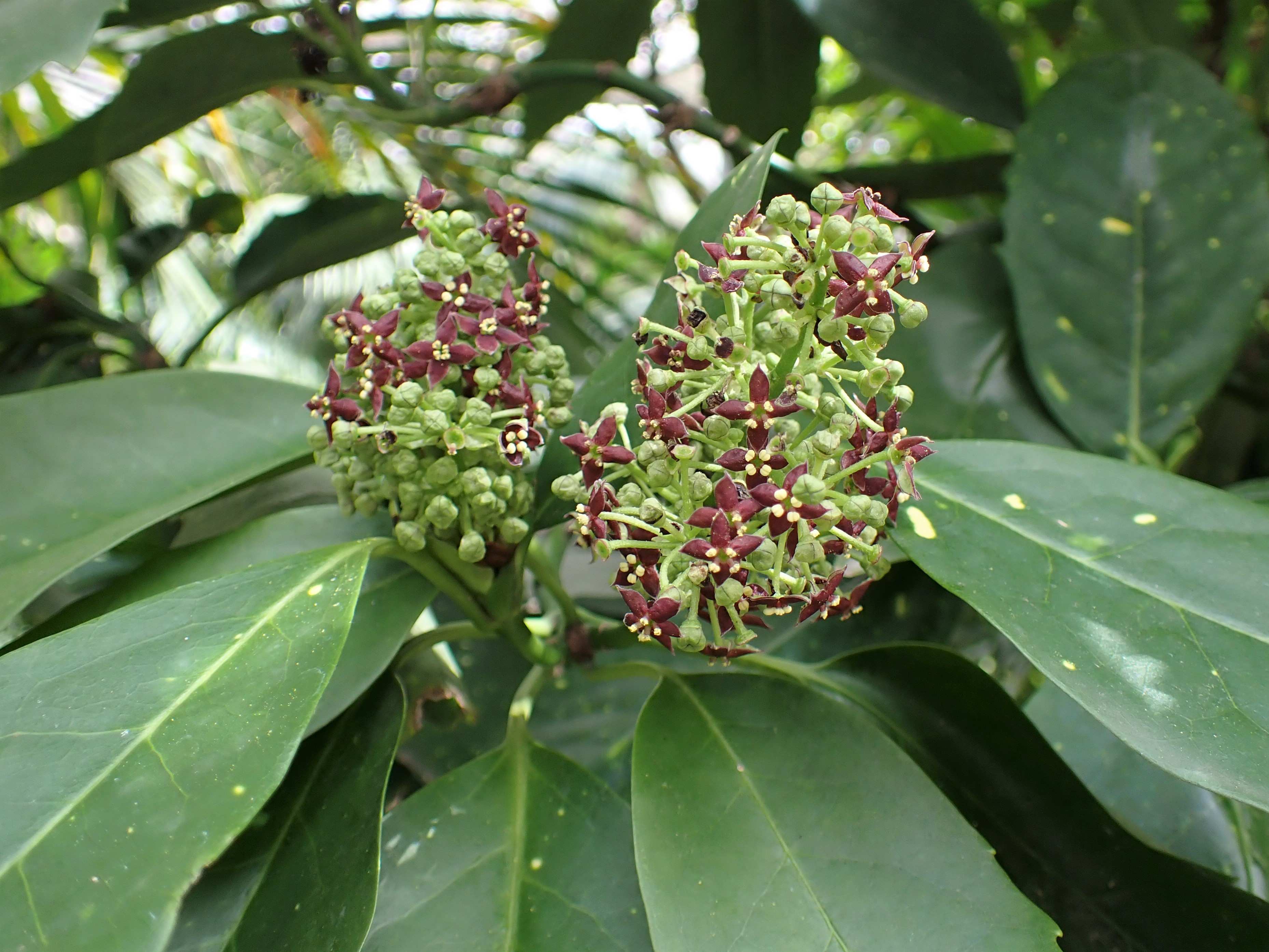
Aucuba japonica
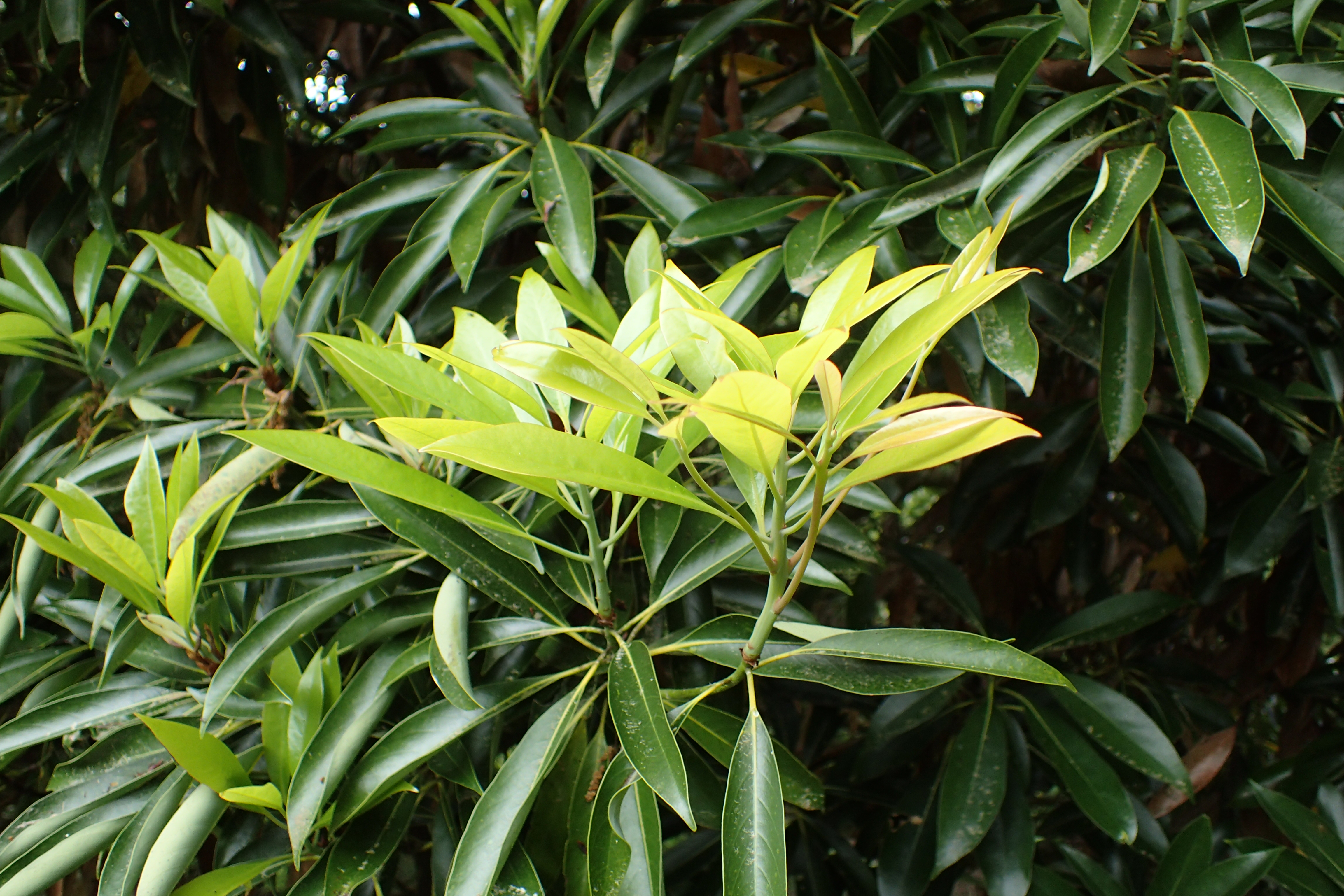
Machilus (Persea) thunbergii
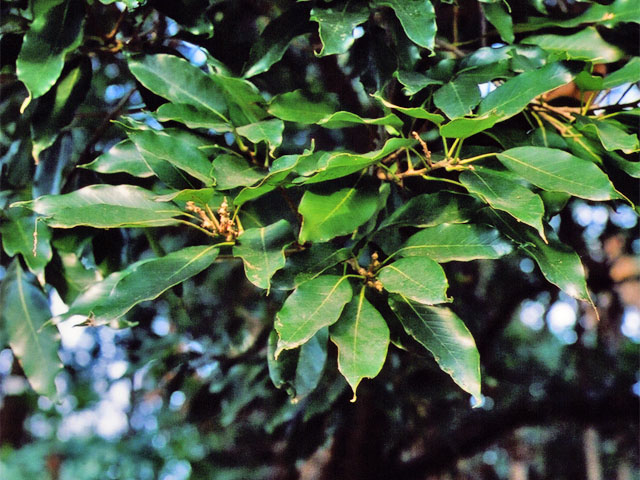
Quercus acuta
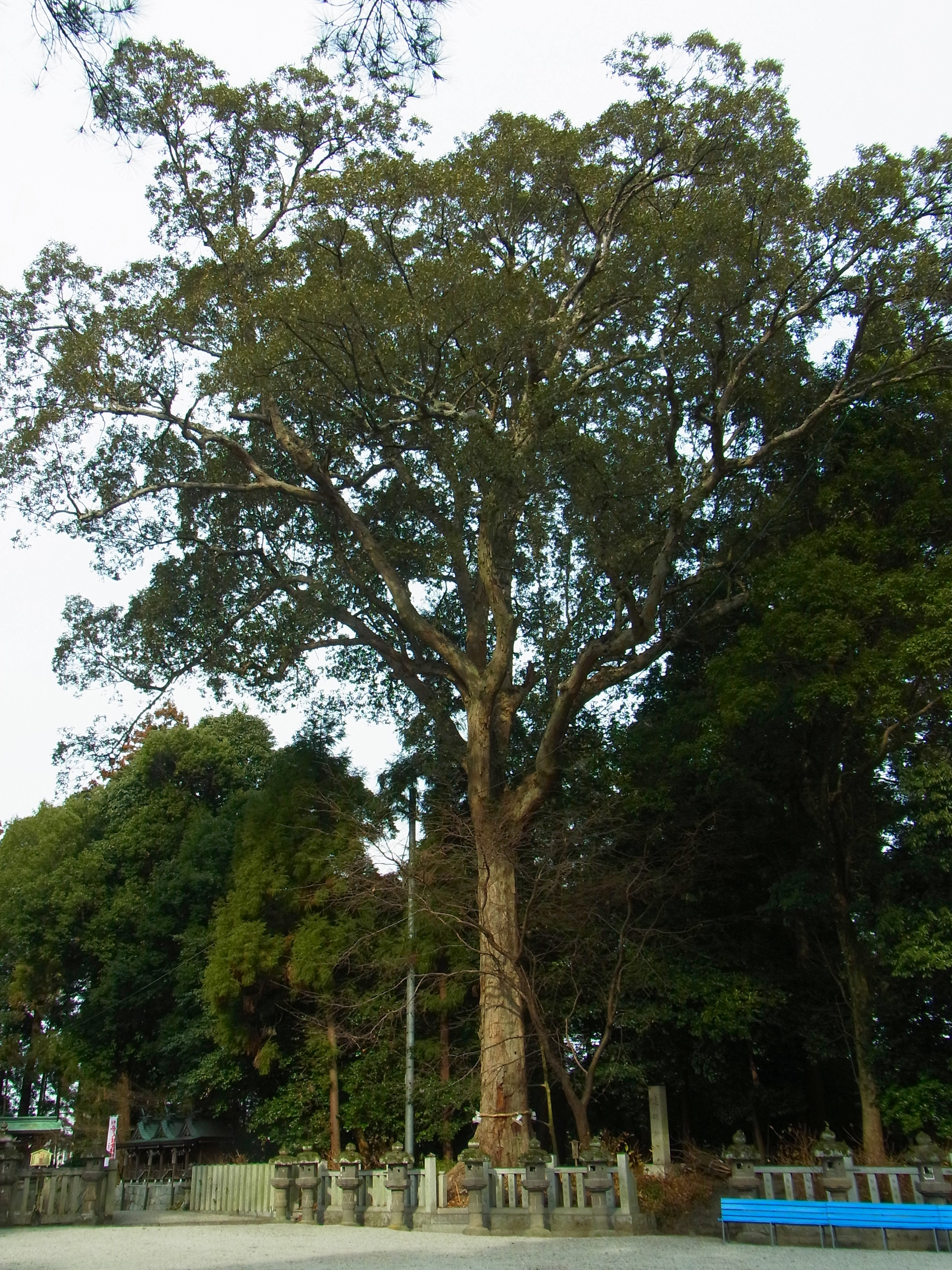
Quercus gilva
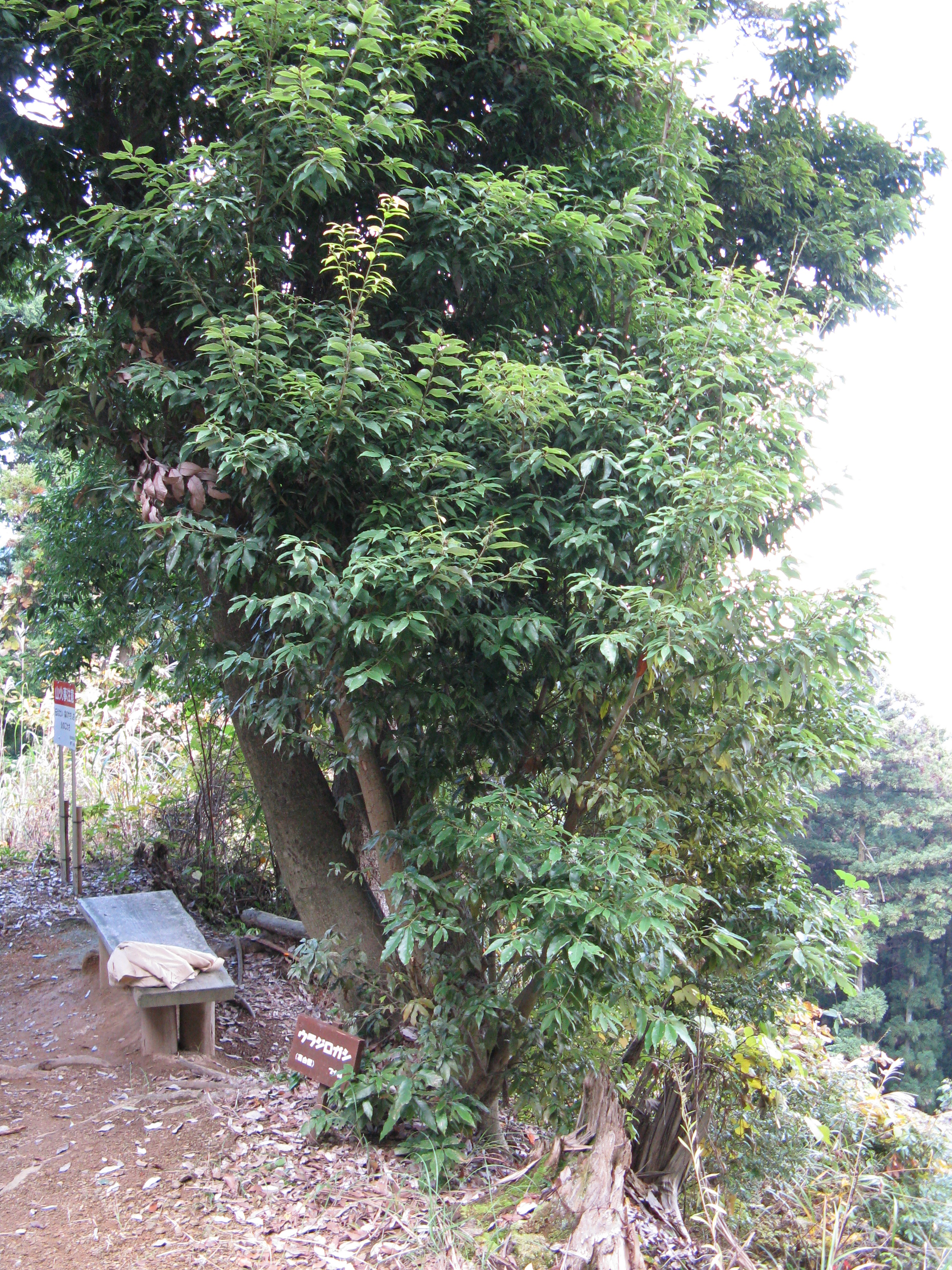
Quercus salicina
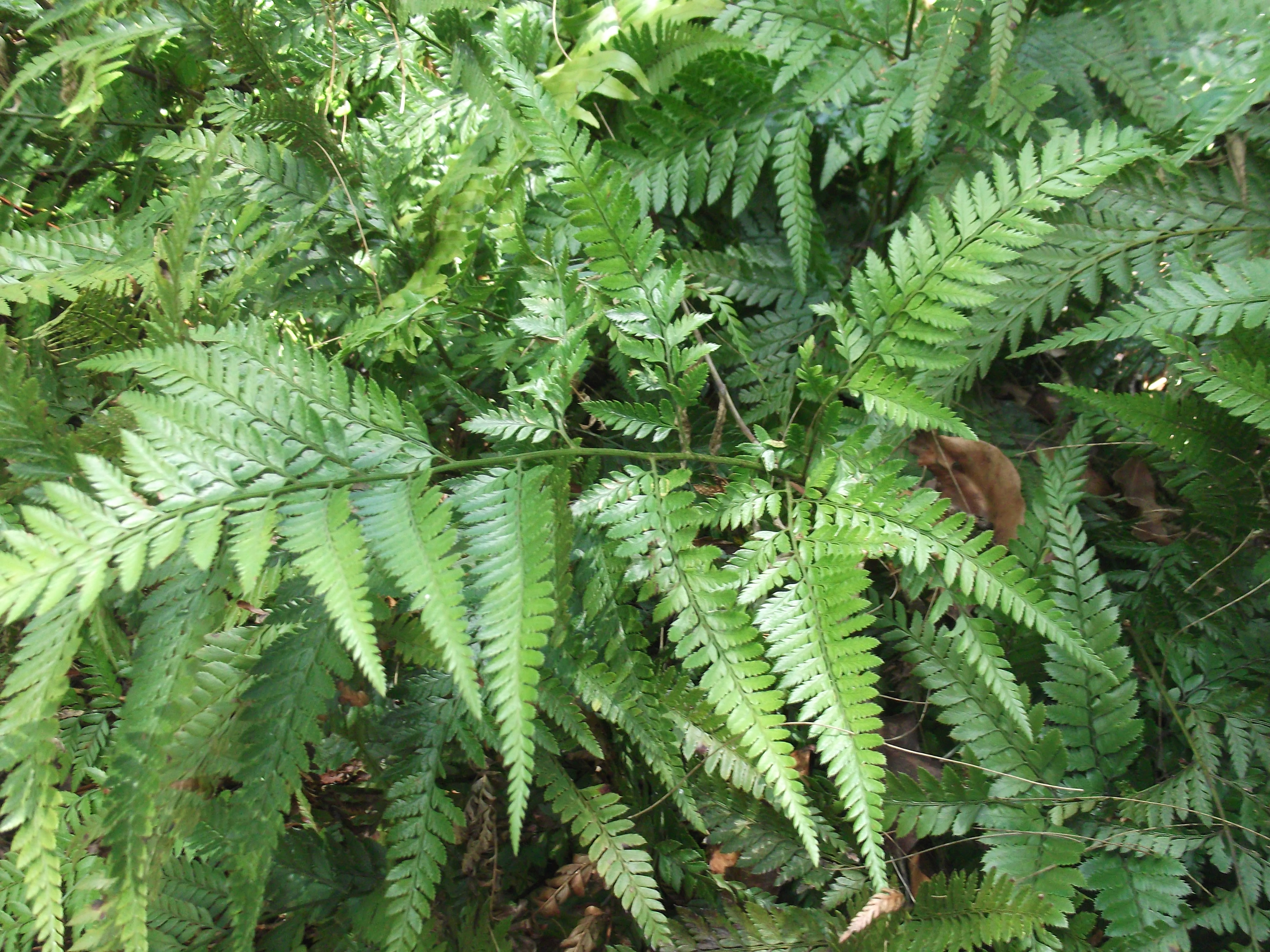
Arachniodes aristata
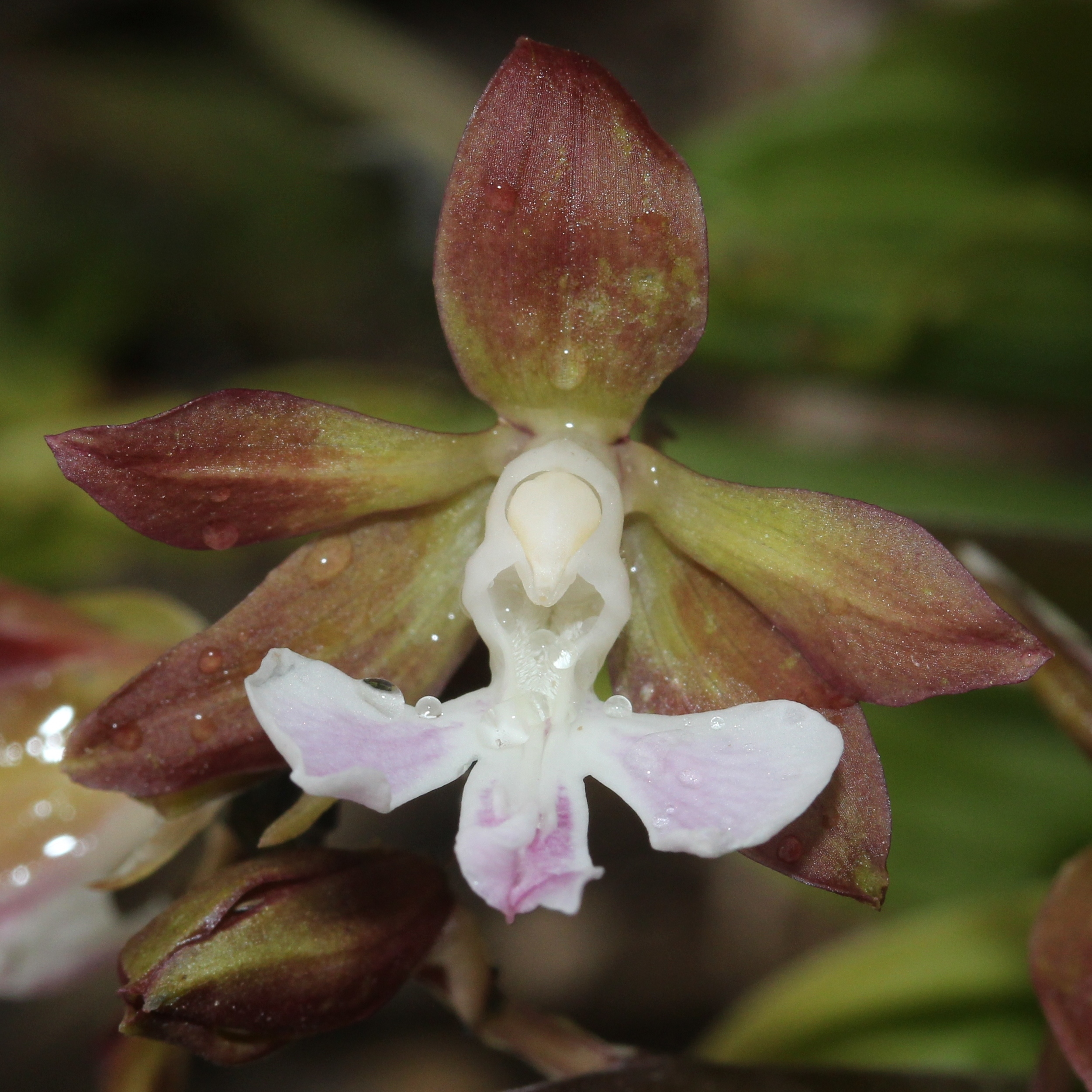
Calanthe discolor
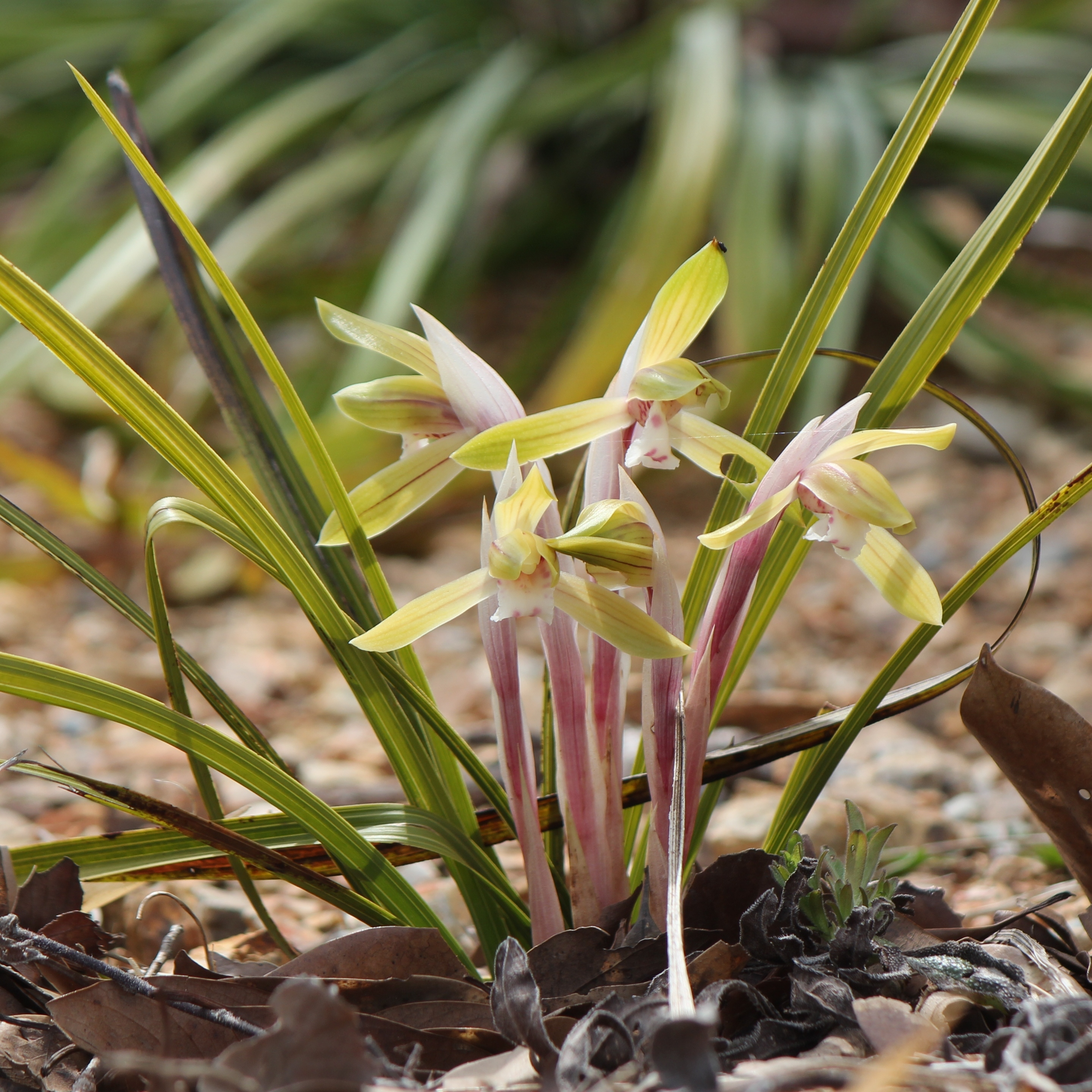
Cymbidium goeringii
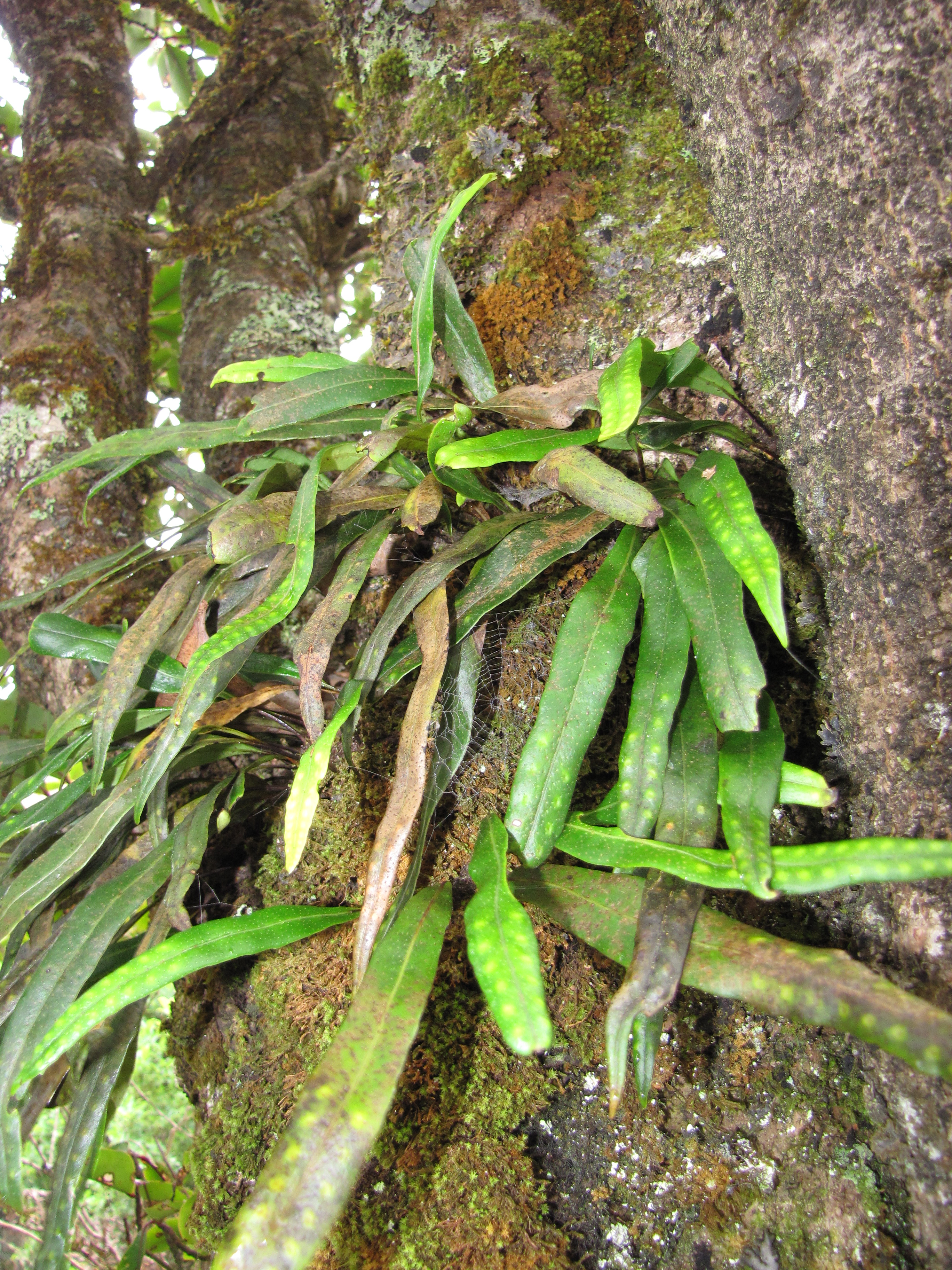
Lepisorus thunbergianus, épiphyte
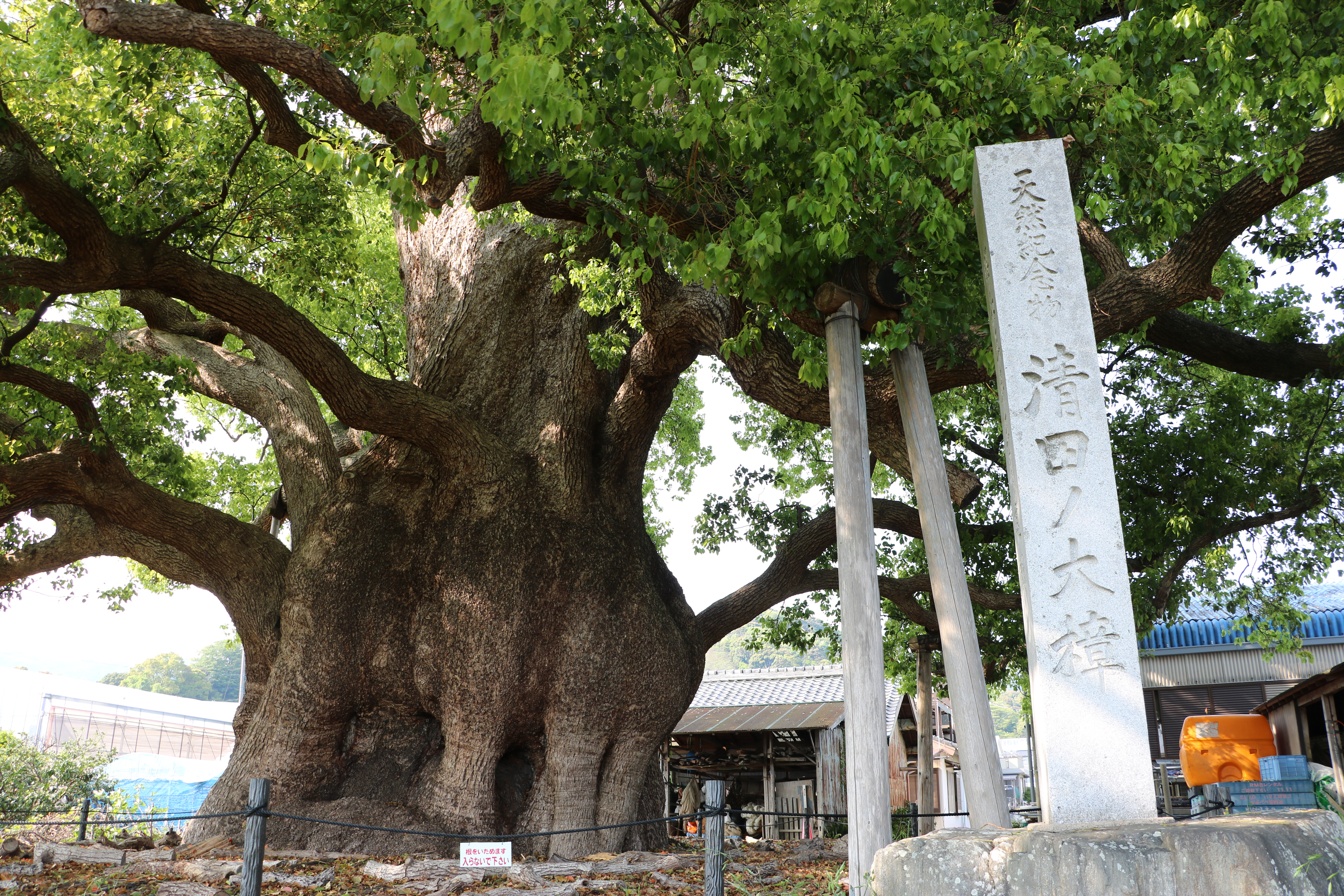
Camphrier

### Zone des forêts subtropicales sempervirentes des îles Nansei
Catégorie Wikimedia

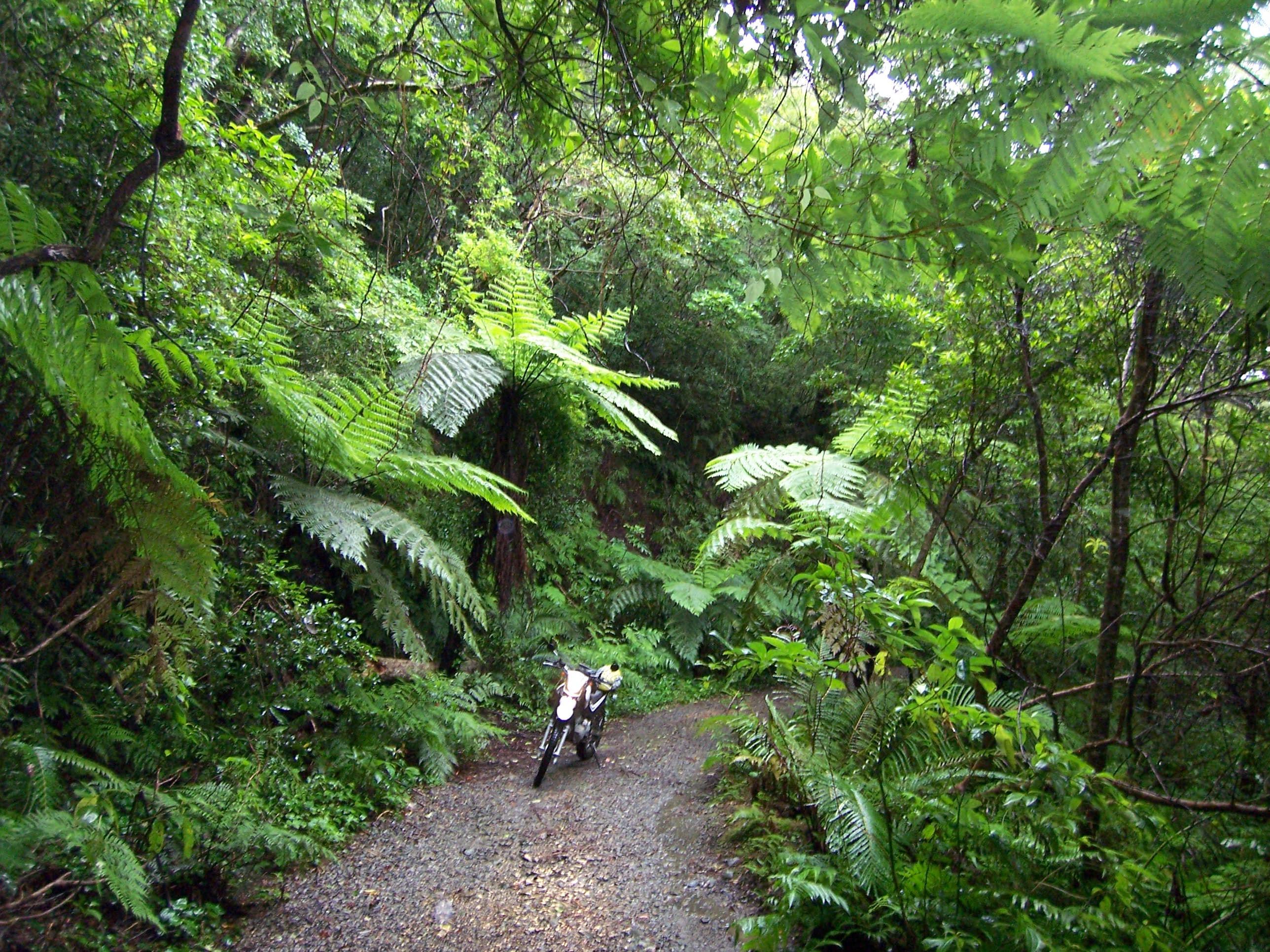
Forêt de Kinsakubaru, Amami, Kagoshima
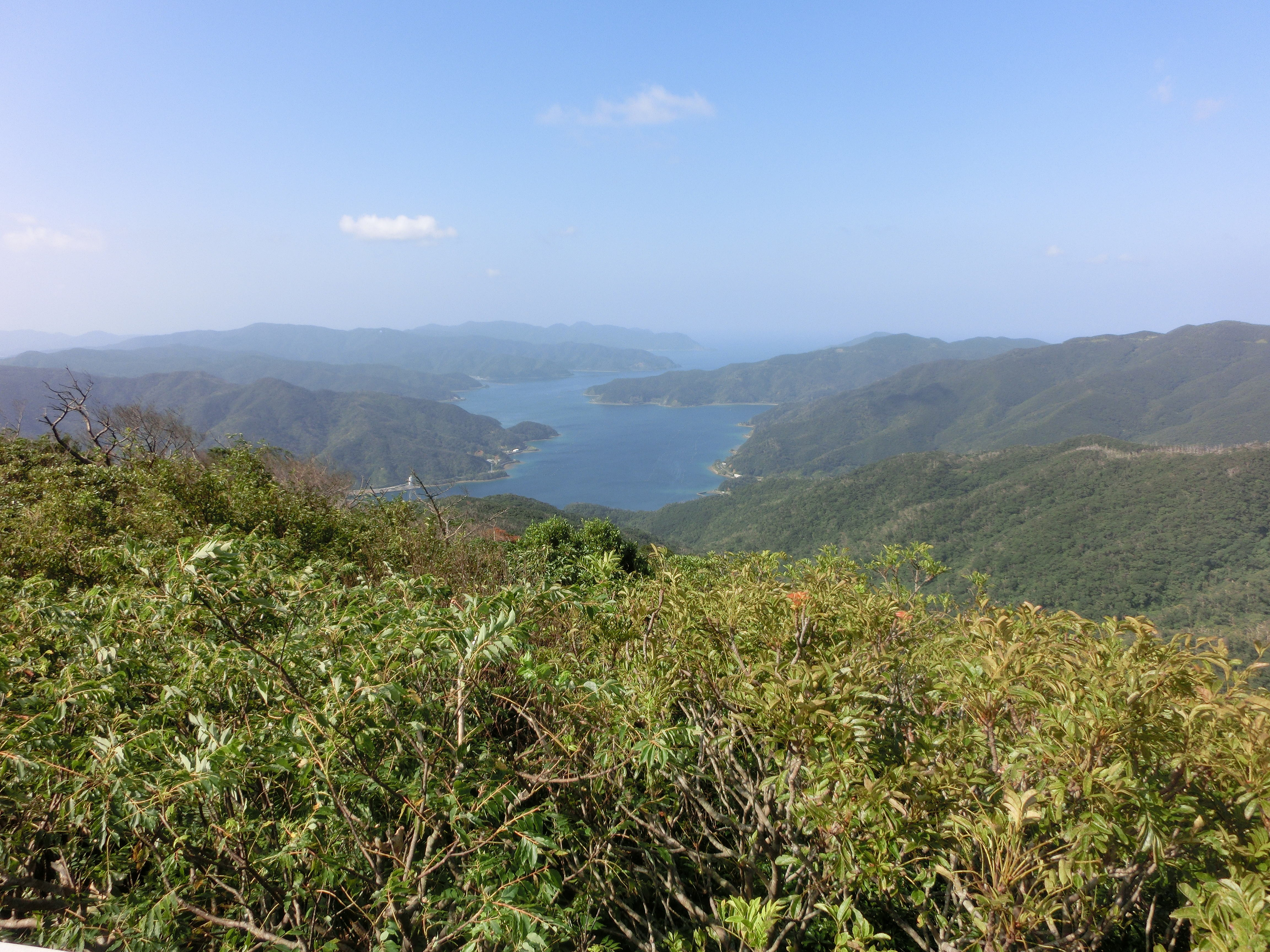
Baie de Yakiuchi, vue depuis le mont Yuwan, préfecture de Kagoshima
Le Jōmon sugi (縄文杉?) est un grand Cryptomeria japonica situé à Yakushima
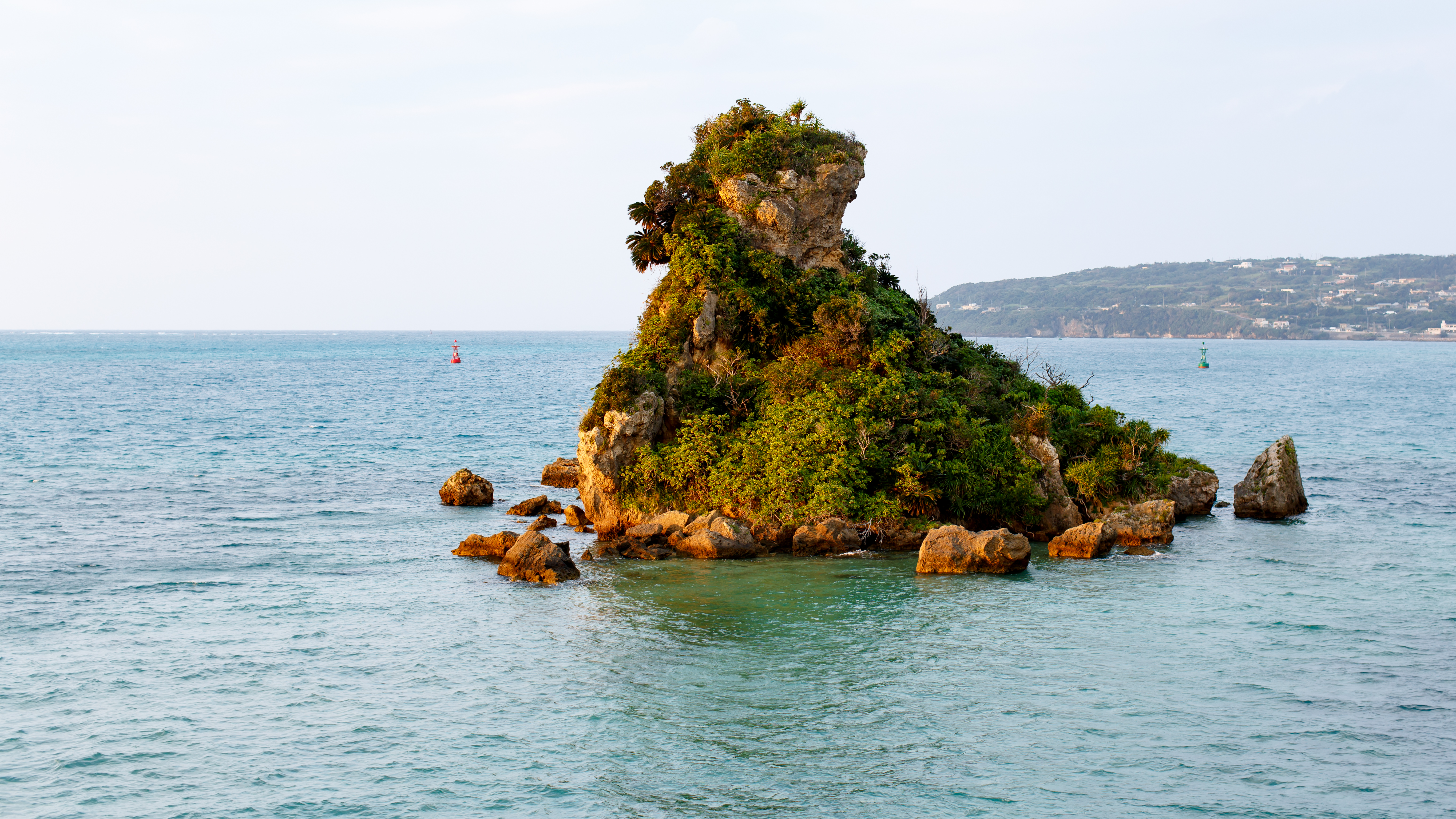
Roche Kouri et sa végétation à Nago, préfecture d'Okinawa

Il s'agit de forêts feuillues sempervirentes (laurisylve) dominées par des chênes des genres Quercus, Castanopsis et Lithocarpus, en association avec (notamment) des Persea, Cinnamomum, Symplocos et Camellia.

Quelques-unes des principales espèces de la laurisylve d'Okinawa
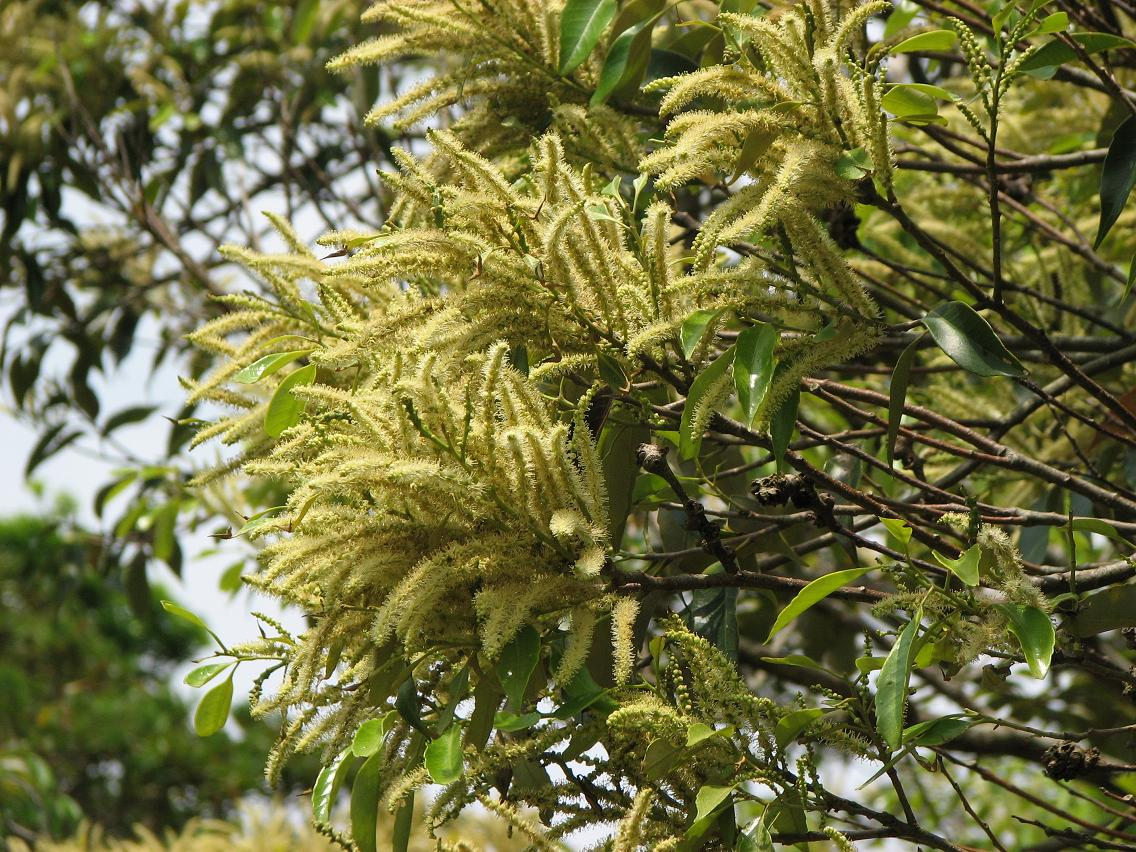
Castanopsis sieboldii
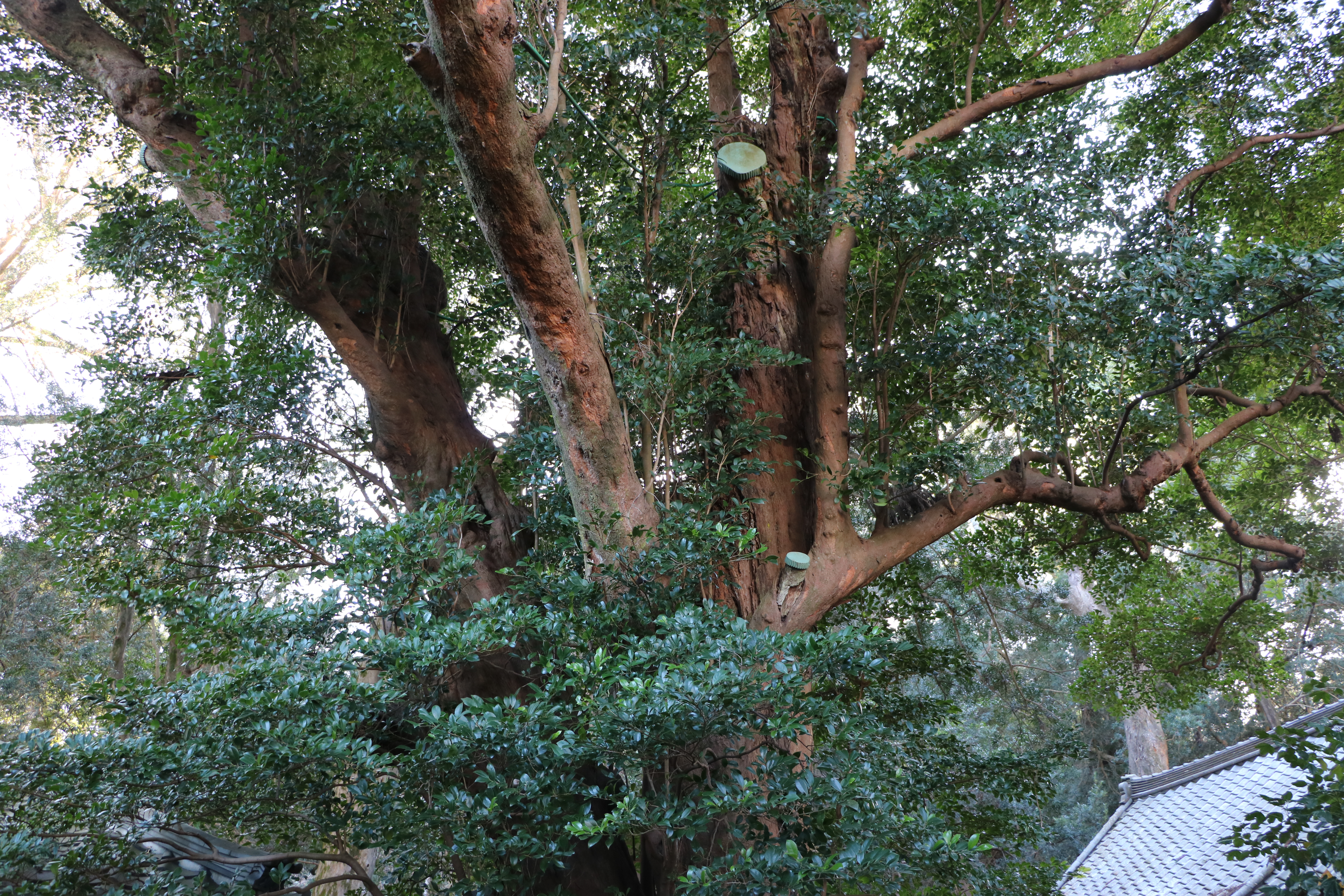
Distylium racemosum
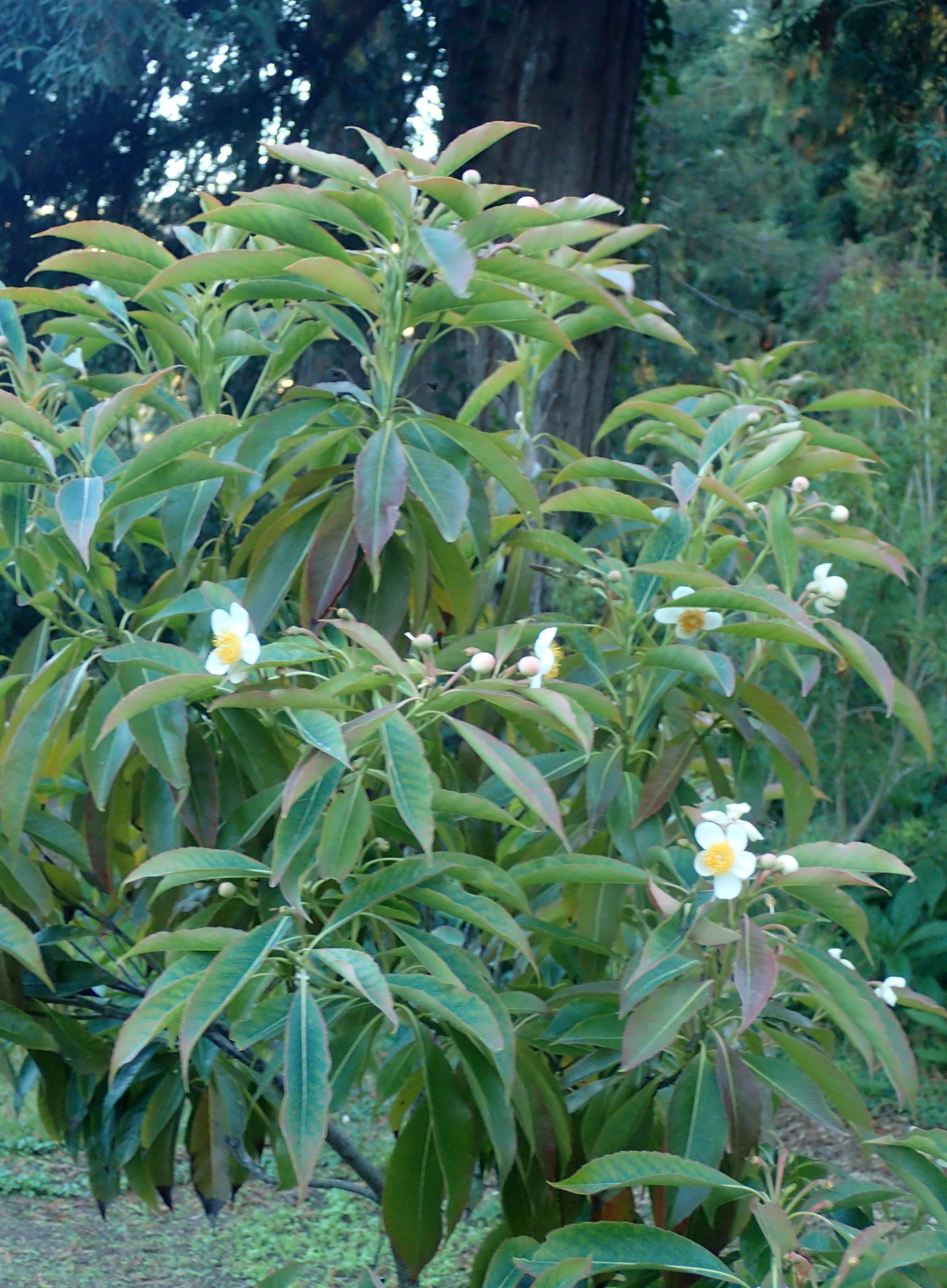
Schima wallichii
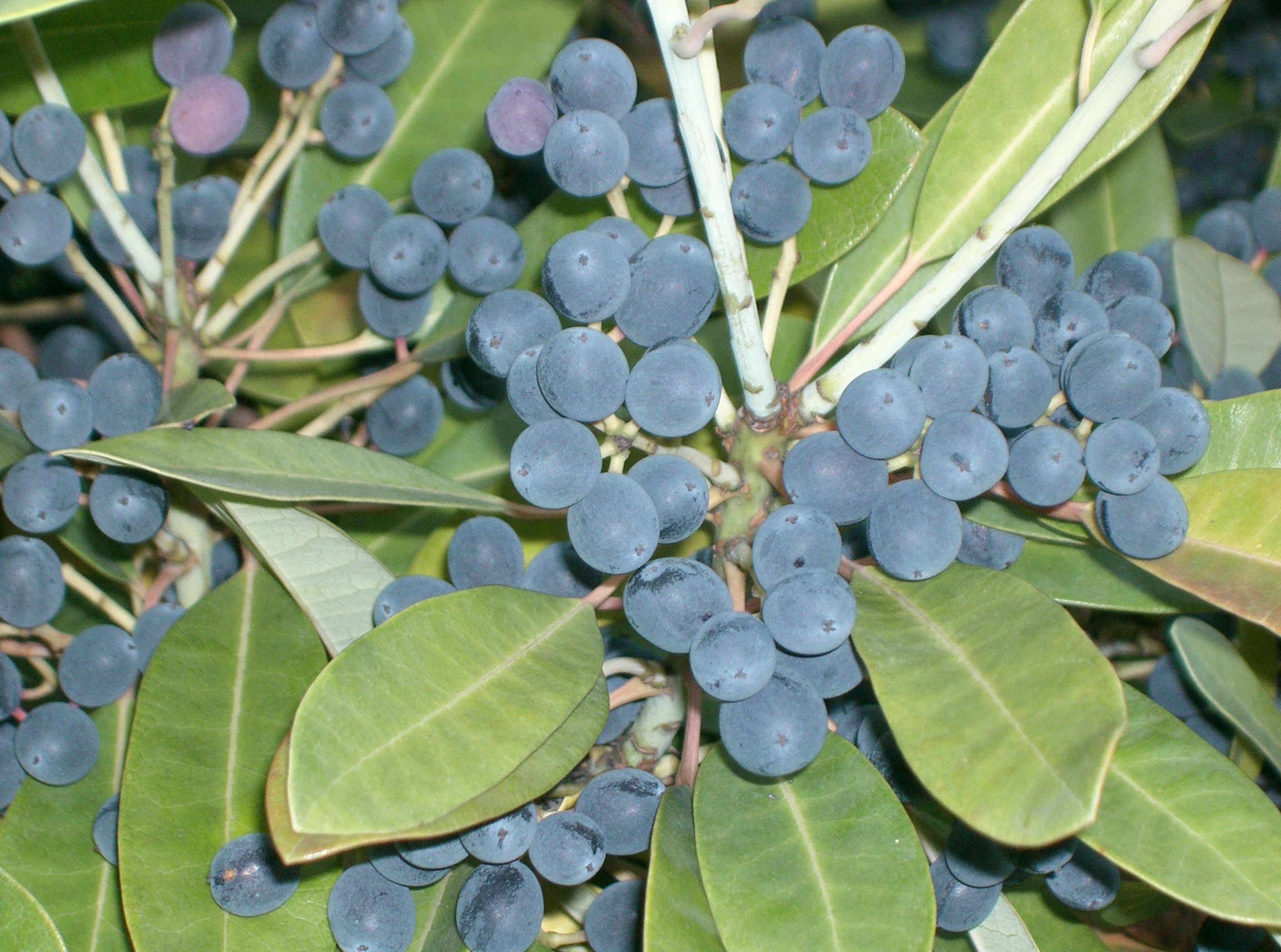
Daphniphyllum teijsmannii
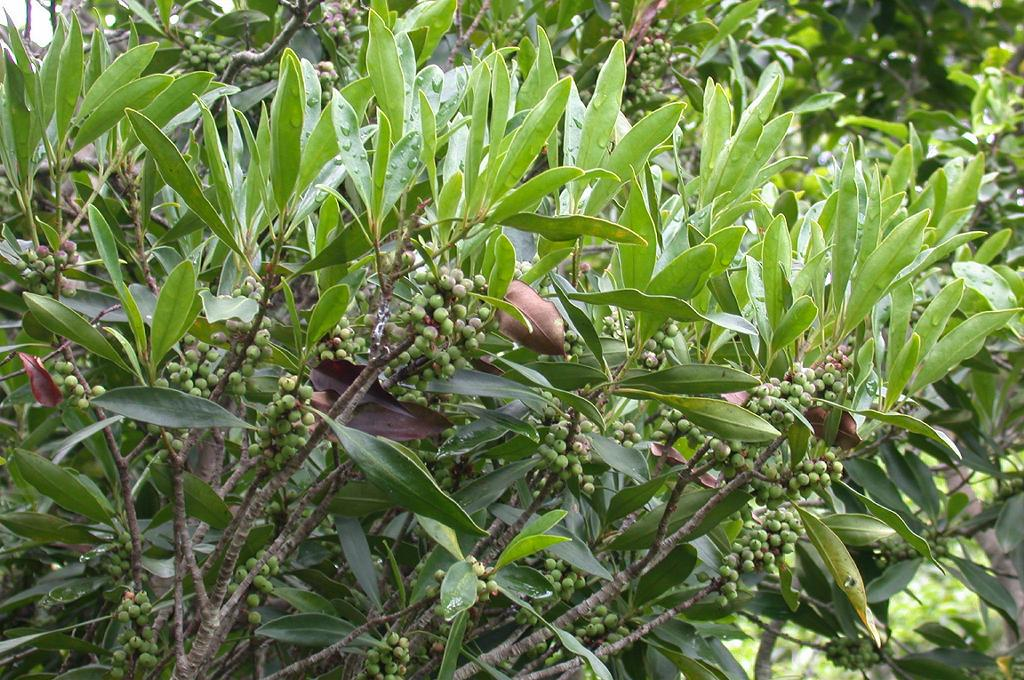
Myrsine seguinii (syn. : Rapanea neriifolia)
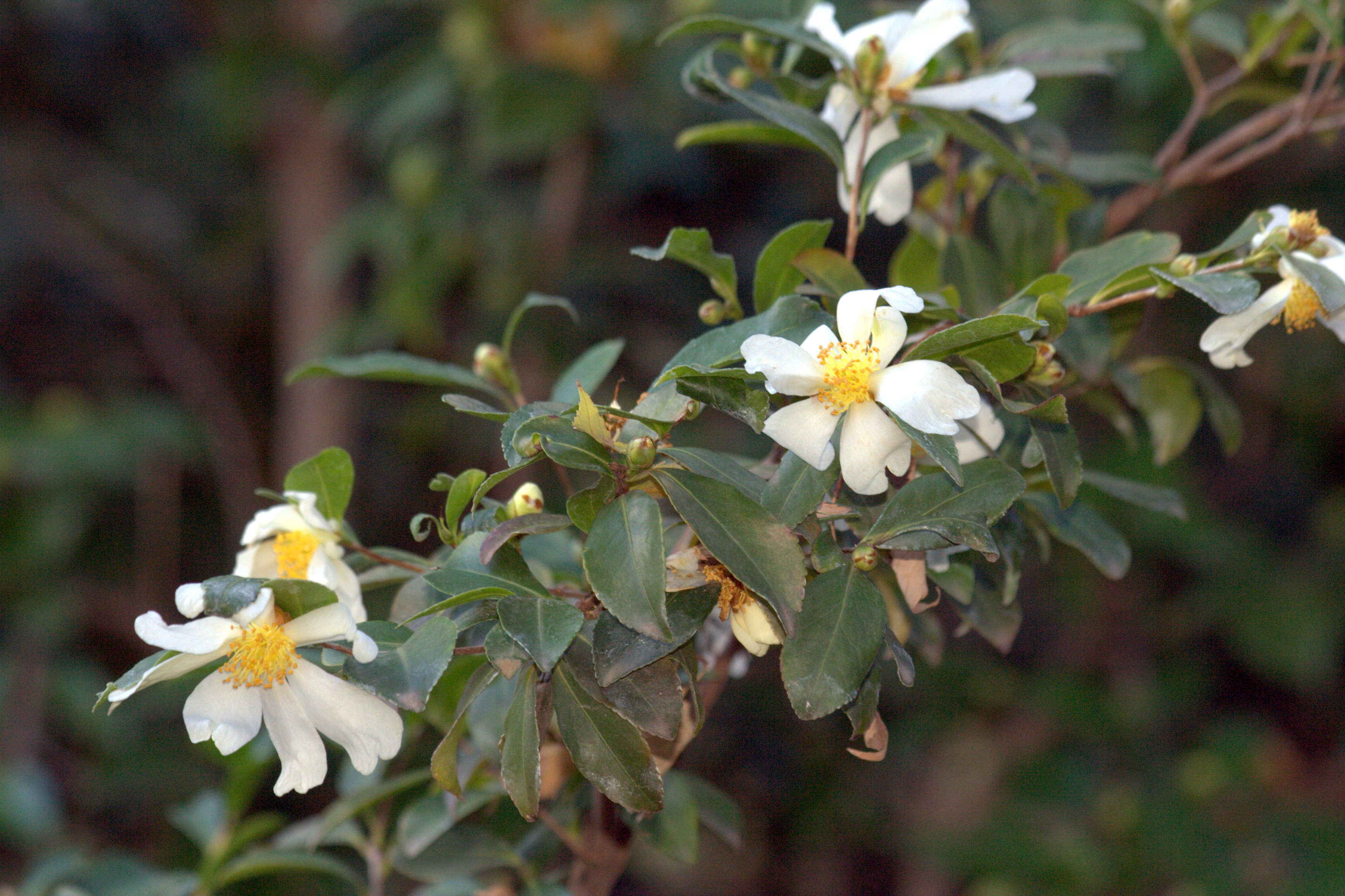
Pyrenaria microcarpa (Théacées) (= Tutcheria virgata)
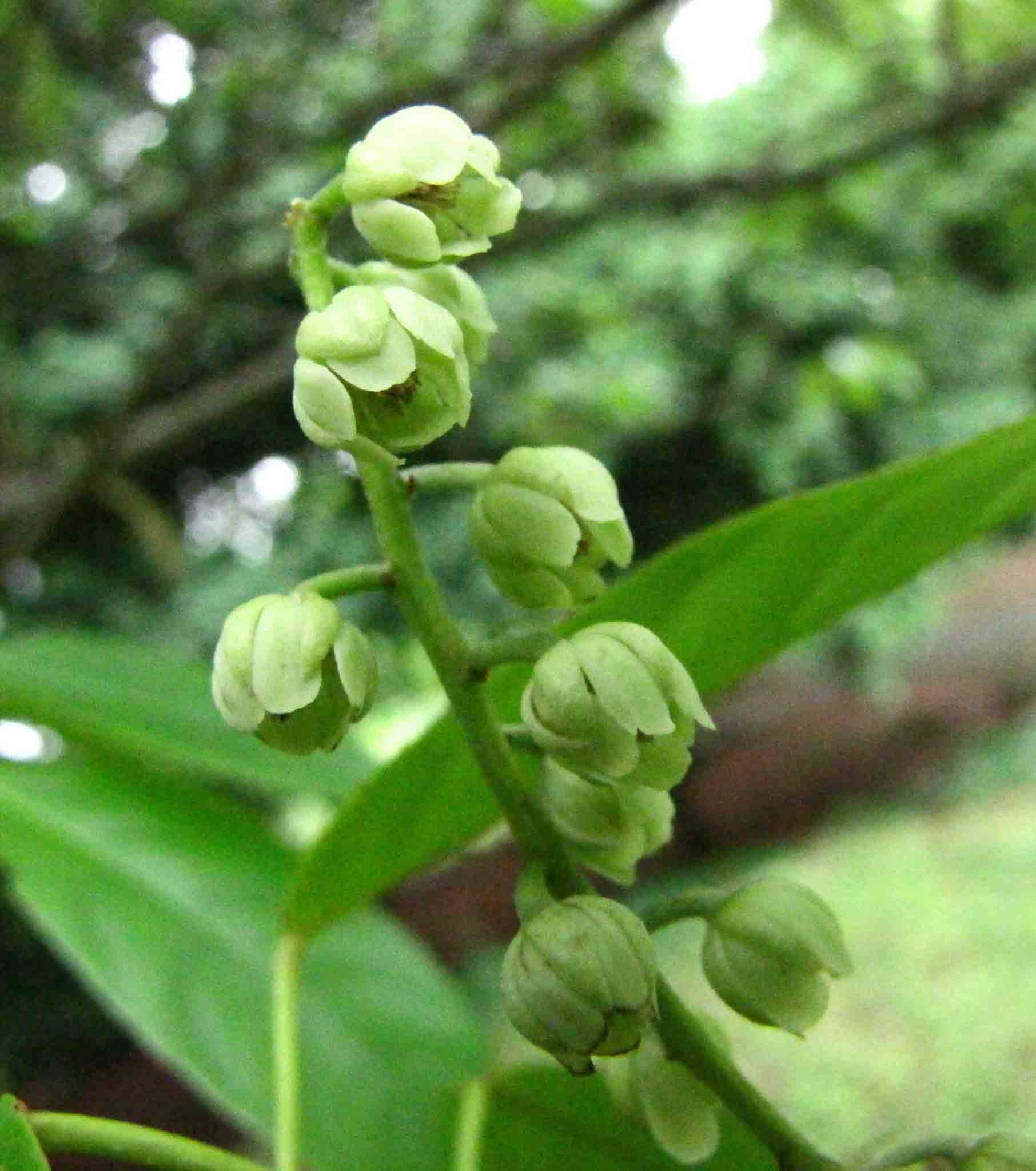
Elaeocarpus japonicus
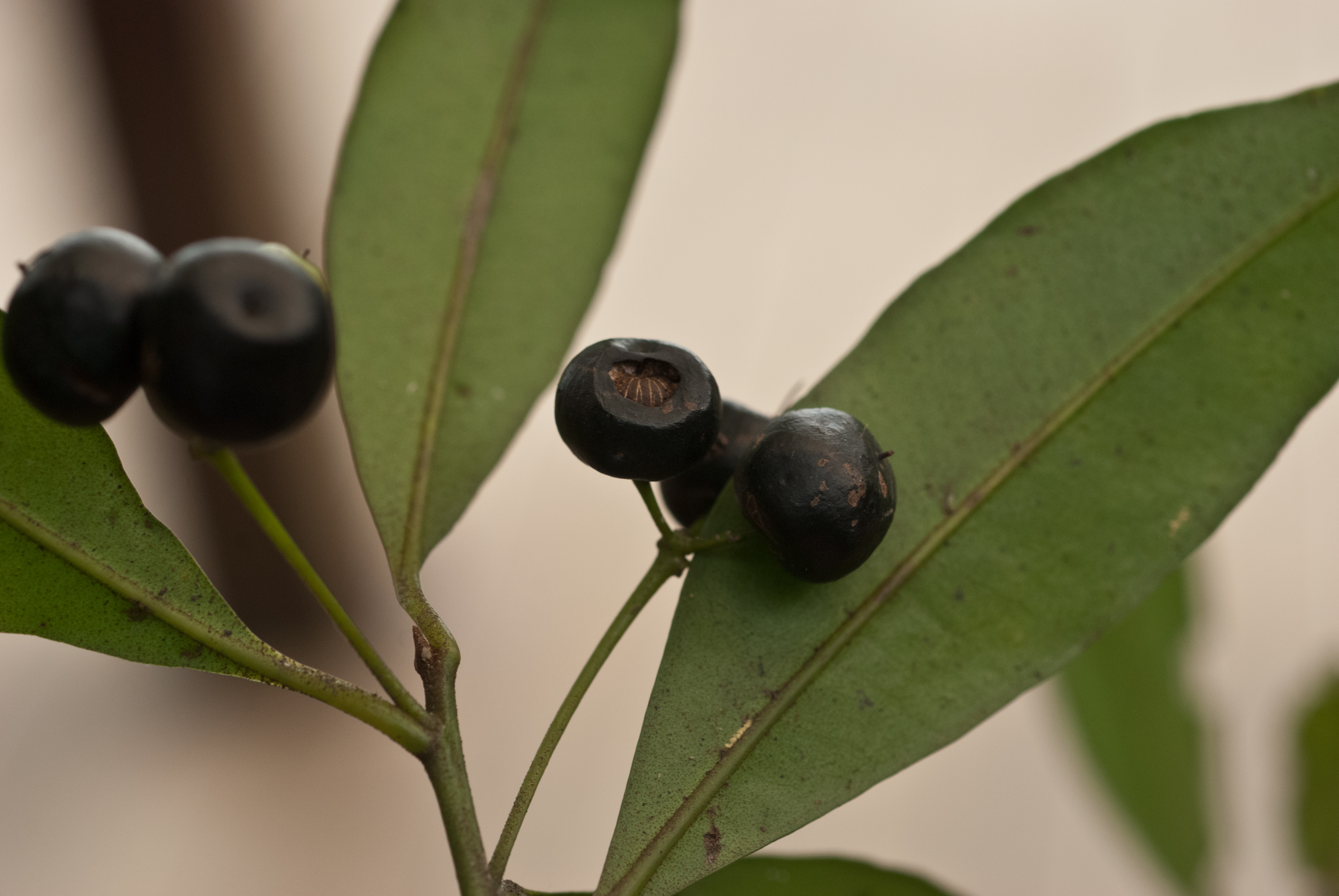
Ardisia quinquegona
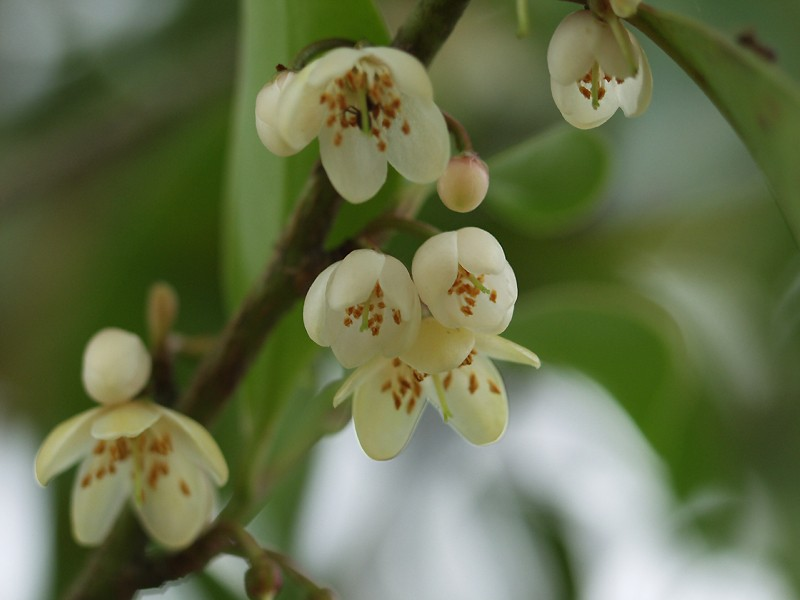
Cleyera japonica
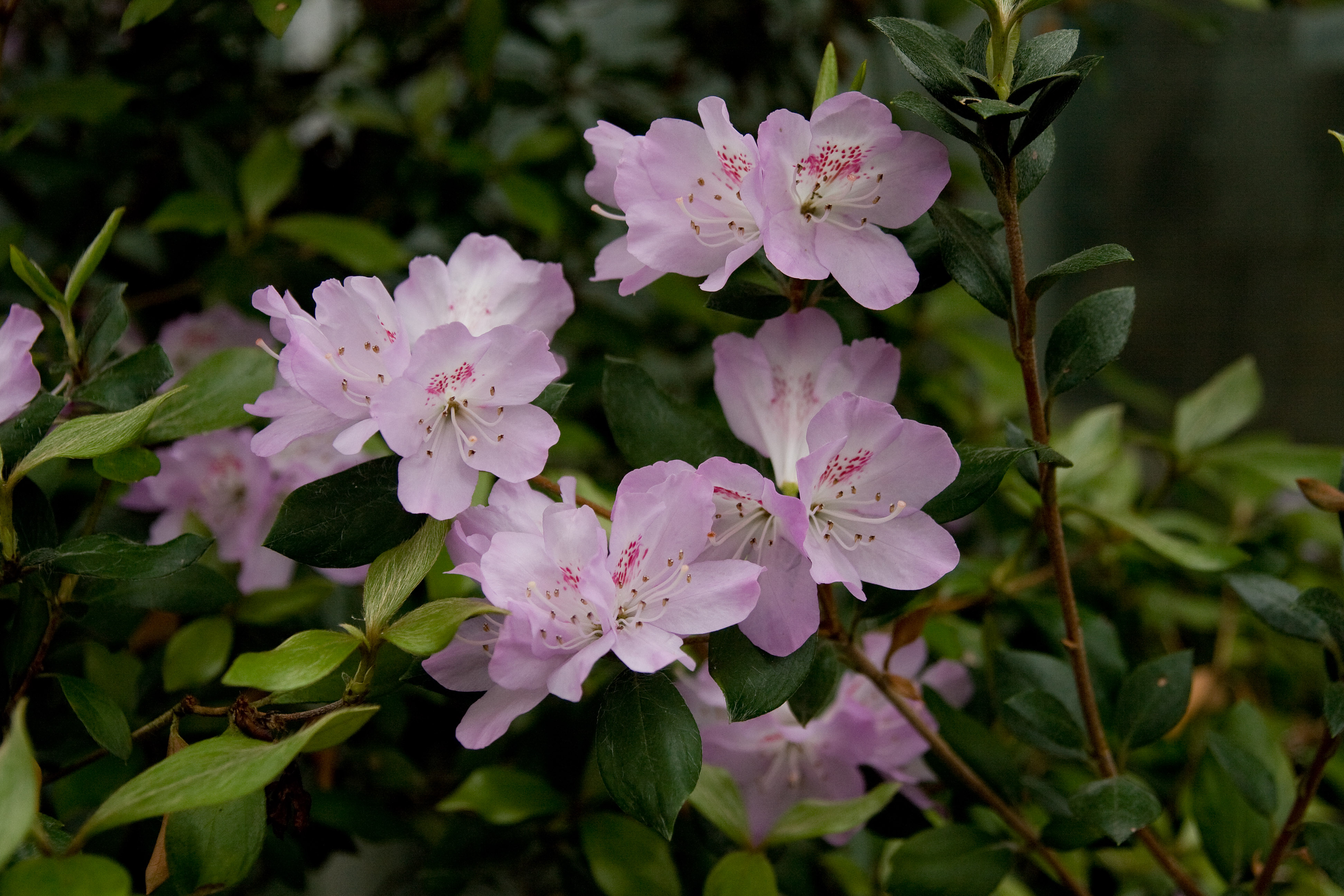
Rhododendron tashiroi
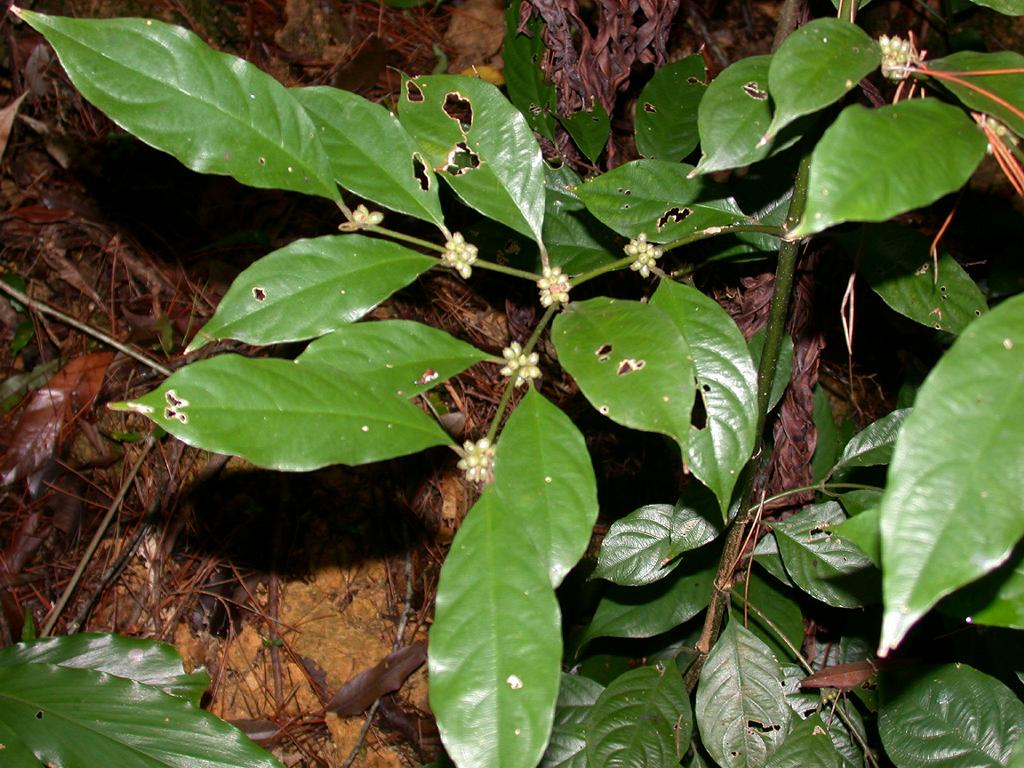
Lasianthus fordii
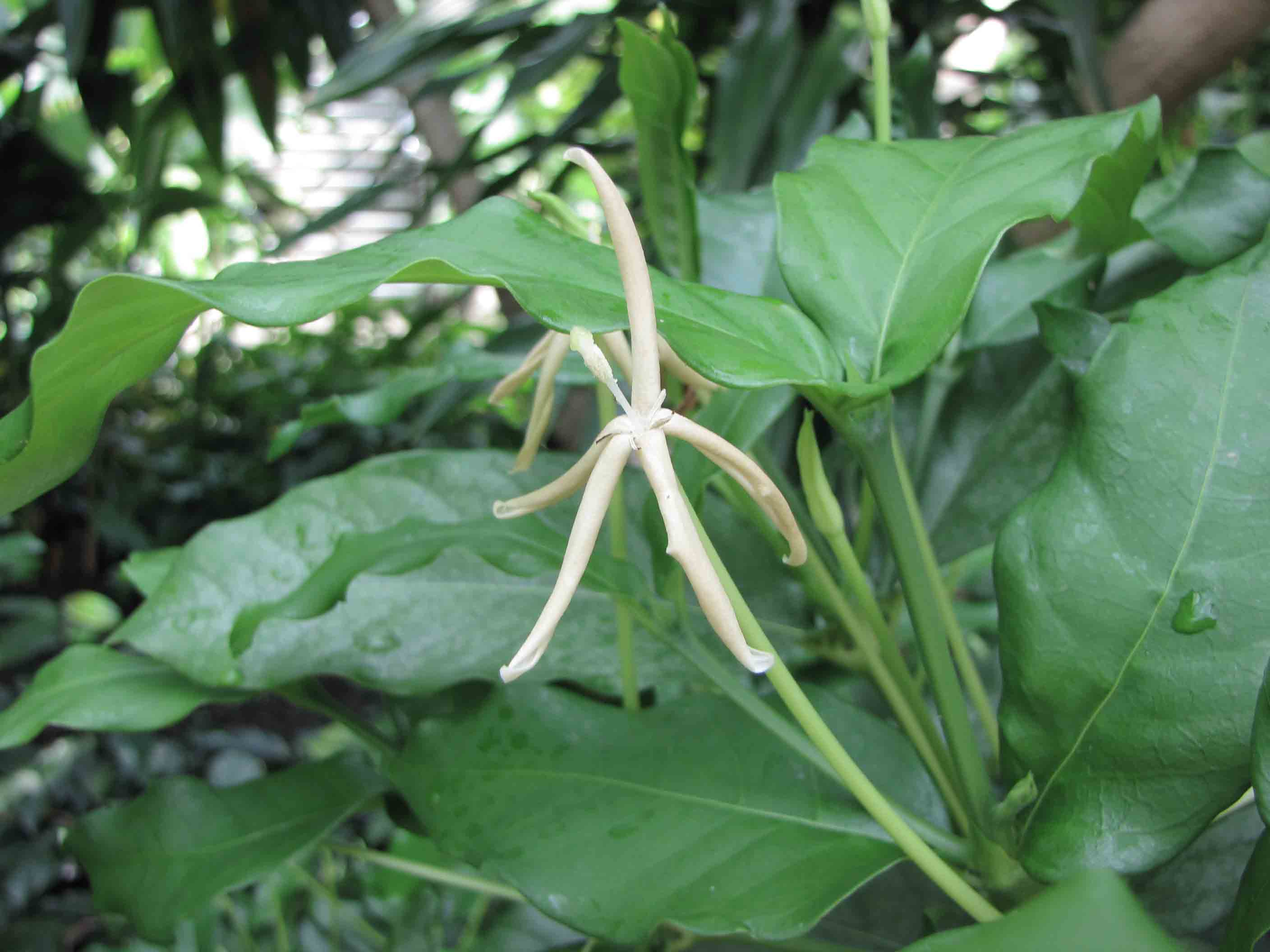
Tarenna gracilipes
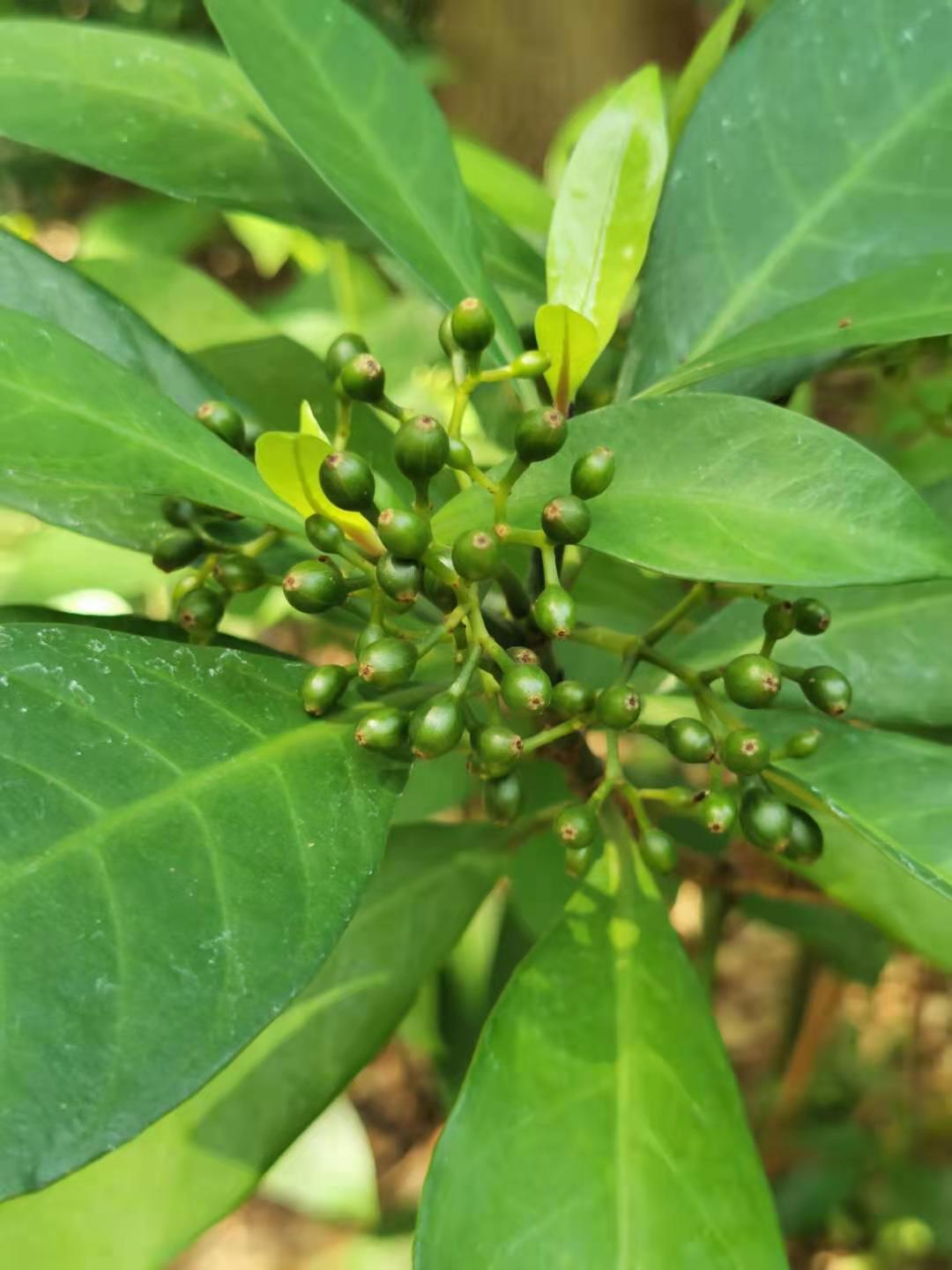
Psychotria rubra
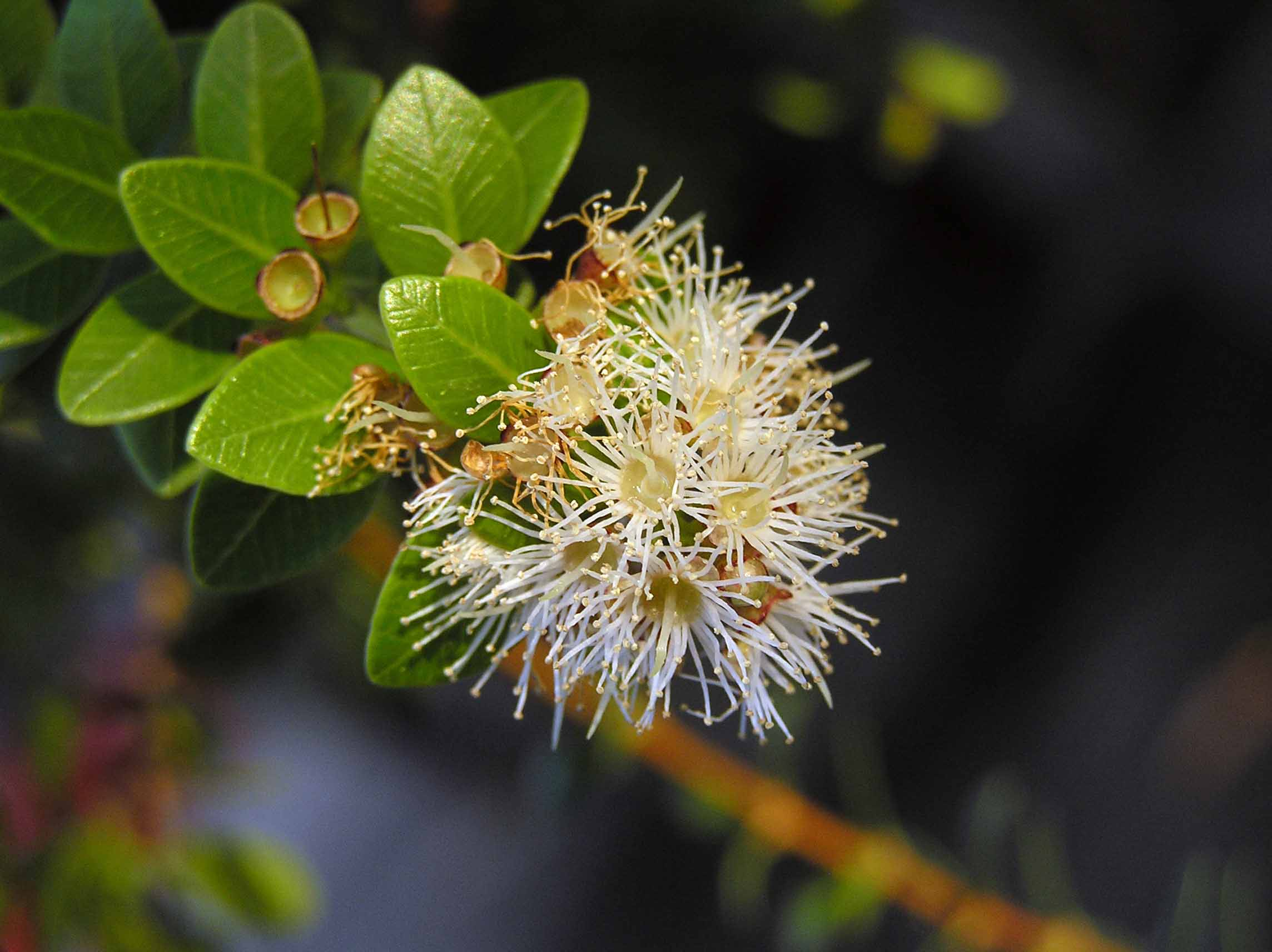
Syzygium buxifolium
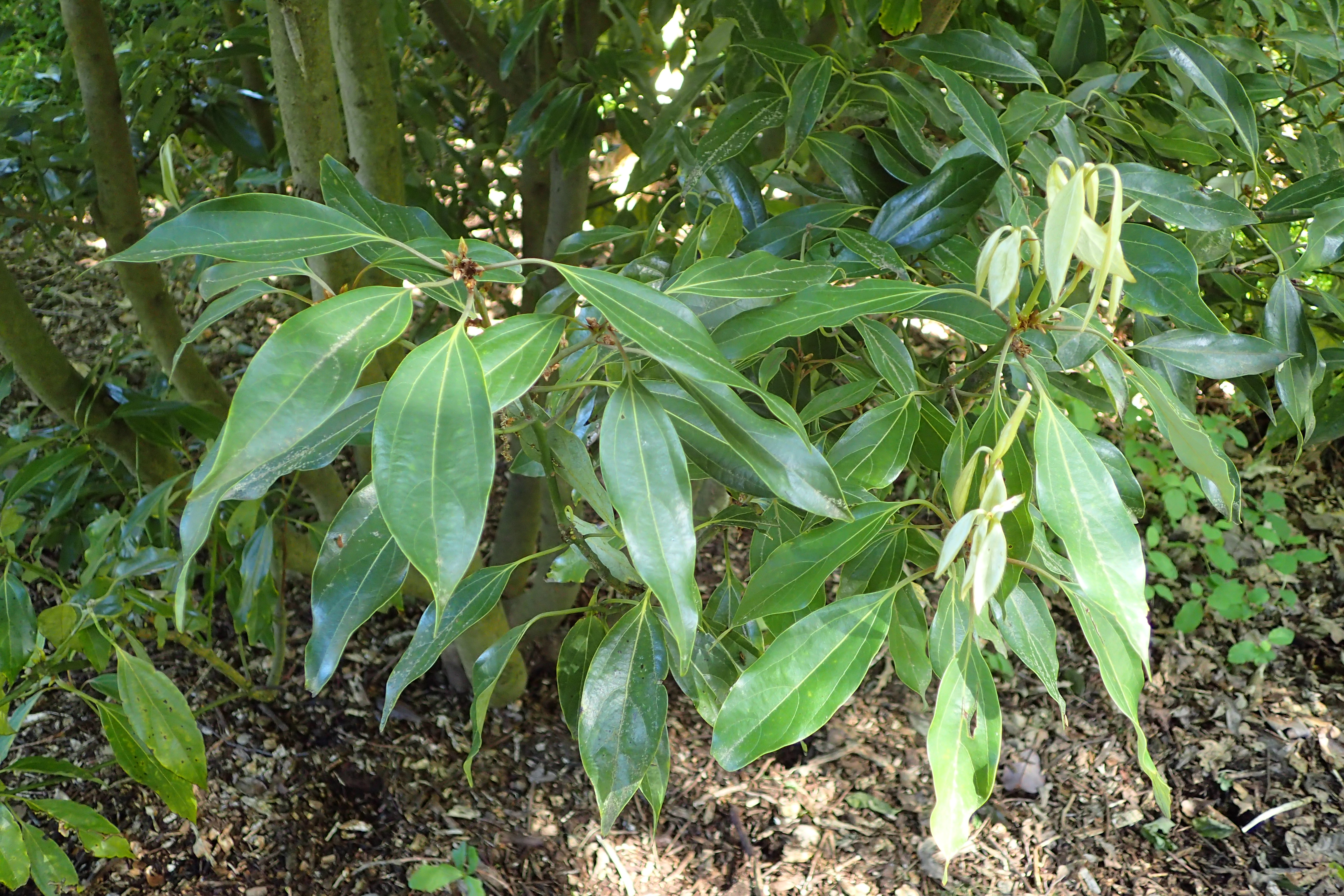
Neolitsea sericea
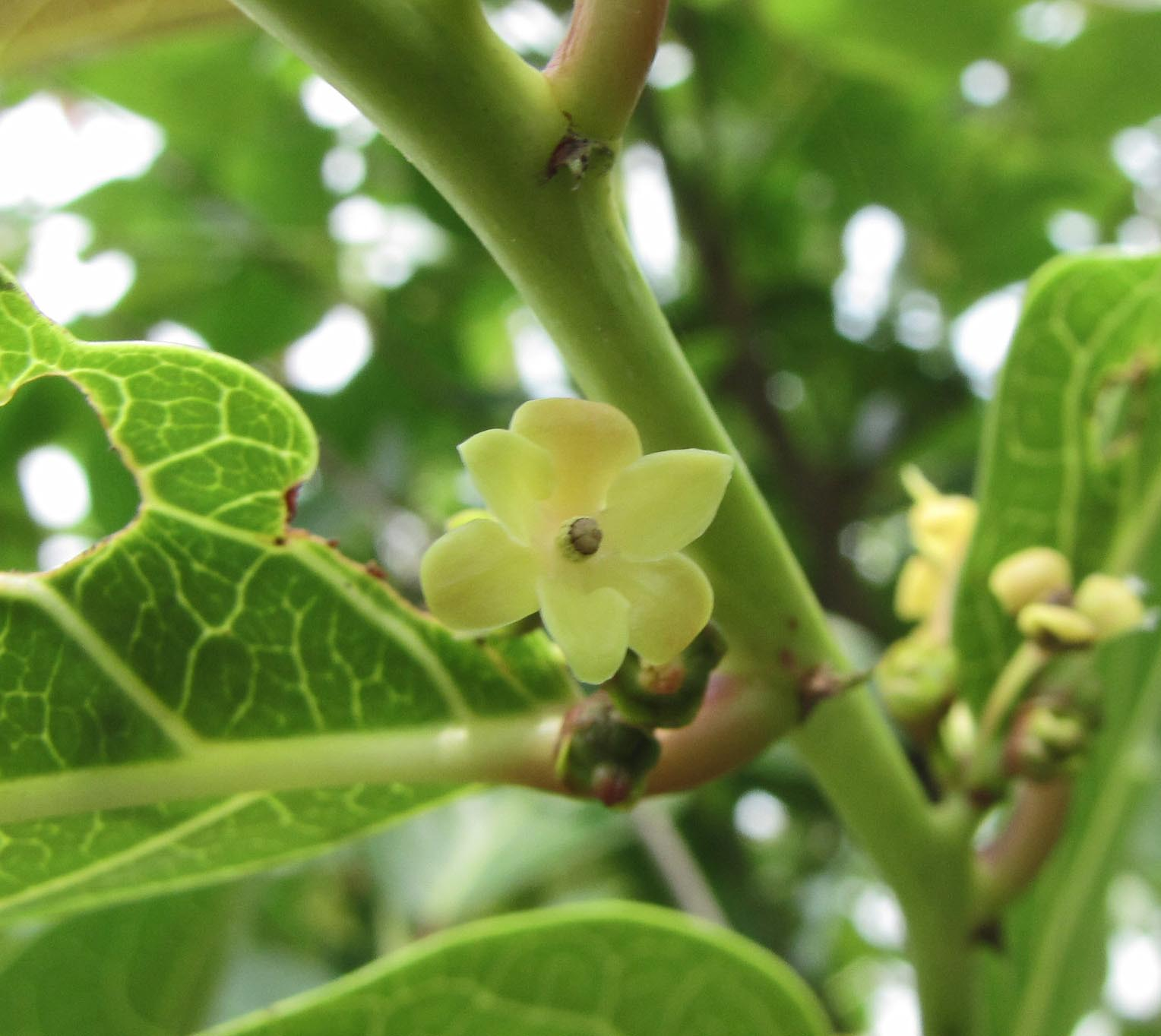
Glochidion zeylanicum
Rubus okinawensis

Les îles Nansei sont également l'habitat de fougères arborescentes (ordre des Cyathéales) telles que Sphaeropteris lepifera, Alsophila spinulosa, Gymnosphaera podophylla, etc.. 

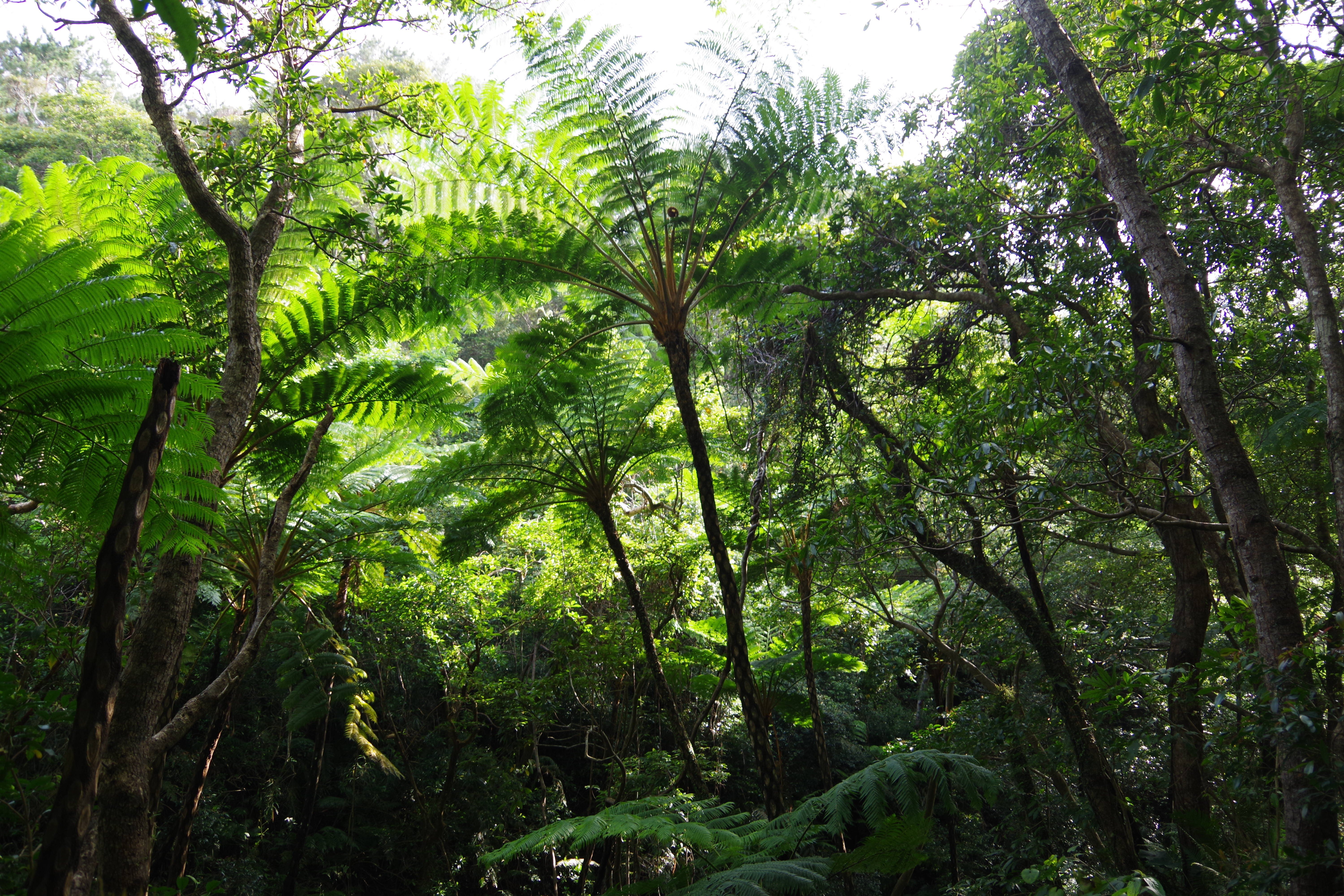
Cyathea (Sphaeropteris) lepifera
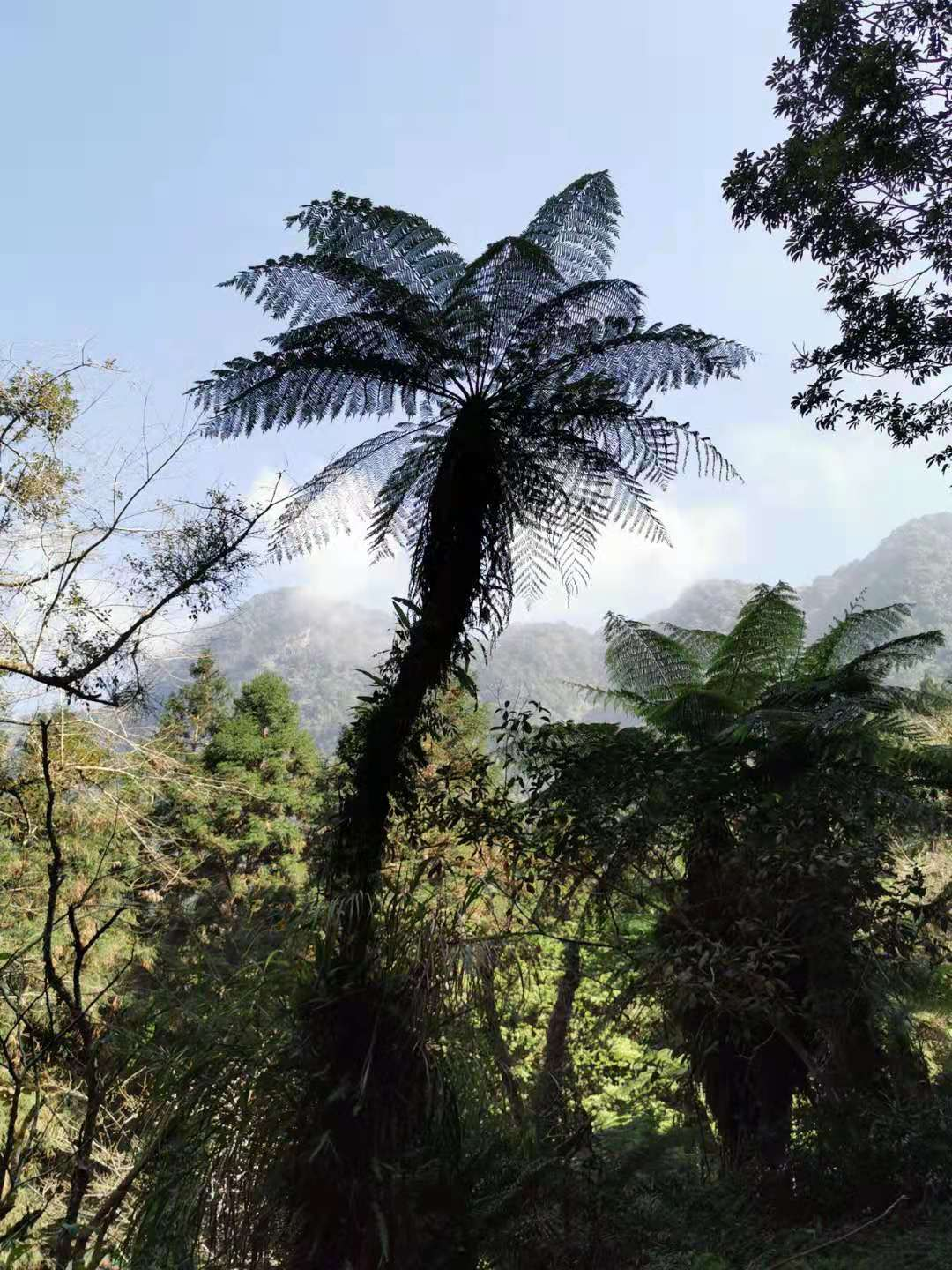
Cyathea (Alsophila) spinulosa

Quelques espèces endémiques ou en danger des Nansei : 

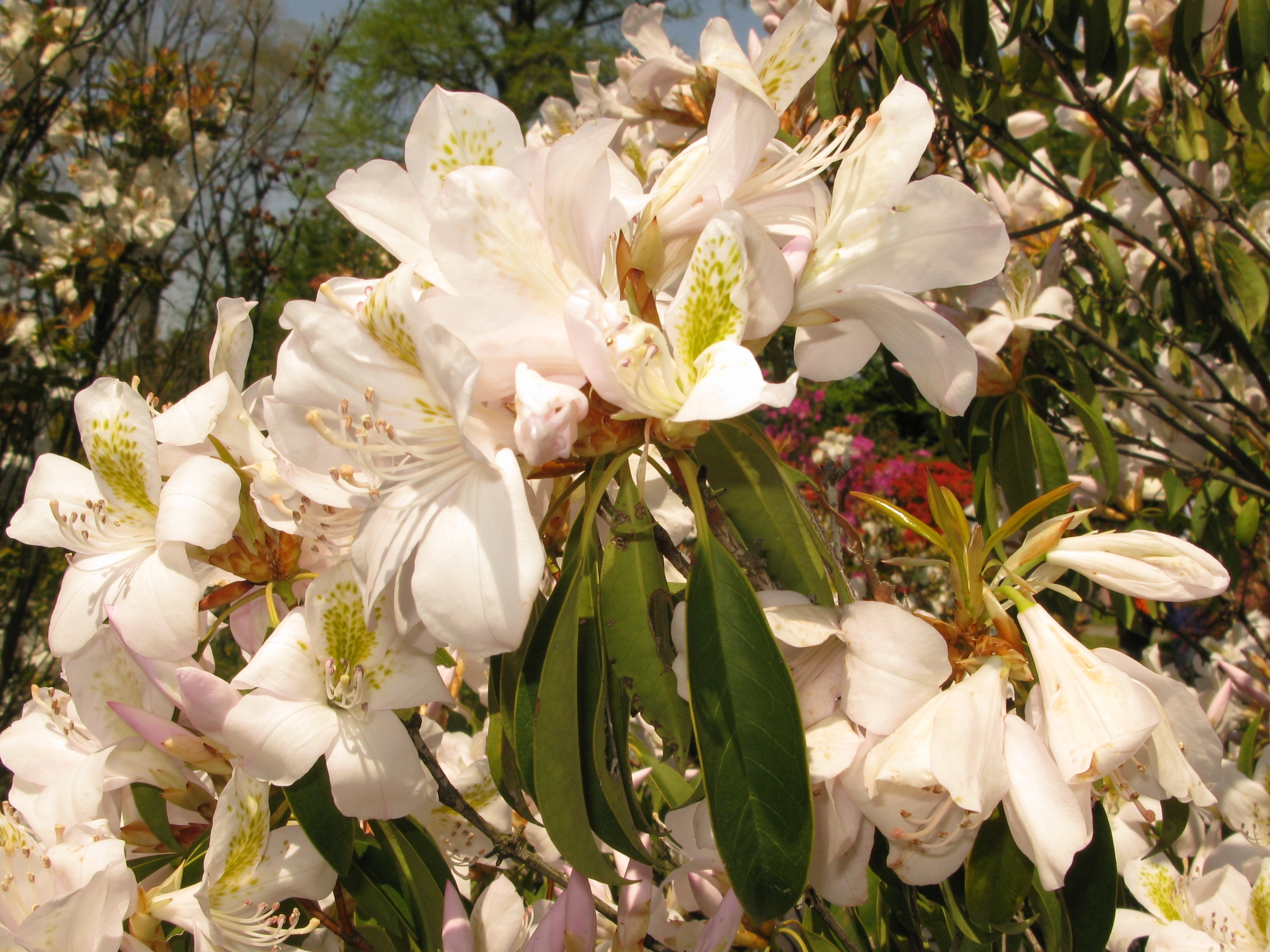
Rhododendron latoucheae var. amamiense
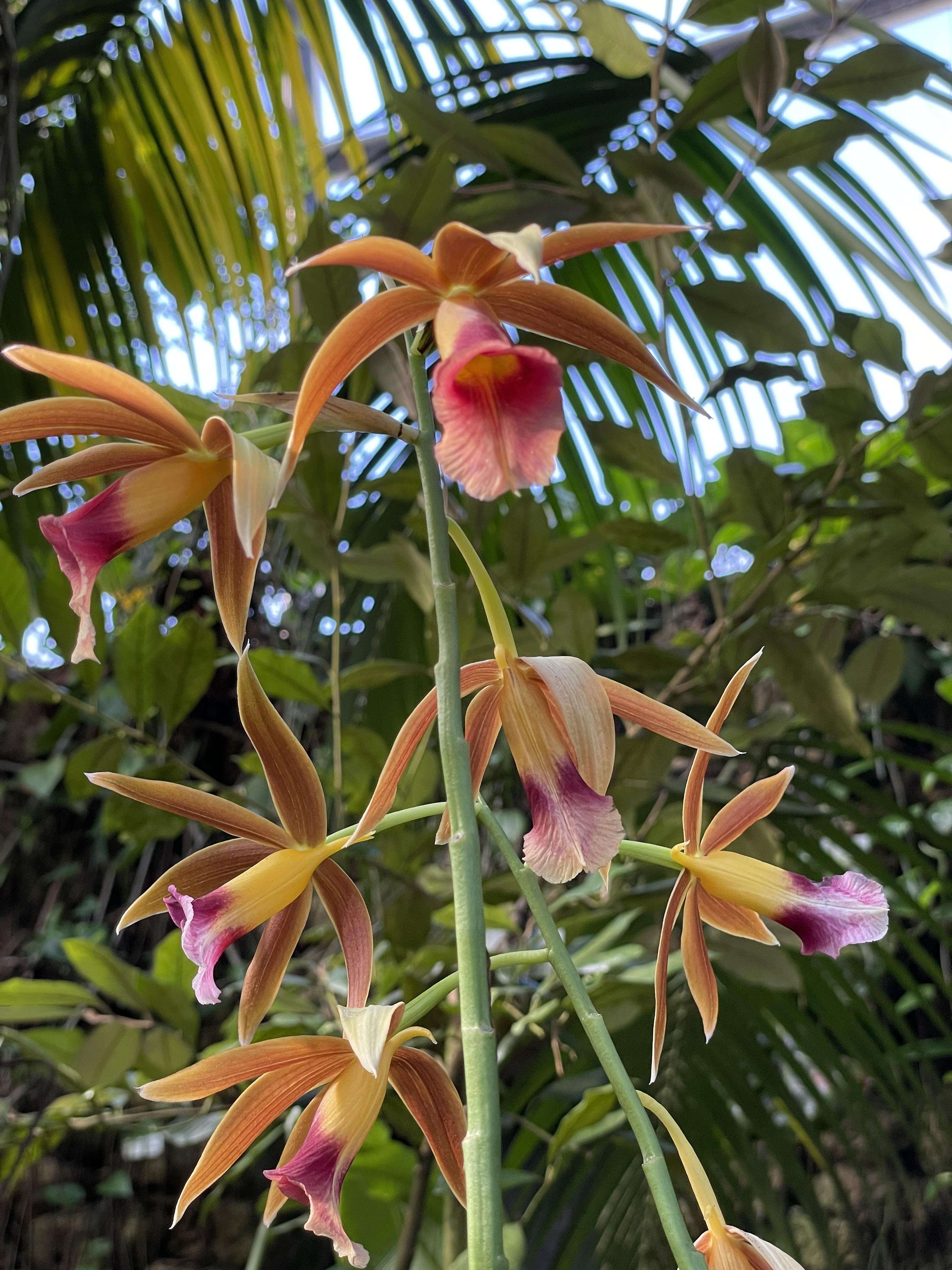
Phaius tankervilleae

### Zone des forêts subtropicales humides d'Ogasawara
Catégorie Wikimedia
L'archipel Ogasawara (Îles Bonin) est situé à près de 1000 km au large de Honshu (l’île principale de l'archipel Japonais).
Malgré le nom de l'écorégion, celle-ci contient aussi bien des forêts tropicales humides que sèches.
Le taux d'endémisme est particulièrement élevé sur ces îles du fait de leur éloignement. Il serait d'environ 43 % des espèces de plantes vasculaires. Deux genres sont endémics de cet archipel : Dendrocacalia Nakai (Asteraceae) et Boninia Planchon (Rutaceae).

Quelques-unes des plantes rencontrées sur l'archipel, :

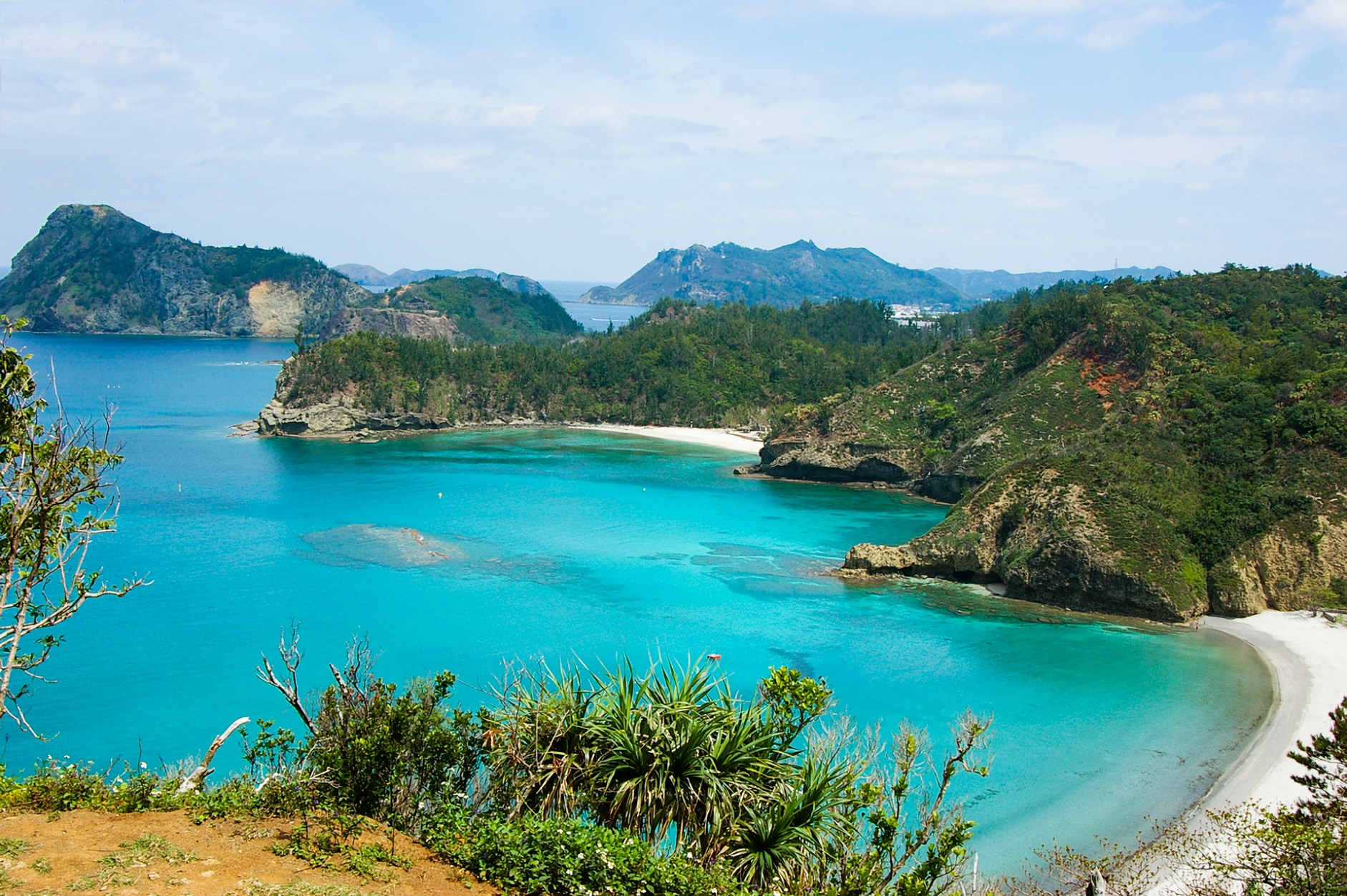
Paysage du sud-ouest d'Ogasawara
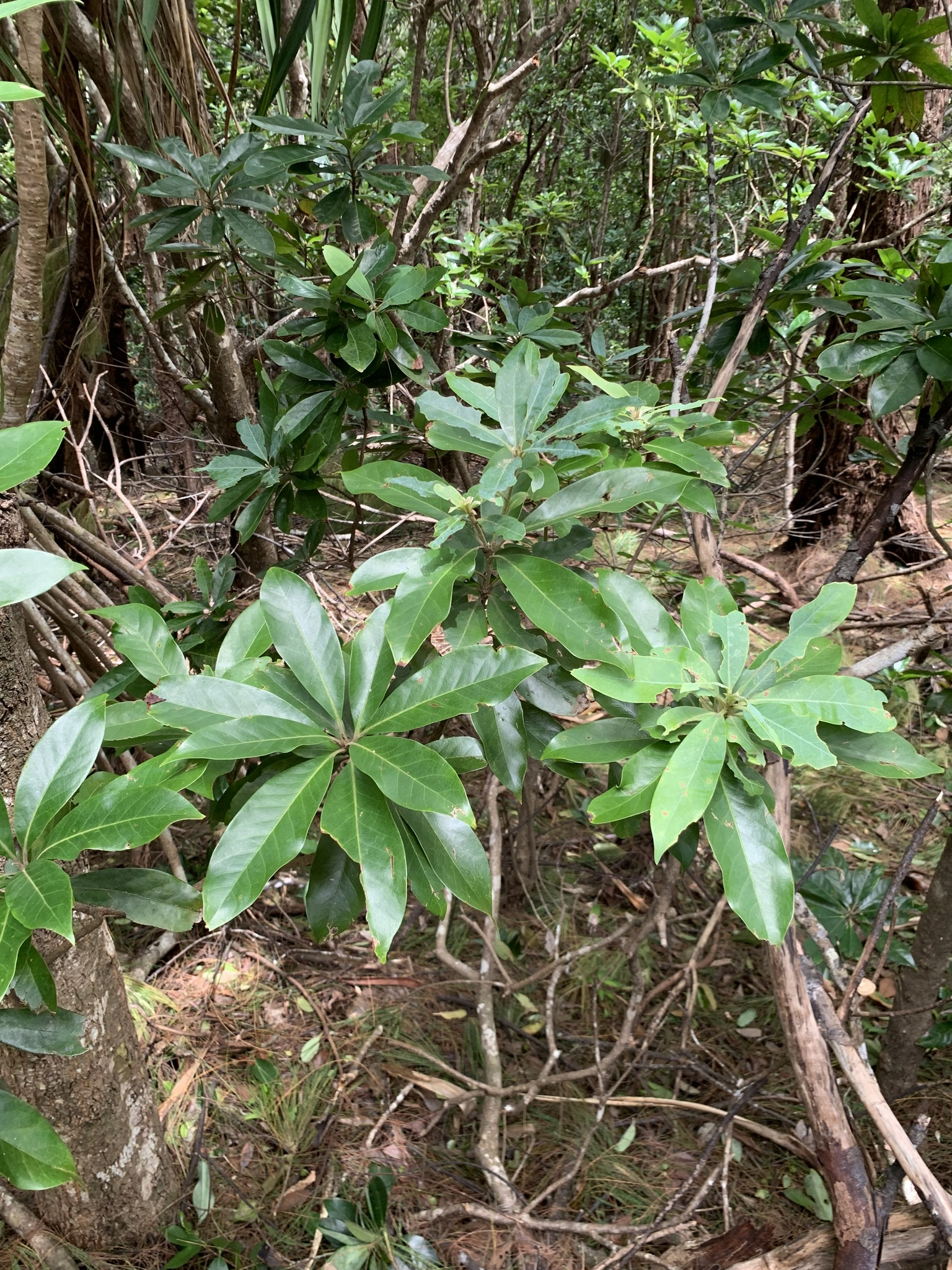
Schima mertensiana
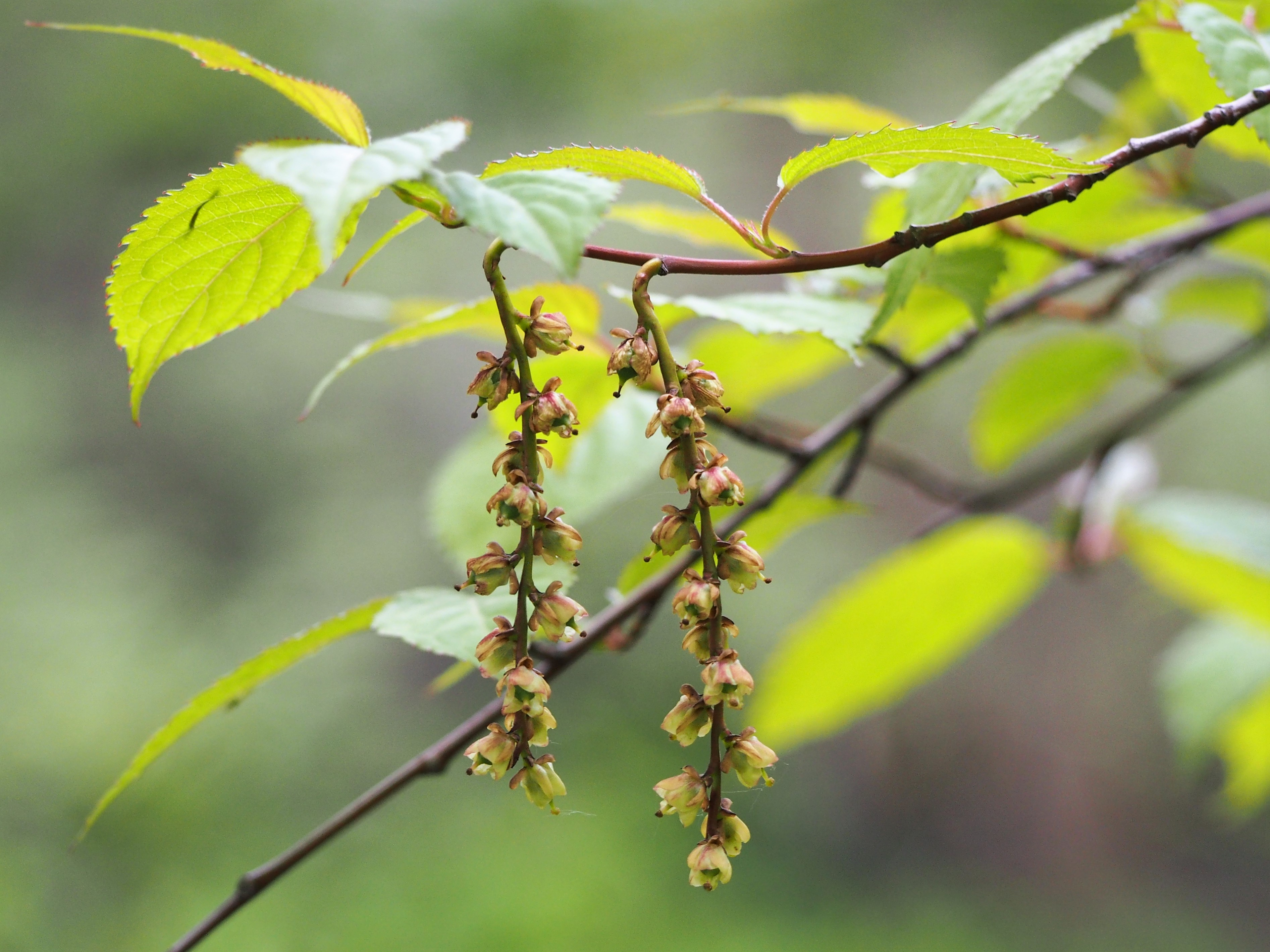
Stachyurus praecox
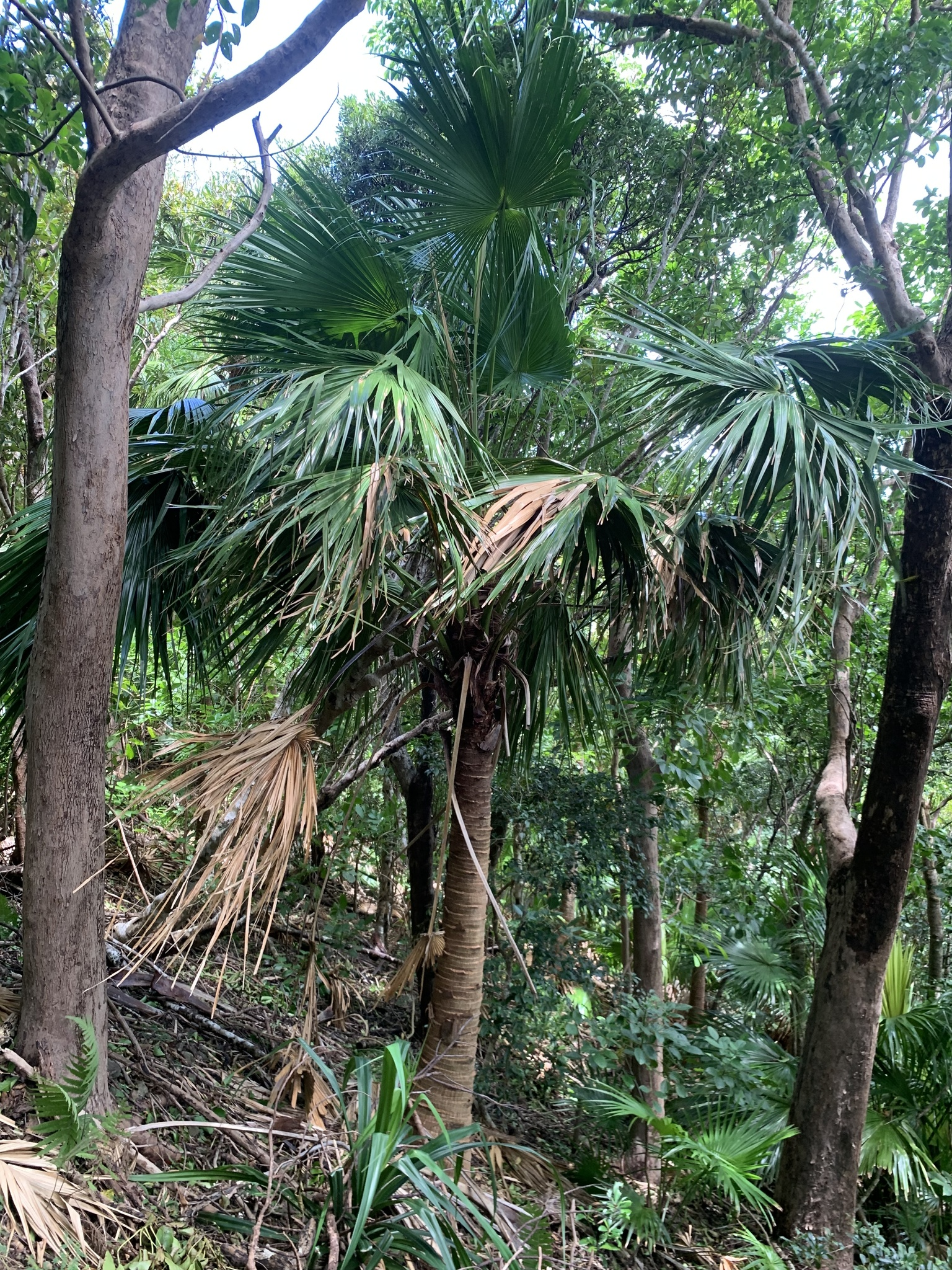
Livistona boninensis
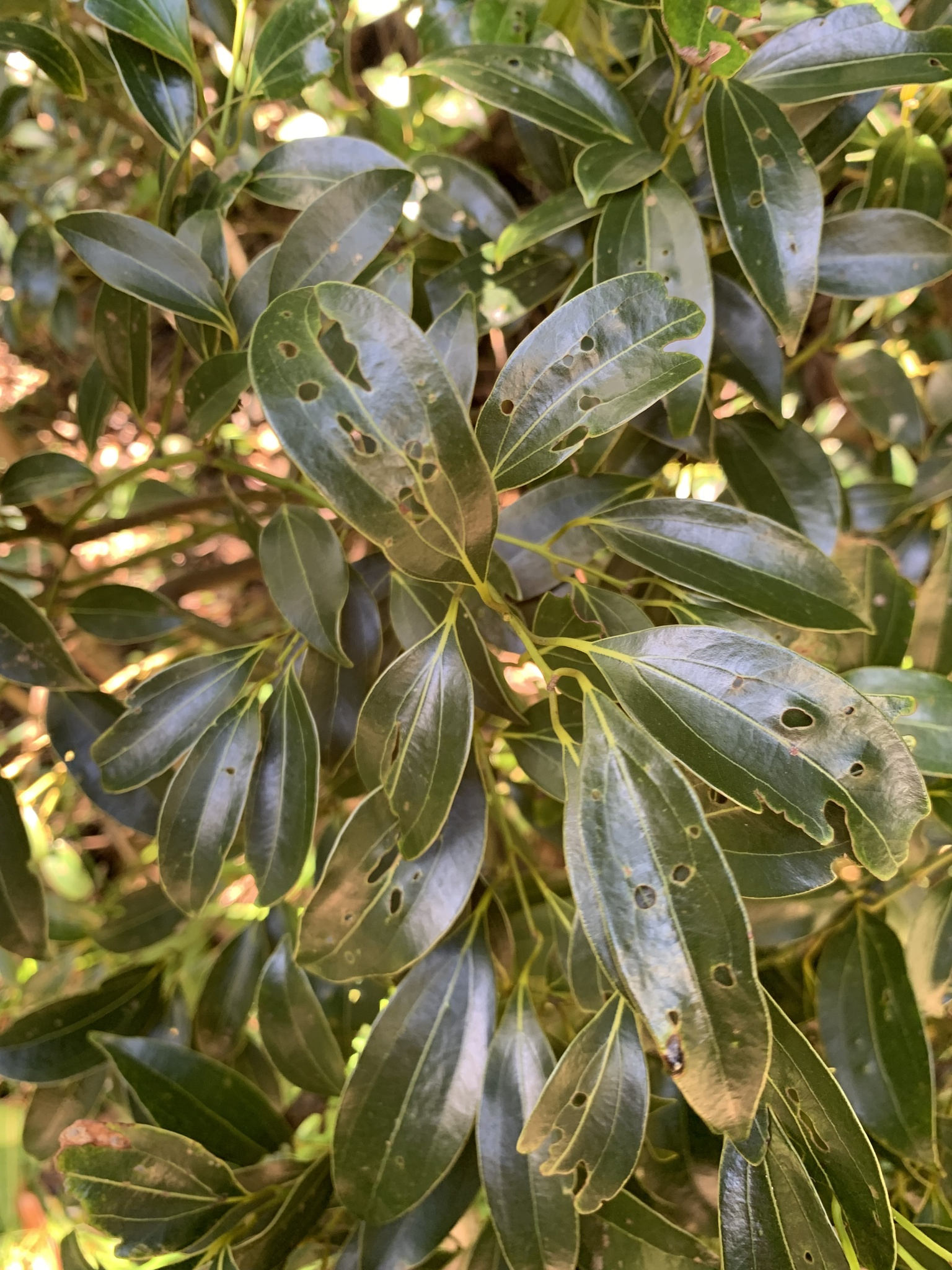
Cinnamomum pseudopedunculatum
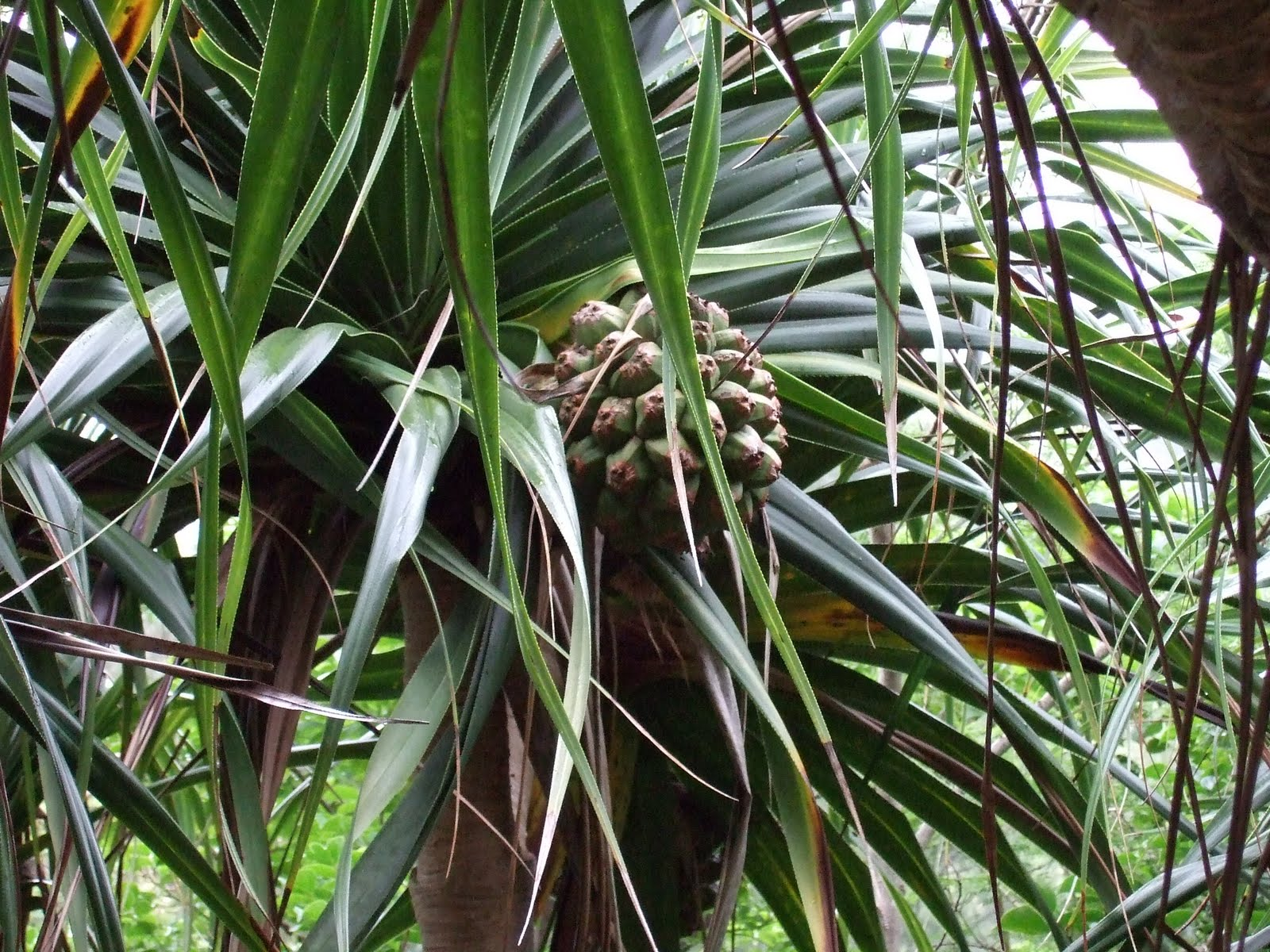
Pandanus boninensis
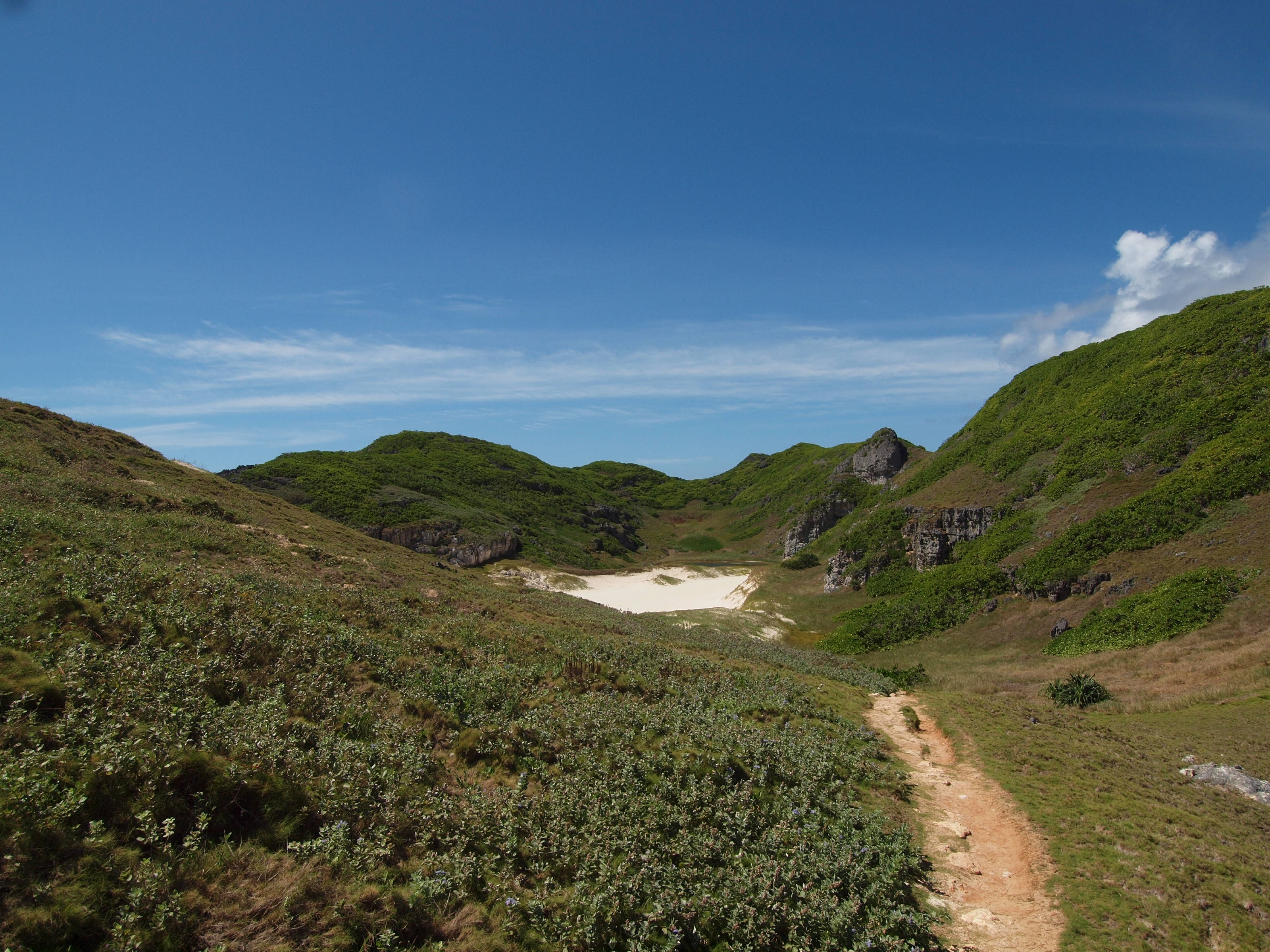
Paysage de l'île Minami-jima
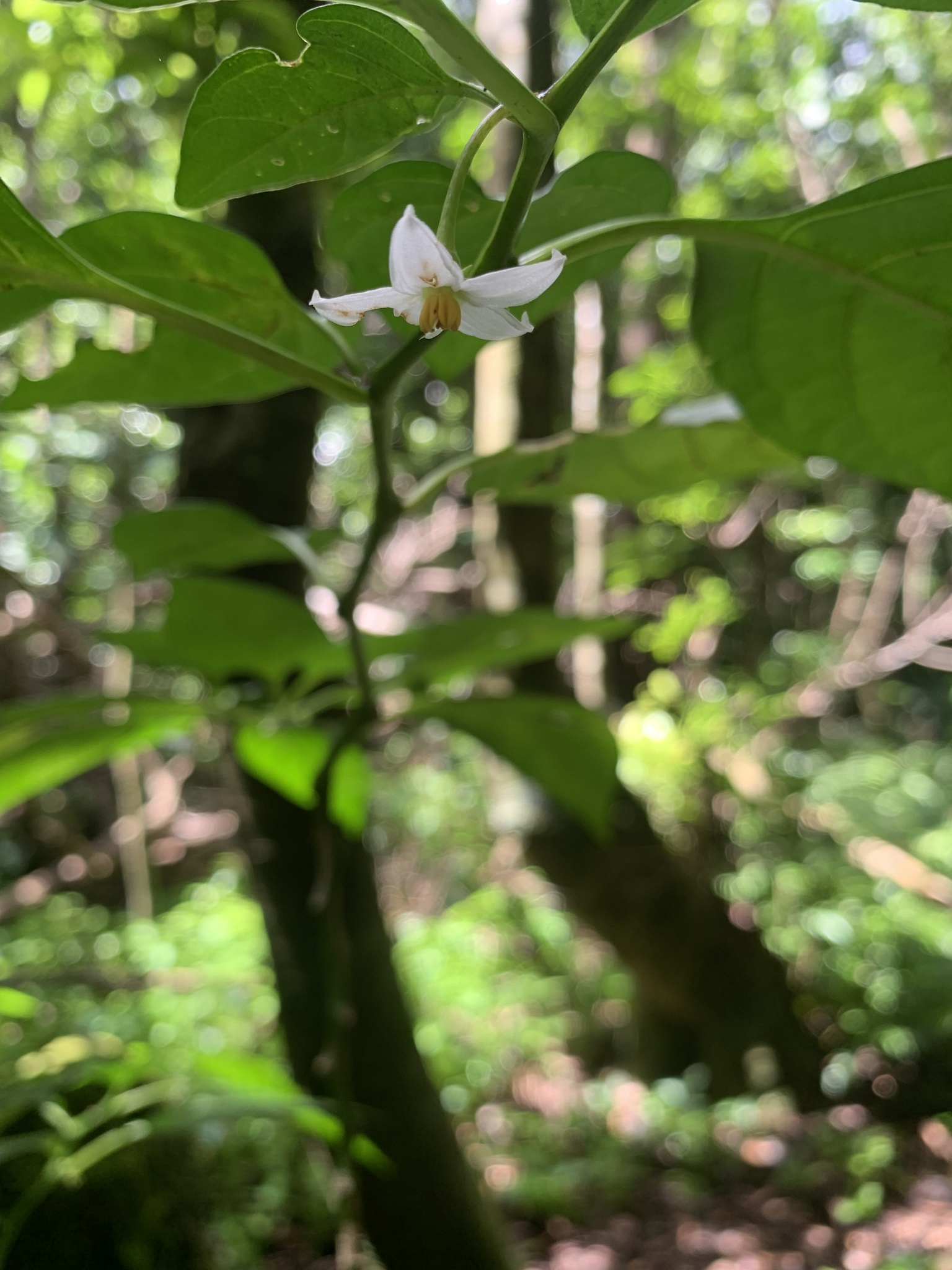
Lycianthes boninensis
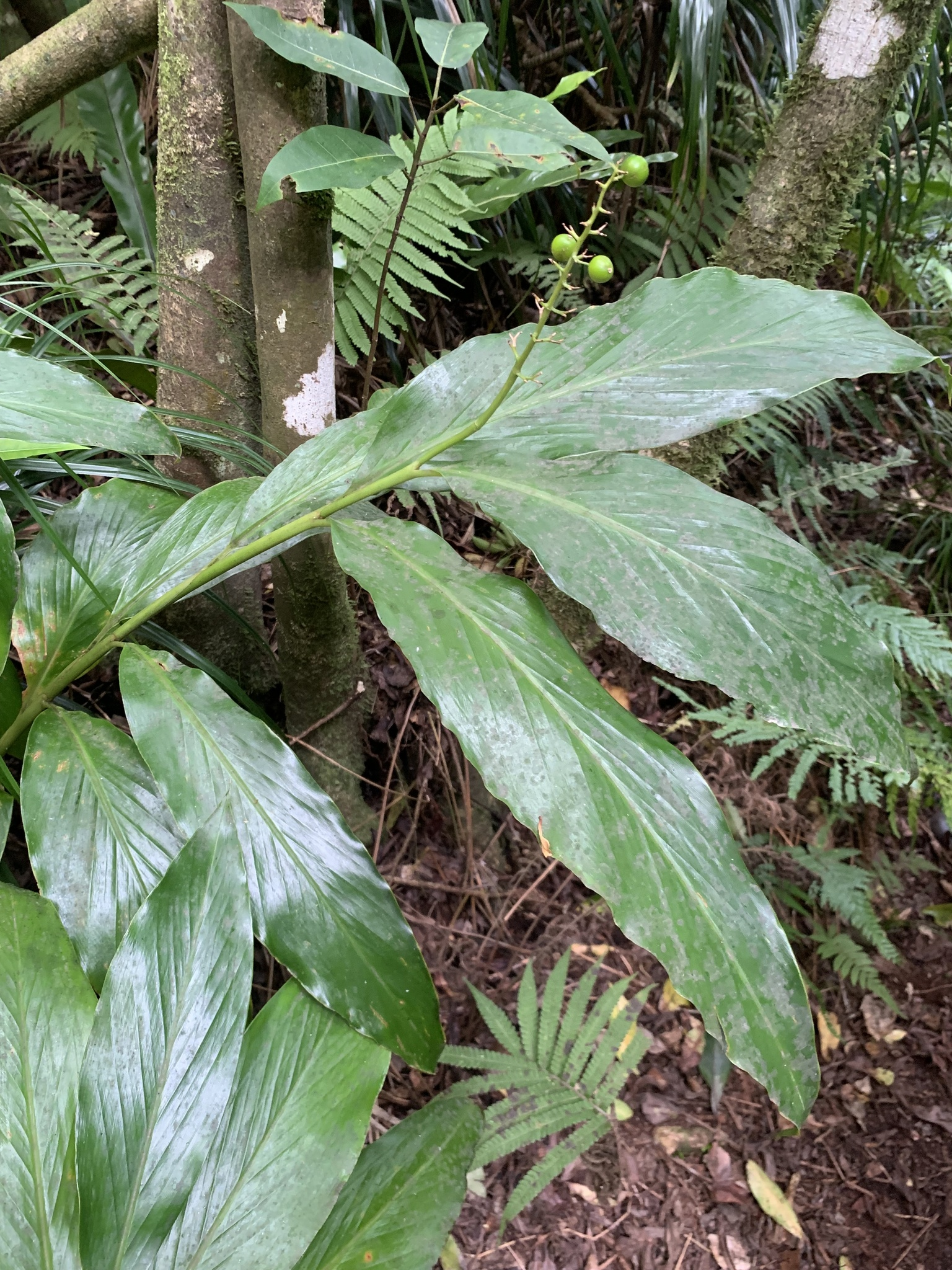
Alpinia boninsimensis
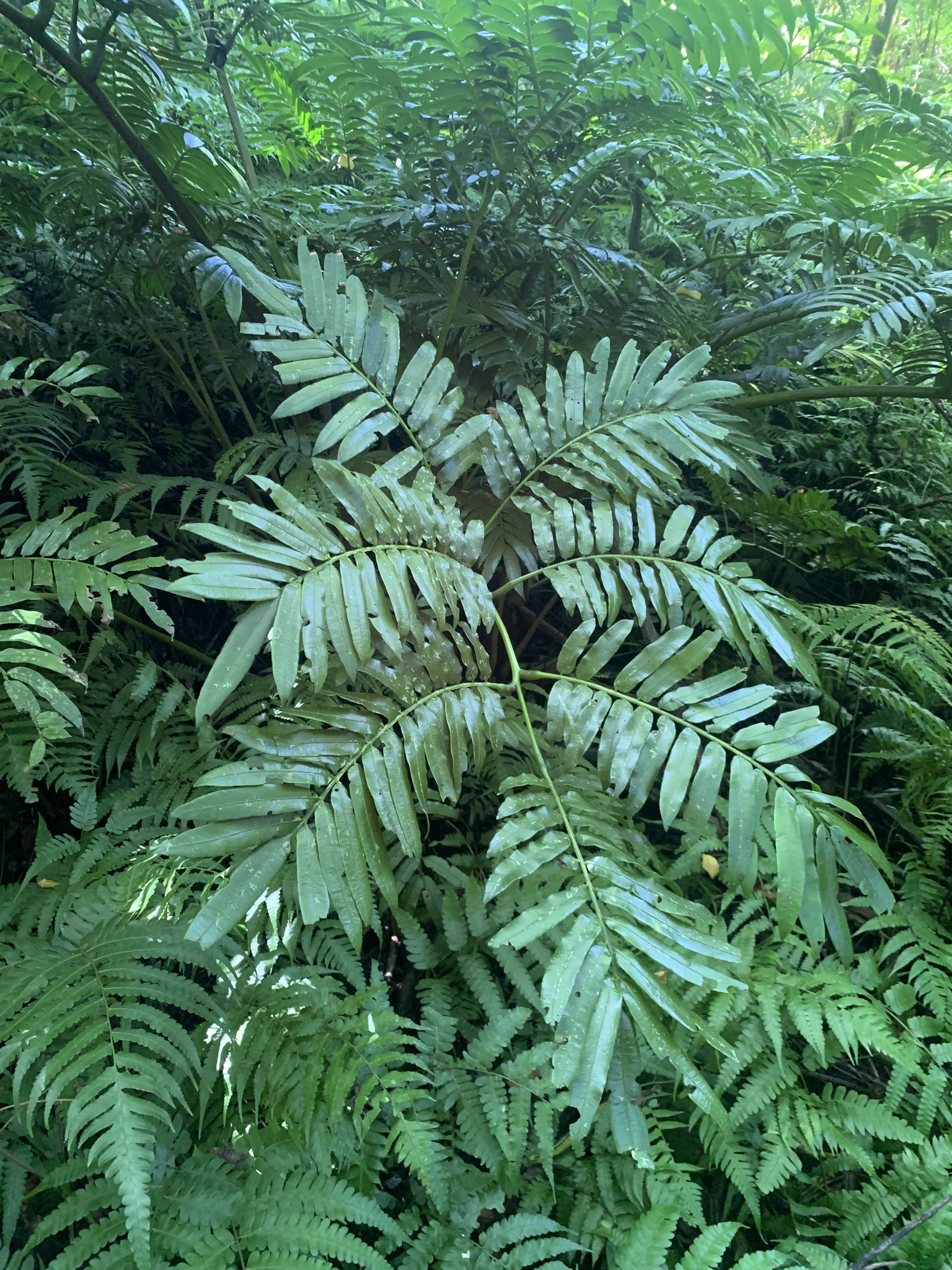
Angiopteris boninensis
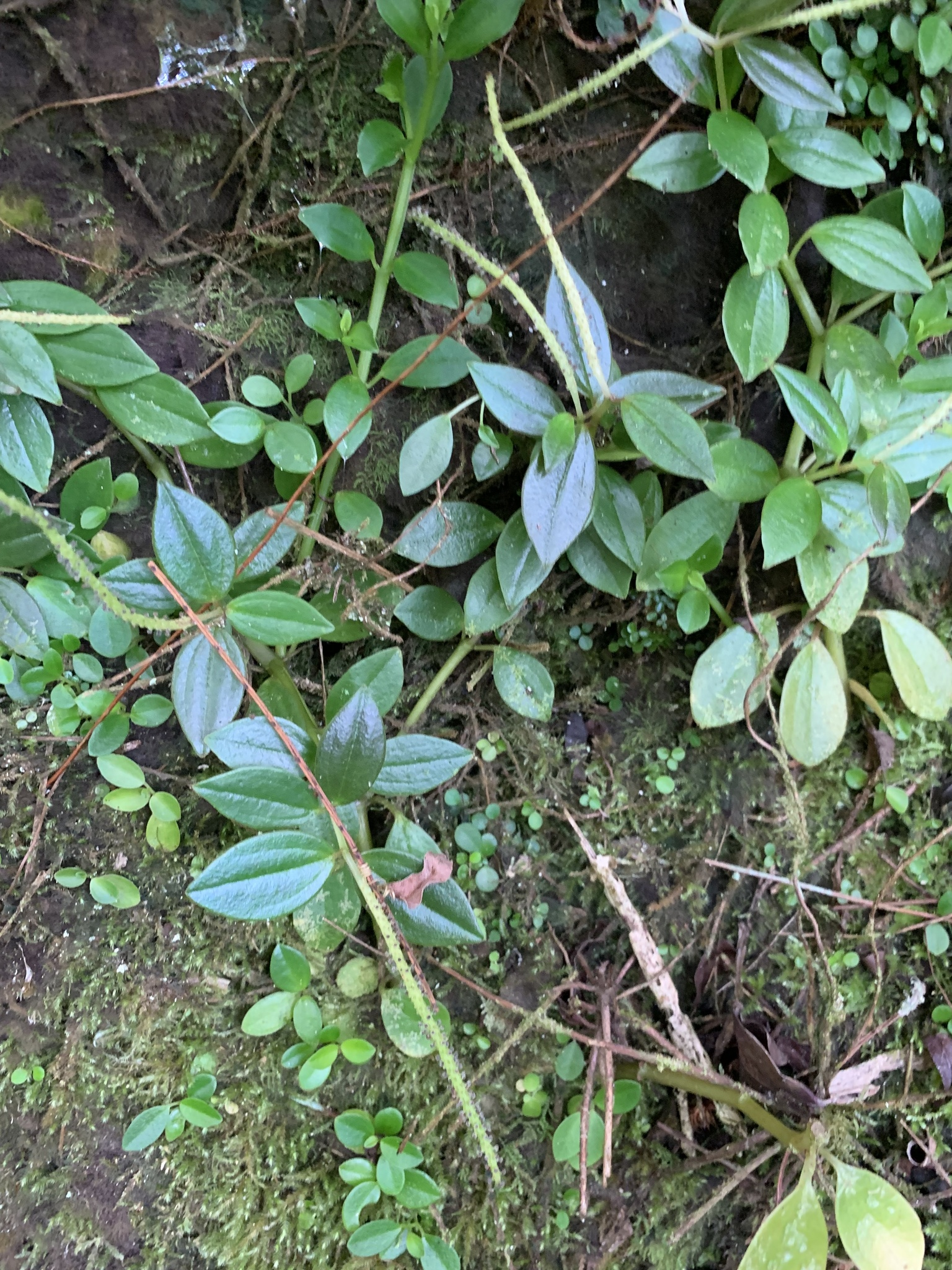
Peperomia boninsimensis
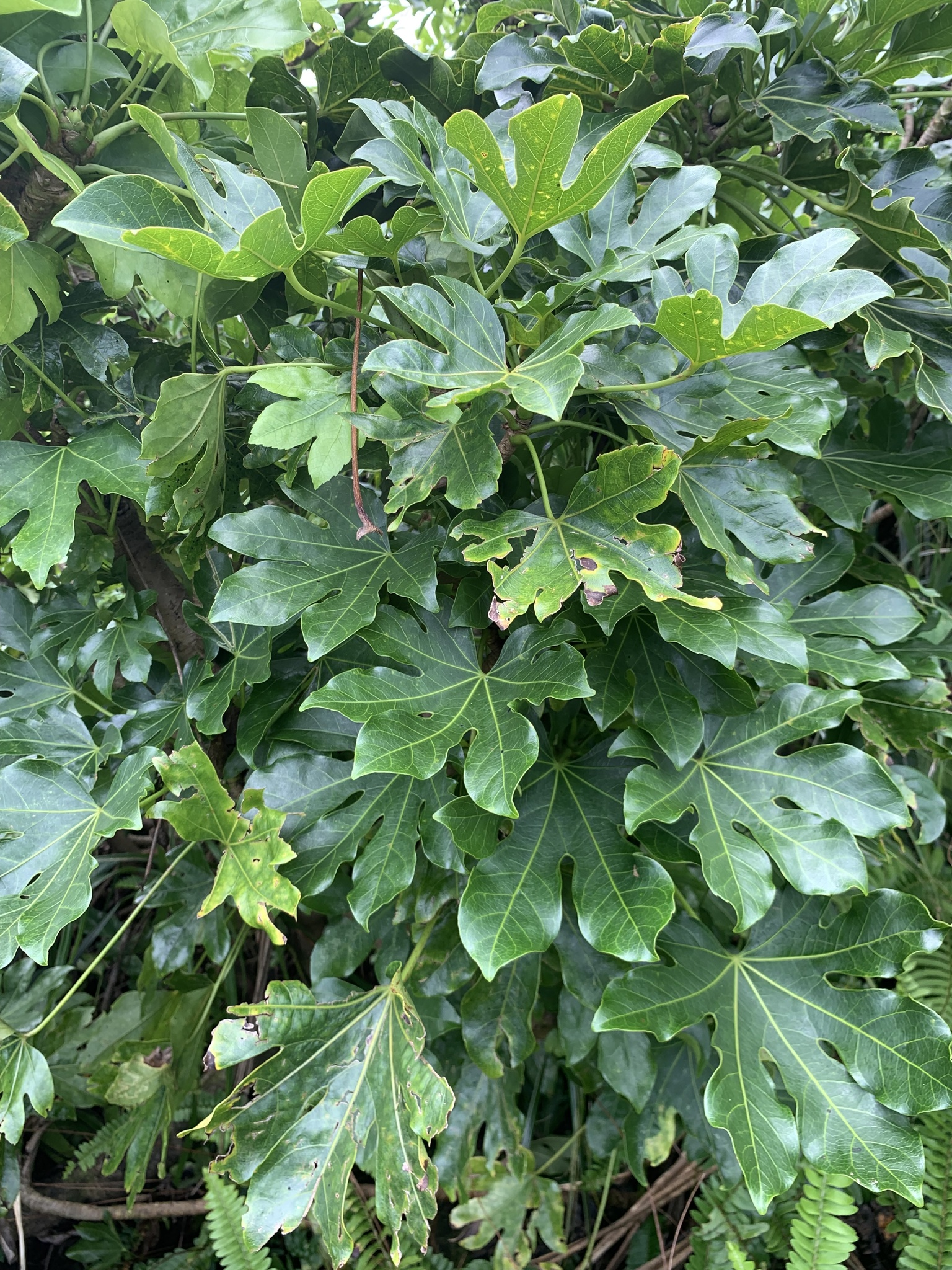
Fatsia oligocarpella
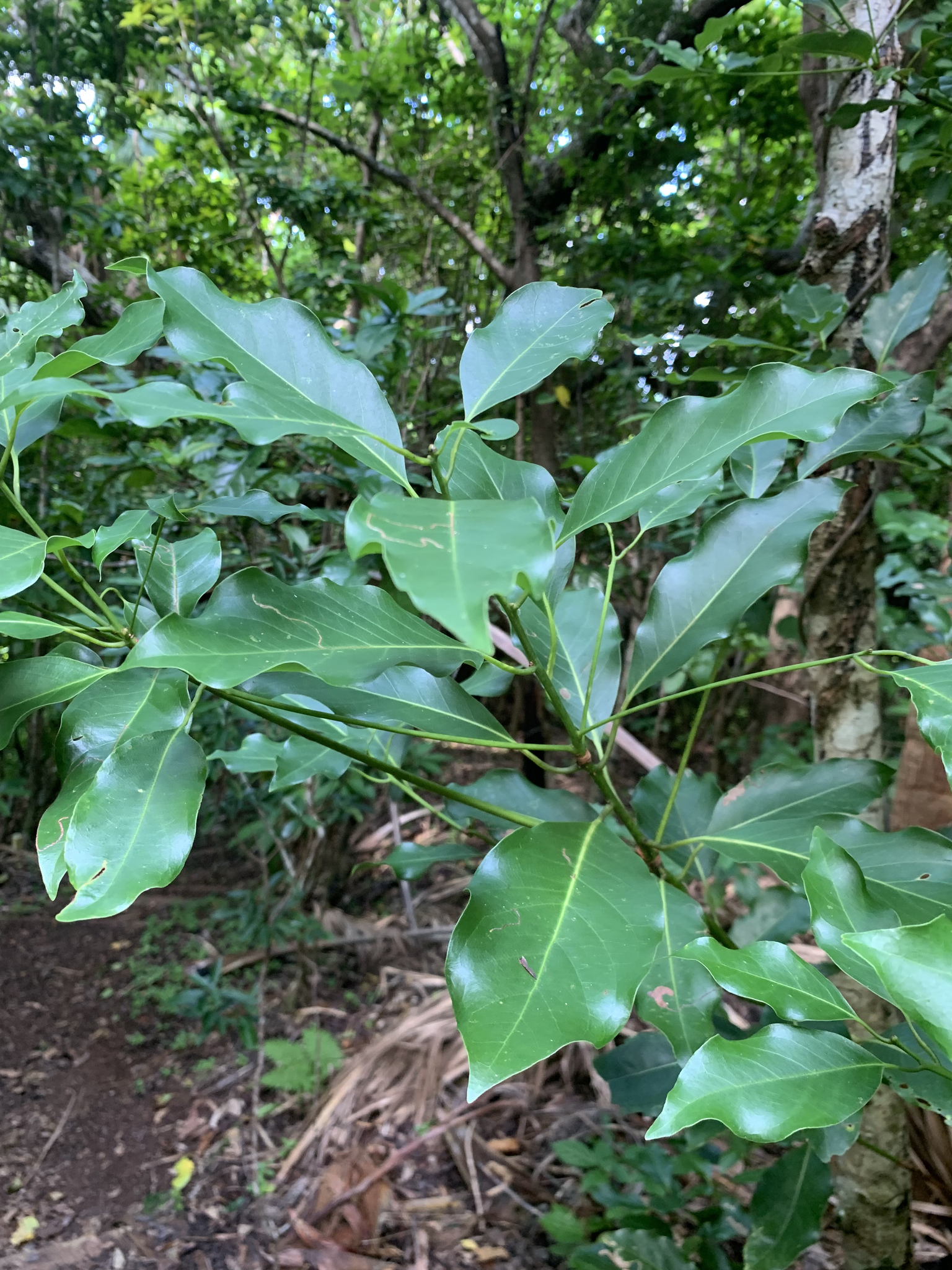
Machilus boninensis
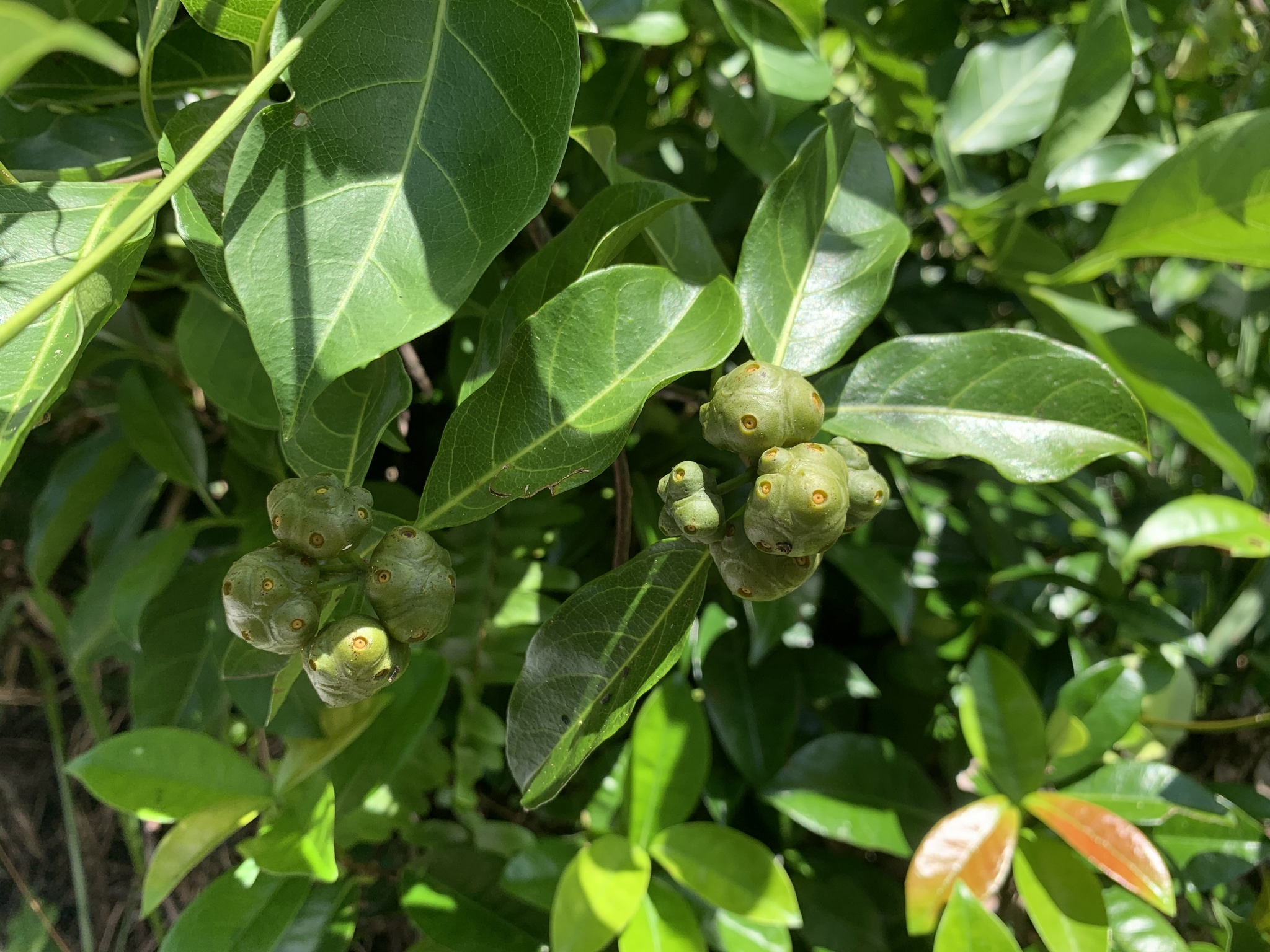
Gynochthodes boninensis
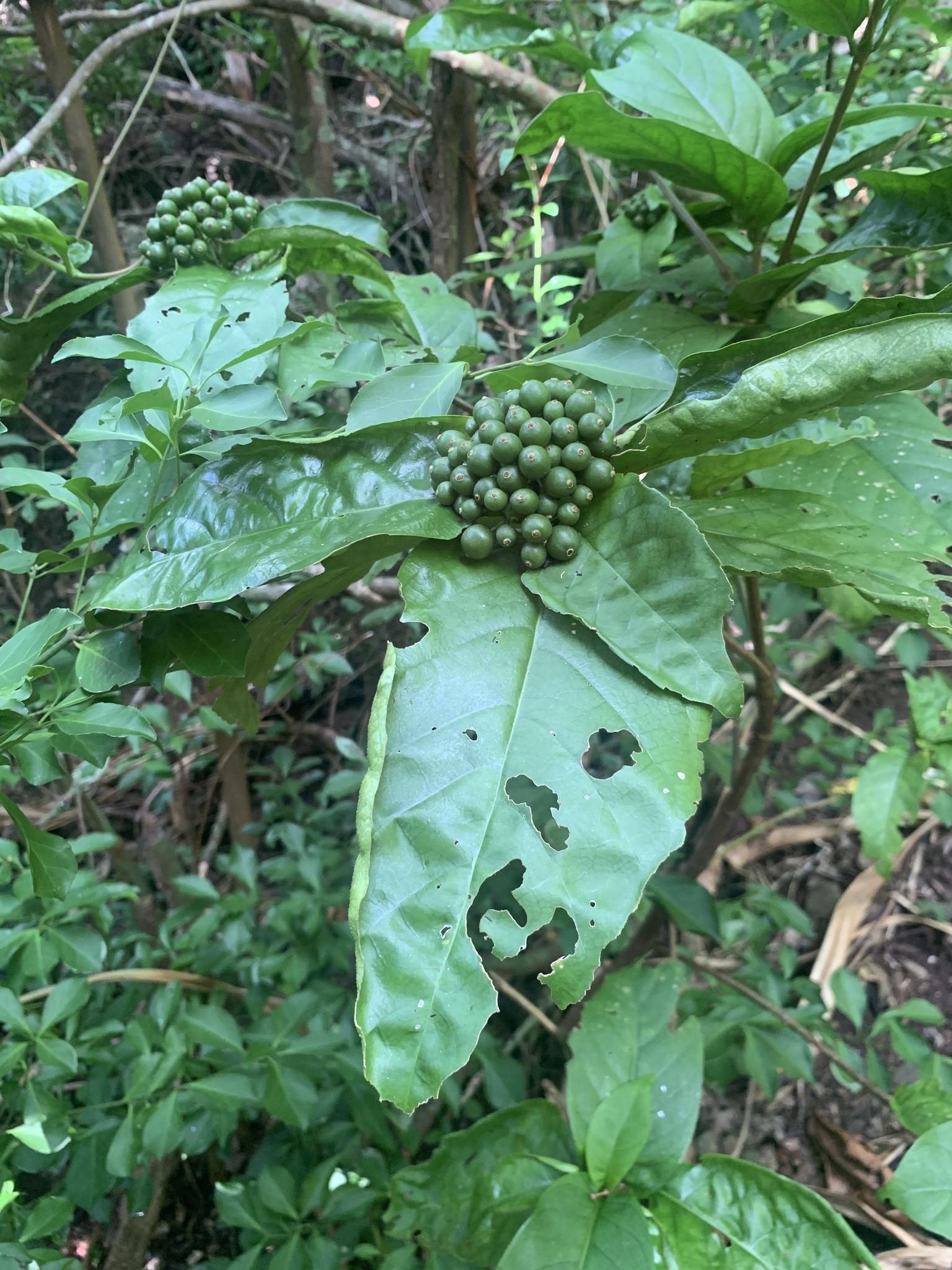
Tarenna subsessilis
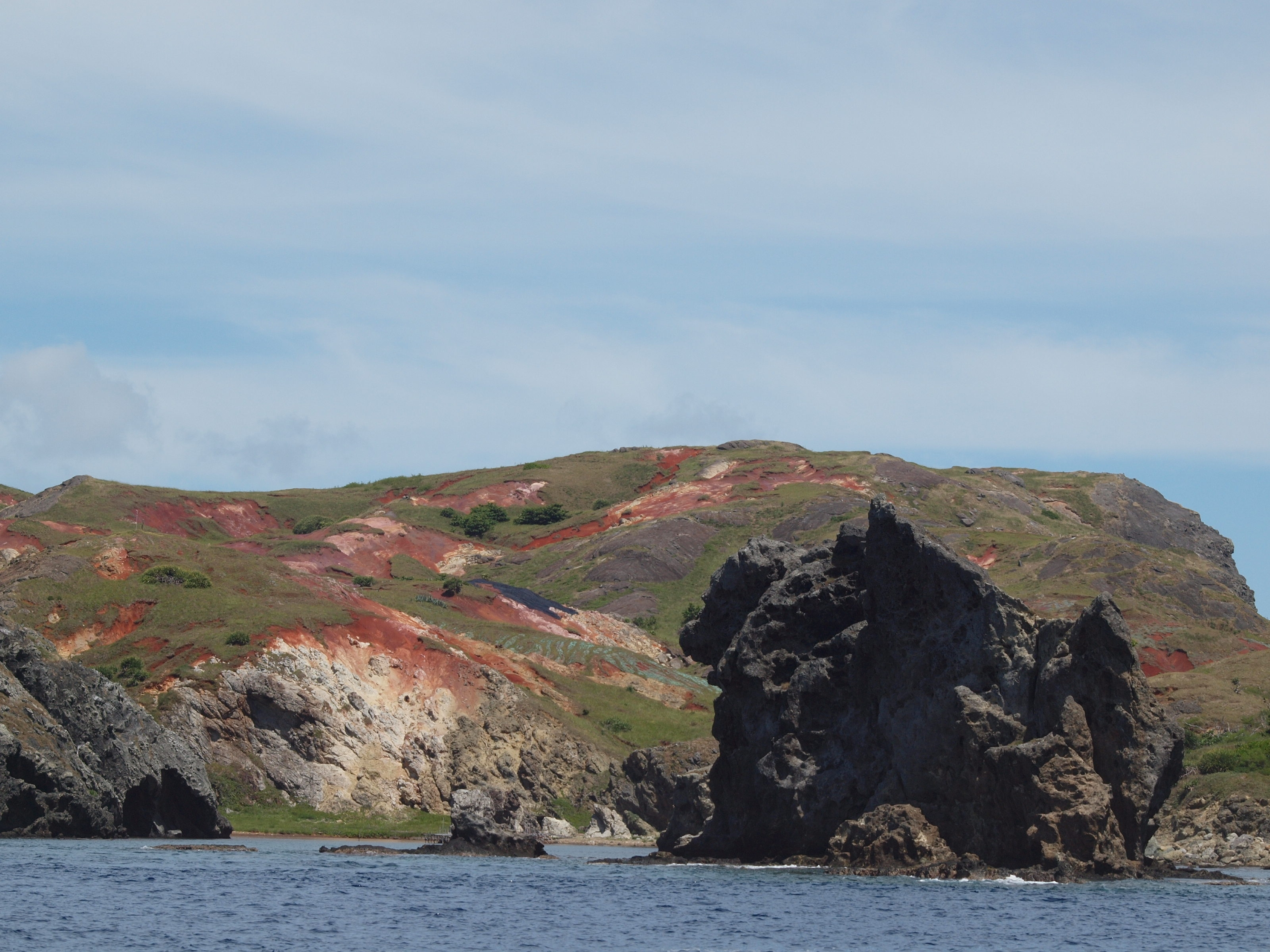
Vue de l'île Nakoudo
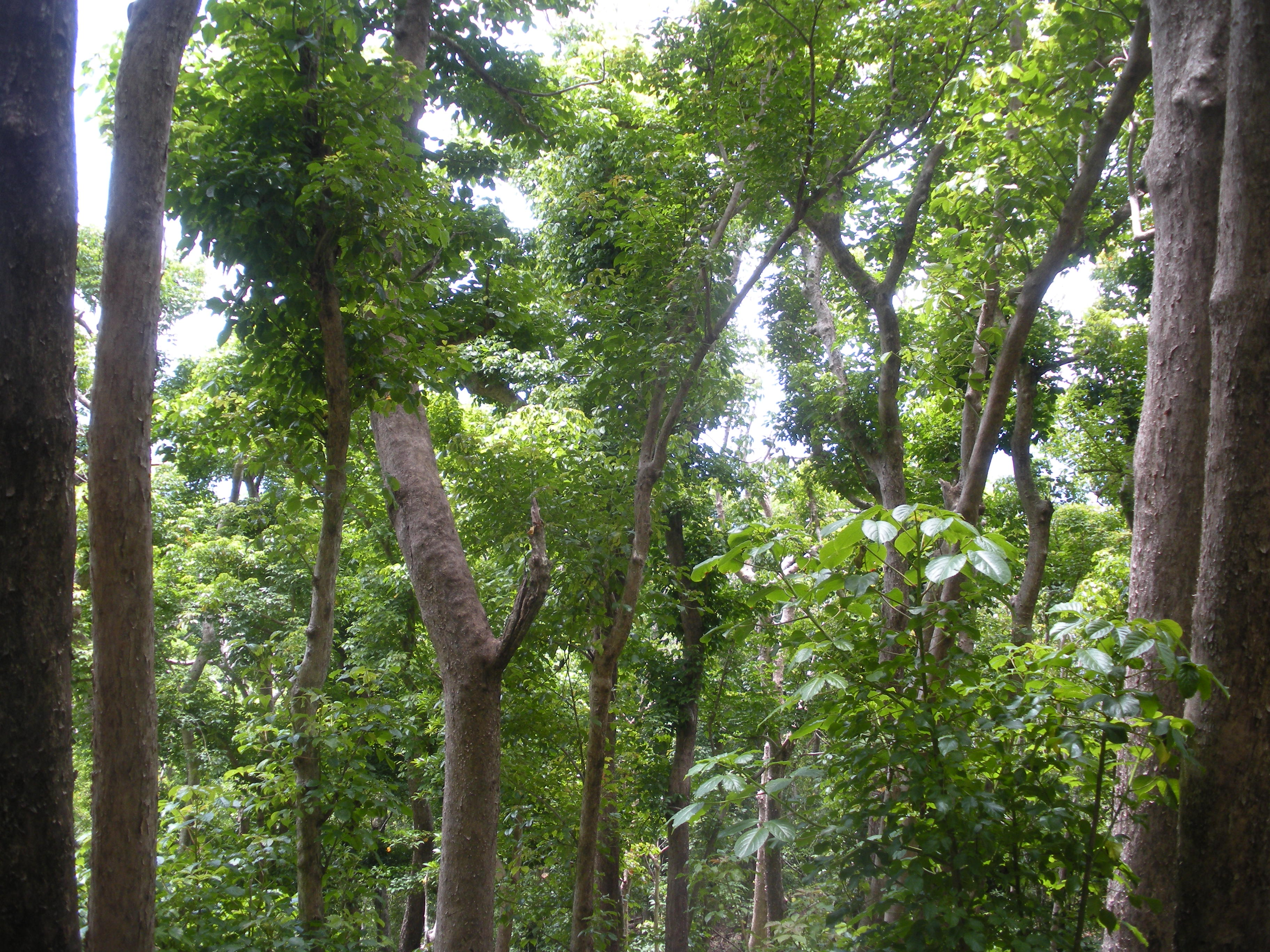
Bischofia javanica
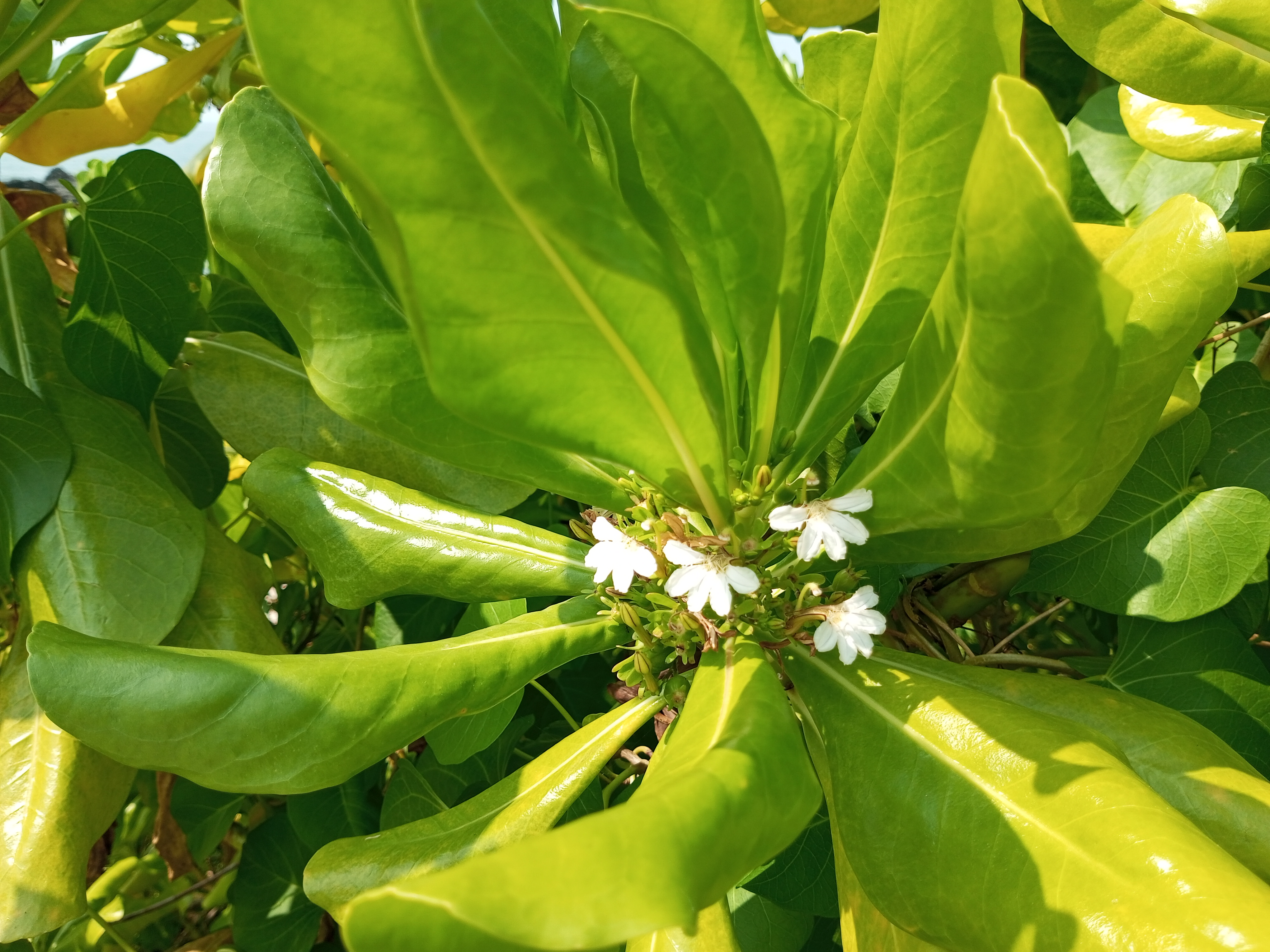
Veloutier vert

## Espèces endémiques du Japon
Du fait de l'insularité du Japon, de nombreuses espèces sont endémiques de l'archipel. Leur pourcentage est estimé à 40% du total.

## Espèces menacées
La Liste Rouge des espèces menacées recense pour le Japon 929 espèces de Trachéophytes. Parmi celles-ci, les données sont insuffisantes pour évaluer 35 espèces (3,8%). Pour les espèces évaluées, il ressort que 805 (86,7%) ne sont pas menacées, 18 (1,9%) sont classées dans la catégorie « préoccupation mineure » et 71 espèces (7,6%) sont menacées, dont 24 en catégorie « vulnérable », 23 dans la catégorie « en danger » et 24 dans la catégorie « en danger critique ». Aucune espèce de plante vasculaire n'est considérée comme éteinte.

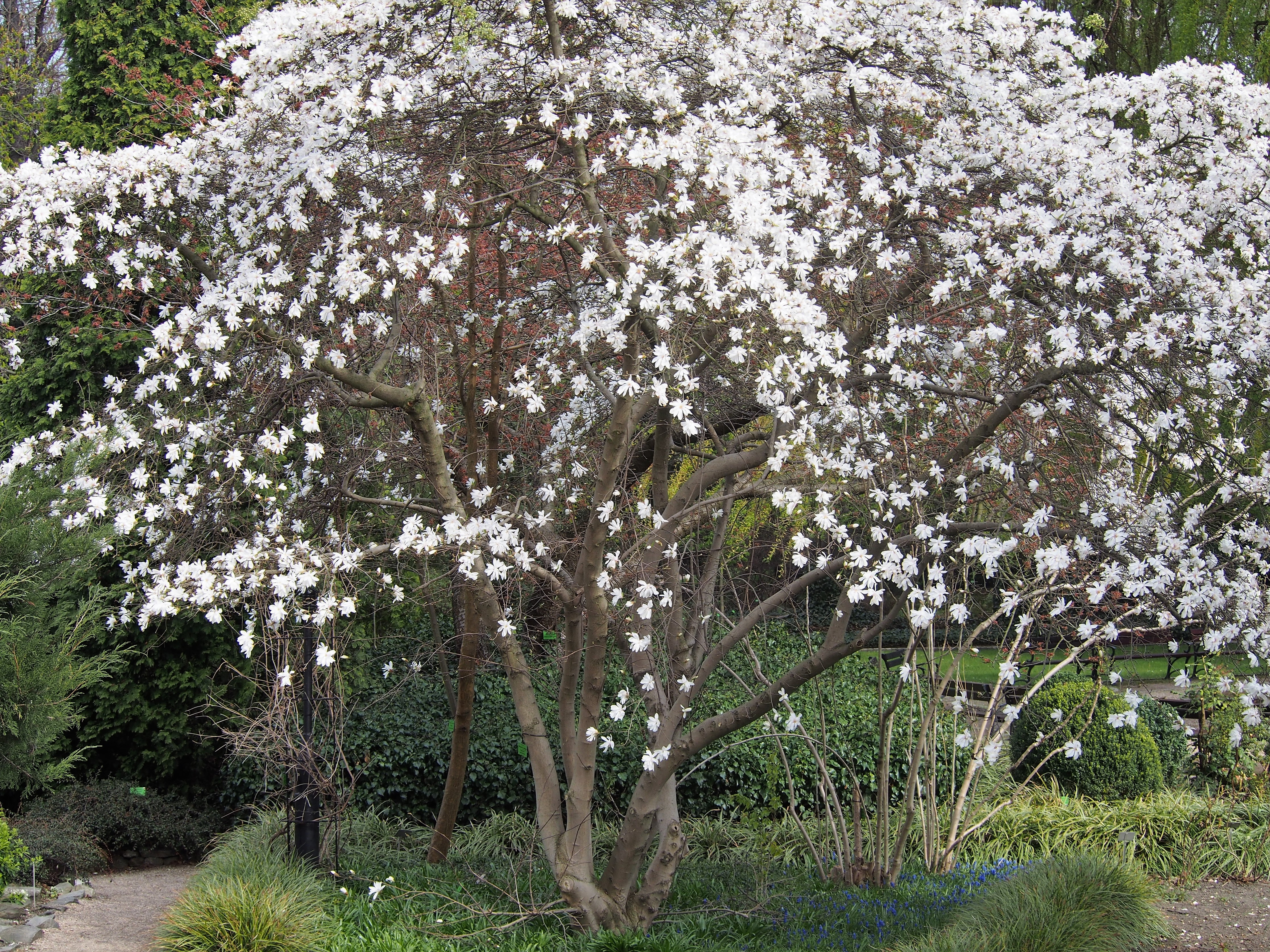
Le Magnolia étoilé est classé en danger d'extinction au Japon.
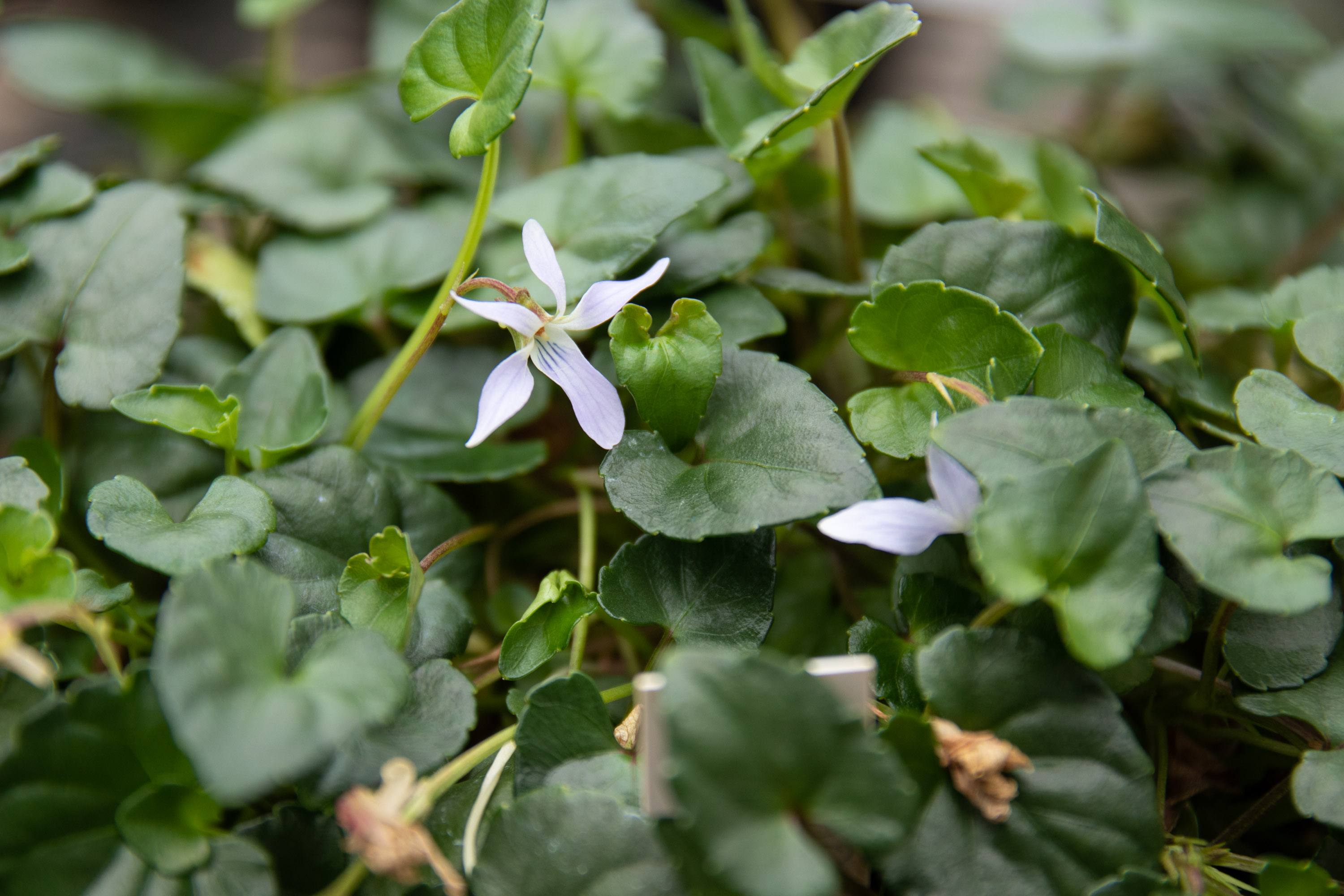
La Violette d'Okinawa est considérée comme en danger critique d'extinction.
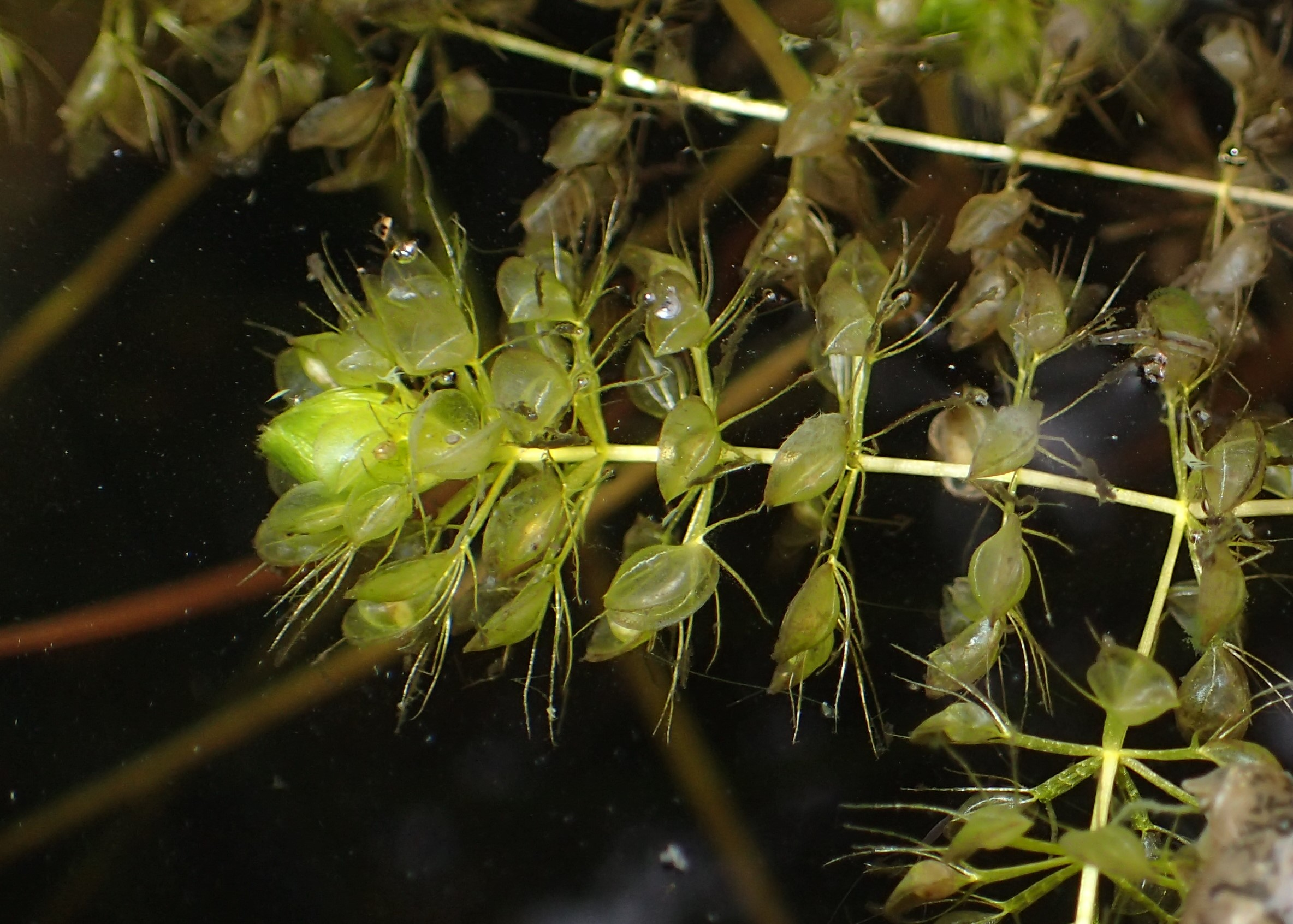
Aldrovanda vesiculosa, plante aquatique carnivore, en danger d'extinction.

## Histoire de la description de la flore du Japon

### Ouvrages antérieurs au Sakoku (avant 1650)
Le Honzōkōmoku, lecture japonaise du chinois 本草綱目 : Bencao Gangmu, (Compendium de materia medica), écrit par Li Shizhen sous la dinastie Ming et publié en 1596, a été introduit au Japon dès le début du XVIIe siècle. Il s'agit non seulement d'un ouvrage de médecine chinoise, mais il contient également une dimension naturaliste de par la description d'environ 1000 plantes et autant d'animaux. Il semble néanmoins qu'aucune approche naturaliste visant à décrire ou documenter systématiquement les espèces végétales n'aient été menée au Japon avant les premiers échanges avec les européens.

### Ouvrages publiés durant le Sakoku
La politique de fermeture du Japon (Sakoku ou Kaikin, de 1650 à 1842) n'empêche pas complètement aux occidentaux d'étudier le pays, notamment à travers les échanges que celui-ci maintien avec la compagnie hollandaise des Indes orientales. Ainsi, Engelbert Kaempfer, médecin allemand travaillant pour les hollandais, a été le premier occidental à publier des informations sur la flore du Japon en 1712, puis dans une moindre mesure en 1727. Il a été suivi par Carl Peter Thunberg qui a publié une « Flora Iaponica » en latin en 1784, suivi de notes en 1794. Enfin Philipp Franz von Siebold, avec l'aide de Joseph Gerhard Zuccarini, ont publié une Flora Japonica en 3 volumes (deux volumes de texte et un volume d'illustrations) en 1835 et 1870.
En 1928, Iwasaki Tsunemasa (岩崎常正) termine une oeuvre importante : une Materia Medica (本草図譜, Honzō zufu), inspirée de la tradition suivant Li Shizhen, qui sera publié pour partie en 1830, puis après sa mort (laquelle intervient en 1842) : en 1844,.

### Ouvrages publiés après la fin de l'isolement (après 1842)
En 1856 le botaniste japonais Iinuma Yokusai publie une encyclopédie botanique illustrée en 20 volumes : 草木図説 (Sō-moku-zu-setsu ou Sô-Mokou-Zoussets, littéralement : "herbe - arbre - dessin - théorie"). C'est le premier traiter de botanique japonaise à adopter la classification linéenne. Elle sert de base à une publication « Énumération des plantes qui croissent spontanément au Japon » (en latin) réalisée par deux français : Adrien Planchet et Ludovic Savatier en 1875 et 1879,.
En 1940, Tomitarō Makino publie une flore illustrée du Japon (日本植物図鑑). Mais celle-ci est encore largement incomplète malgré son volume important (plus de milles pages) et ne compterait qu'environ 300 espèces.
Jisaburo Ohwi, du Muséum national des Sciences du Japon (à Tokyo) a publié trois flores : une Flore du Japon (日本植物誌, Nihon Shokubutsushi) en 1953, une Flore du Japon - Ptérydophytes (日本植物誌シダ篇) en 1957 et une traduction en anglais, de ces deux ouvrages, combinés et augmentés, sous le titre de Flora of Japan sous l'égide de la Smithsonian Institution (Washington) en 1965.
Sumihiko Hatusima et Tetsuo Amano publient en 1975 une Flore des Ryukyu (琉球植物誌), au sud de l'île d'Amami, qui connaitra une seconde édition en 1994, par la Société Biologique d'Okinawa.

### Ouvrages et publications modernes
De 1993 à 2020 Kunio Iwatsuki, Takashi Yamazaki, David E. Boufford et Hideaki Ōba publient en anglais une oeuvre magistrale en 4 volumes : volumes 1, 2 (a, b & c), 3 (a & b), 4 (a & b) + un livre d'index général (soit 9 livres et quelque 3357 pages au total), le tout intitulé Flora of Japan, aux éditions Kodansha, Tokyo (voir bibliographie).

## Botanistes japonais proéminents
Kunio Iwatsuki (岩槻 邦男, Iwatsuki Kunio, 15 juillet 1934) auteur principal de la Flora of Japan (1993-2020), ancien directeur du jardin botanique de Tokyo, il a présidé des associations telles que : la Société botanique du Japon, la Société japonaise de taxonomie végétale, l'Association internationale des jardins botaniques.
Tomitarō Makino (牧野 富太郎, Makino Tomitarō, 24 avril 1862 – 18 janvier 1957), auteur d'une flore illustrée du Japon (日本植物図鑑, 1940), botaniste ayant nommé plus de 1500 plantes. Le jardin botanique de la préfecture de Kochi porte son nom.
Hideaki Ohba (大場 秀章, Ōba Hideaki, 14 juillet 1943), co-auteur de la Flora of Japan (1993-2020).
Jisaburō Ohwi (大井 次三郎, Ōi Jisaburō, 18 septembre 1905 – 22 février 1977) unique auteur de la Flora of Japan de 1965, première flore du Japon à avoir été traduite en anglais.
Takashi Yamazaki (山崎敬, Yamazaki Takashi, 6 janvier 1921 – 2 février 2007), co-auteur de la Flora of Japan (1993-2020).
Iinuma Yokusai (飯沼 慾歳,19 juillet 1782 - 27 juin 1865) premier botaniste japonais à avoir utilisé la classification linéenne dans son ouvrage 草木図説 (Sô-Mokou-Zoussets) de 1856.

## Végétation
Les forêts sempervirentes relèvent de la classe phytosociologique des Camellietea japonicae, les forêts décidues tempérées de celle des Fagetea crenatae, et les forêts de conifères d'altitude de celle des Vaccinio-Piceetea.

## Plantes d'importance culturelle ou économique particulière

### Sakura (cerisiers)
Les principales espèces de cerisiers à fleurs (桜 / 櫻【さくら】, Sakura) admirés dans le cadre du Hanami sont :
- Prunus serrulata, cerisier du Japon ;
- Prunus speciosa, cerisier d'Izu Ōshima (Ōshima-zakura) ;
- Prunus sargentii, cerisier d'Ezo ;
- Prunus ×yedoensis, cerisier Yoshino, hybride de Prunus speciosa et de Prunus subhirtella 'Pendula' ou de Prunus jamazakura.

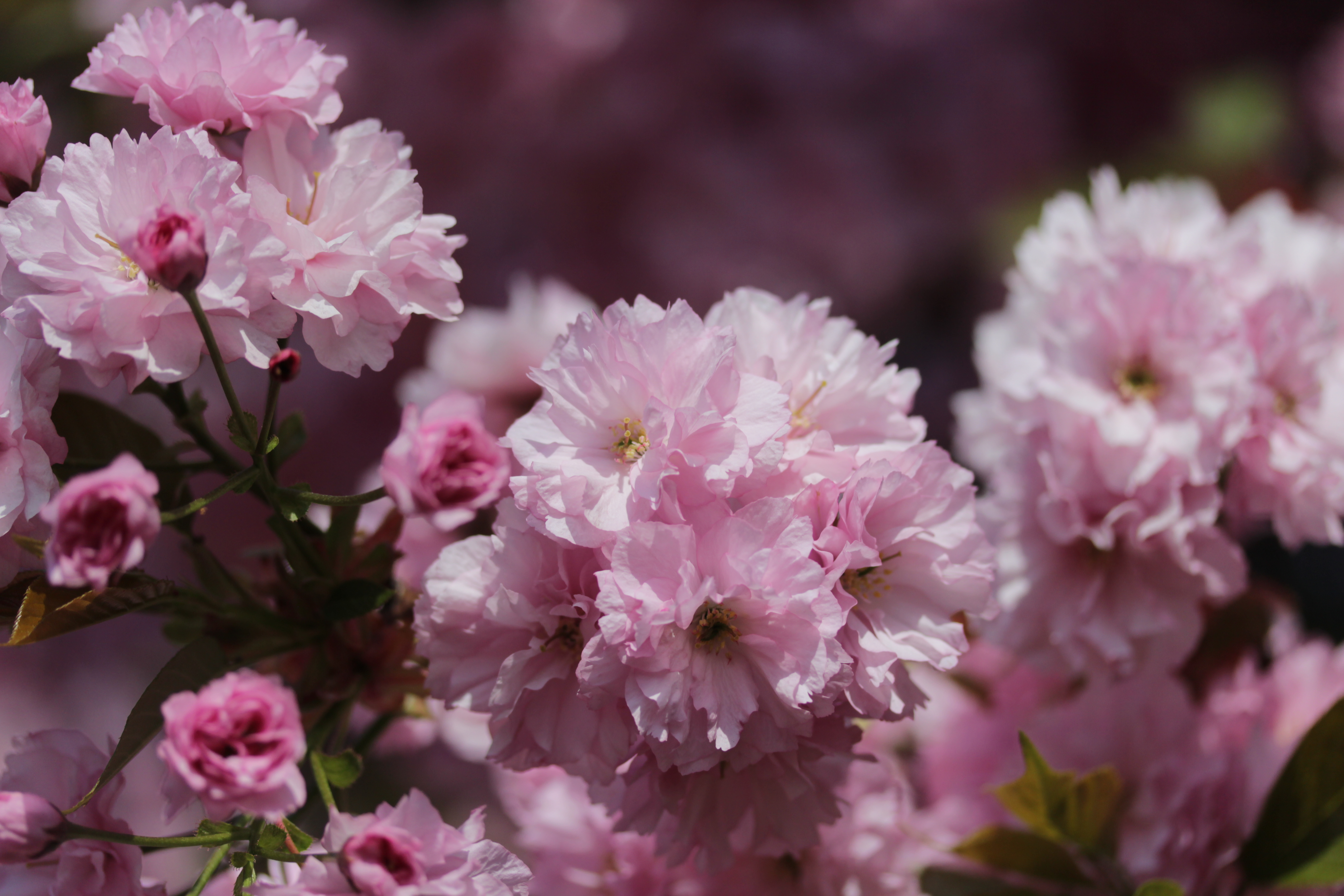
Prunus serrulata
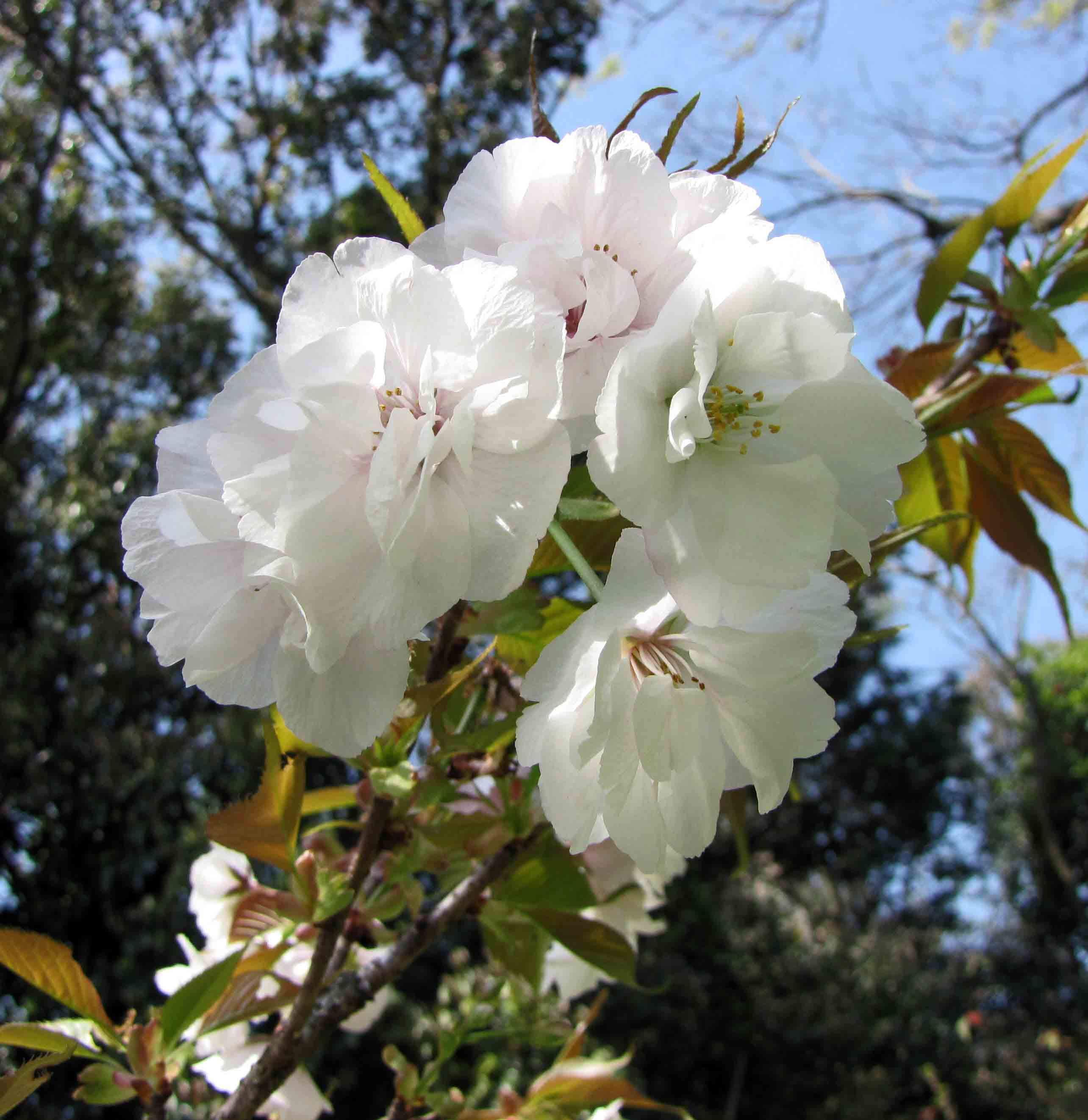
Prunus speciosa
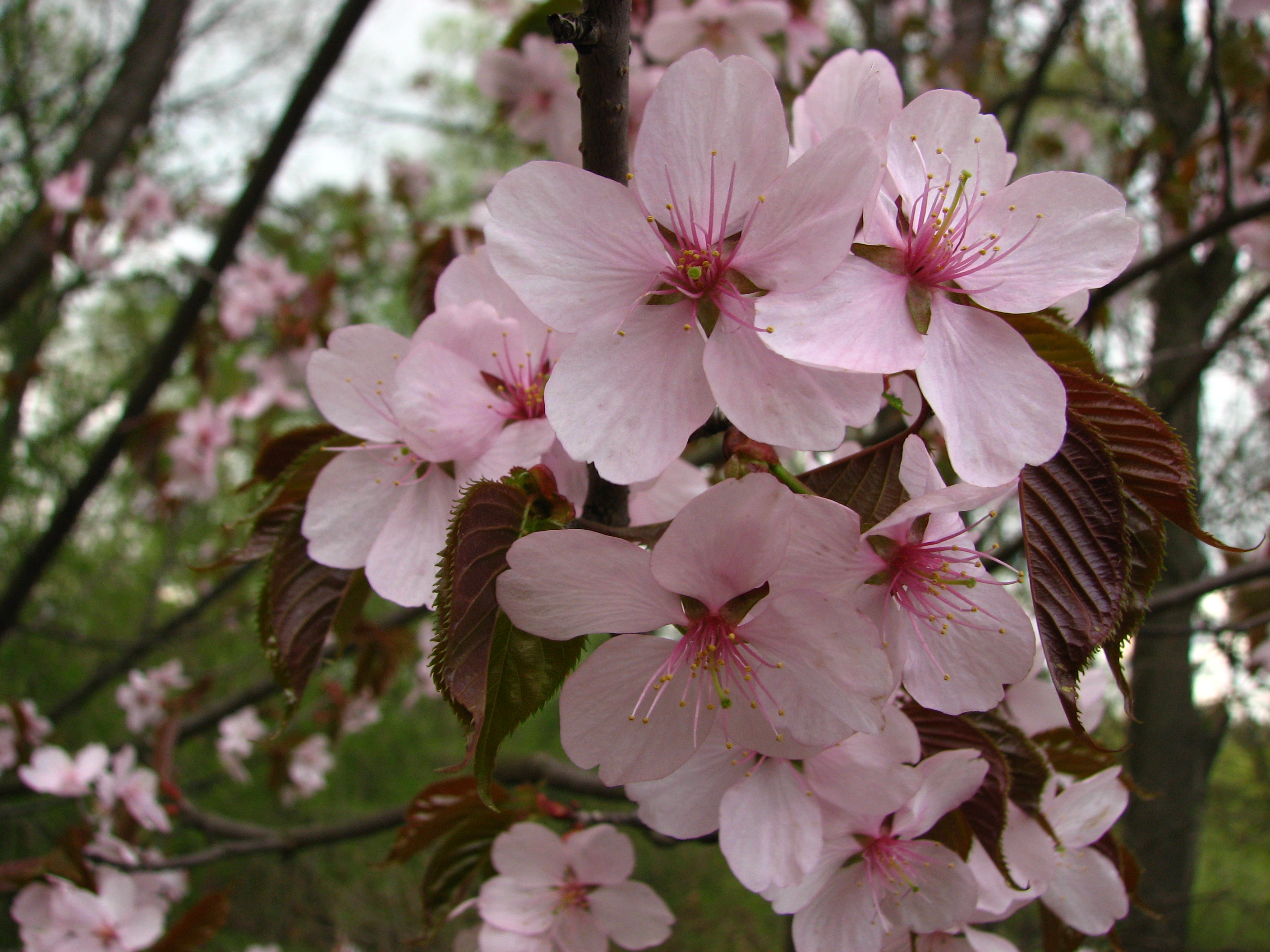
Prunus sargentii
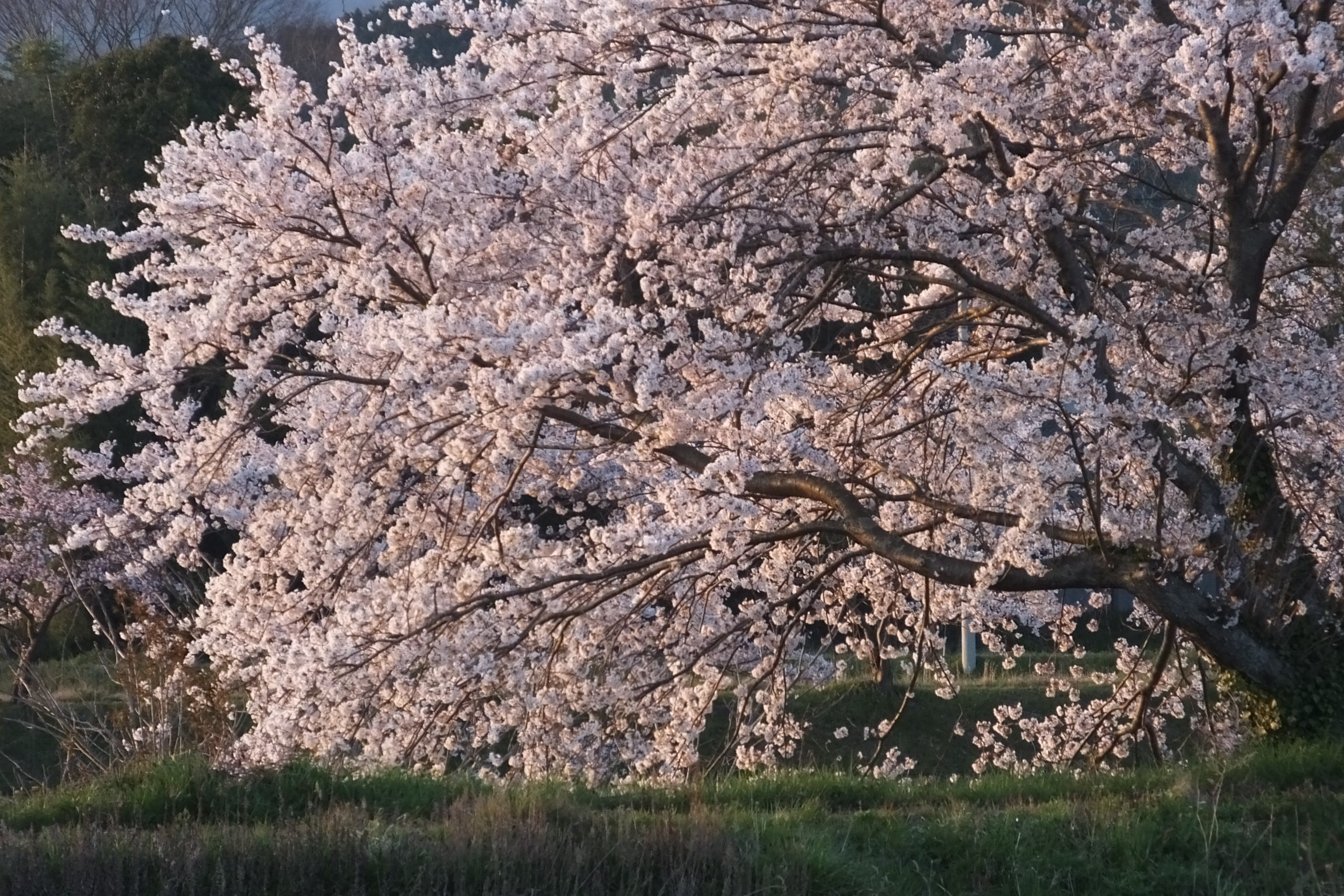
Prunus ×yedoensis

### Cèdre du Japon
Le Cèdre du Japon (杉【スギ】, Sugi) (Cryptomeria japonica) est l'une des principales essences forestières du Japon. Indigène de ce pays, elle y est plantée en grand et ses peuplements couvrent ainsi 4 millions d'hectares.

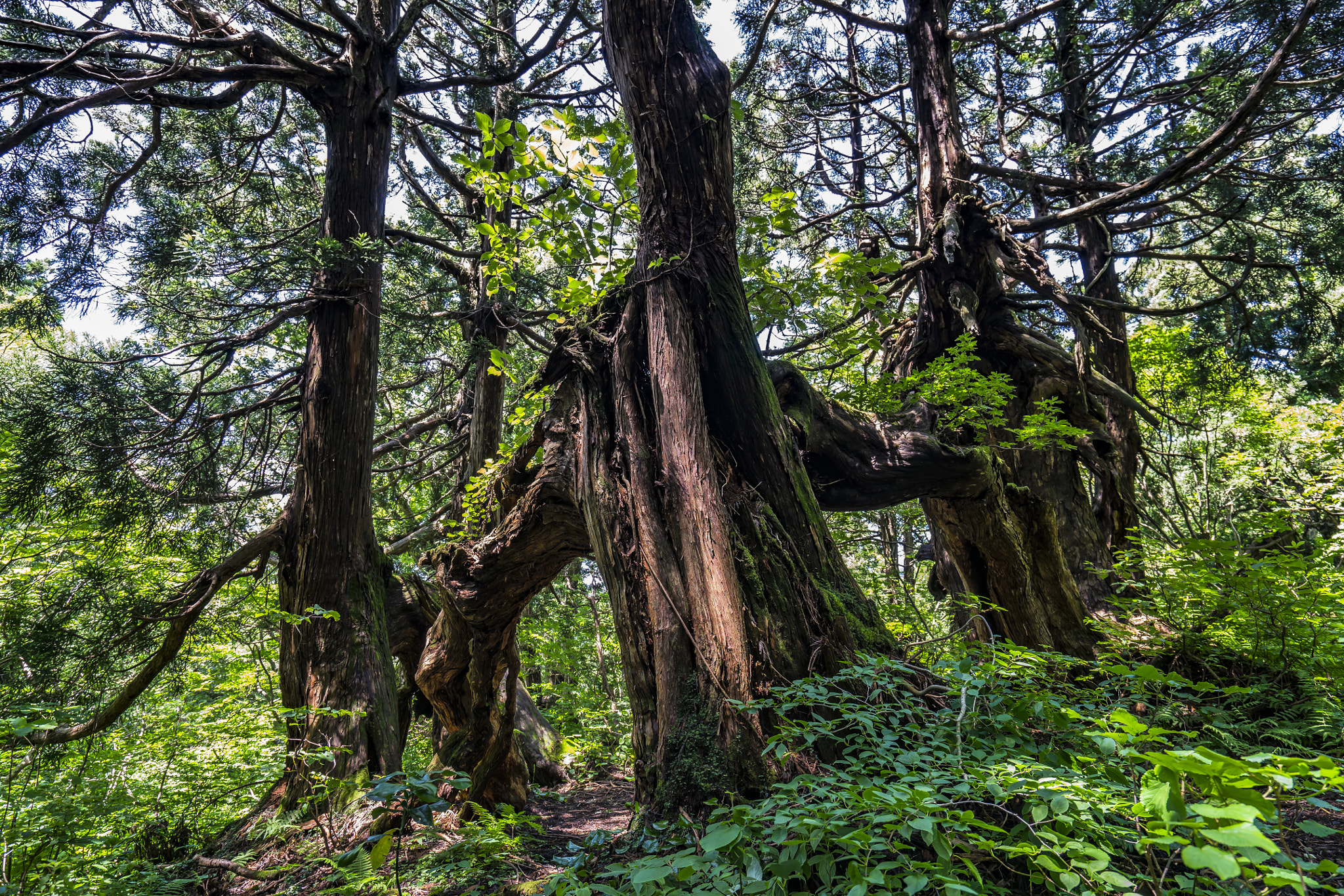
Cèdre marchant

### Riz
Le riz (稲【いね】, Ine) (Oryza sativa) est une céréale très importante dans l'alimentation et la culture japonaise. Introduit depuis la Chine vers la fin de la période Jomon et cultivée en rizière dès la période Yayoi (soit à partir de 400 av. J.C.).

### Bambous
Le nom générique japonais est 竹【たけ】 (Take).
Les forêts de bambous cultivées représentaient au début des années 1980 environ 123 000 hectares au Japon (environ 0,5% de la surface forestière de l'archipel).
Les principales espèces cultivées étaient alors : Phyllostachys bambusoides (Madake : environ 42,5% des surfaces) et P. pubescens (Mosochiku : environ 40,6%). P. nigra f. henonis (Hachiku : 0,4%) et le genre Pleioblastus sont également mentionnés).
Uchimura distingue les bambous (dont les gaines caulinaires tombent lors de la croissance du chaume), des Sasa (dont les gaines caulinaires ne tombent qu'au bout de 3 à 4 ans). Les Sasas sont considérés comme moins utiles économiquement et problématiques pour la régénération forestière des autres arbres.
Le bambou moso : Phyllostachys edulis (souvent cité sous son synonyme : P. pubescens) 孟宗竹  もうそうちく ou【もうそうだけ】 (Mōsō chiku ou [Mōsō dake])) a été introduit au Japon depuis la Chine en 1736.

### Principaux ouvrages et publications d'importance
classés par date de parution (sauf la Flora of Japan de Iwatsuki et al. classée par nº de volumes)
- (la) Engelbert Kaempfer, Amœnitatum exoticarum politico-physico-medicarum, vol. V, Lemgo, Henricus Wilhelmus Meyer, 1712, 912 p. (lire en ligne).
- (en) Engelbert Kaempfer (trad. J. G. Scheuchzer de 1727), The history of Japan, together with a description of the kingdom of Siam 1690-92 [« De beschryving van Japan »], vol. I, Glasgow, James MacLehose and Sons, 1906, 336 p. (lire en ligne), p. 176
  - Engelbert Kaempfer (trad. en François sur la version Angloise de Jean-Gaspar Scheuchzer), Histoire naturelle, civile et ecclésiastique de l'Empire du Japon, t. I, La Haye, P. Gosse & J. Neaulme, 1729, 217 p. (lire en ligne), p. 98
- (la) Carl Peter Thunberg, Flora Iaponica, sistens plantas insularum iaponicarum secundum systema sexuale emedatum redactas ad XX classes, ordines, genera et species cum differentiis specificis, synonymis paucis, descriptionibus concinnis et XXXIX iconibus adiectis, Lipsiae in Bibliopolio I.G. Mülleriano, 1784 (lire en ligne)
- (la) Engelbertus Kaempfer, Icones selectae Plantarum, quas in Japonia collegit et delineavit Engelbertus Kaempfer; ex archetypis in Museo Britannico asservatis., London, 1791, 59 p. (lire en ligne)
- (en) Carl Peter Thunberg, Botanical observations on the Flora Japonica, London, Linnean Society, 1794 (DOI 10.5962/bhl.title.3681)
- Siebold, P.F. & J.G. Zuccarini, Flora Japonica sive Plantae, quas in imperio Japonico collegit, descripsit, ex parte in ipsis locis pingendas curavit. Sectio Prima, continens plantas ornatui vel usui invervientes. Lugduni Batavorum, 1835. V.1, Illustrations.
- (de) Philipp Franz von Siebold & Joseph Gerhard Zuccarini, Florae Japonicae familiae naturales :adjectis generum et specierum exemplis selectis, Munich, 1845-46 (lire en ligne)
- Siebold, P.F. & J.G. Zuccarini, Flora Japonica sive Plantae, quas in imperio Japonico collegit, descripsit, ex parte in ipsis locis pingendas curavit. Sectio Secunda, 1870. lire en ligne
- (la) Adrien Franchet et Ludovic Savatier, Enumeratio plantarum in Japonia sponte crescentium hucusque rite cognitarum, adjectis descriptionibus specierum pro regione novarum, quibus accedit determinatio herbarum in libris japonicis So mokou zoussetz xylographice delineatarum, Parisiis, Apud. F. Savy, Bibliopolam, 4, via Dicta Hautefeuille, 1875 & 1879, 485 + 789 (lire en ligne)
- (ja) Tomitarō Makino 牧野, 日本植物図鑑 - An illustrated flora of Nippon, Hokuryukan Co., Ltd,‎ 1940 (lire en ligne)
- (ja) Michio Murakoshi 村越三千男, 日本植物図鑑 - The illustrated encyclopedia of japanese plants, Tokyo,‎ 1951 (DOI 10.11501/2458959, lire en ligne)
- (en) Jisaburo Ohwi, Flora of Japan, Washington, Smithsonian Institution, 1965, 1067 p. (DOI 10.5962/bhl.title.43786)
- (en) Kunio Iwatsuki, Takasi Yamazaki, David E. Boufford et Hideaki Ōba, Flora of Japan, v. 1. Pteridophyta and Gymnospermae, Tokyo, Kodansha, 1995, 302 p. (ISBN 9784061546035)
- (en) Kunio Iwatsuki, David E. Boufford et Hideaki Ōba, Flora of Japan, v. 2a. Angiospermae Dicotyledoneae Archichlamydeae (a), Tokyo, Kodansha, 2006, 550 p. (ISBN 9784061546042)
- (en) Kunio Iwatsuki, David E. Boufford et Hideaki Ōba, Flora of Japan, v. 2b Angiospermae-Dicotyledoneae: Archichlamydeae (b), Tokyo, Kodansha, 2001, 321 p. (ISBN 9784061546059)
- (en) Kunio Iwatsuki, David E. Boufford et Hideaki Ōba, Flora of Japan, v. 2c Angiospermae-Dicotyledoneae: Archichlamydeae (c), Tokyo, Kodansha, 1999, 328 p. (ISBN 9784061546066)
- (en) Kunio Iwatsuki, Takasi Yamazaki, David E. Boufford et Hideaki Ōba, Flora of Japan, v. 3a Angiospermae-Dicotyledoneae: Sympetalae (a), Tokyo, Kodansha, 1993, 482 p. (ISBN 9784061534209)
- (en) Kunio Iwatsuki, Takasi Yamazaki, David E. Boufford et Hideaki Ōba, Flora of Japan, v. 3b Angiospermae-Dicotyledoneae: Sympetalae (b), Tokyo, Kodansha, 1995, 181 p. (ISBN 9784061546028)
- (en) Kunio Iwatsuki, David E. Boufford et Hideaki Ōba, Flora of Japan, v. 4a Angiospermae-Monocotyledoneae (a), Tokyo, Kodansha, 2020, 430 p. (ISBN 9784061546073)
- (en) Kunio Iwatsuki, David E. Boufford et Hideaki Ōba, Flora of Japan, v. 4b Angiospermae-Monocotyledoneae (b), Tokyo, Kodansha, 2016, 435 p. (ISBN 9784061546080)
- (en) Kunio Iwatsuki, David E. Boufford et Hideaki Ōba, Flora of Japan, General Index, Tokyo, Kodansha, 2020, 328 p. (ISBN 9784065214343)
- (en) Masaomi Noriyuki, Hirofumi Kondo, Takuto Shitara, Masato Yoshikawa et Yoshinobu Hoshino, « A new formal classification for Japanese forest vegetation based on traditional phytosociological concepts », Applied Vegetation Science, vol. 24, no 4,‎ 2021, p. 1-21 (DOI 10.1111/avsc.12611, lire en ligne )

### Herbiers
- Natural History Museum (2014). Specimens collected by Engelbert Kaempfer. Natural History Museum, South Kensington, Londres. voir en ligne
- Herbier du Musée de l'École supérieure de Science, Université de Hokkaido, Sapporo (SAP) : http://sap.museum.hokudai.ac.jp/
- Herbier de l'Université de Tokyo (TI) : https://umdb.um.u-tokyo.ac.jp/DShokubu_en/TI/en/info.php